# Llista d'espècies animals en perill d'extinció
Aquesta és una llista d'espècies animals en perill d'extinció segons la Unió Internacional per a la Conservació de la Natura (UICN). És ordenada per llurs noms científics i en ordre alfabètic.
| Índex A B C D E F G H I J K L M N O P Q R S T U V W X Y Z |

## A

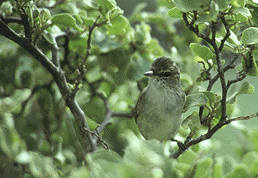
Acrocephalus familiaris kingi fotografiat a Nihoa, Hawaii.

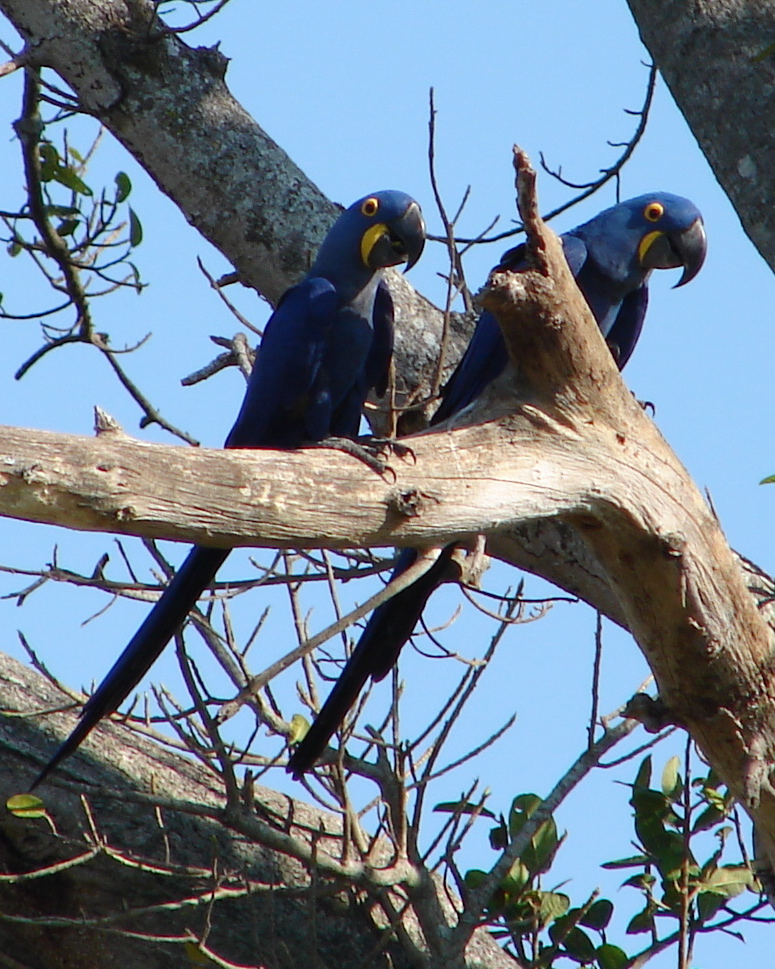
Guacamai jacint (Anodorhynchus hyacinthinus)

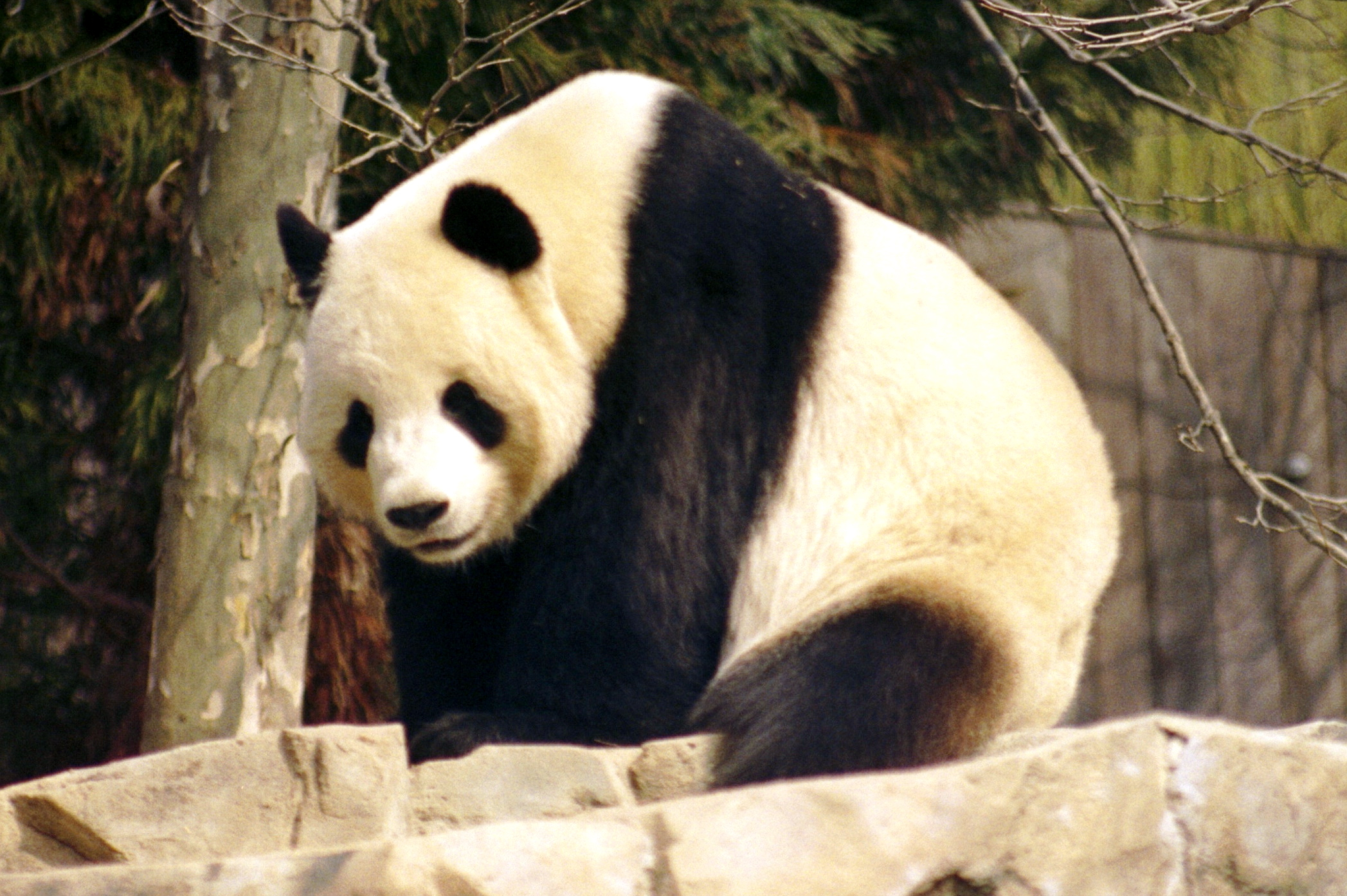
Panda gegant (Ailuropoda melanoleuca)

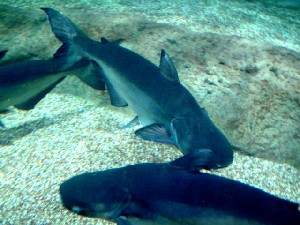
Peix gat gegant del Mekong (Pangasianodon gigas)

Pseudochelidon sirintarae

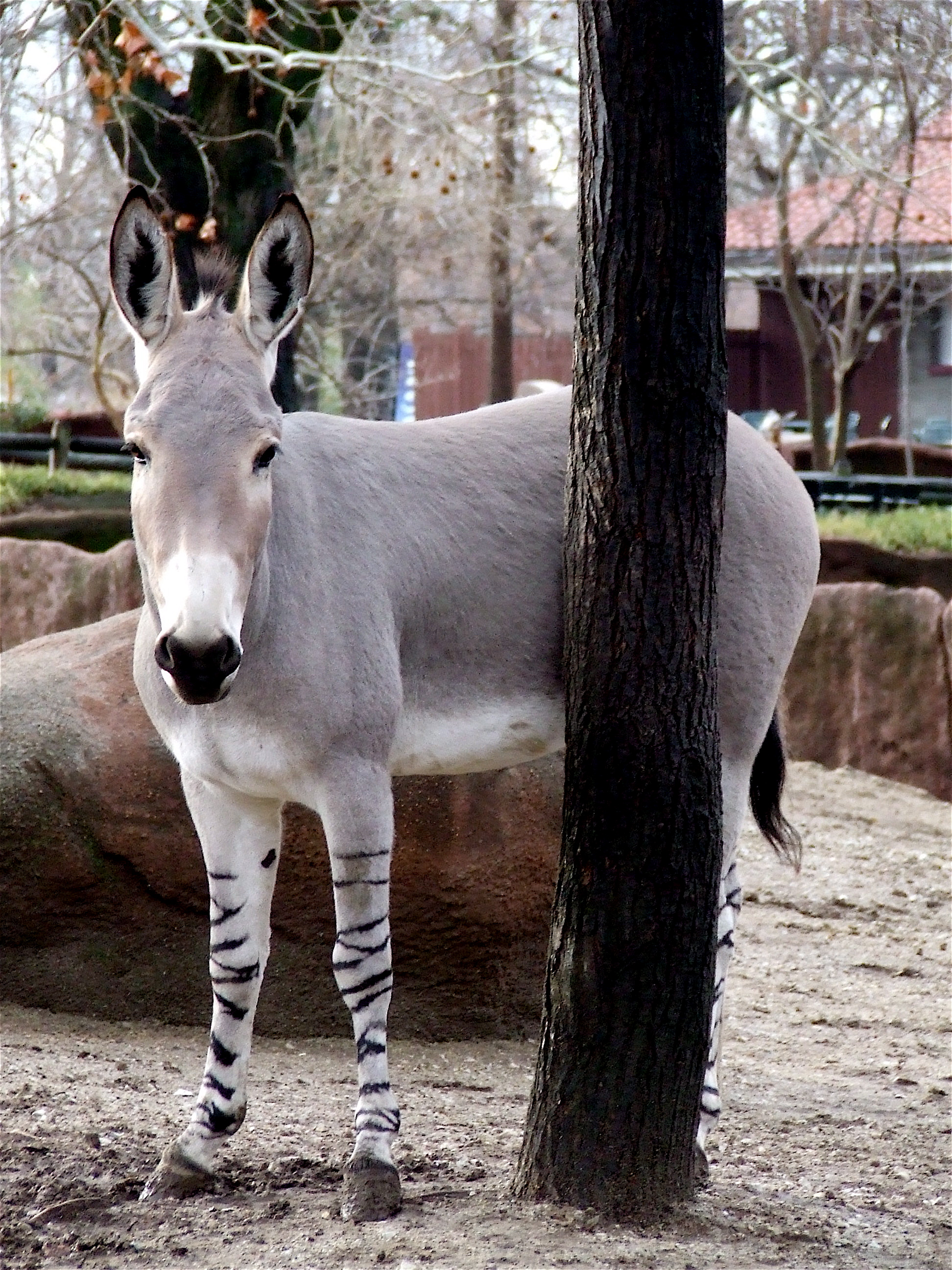
Ase salvatge africà (Equus africanus)

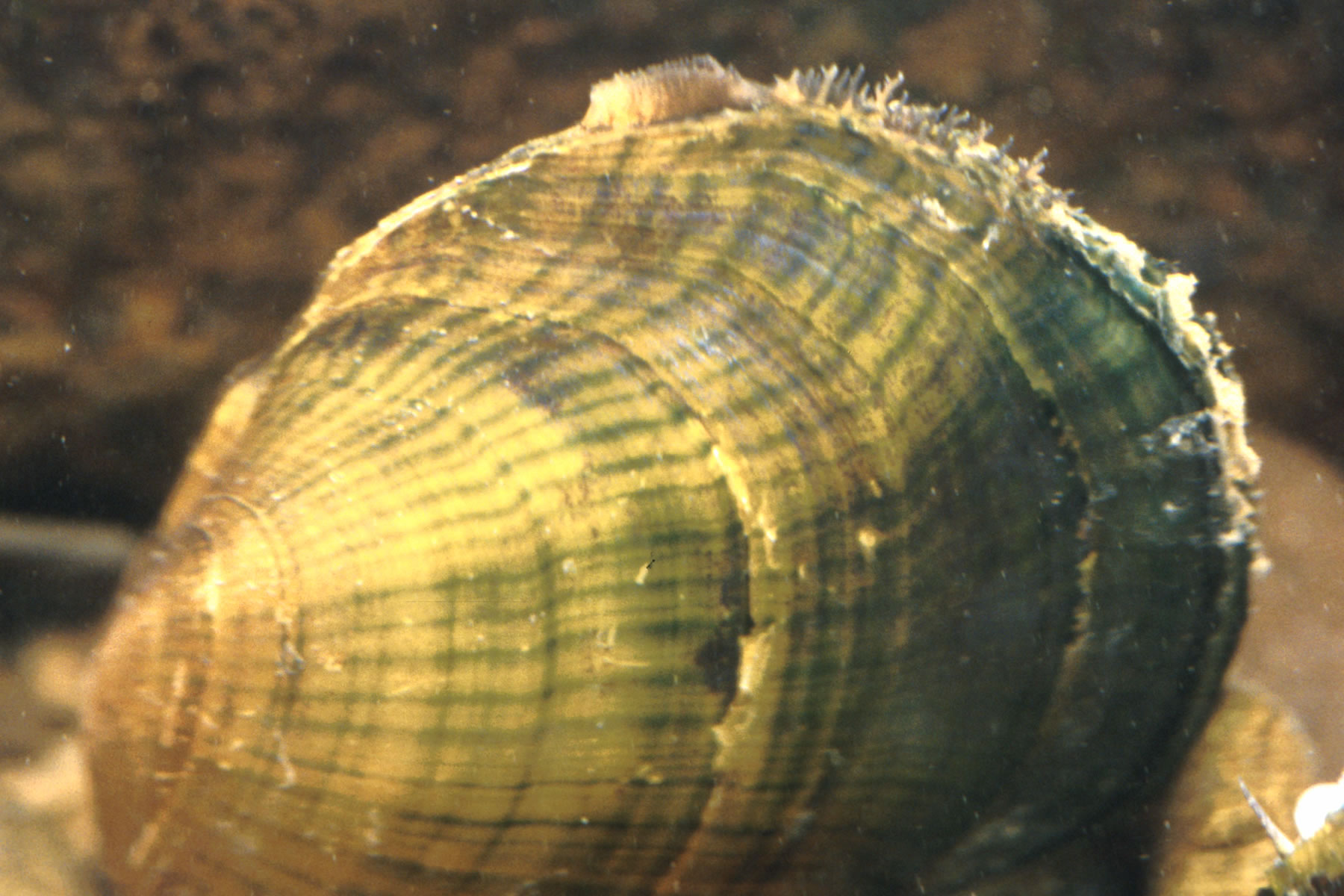
Epioblasma capsaeformis

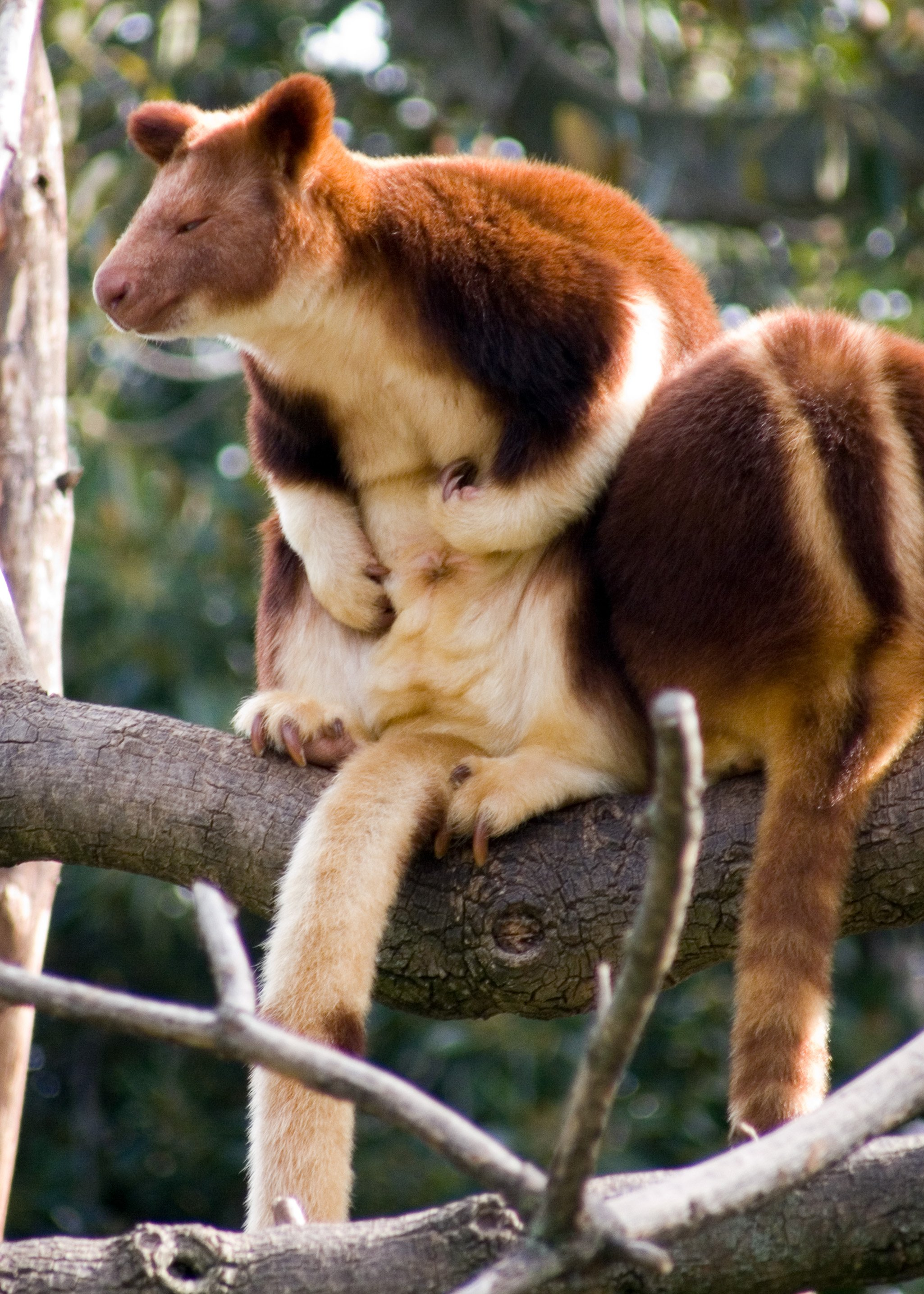
Cangur arborícola de Goodfellow (Dendrolagus goodfellowi)

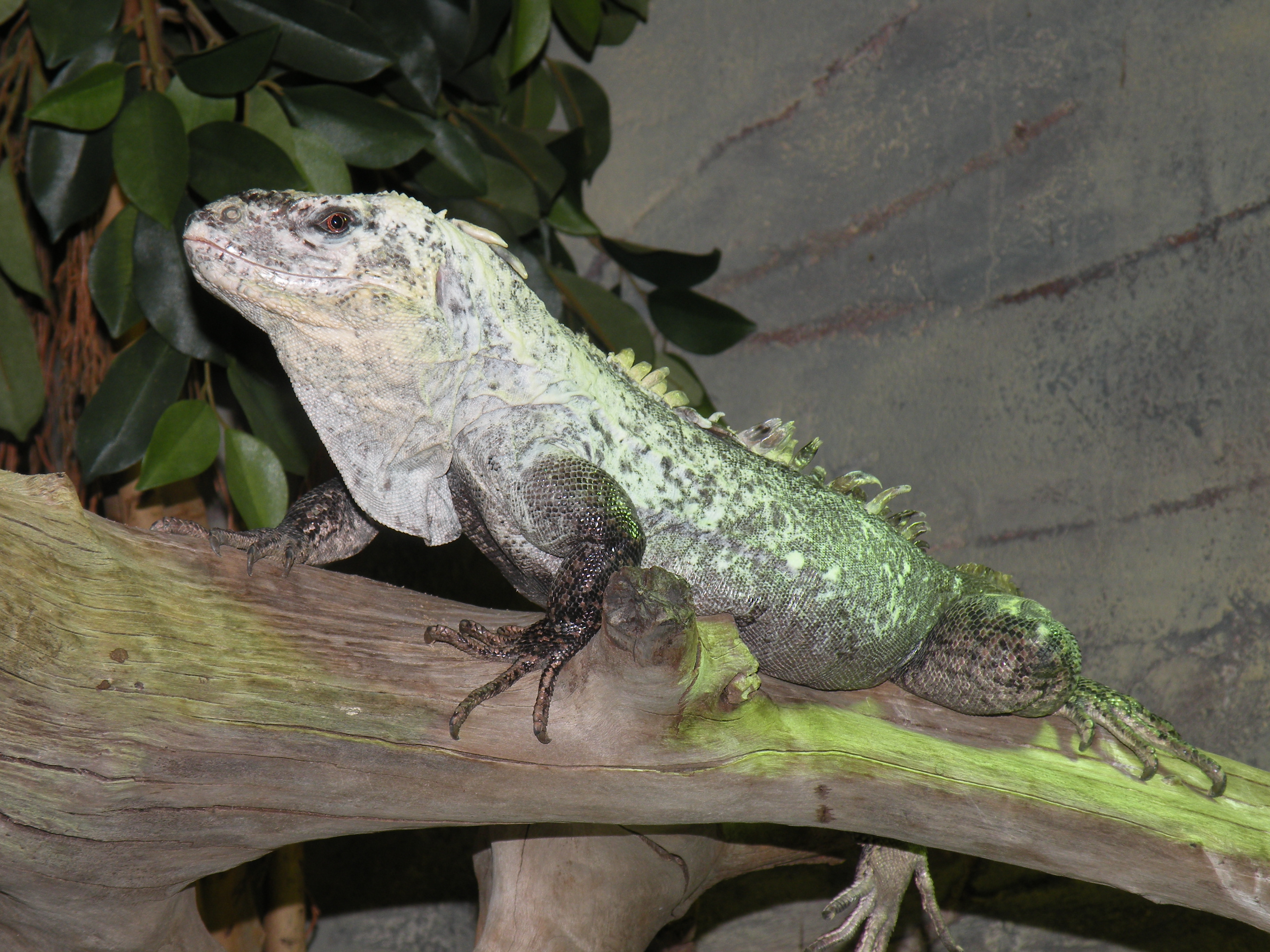
Ctenosaura bakeri

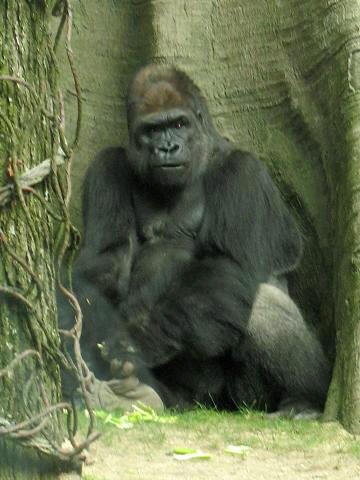
Goril·la (Gorilla gorilla)

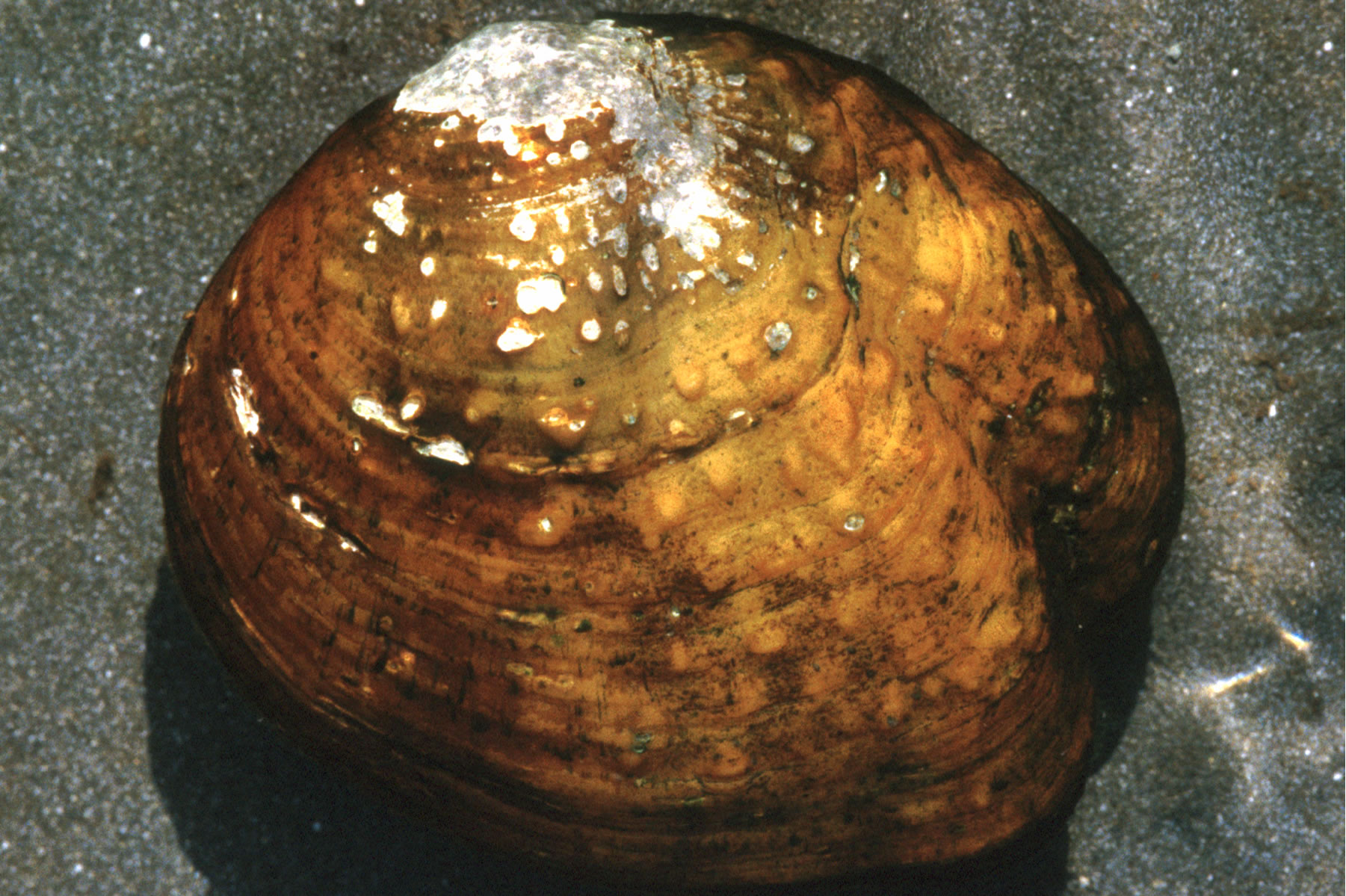
Quadrula intermedia

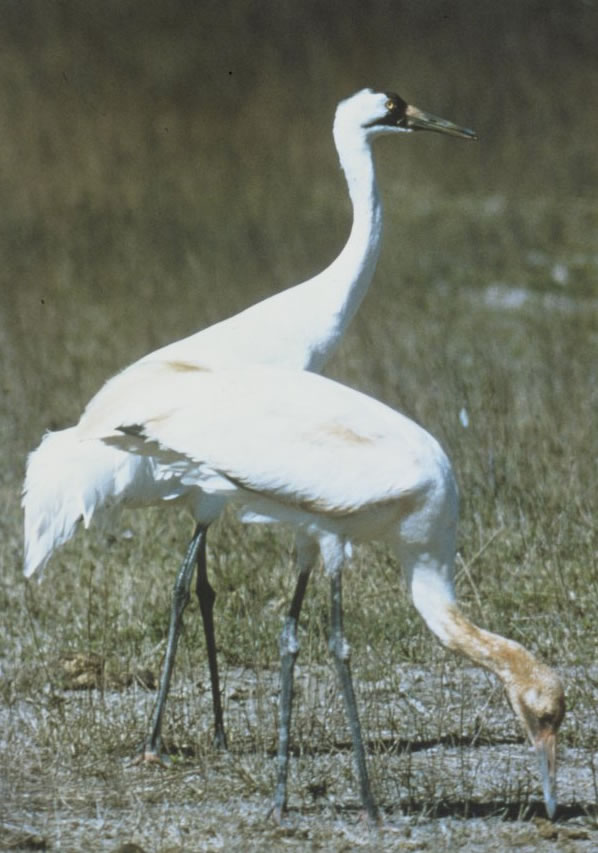
Grua cridanera americana (Grus americana)

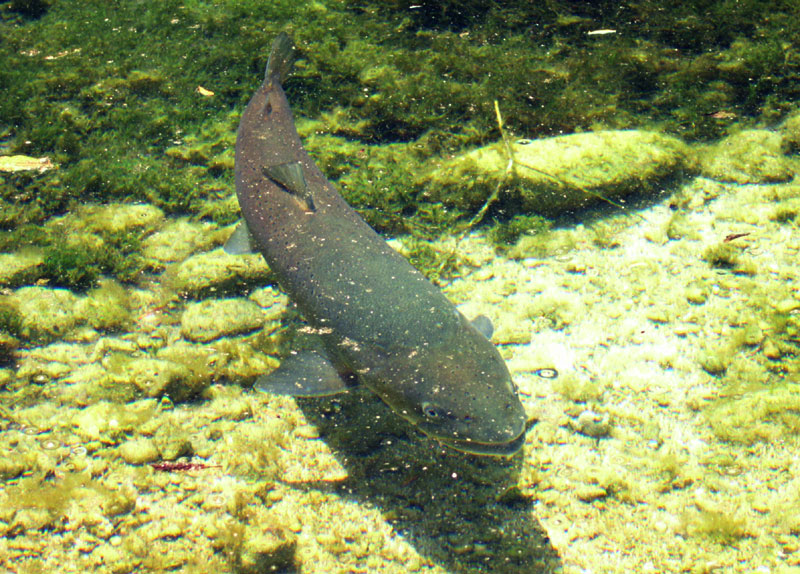
Salmó del Danubi (Hucho hucho)

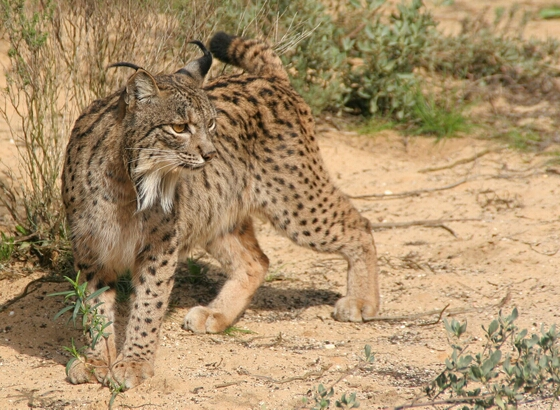
Lynx pardinus

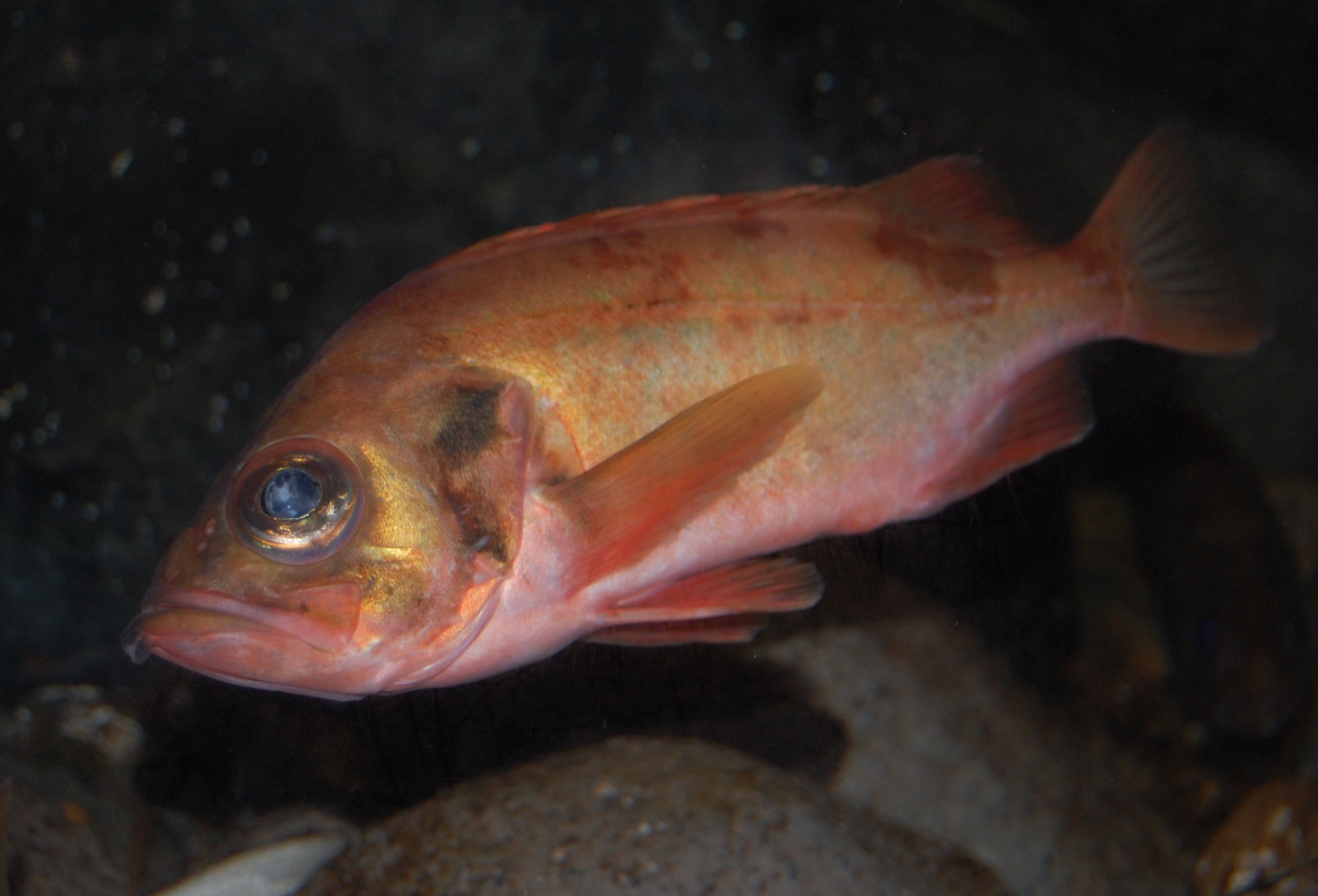
Sebastes fasciatus

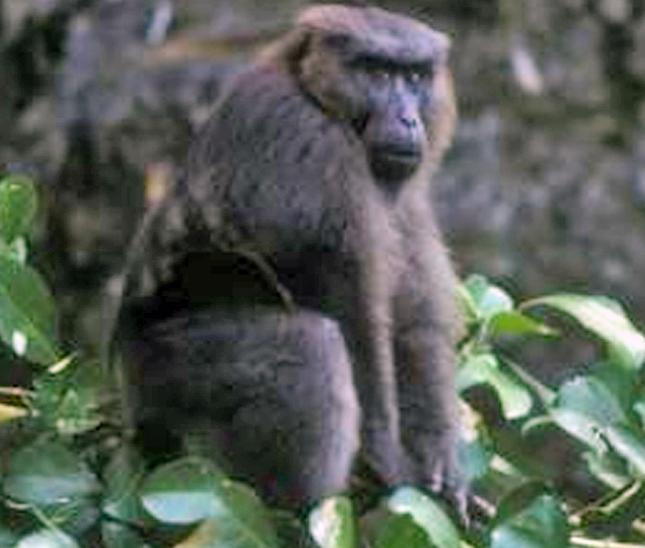
Macaca maura

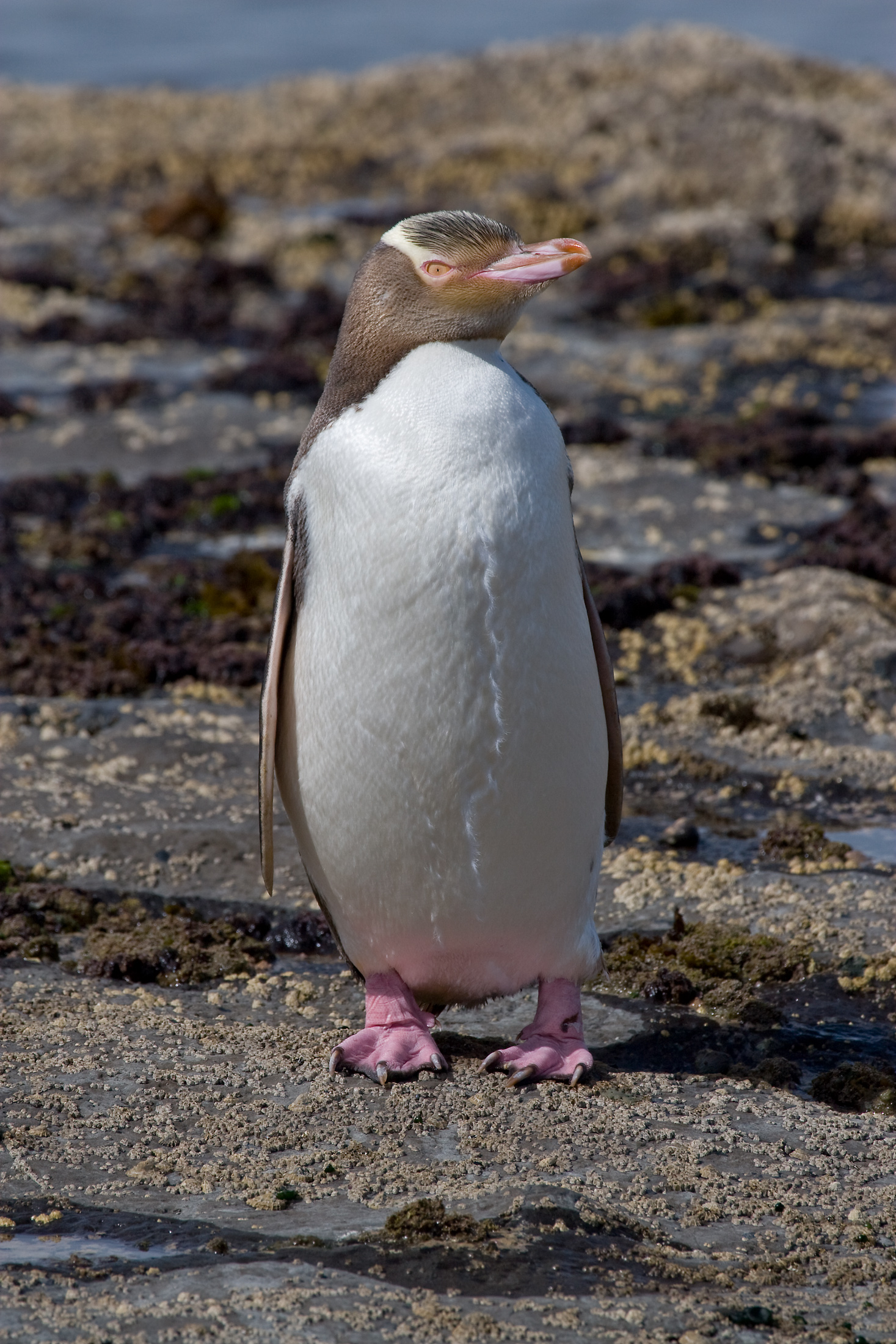
Pingüí d'ulls grocs (Megadyptes antipodes)

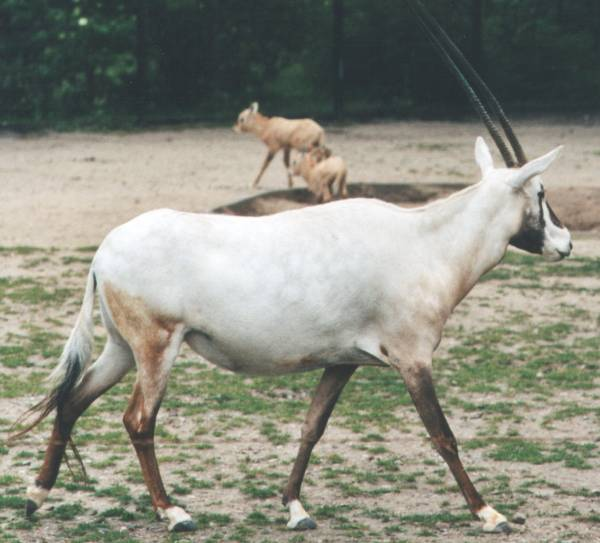
Òrix d'Aràbia (Oryx leucoryx)

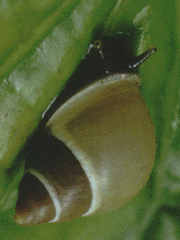
Partula gibba

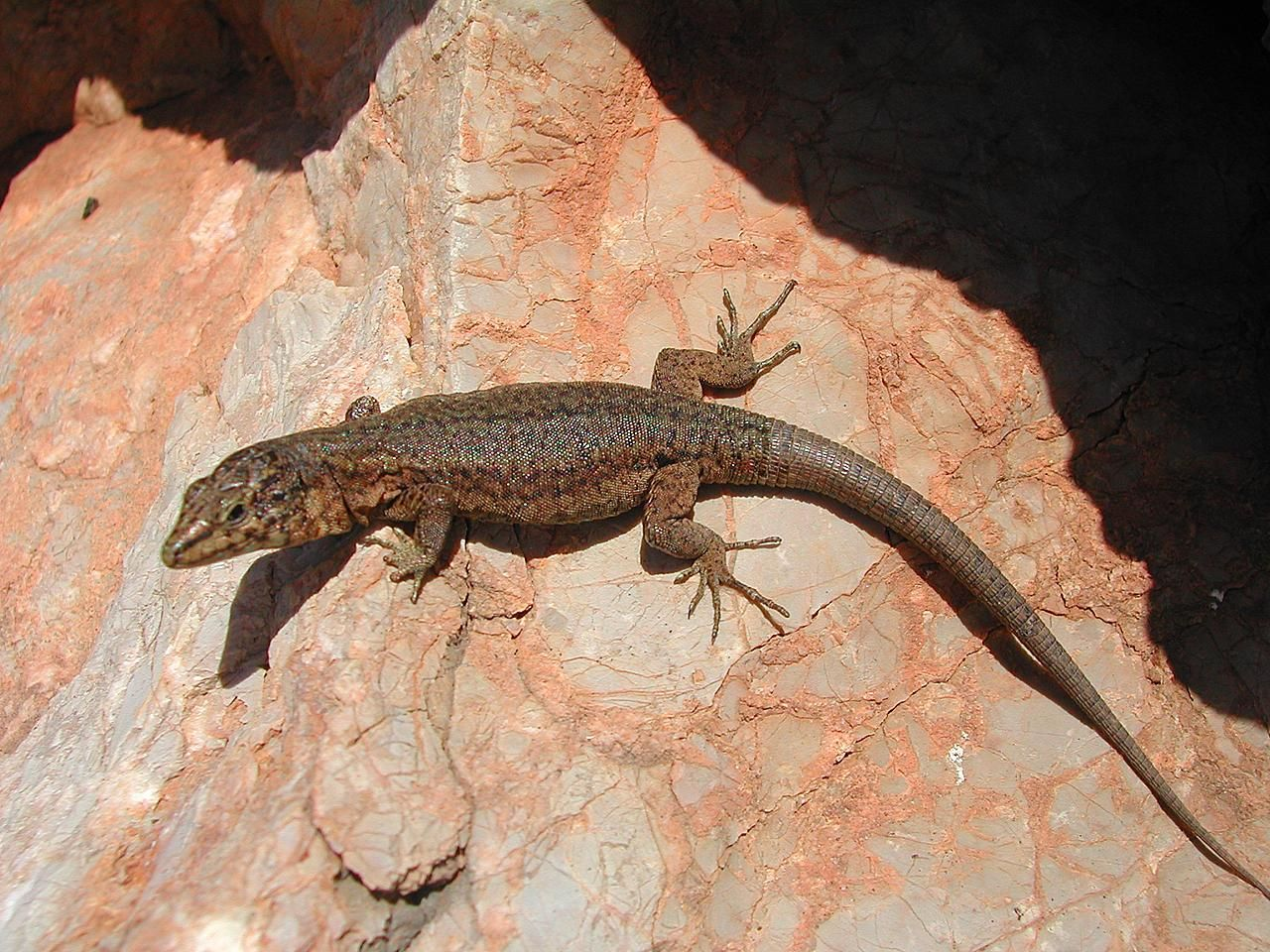
Sargantana balear (Podarcis lilfordi)

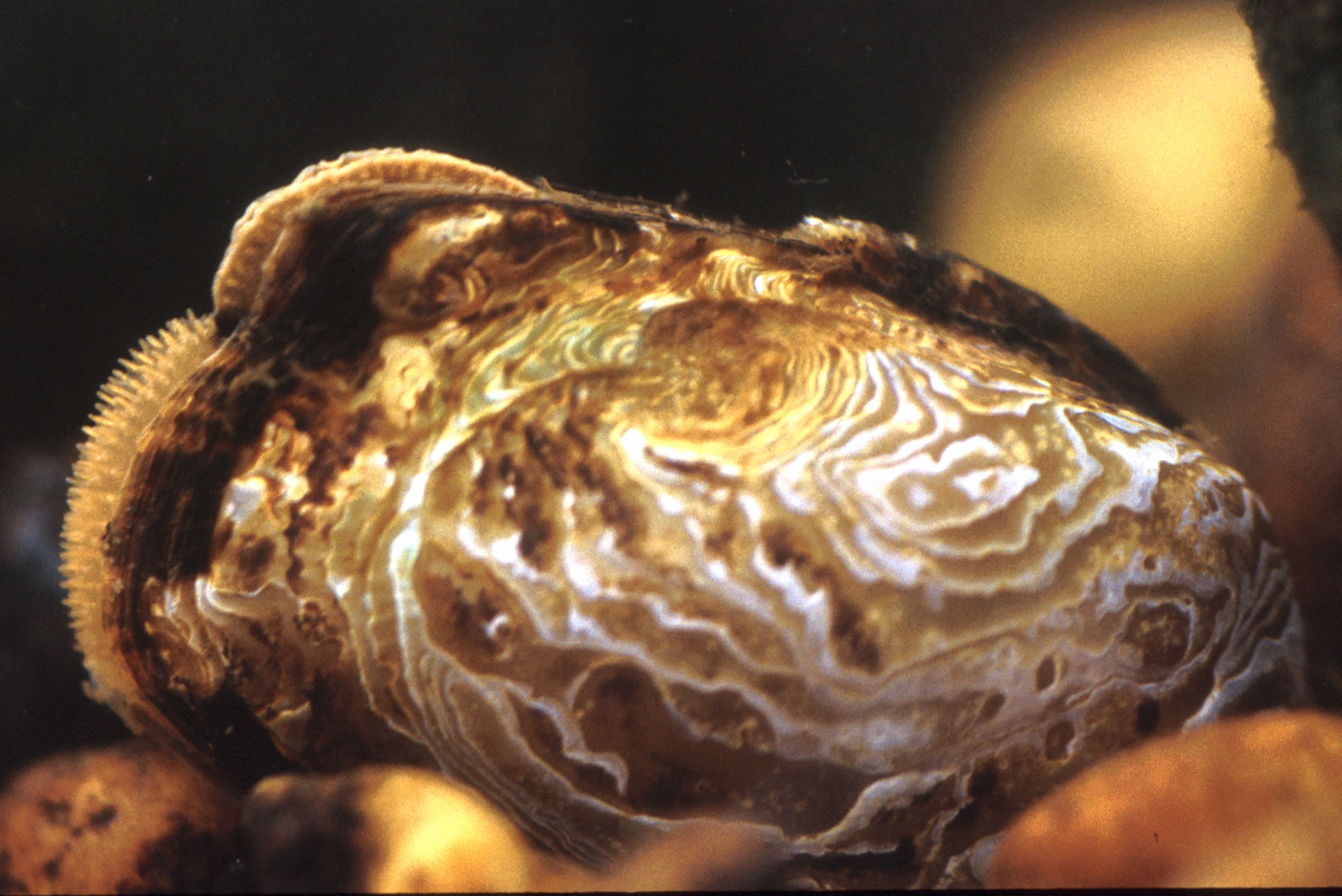
Pegias fabula

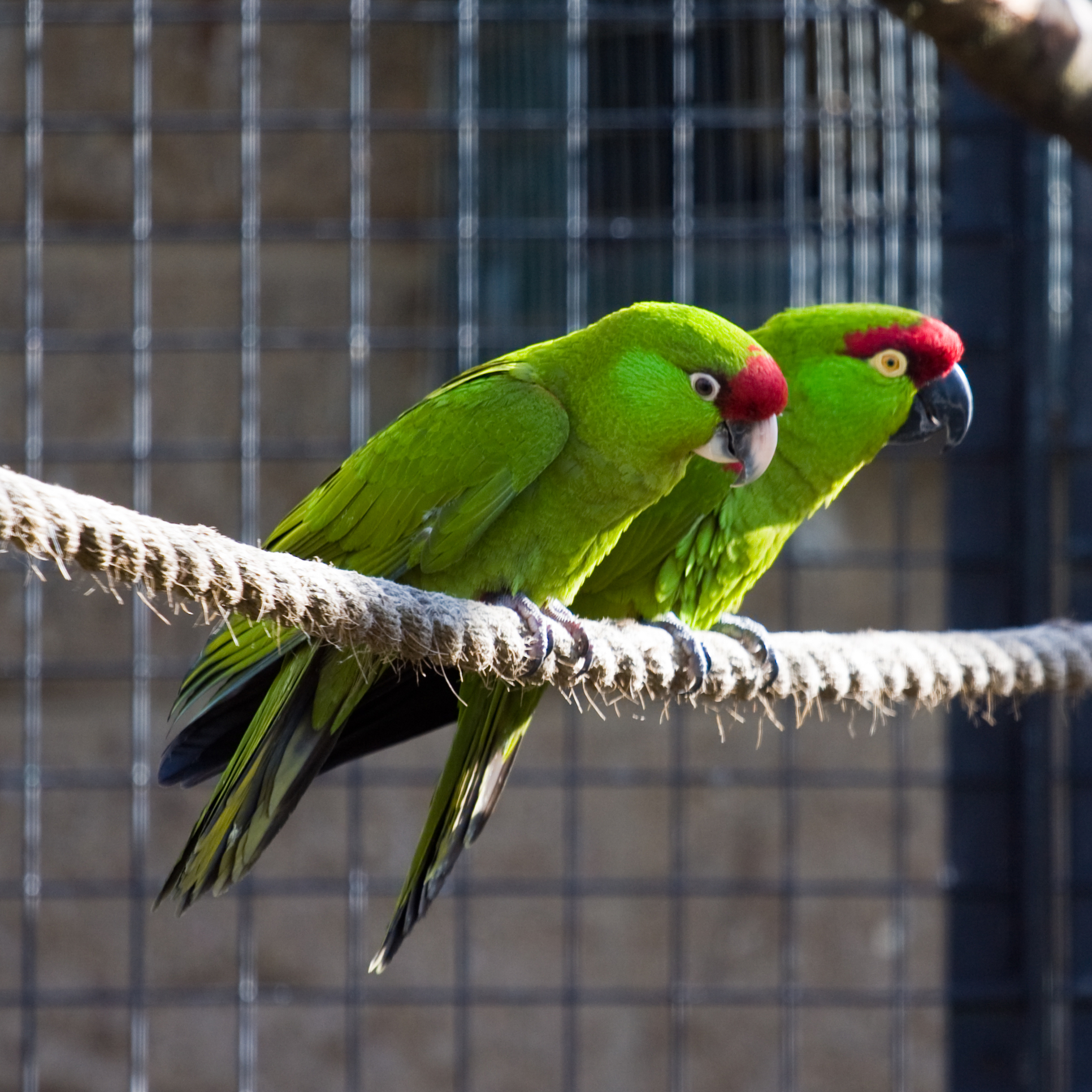
Cotorra de Sierra Madre occidental (Rhynchopsitta pachyrhyncha)

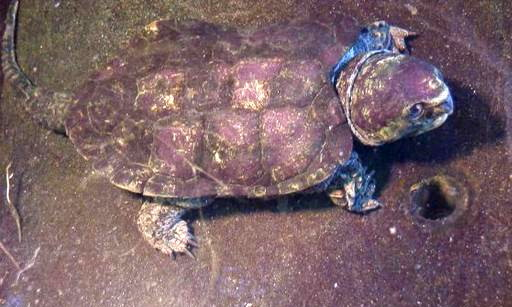
Tortuga cap-grossa (Platysternon megacephalum)

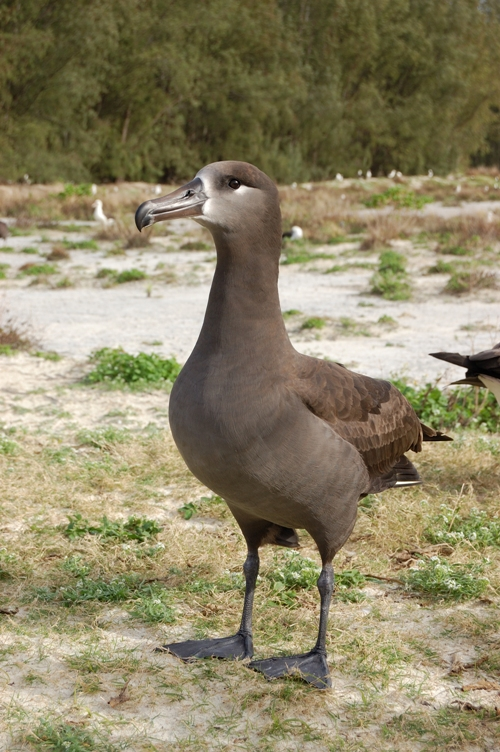
Phoebastria nigripes

Tigre (Panthera tigris)

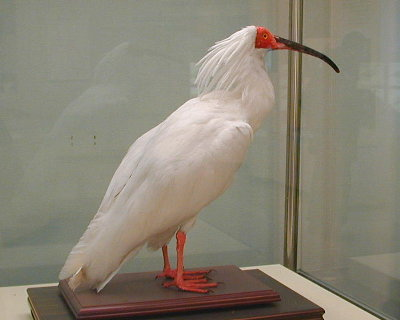
Ibis nipó (Nipponia nippon)

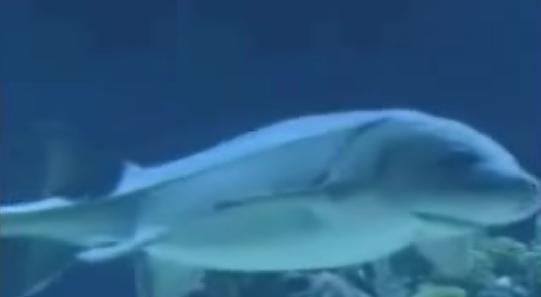
Acipenser sinensis

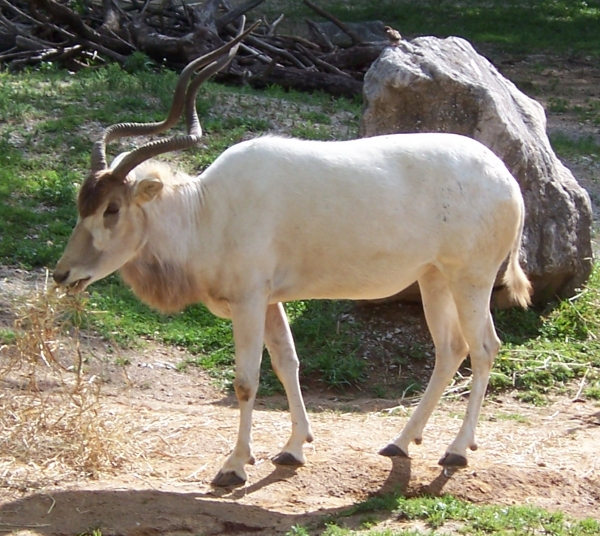
Addax (Addax nasomaculatus)

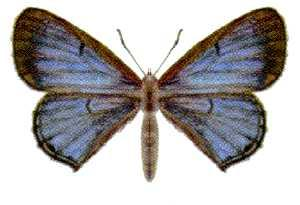
Acrodipsas illidgei

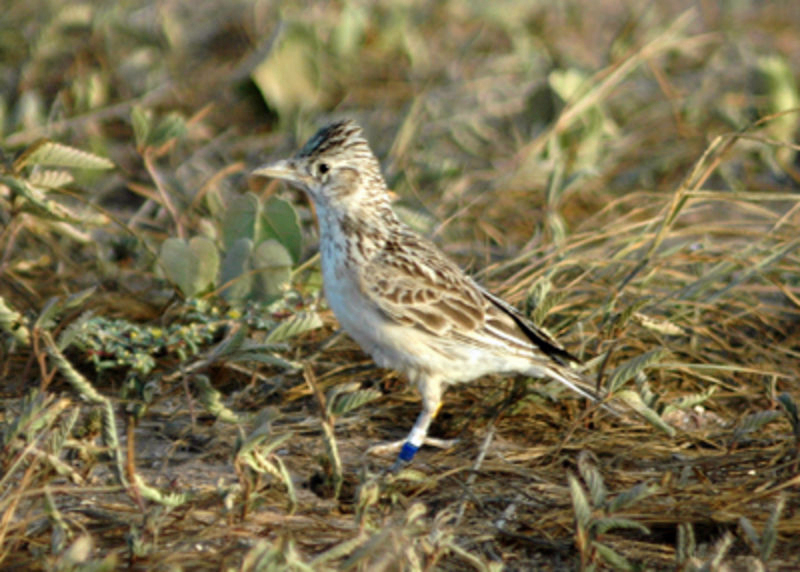
Alauda razae

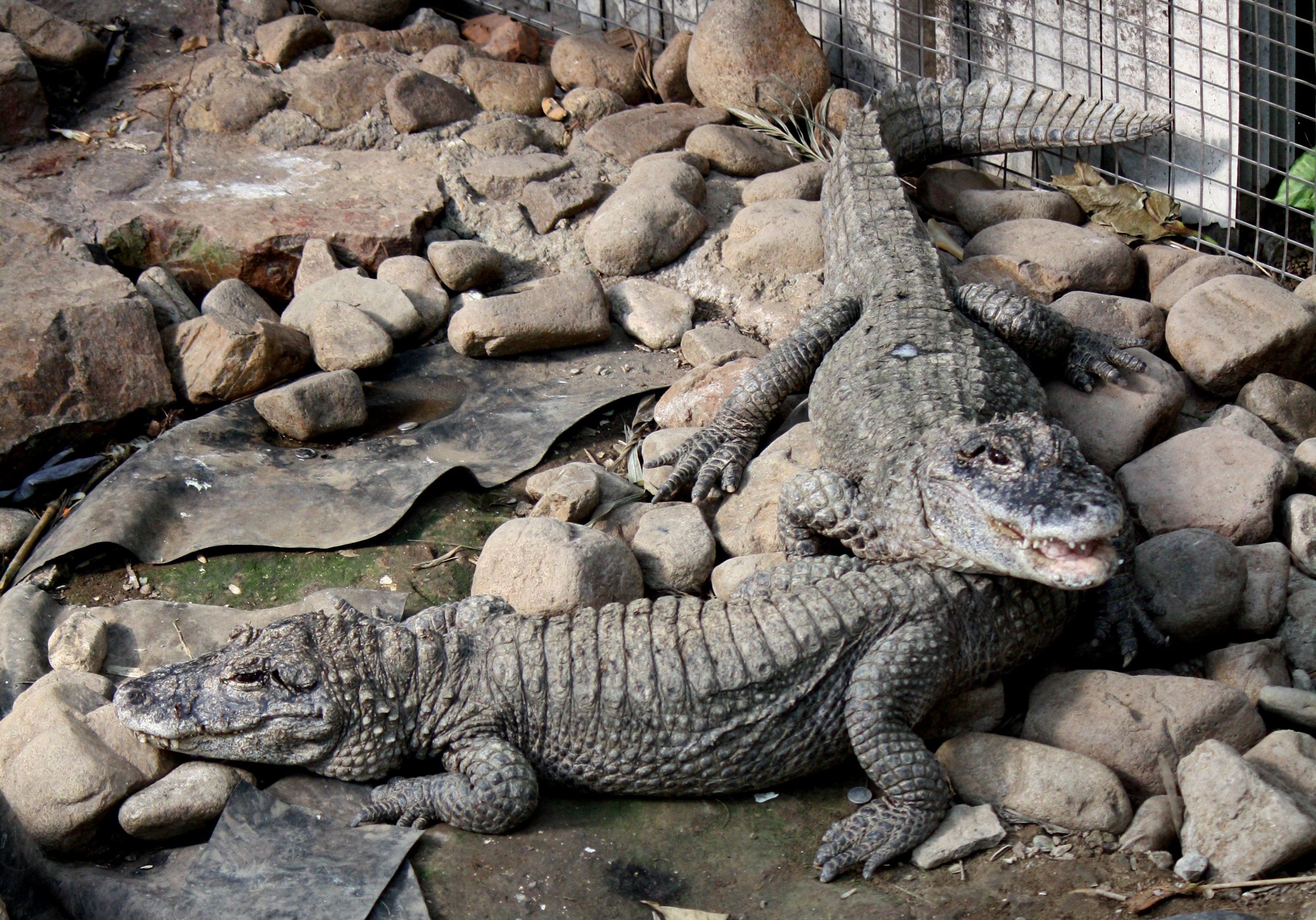
Al·ligàtor xinès (Alligator sinensis)

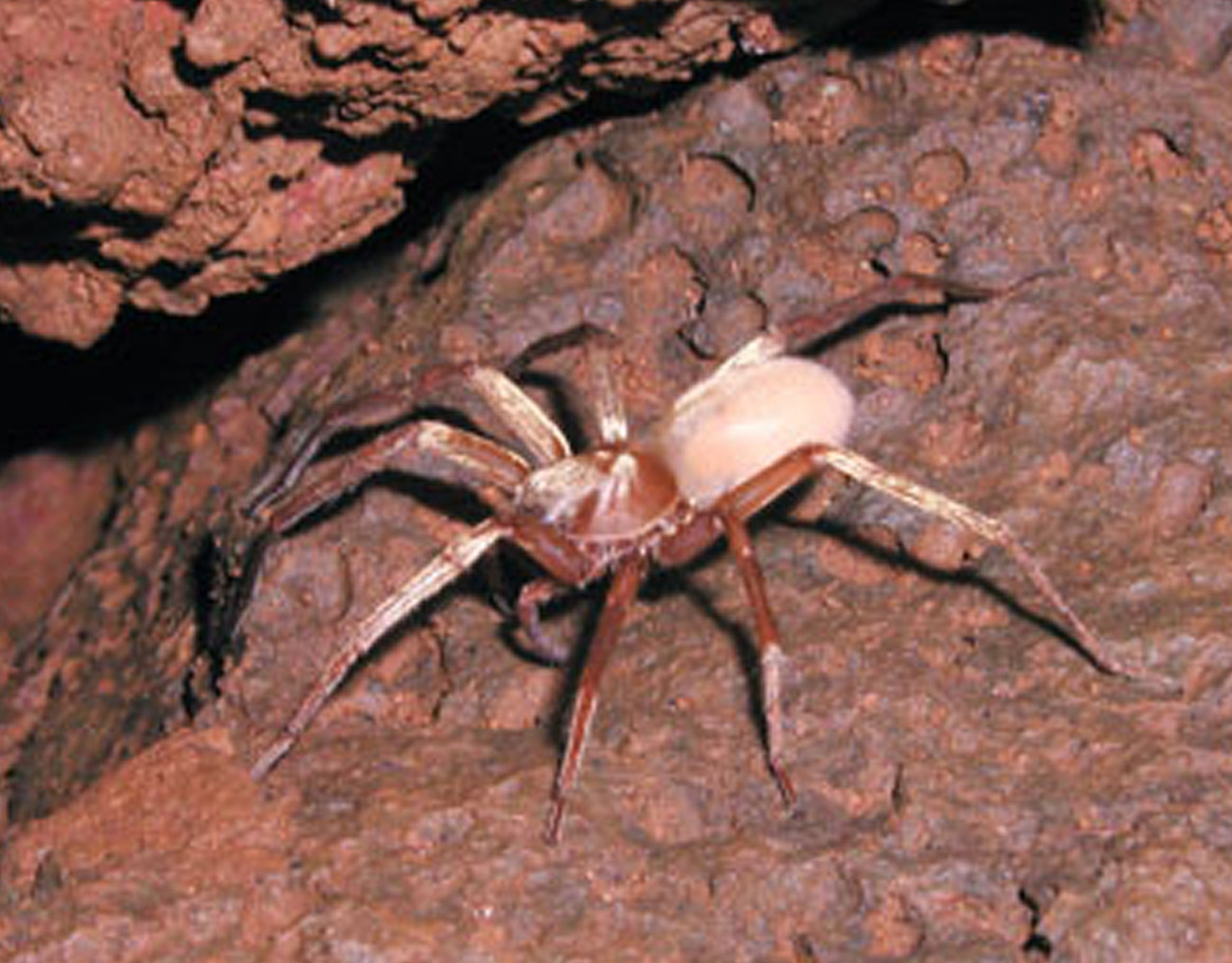
Adelocosa anops

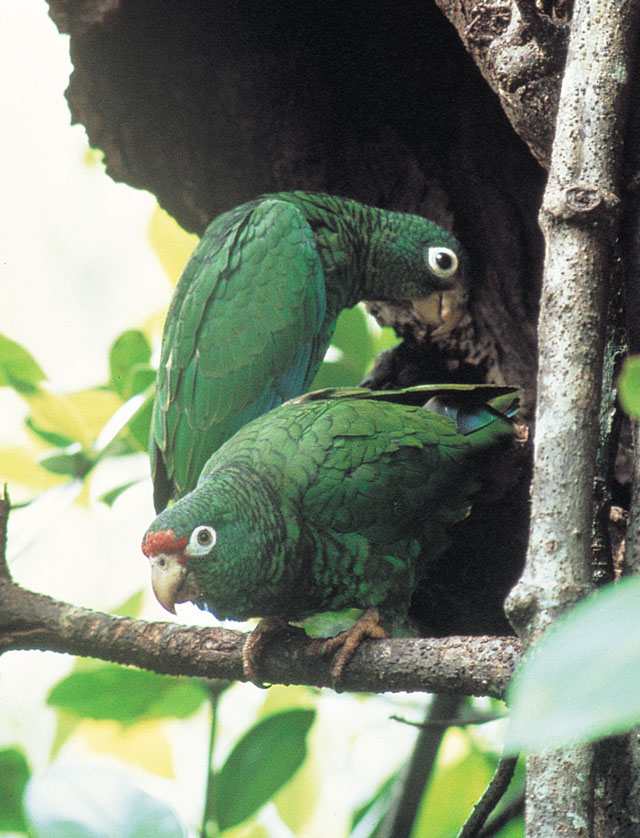
Amazona vittata

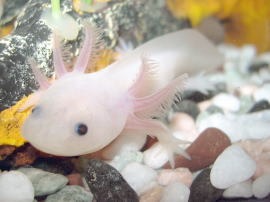
Axolot o salamandra mexicana (Ambystoma mexicanum)

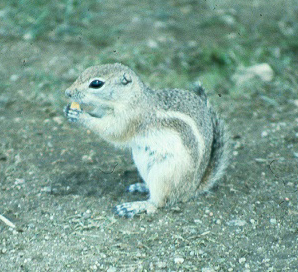
Esquirol-antílop de Nelson (Ammospermophilus nelsoni)

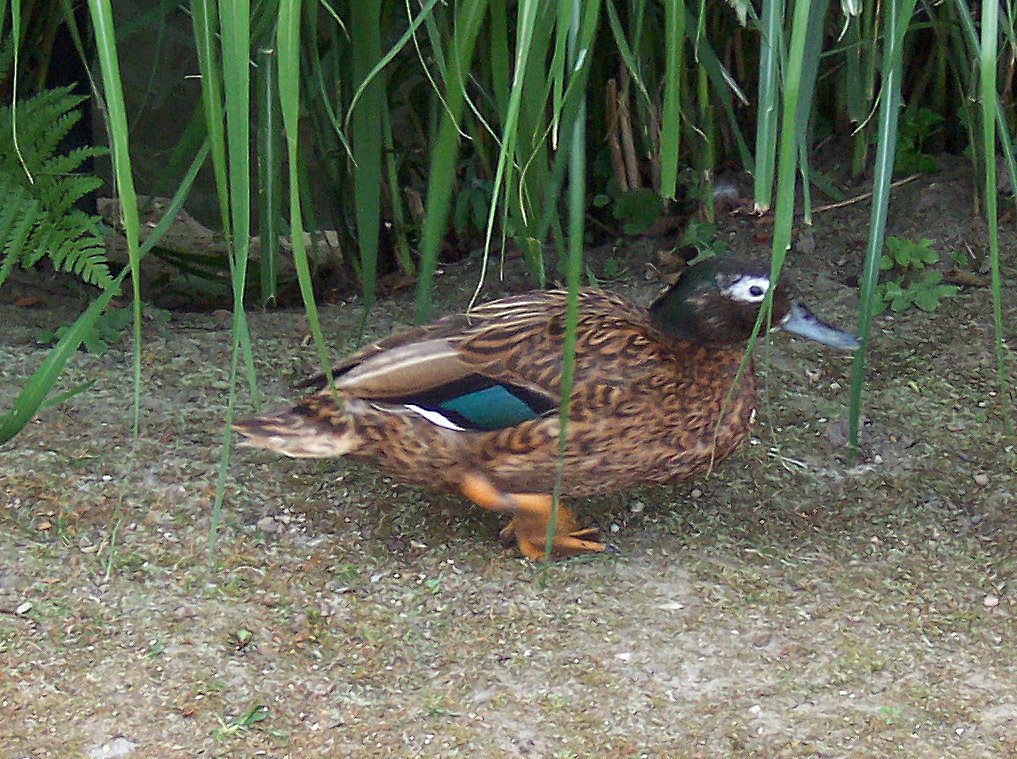
Ànec de Laysan (Anas laysanensis)

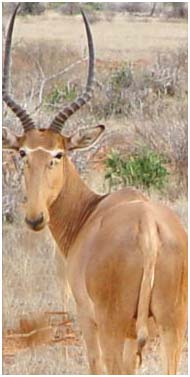
Damalisc de Hunter (Beatragus hunteri)

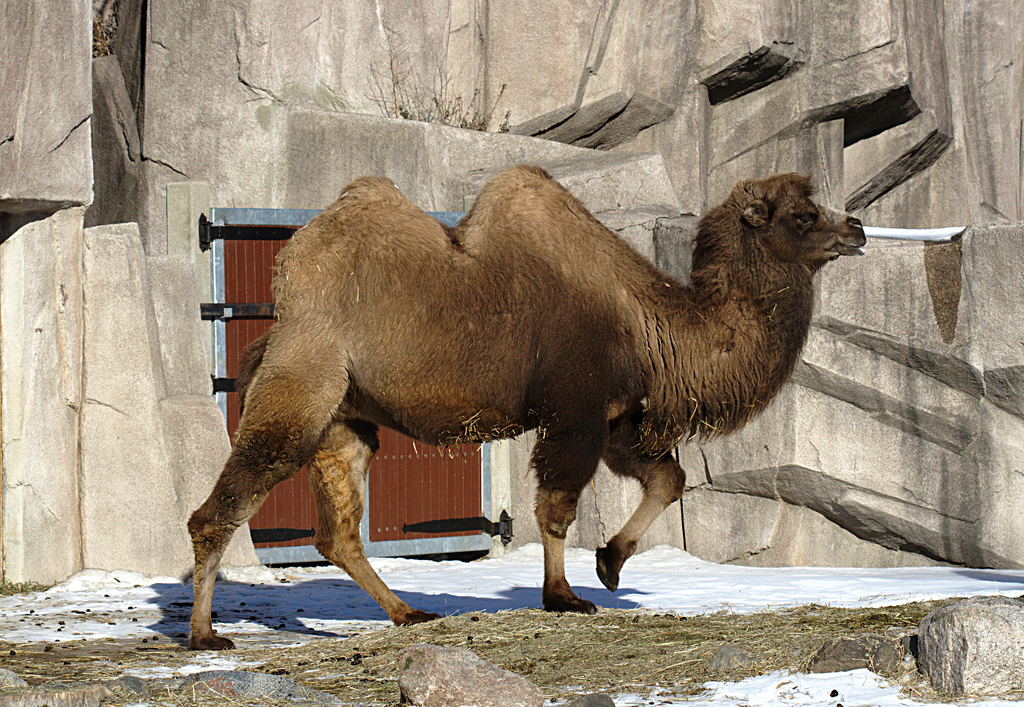
Camell bactrià (Camelus bactrianus)

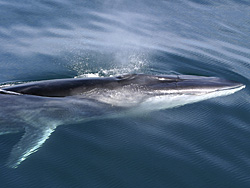
Rorqual comú (Balaenoptera physalus)

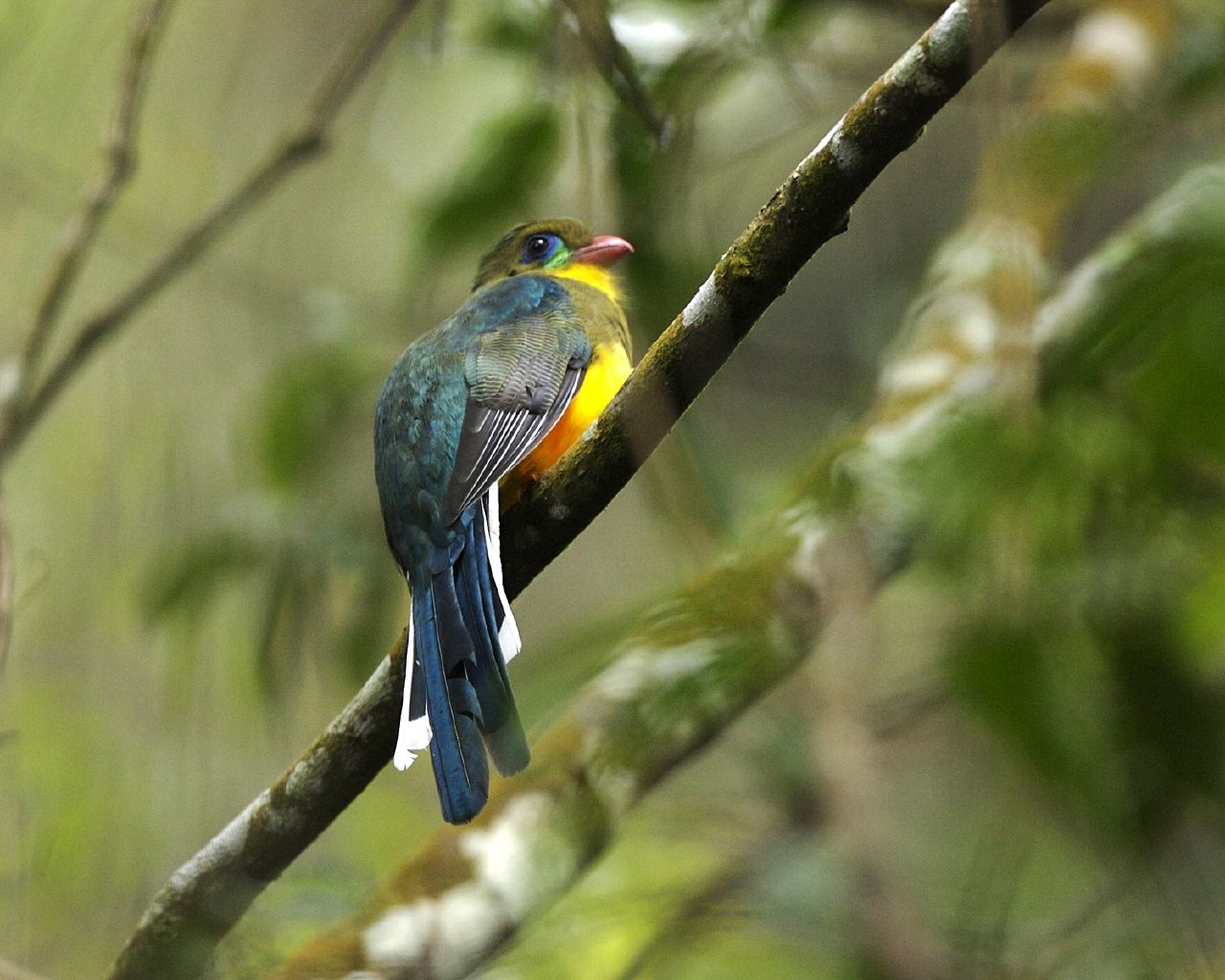
Apalharpactes reinwardtii

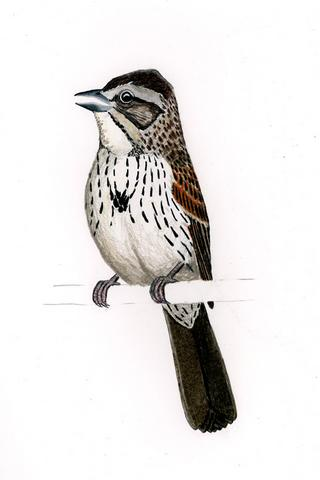
Xenospiza baileyi

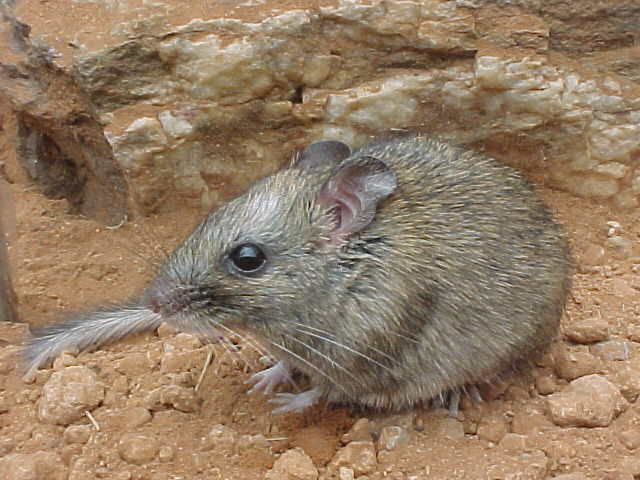
Zyzomys pedunculatus

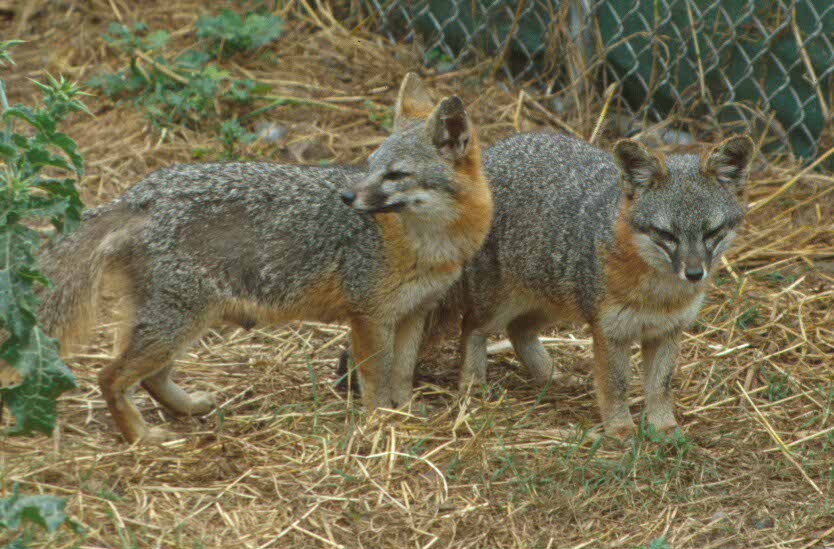
Guineu grisa de les illes Santa Bàrbara (Urocyon littoralis)

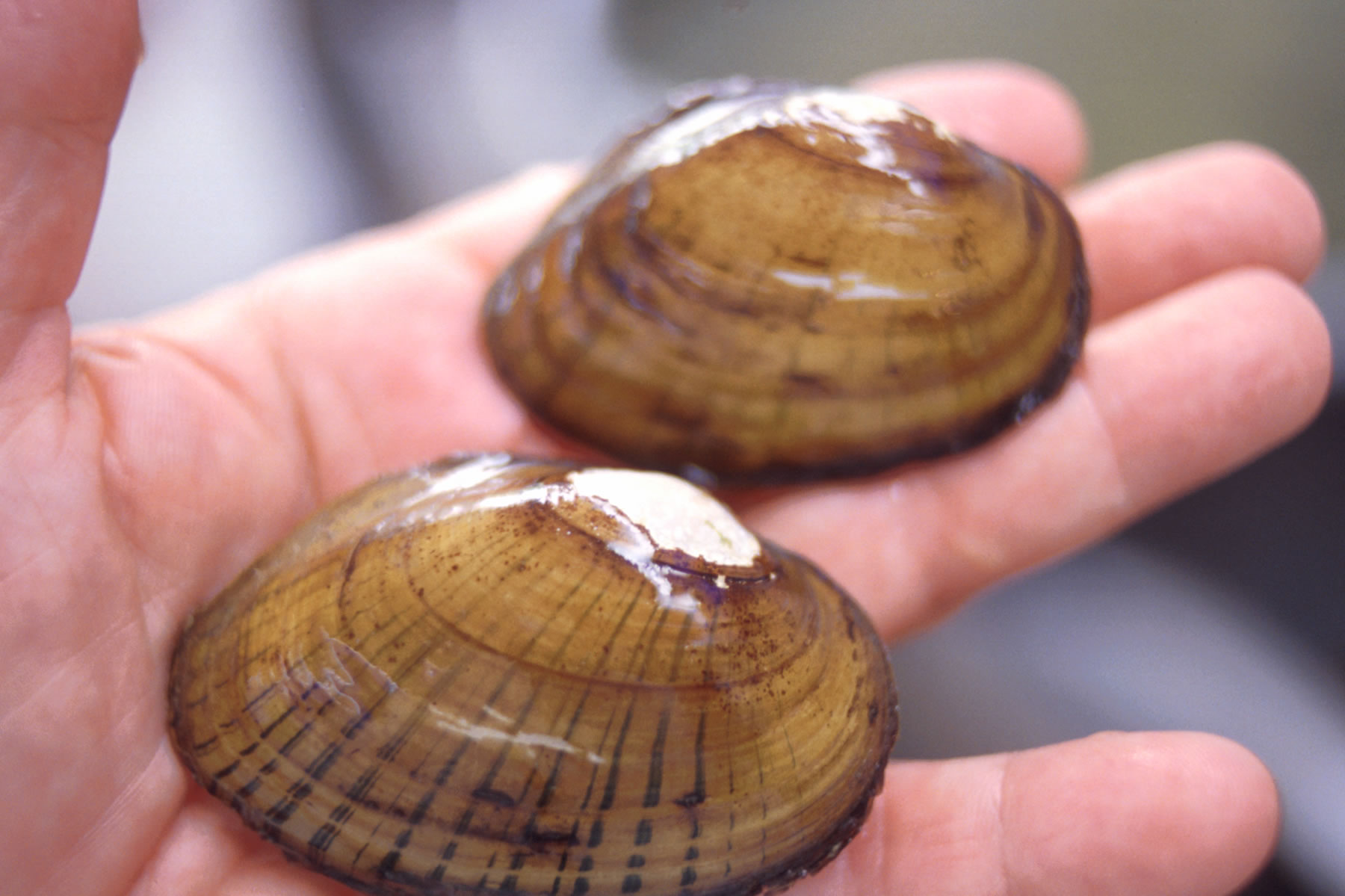
Lampsilis altilis

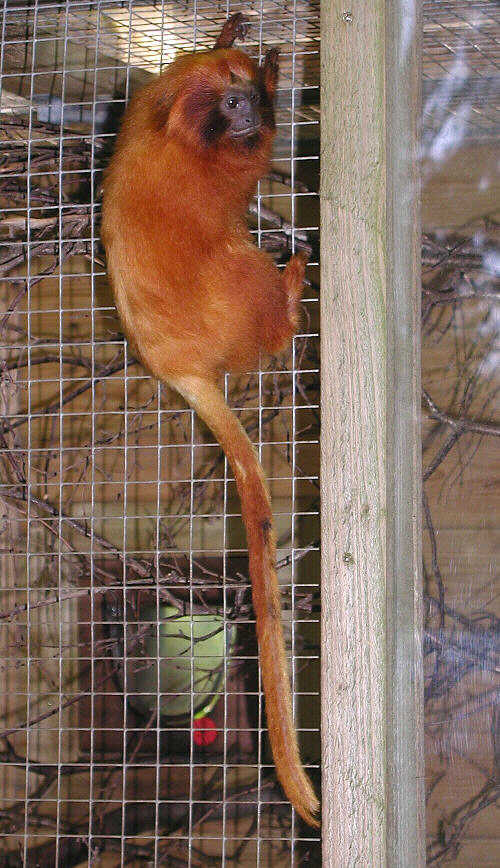
Tití lleó daurat (Leontopithecus rosalia)

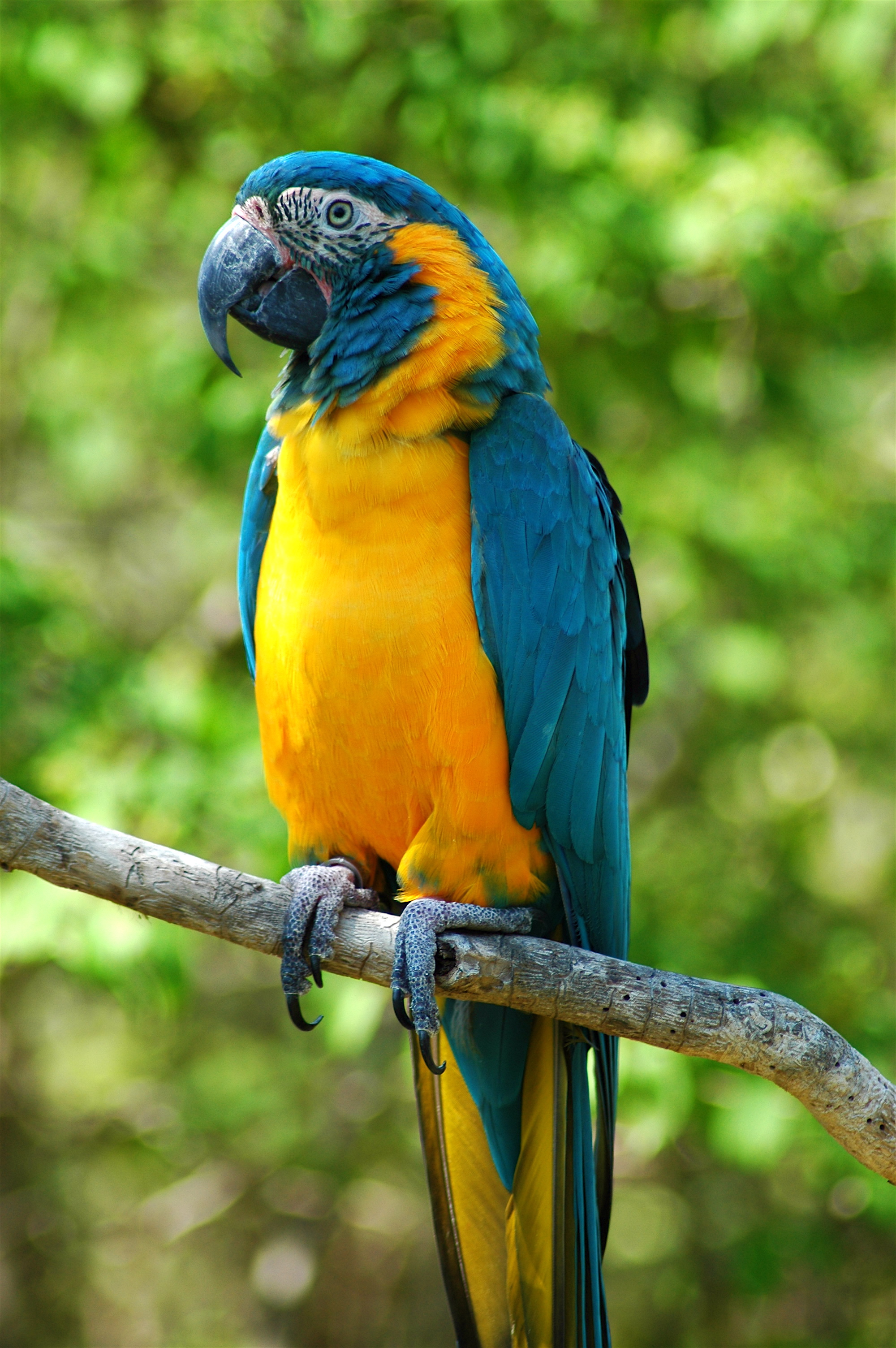
Ara glaucogularis

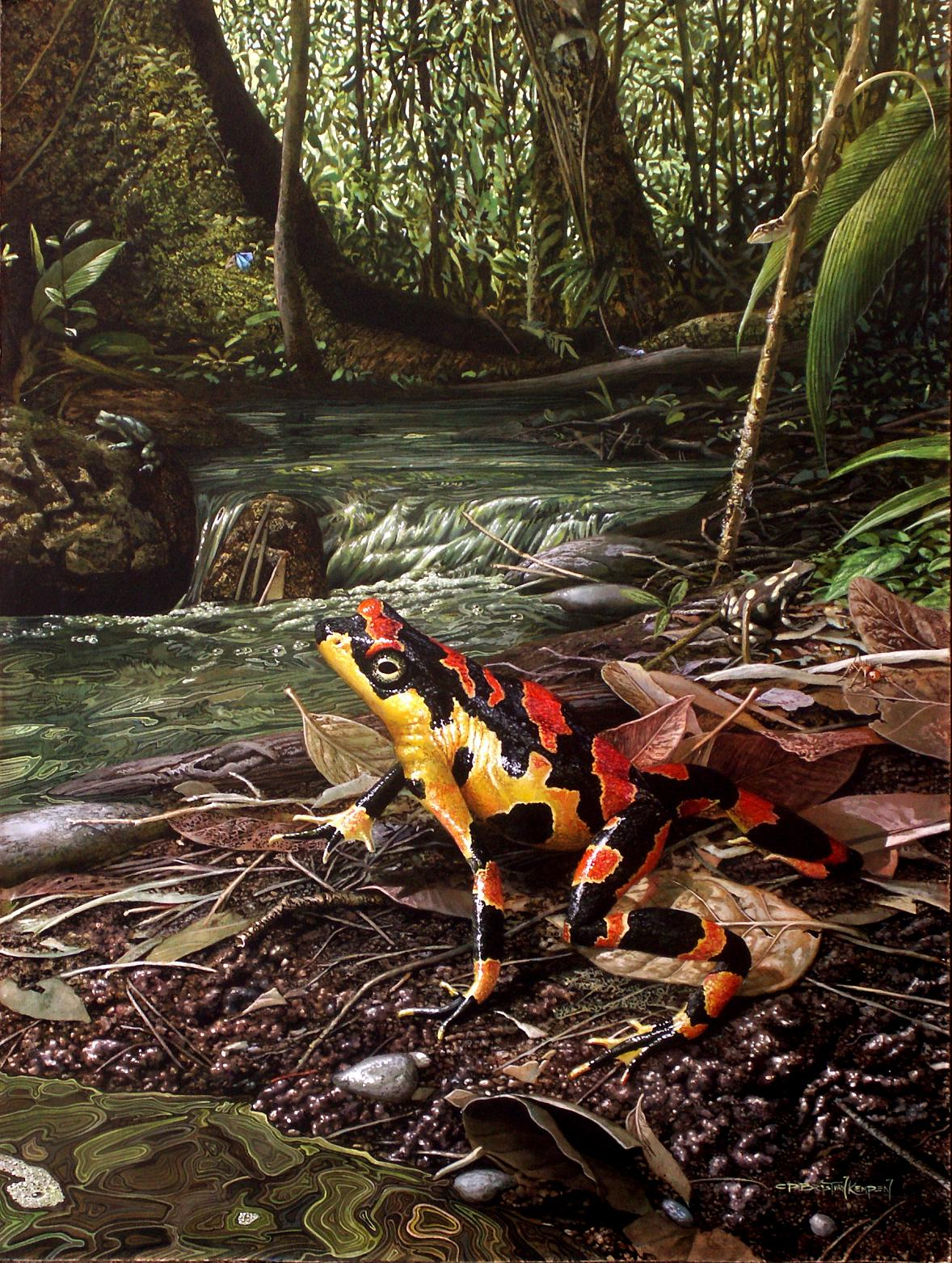
Atelopus varius

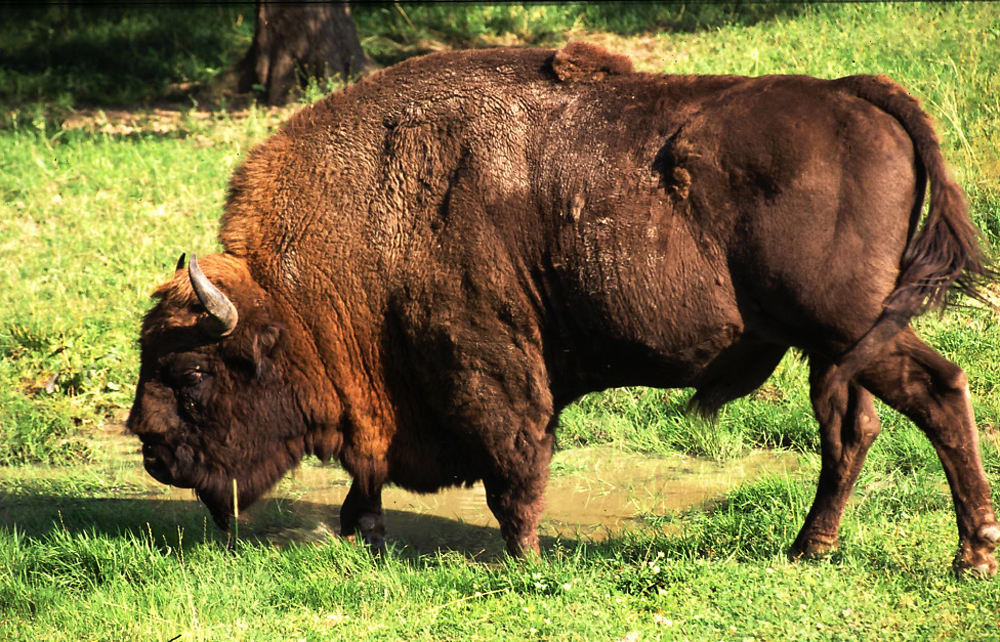
Bisó europeu (Bison bonasus)

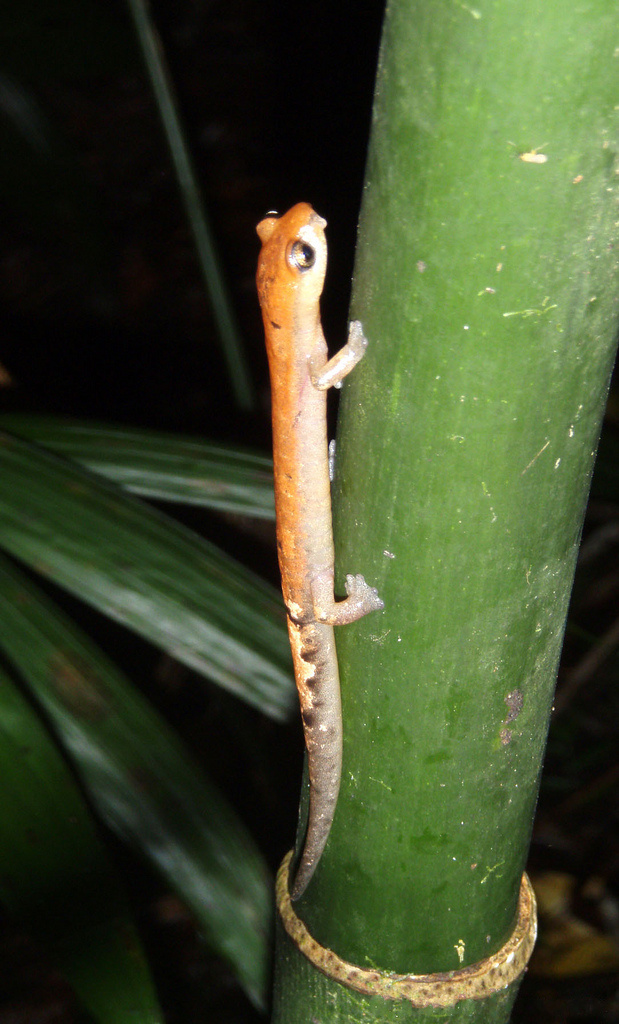
Bolitoglossa conanti

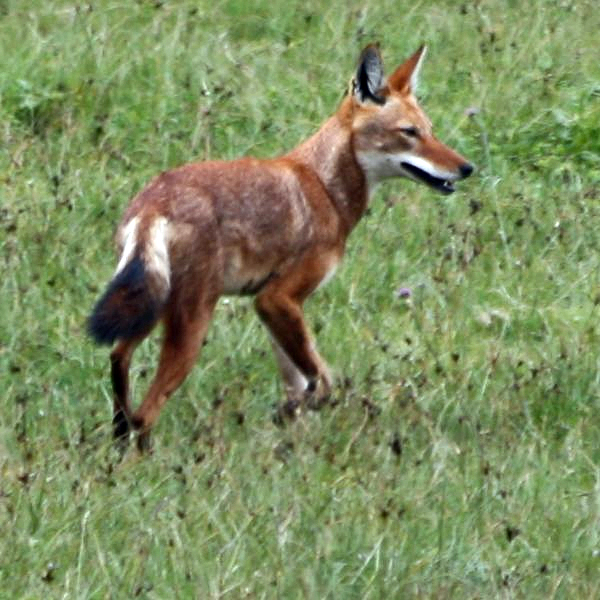
Xacal d'Etiòpia (Canis simensis)

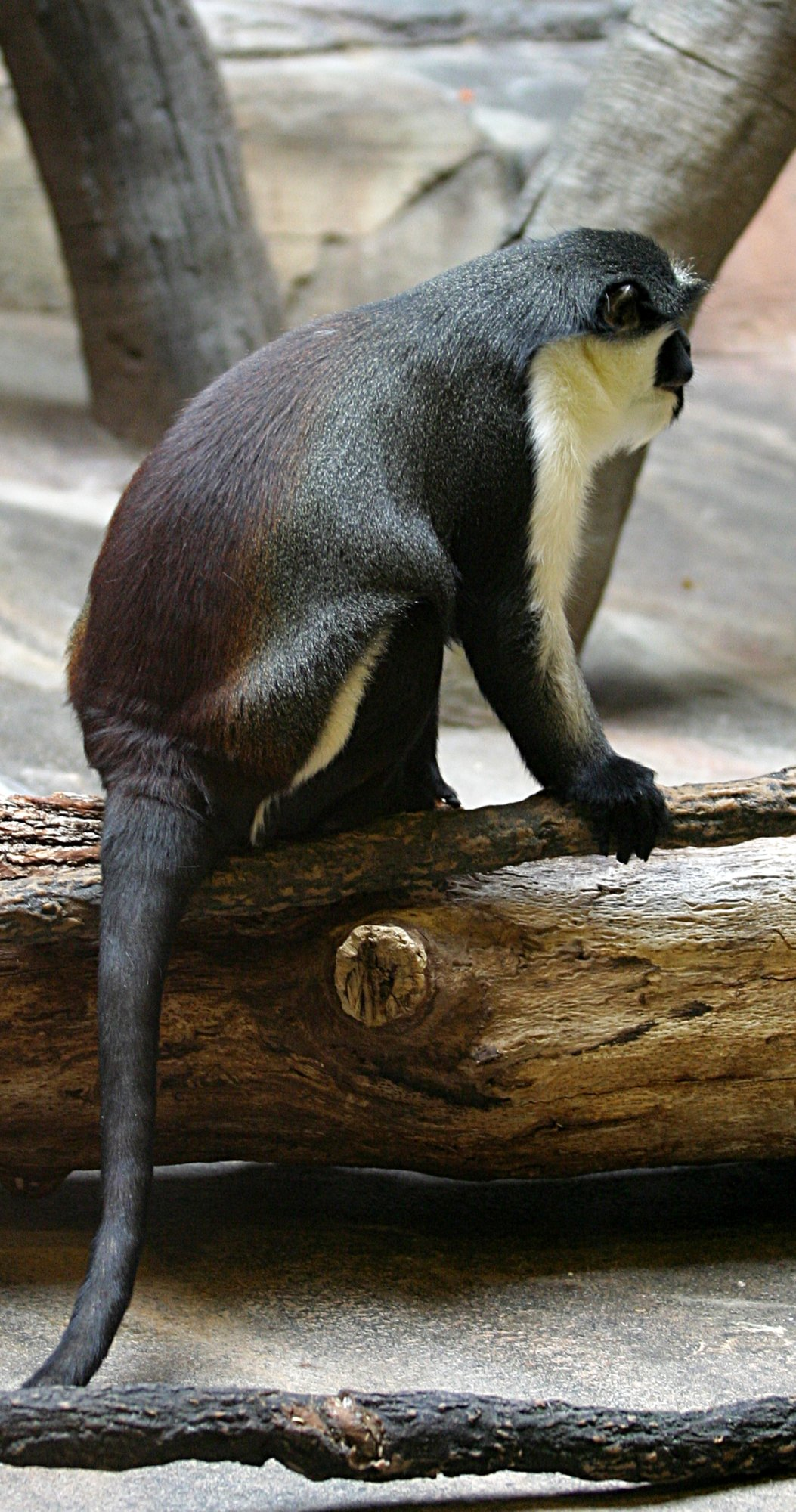
Cercopitec diana o mona diana (Cercopithecus diana)

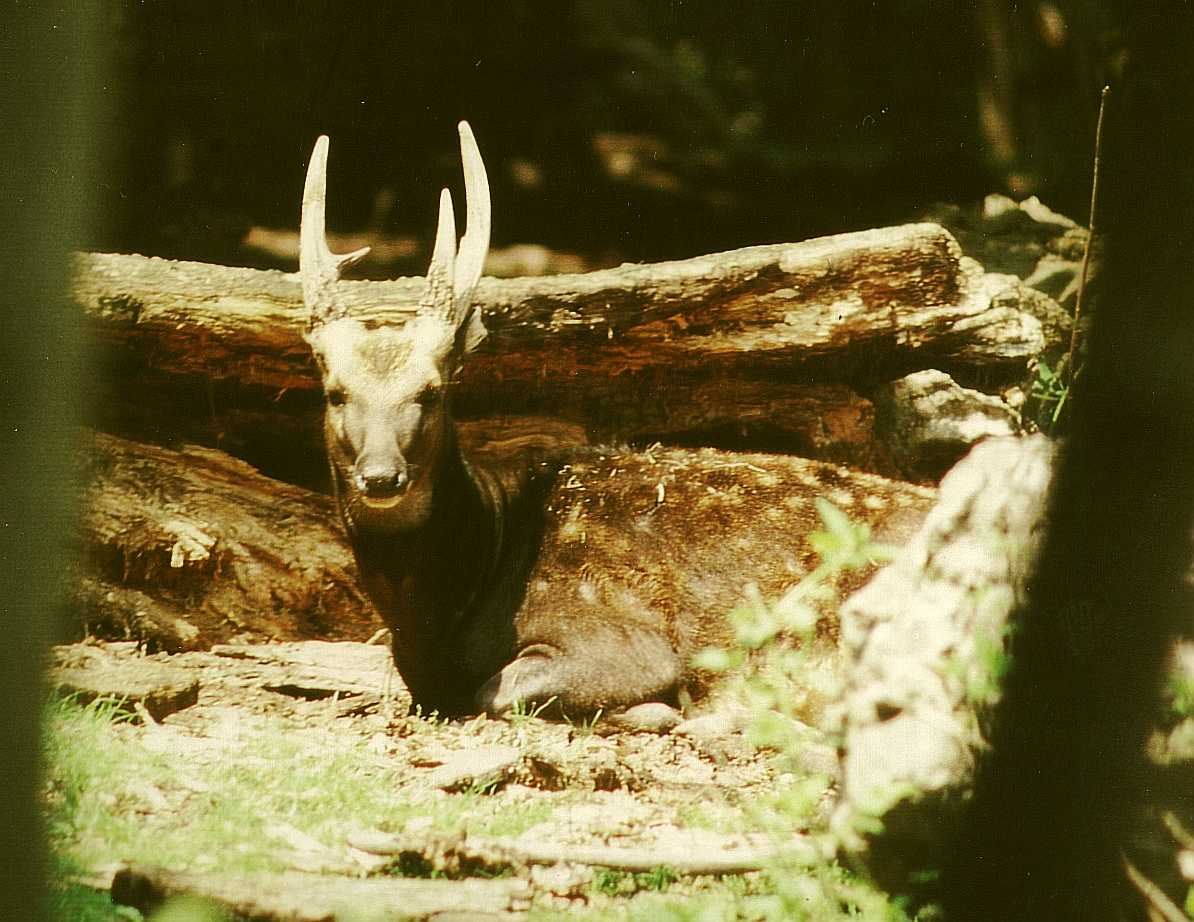
Cérvol d'Alfred (Cervus alfredi)

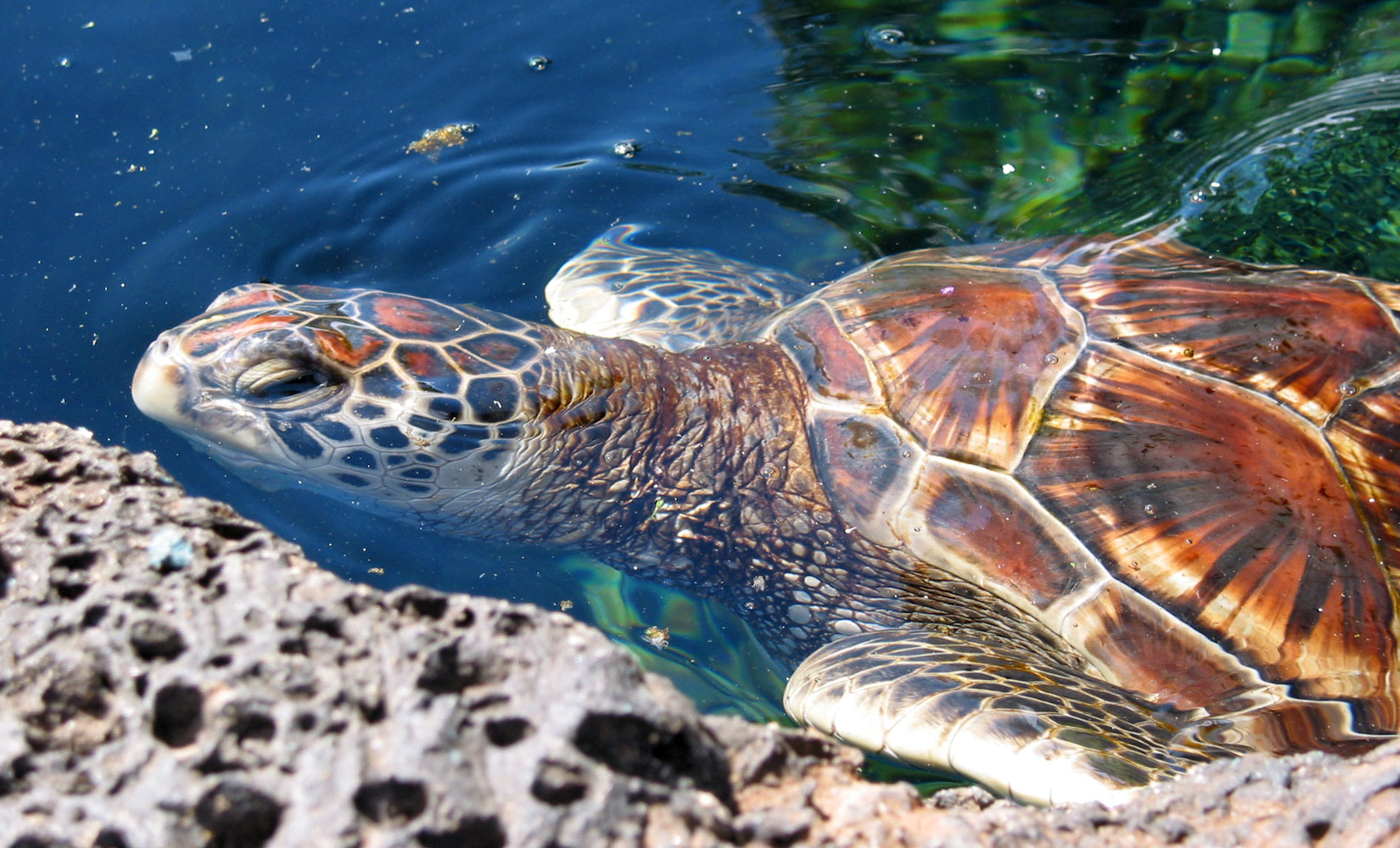
Tortuga verda (Chelonia mydas)

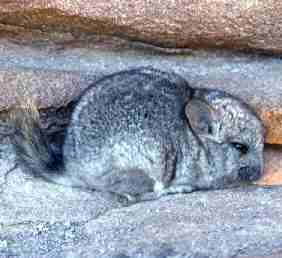
Chinchilla chinchilla

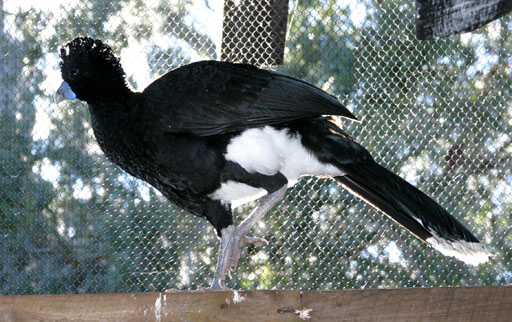
Crax alberti

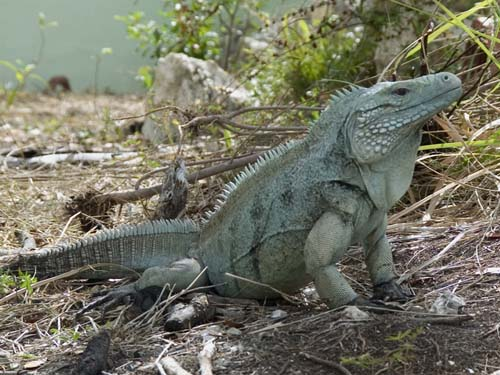
Cyclura lewisi

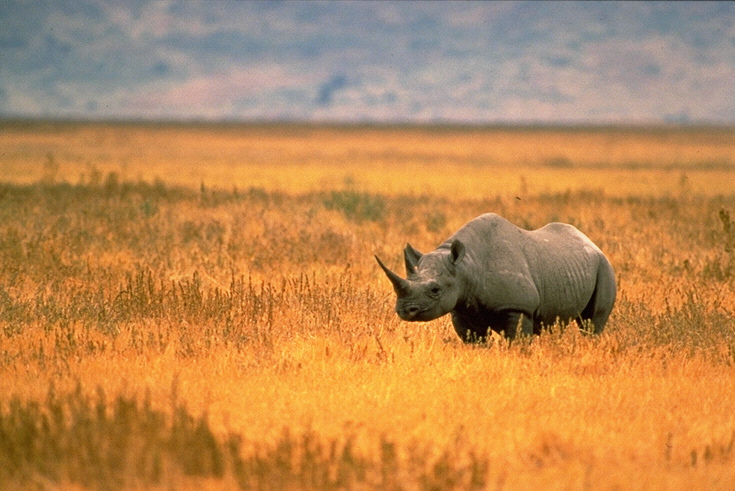
Rinoceront negre (Diceros bicornis)

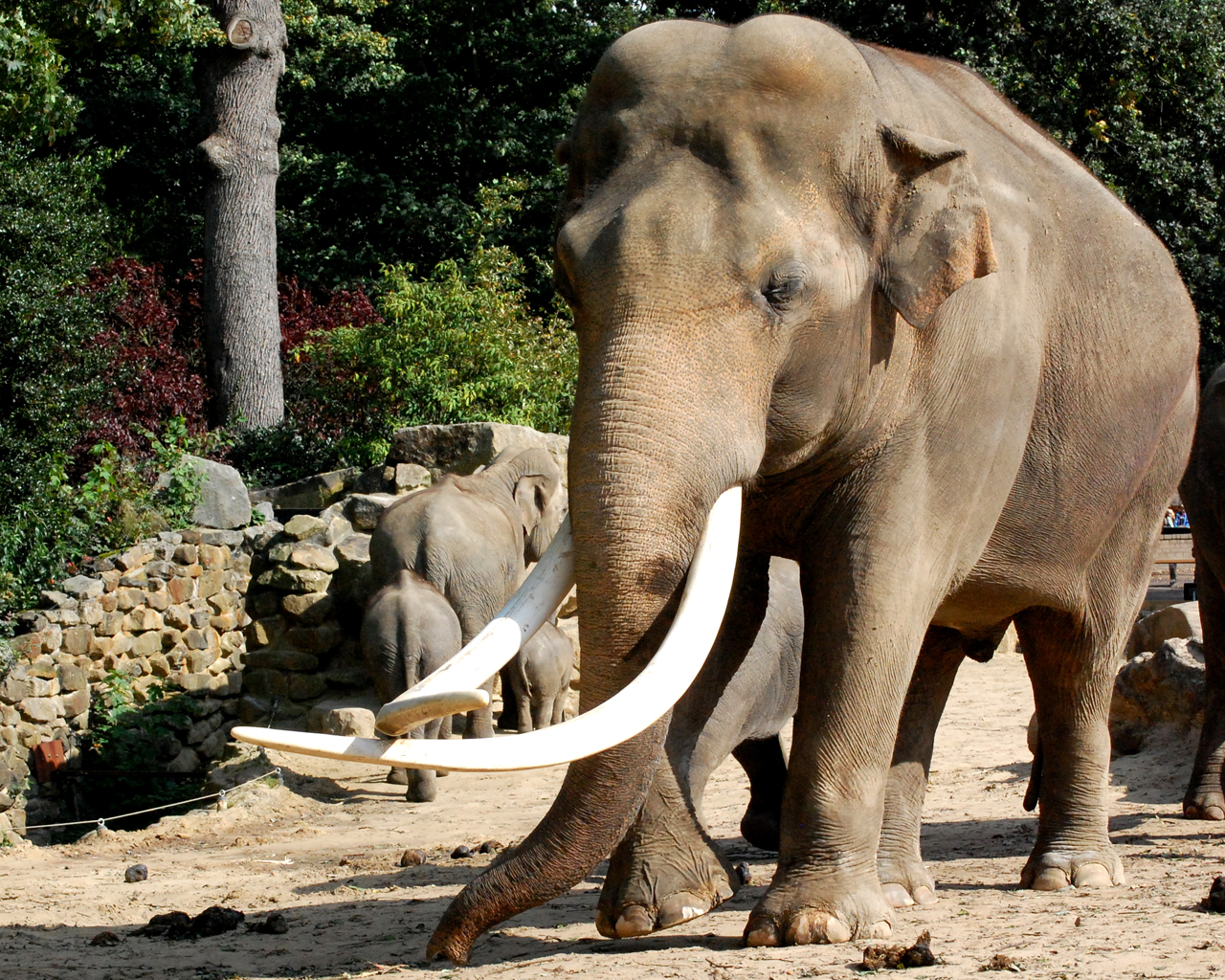
Elefant asiàtic (Elephas maximus)

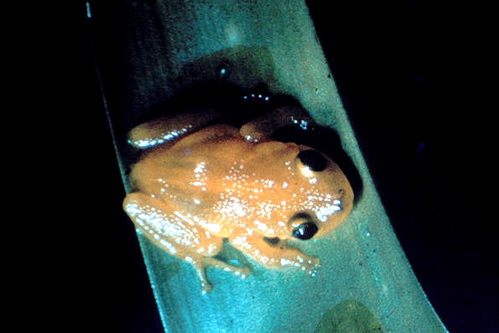
Eleutherodactylus jasperi

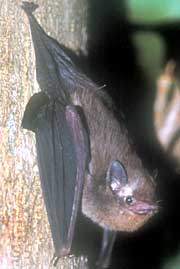
Embal·lonura del Pacífic (Emballonura semicaudata)

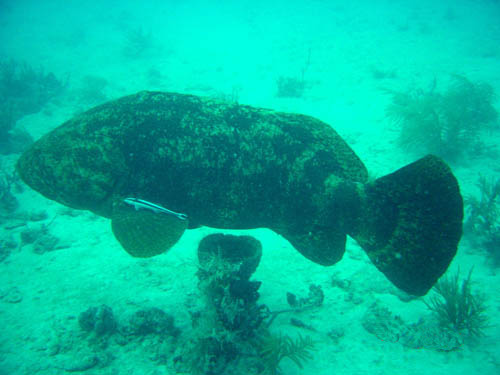
Epinephelus itajara

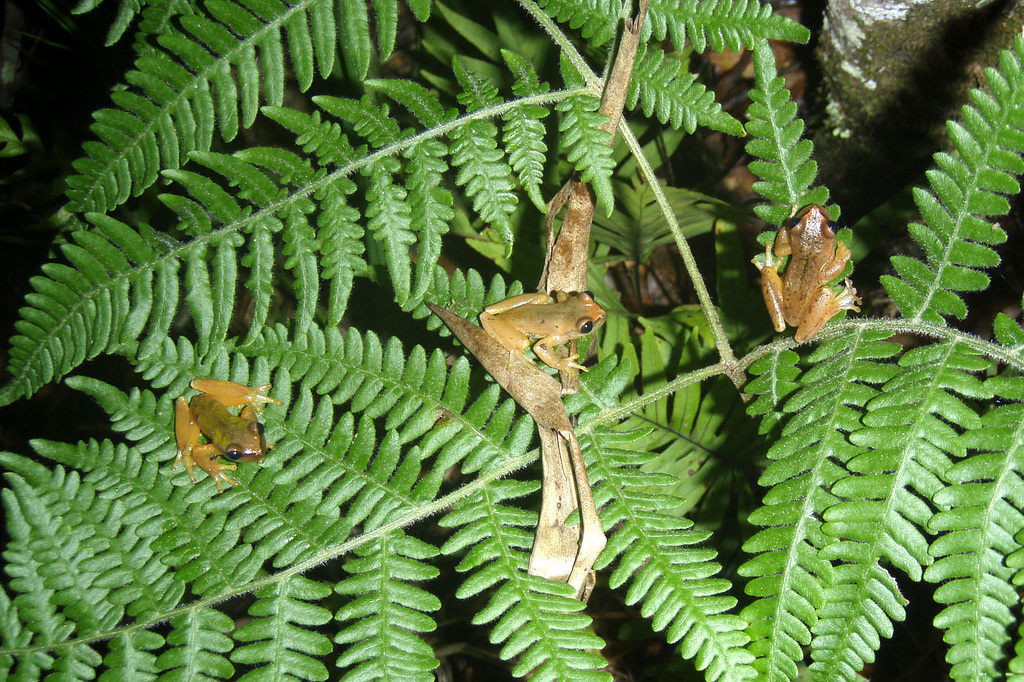
Exerodonta catracha

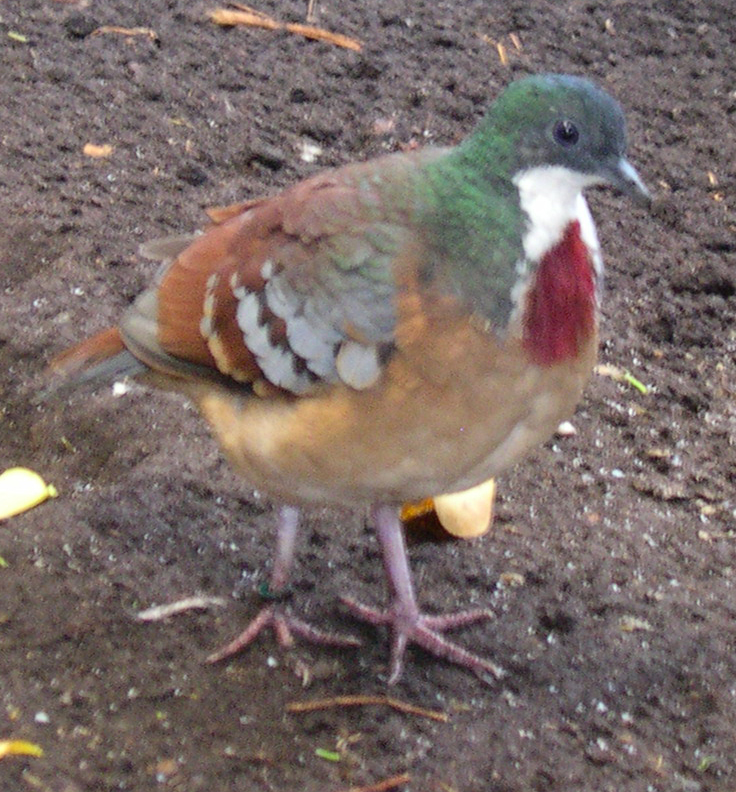
Gallicolumba crinigera

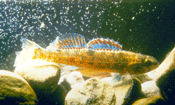
Etheostoma nuchale

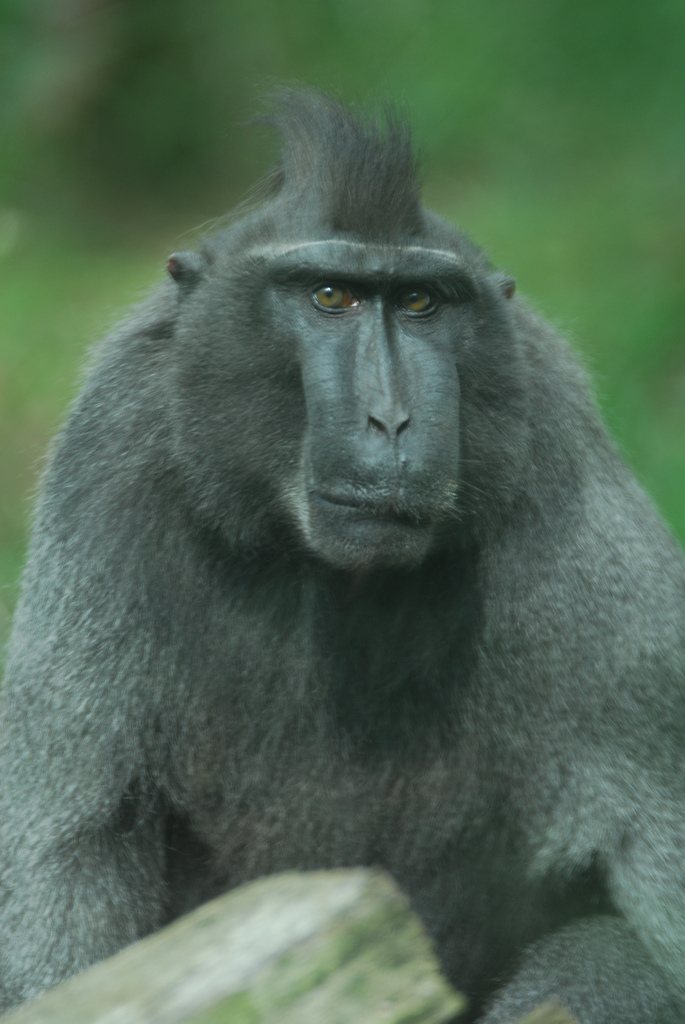
Macaco negre de Sulawesi (Macaca nigra)

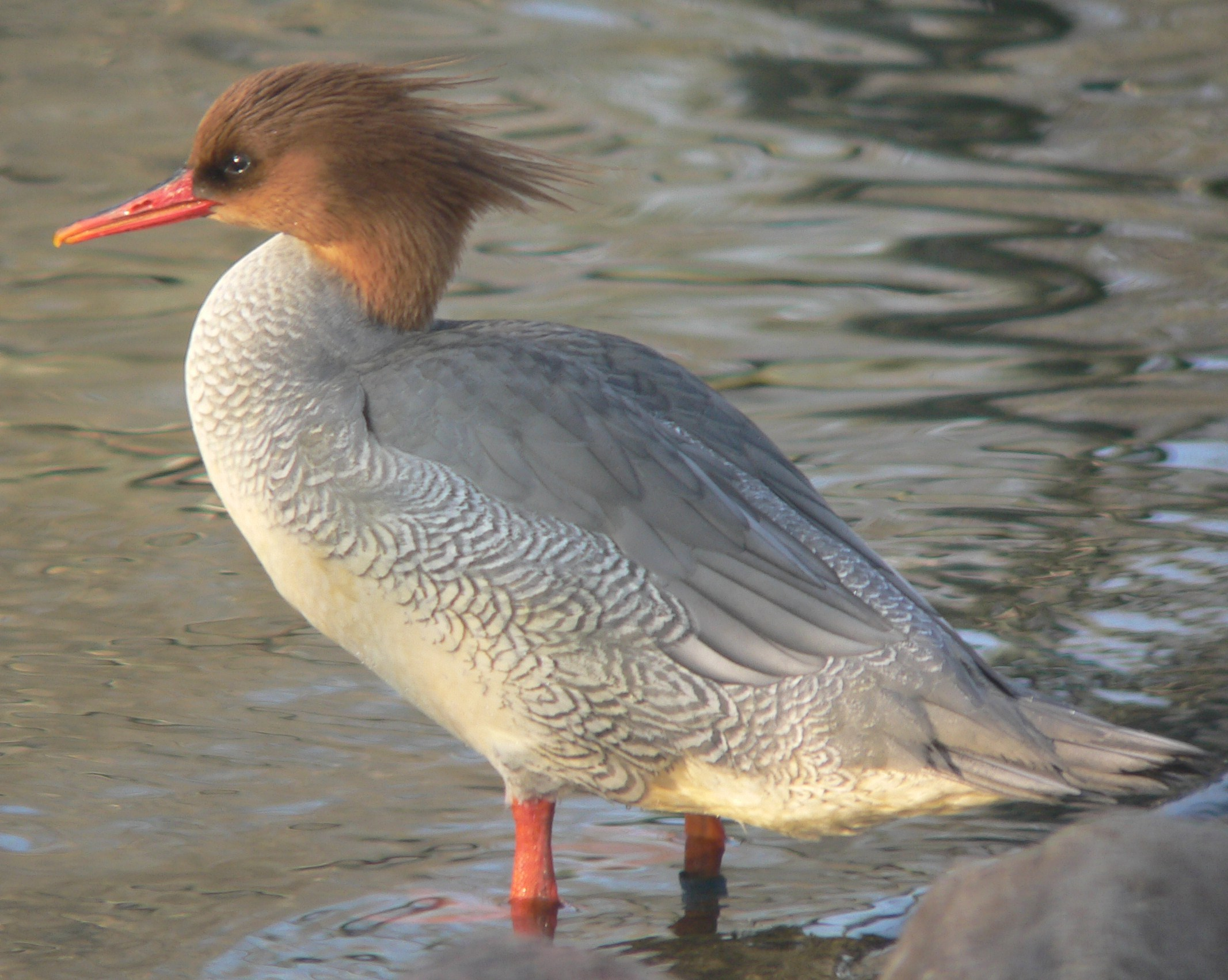
Mergus squamatus

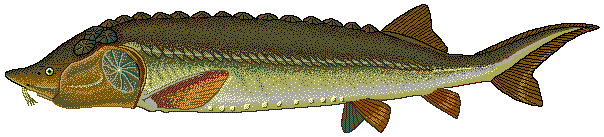
Esturió beluga (Huso huso)

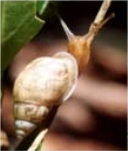
Samoana attenuata

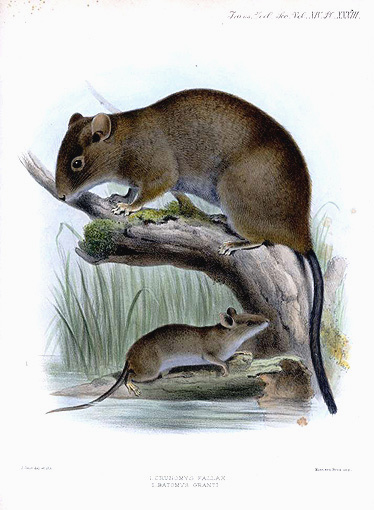
De dalt a baix: Batomys granti i Crunomys fallax

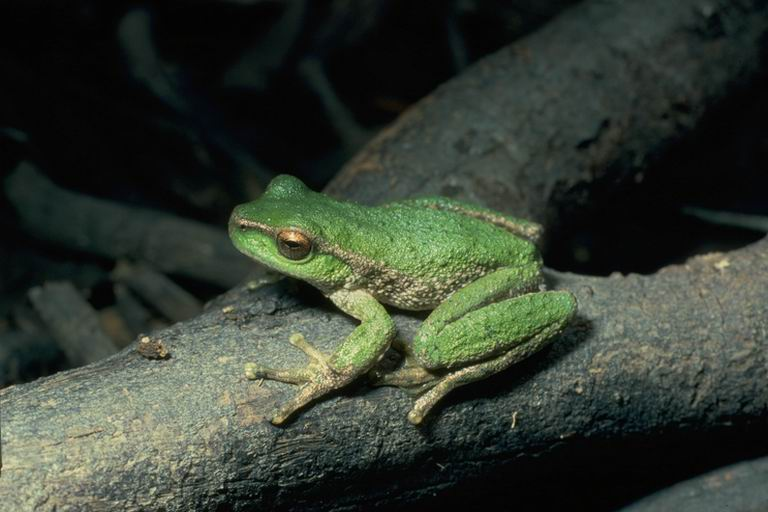
Reineta de Spencer (Litoria spenceri)

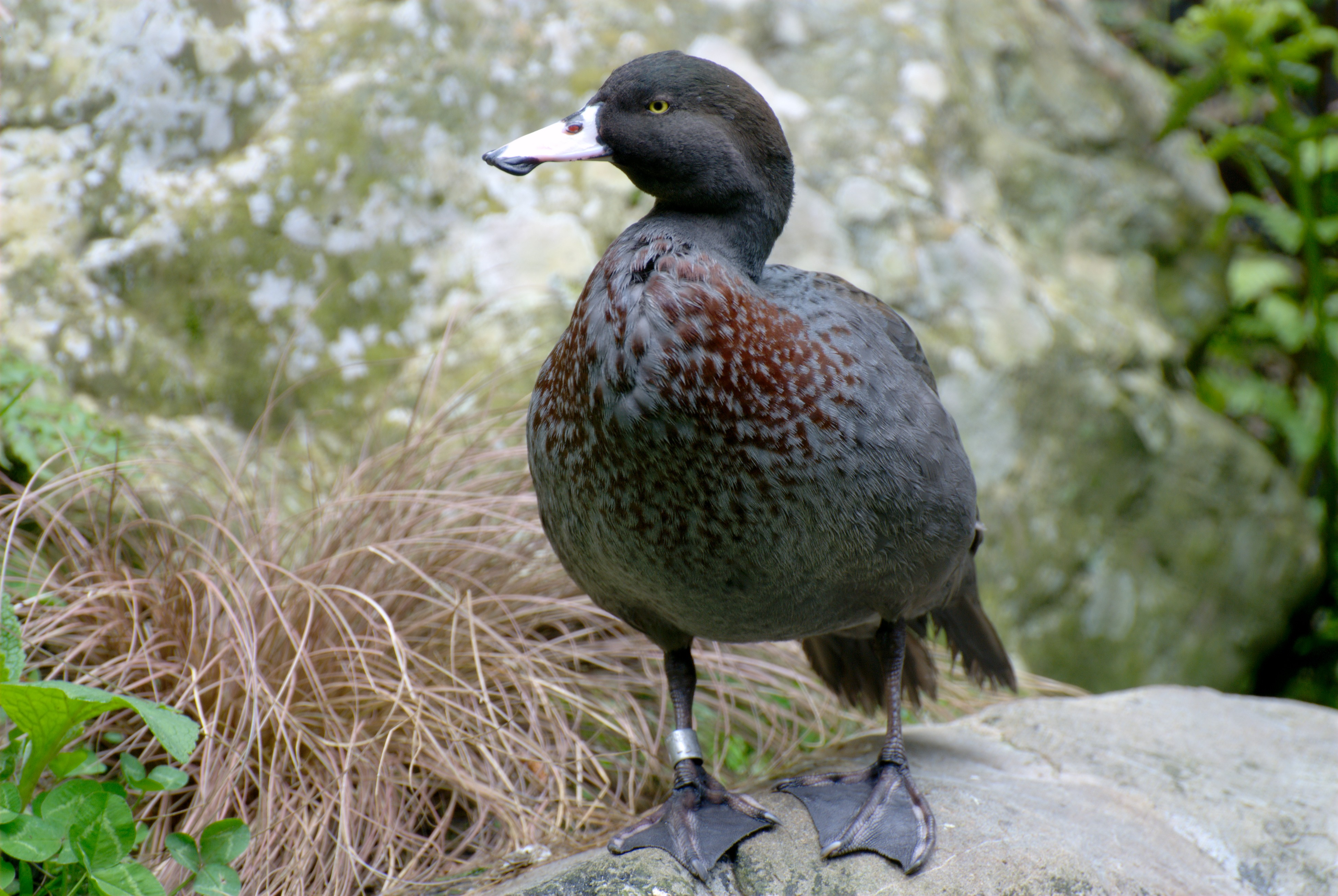
Hymenolaimus malacorhynchos fotografiat a Nova Zelanda.

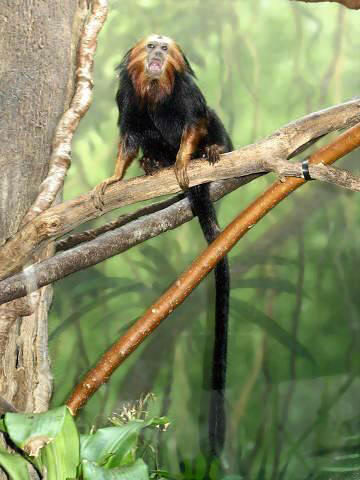
Tití lleó de cap daurat (Leontopithecus chrysomelas)

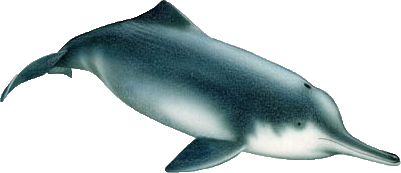
Dofí del Iang-tsé (Lipotes vexillifer)

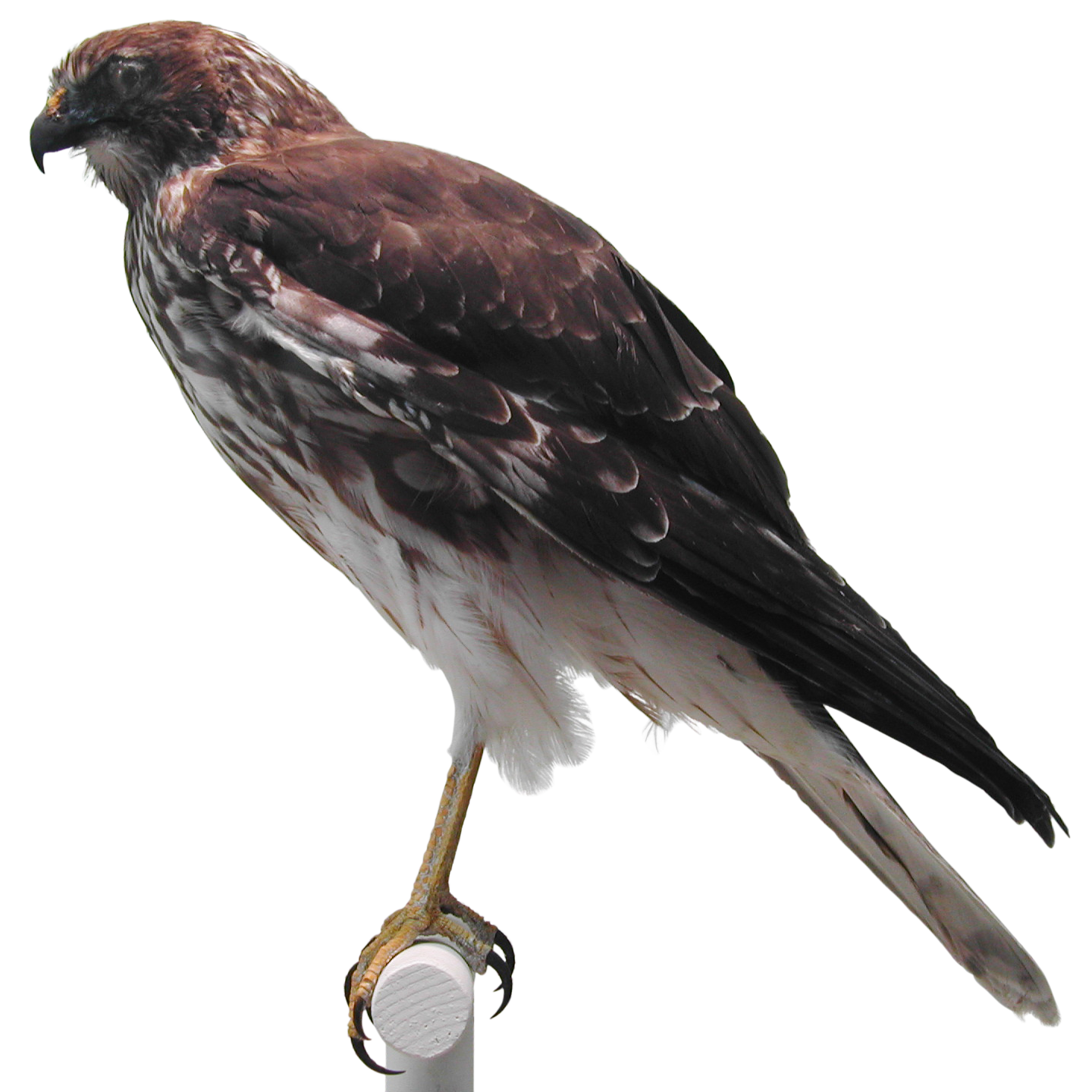
Arpella de Madagascar (Circus maillardi)

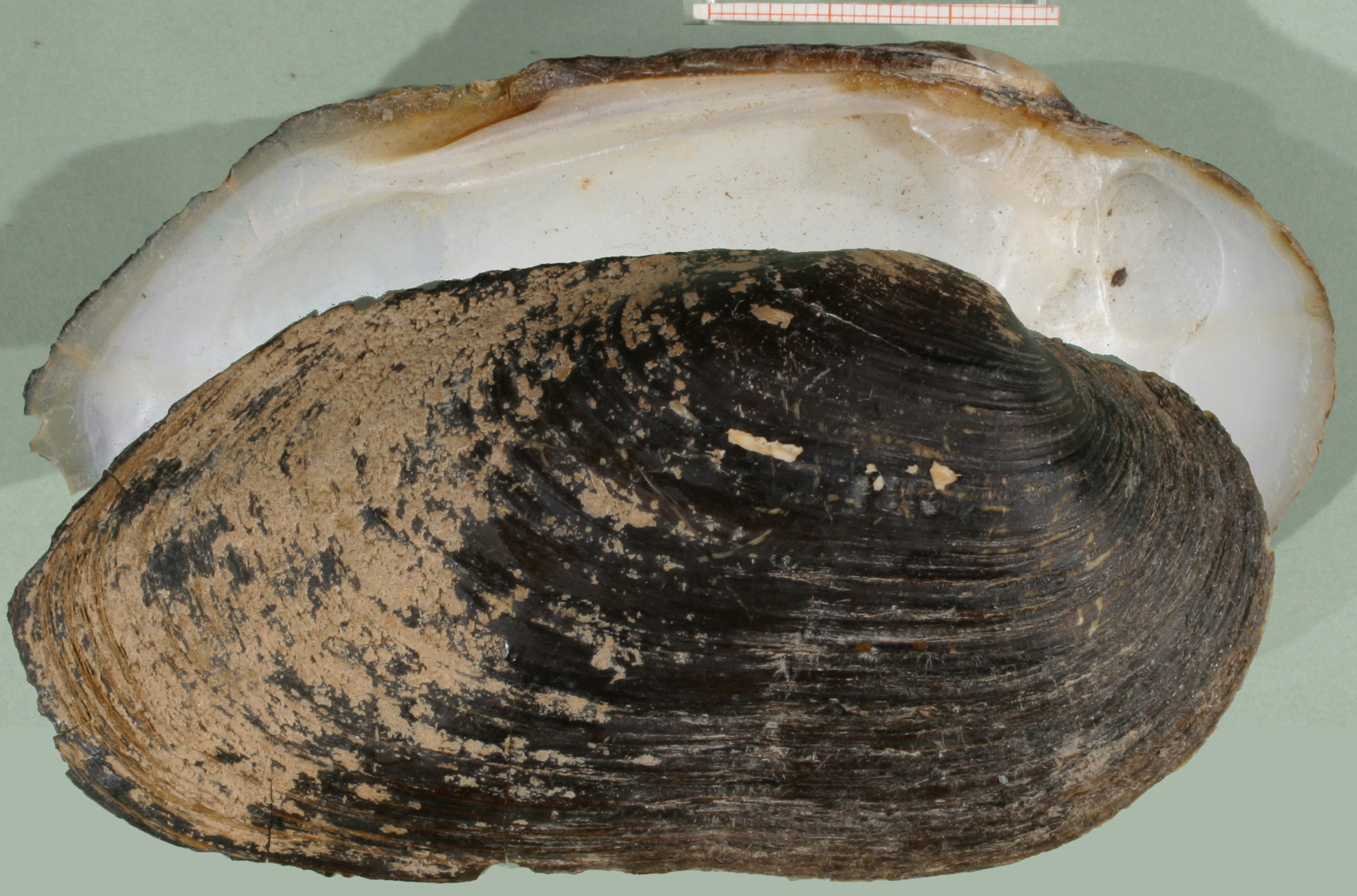
Margaritifera auricularia

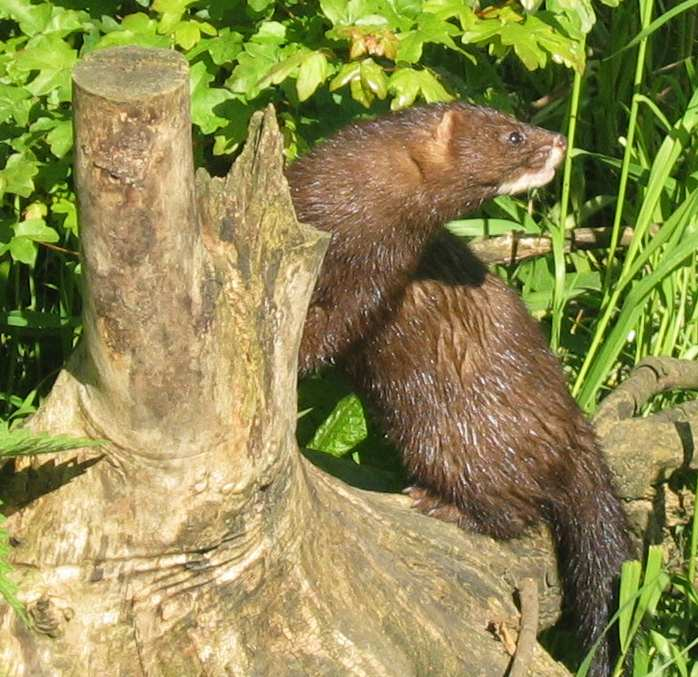
Visó europeu (Mustela lutreola)

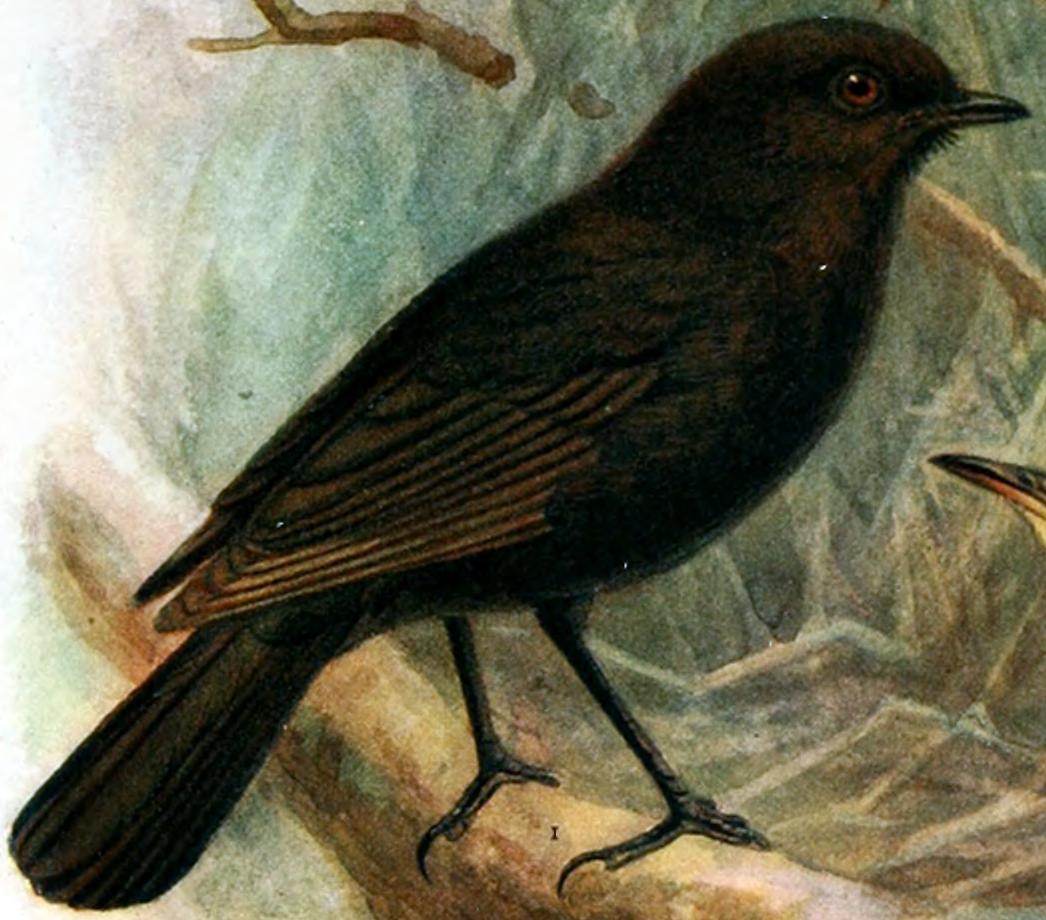
Petroica traversi

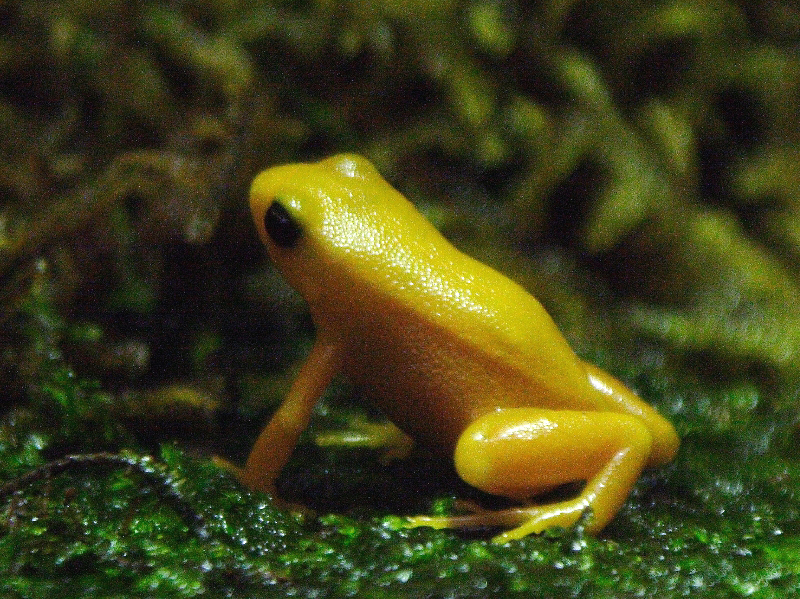
Mantella aurantiaca

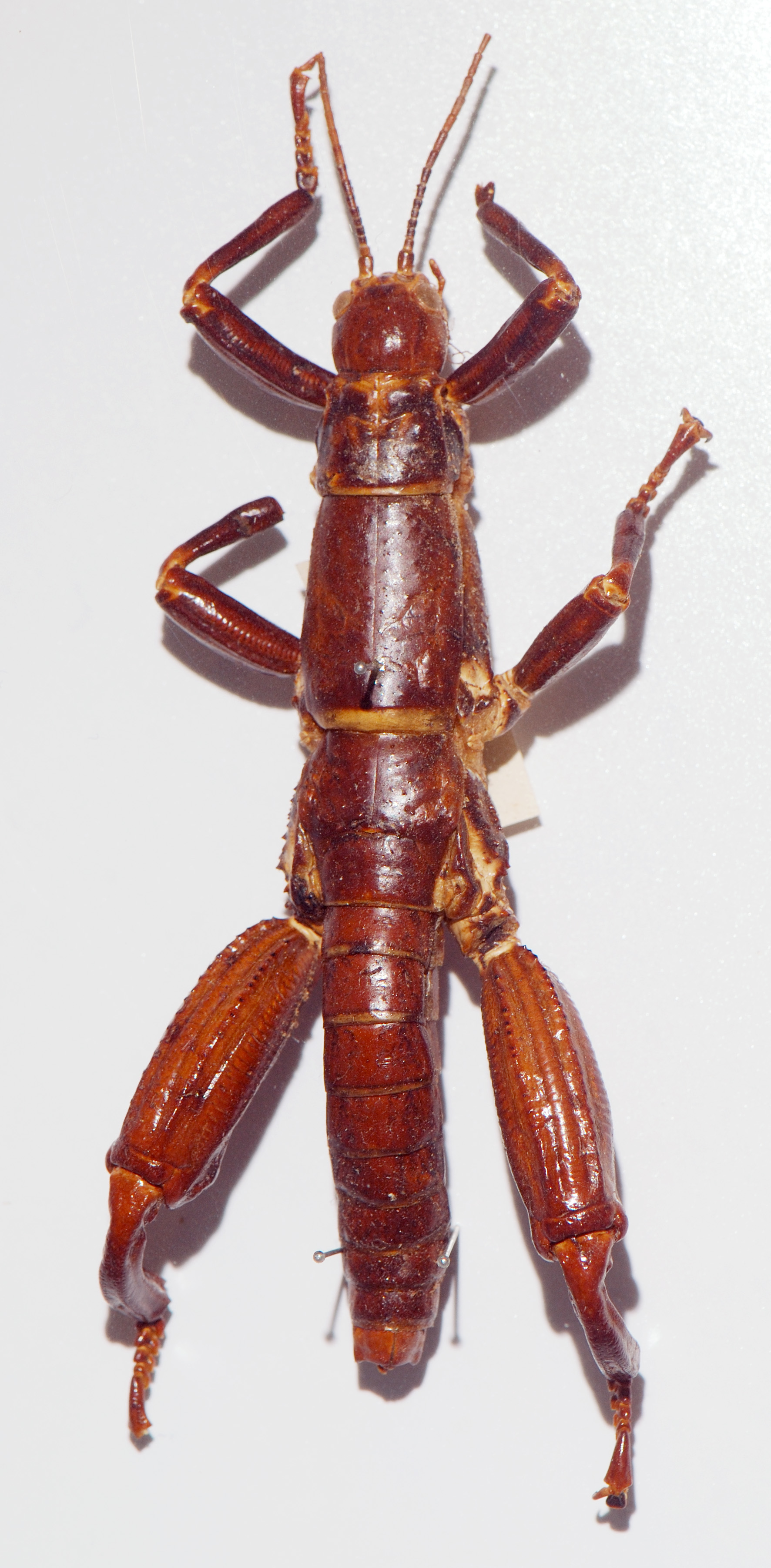
Dryococelus australis

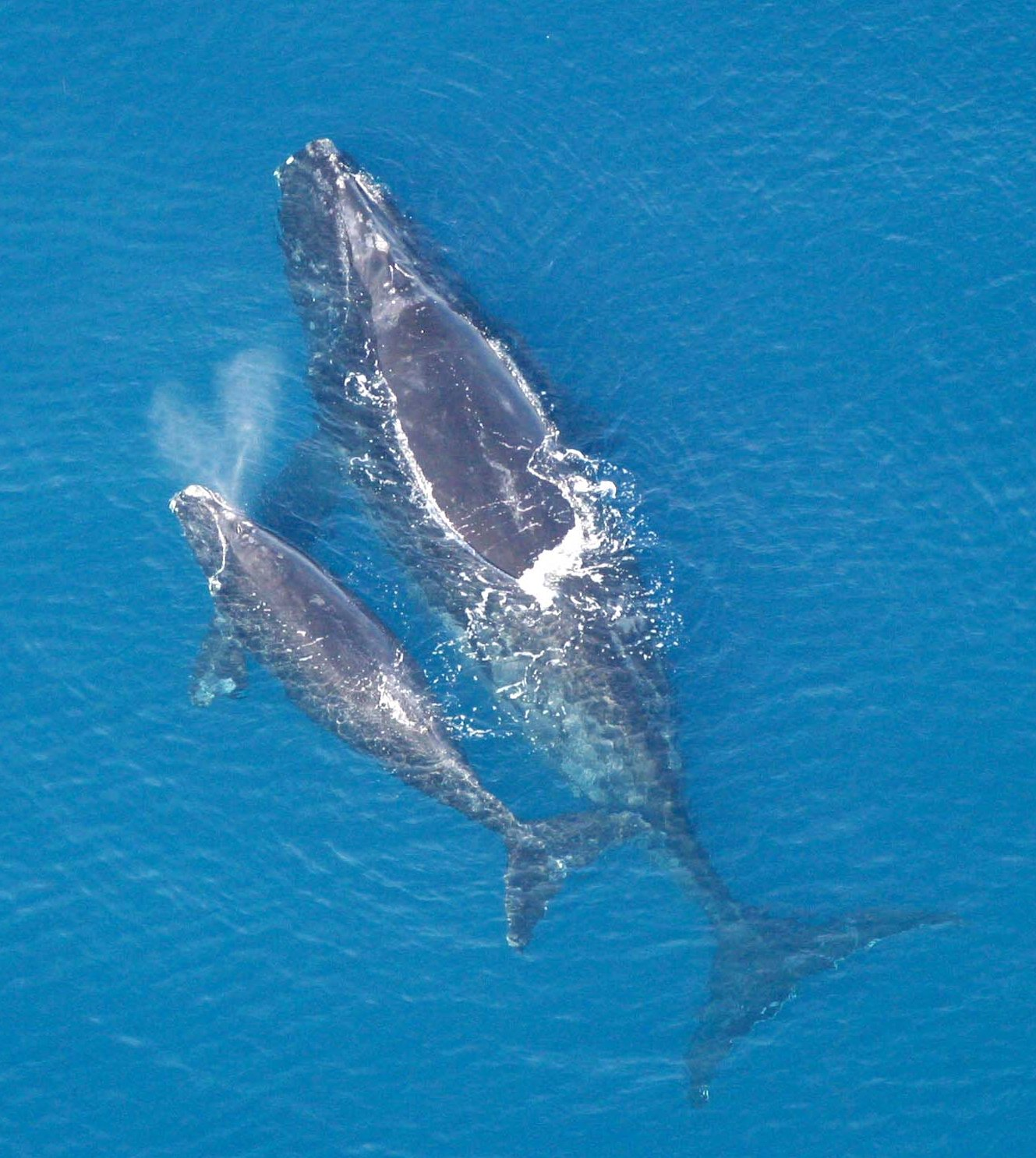
Balena franca comuna (Eubalaena glacialis)

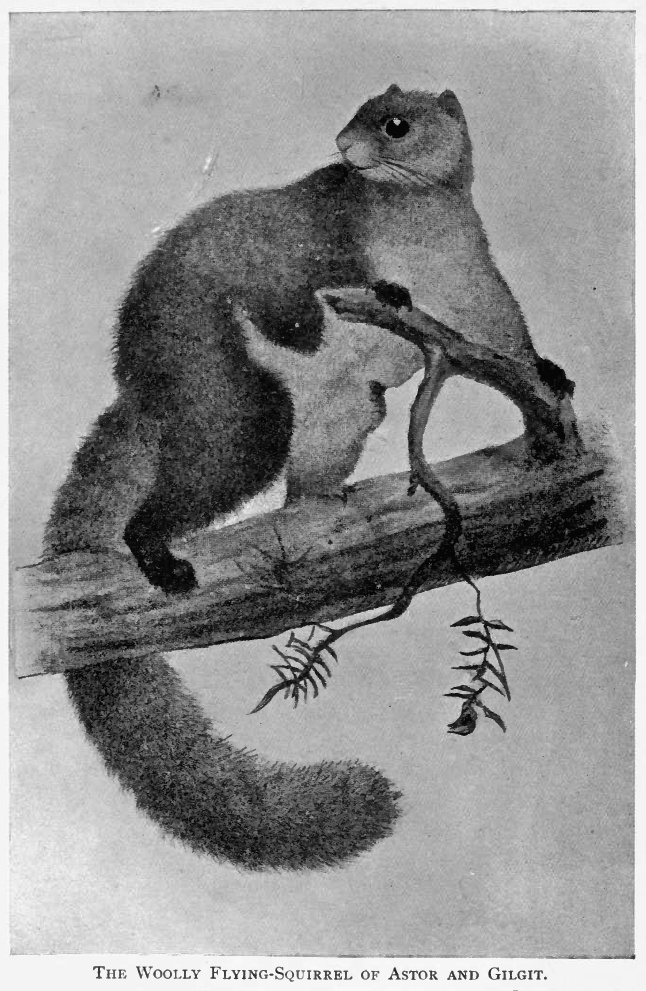
Esquirol volador llanós (Eupetaurus cinereus)

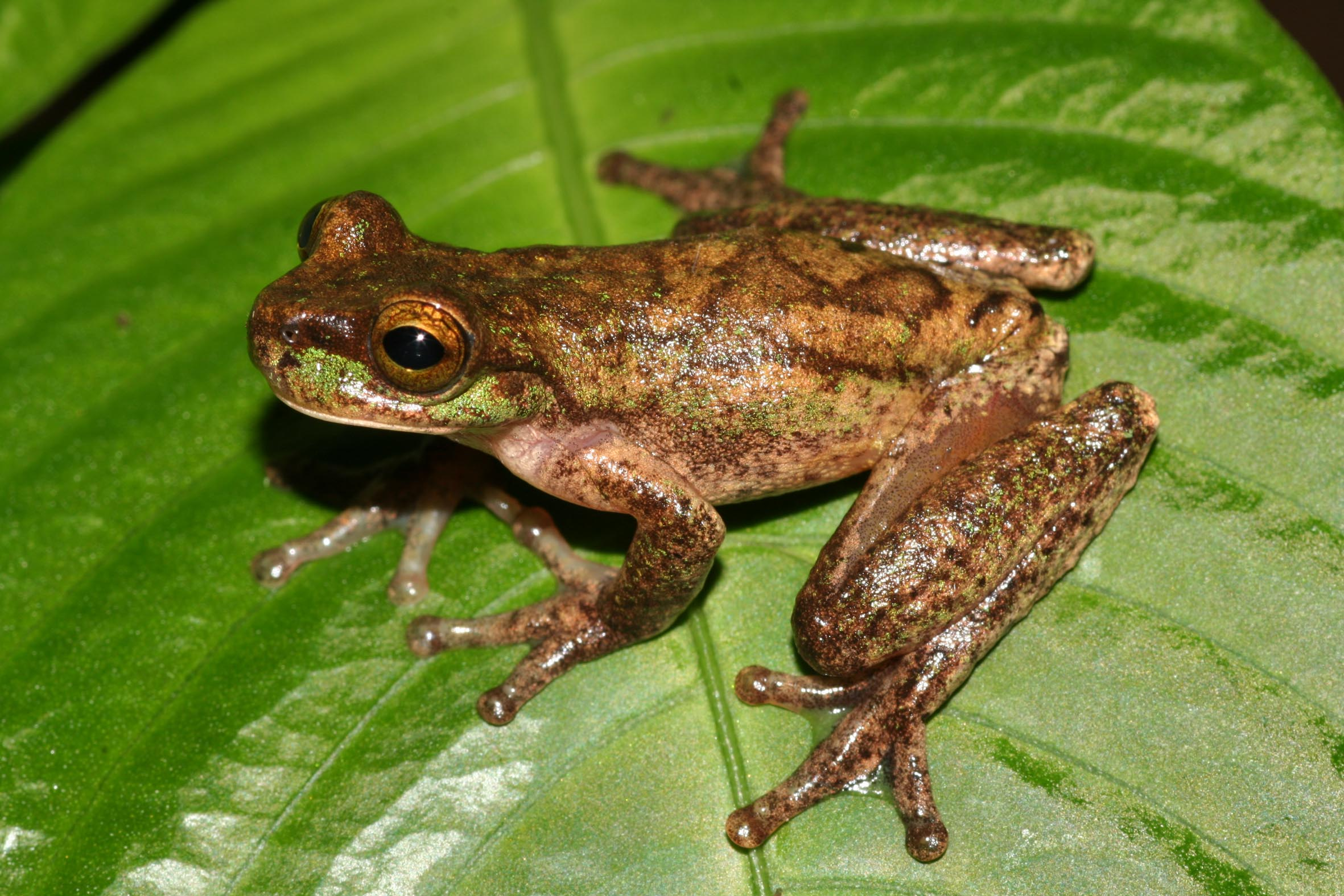
Isthmohyla rivularis

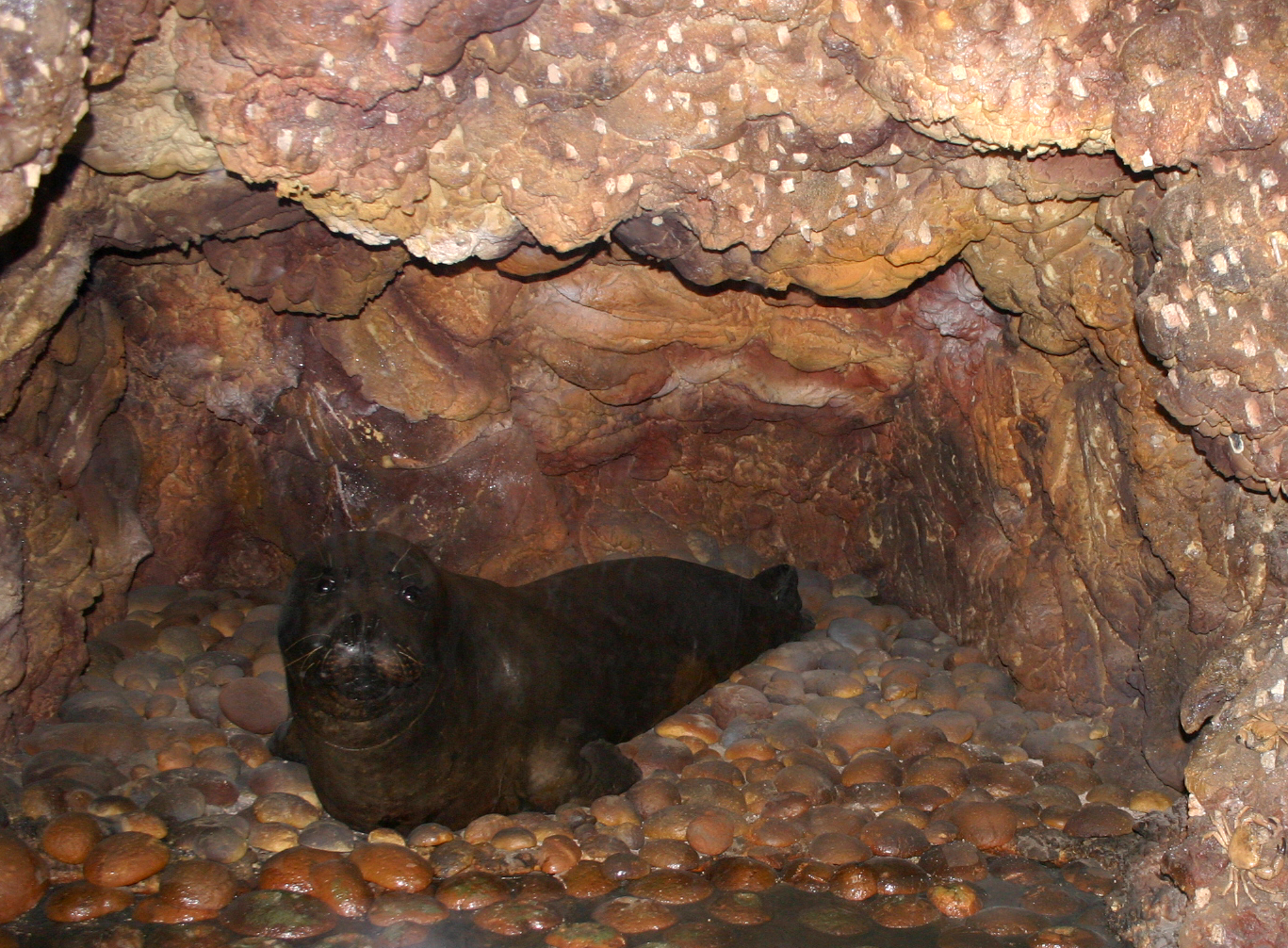
Vell marí o foca mediterrània (Monachus monachus)

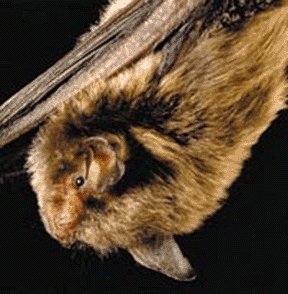
Ratpenat d'Indiana (Myotis sodalis)

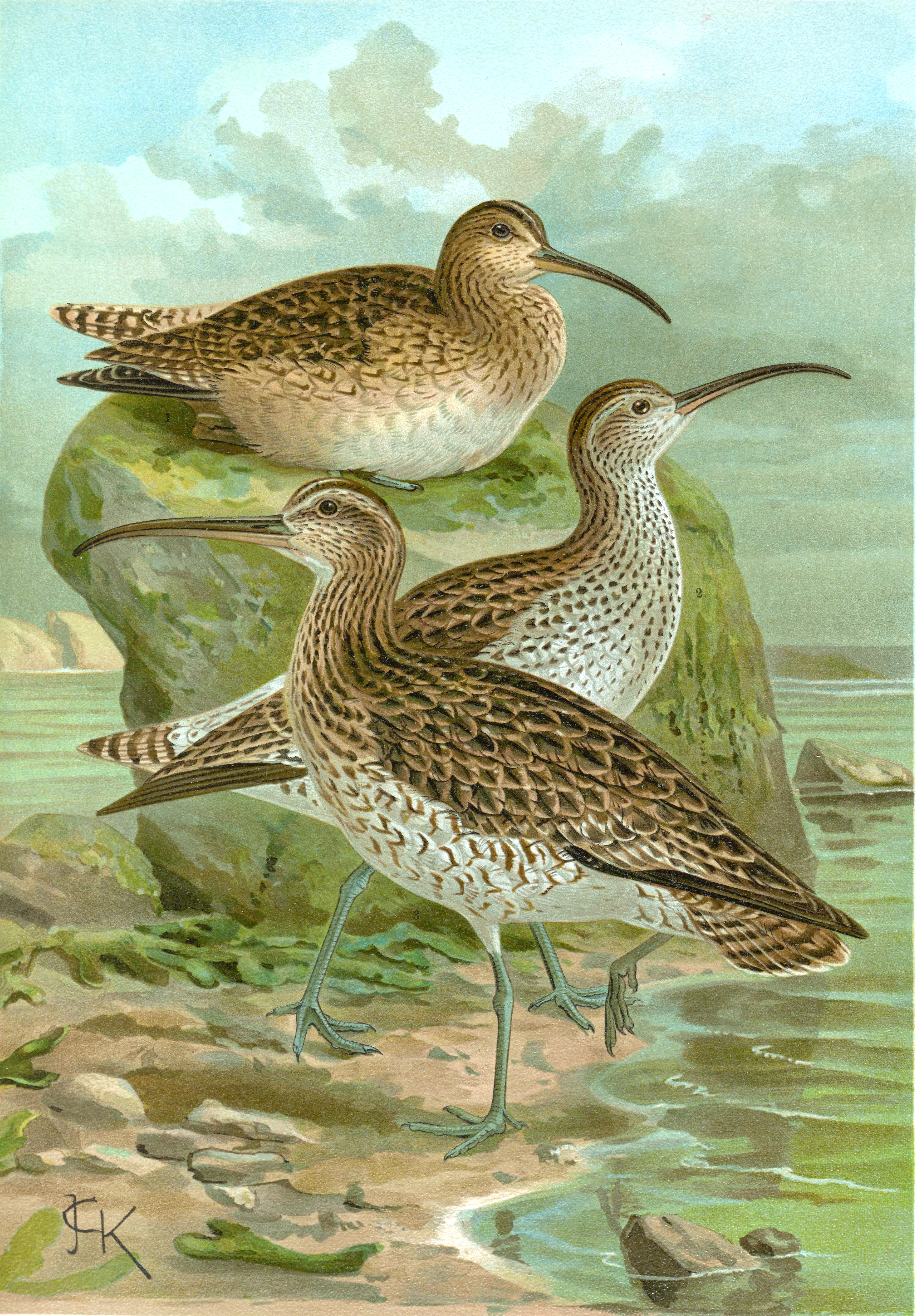
Polit becfí (Numenius tenuirostris)

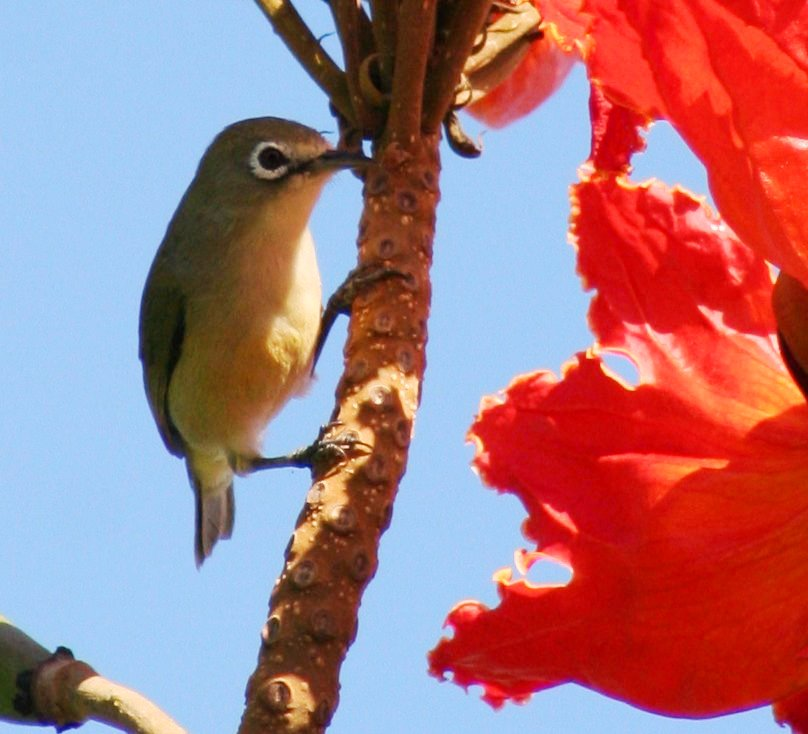
Zostèrops de brides (Zosterops conspicillatus)

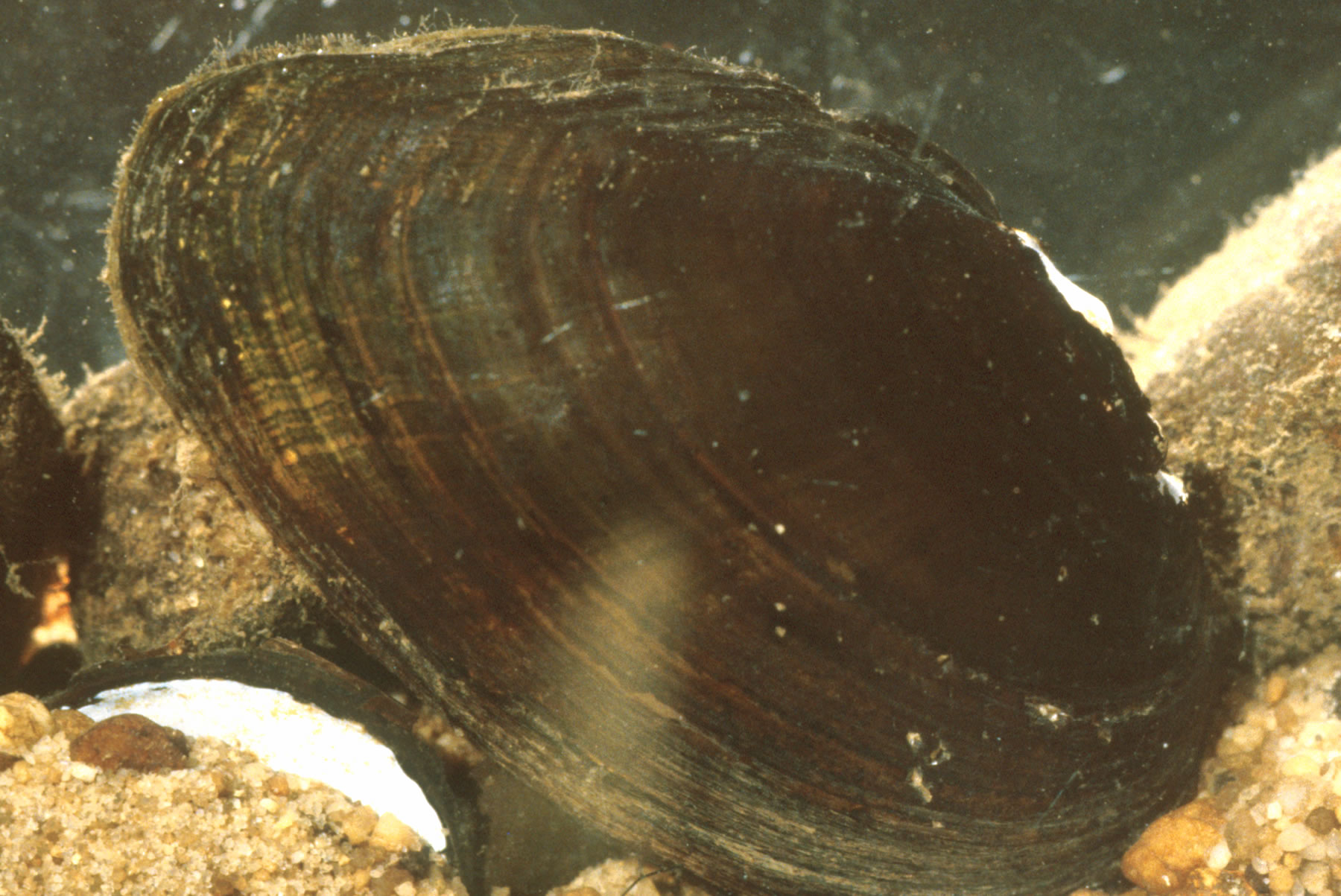
Villosa perpurpurea

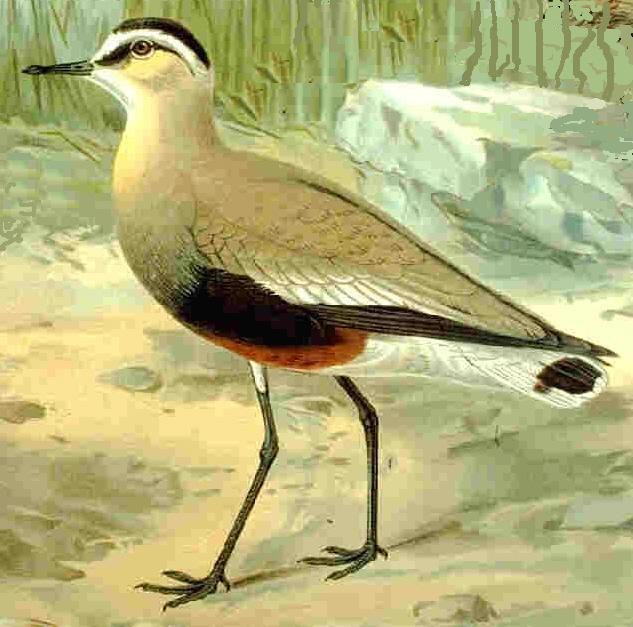
Vanellus gregarius

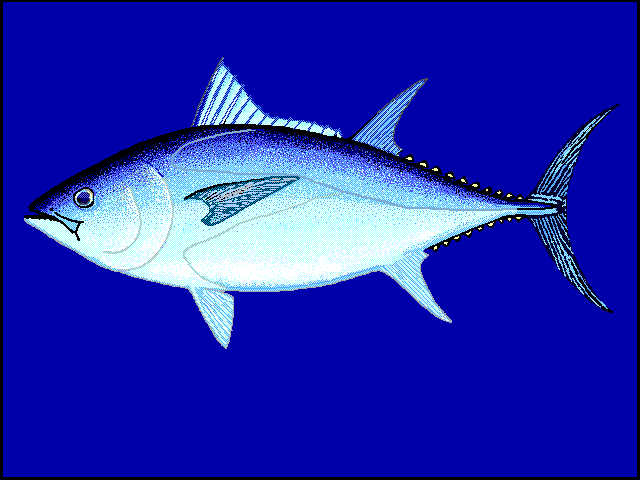
Thunnus maccoyii

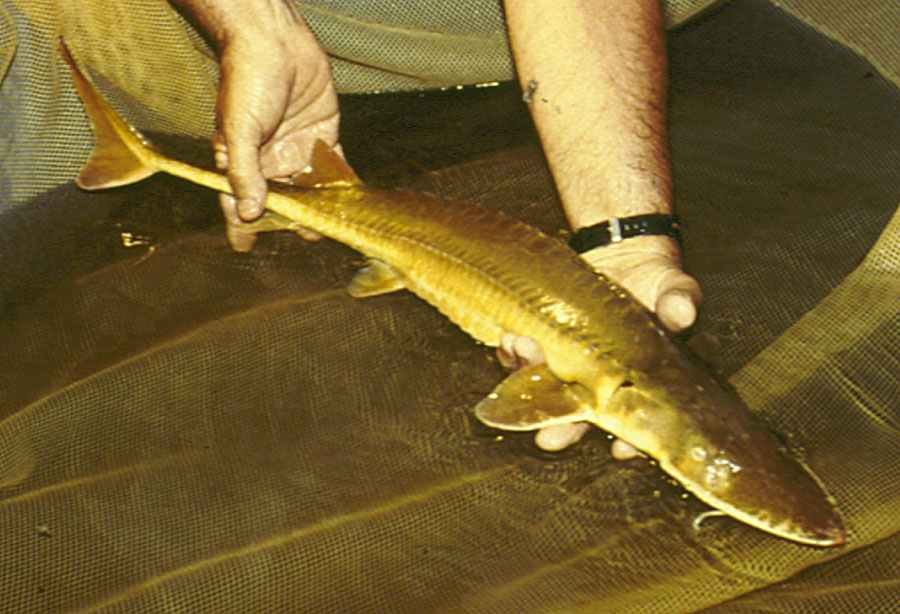
Scaphirhynchus suttkusi

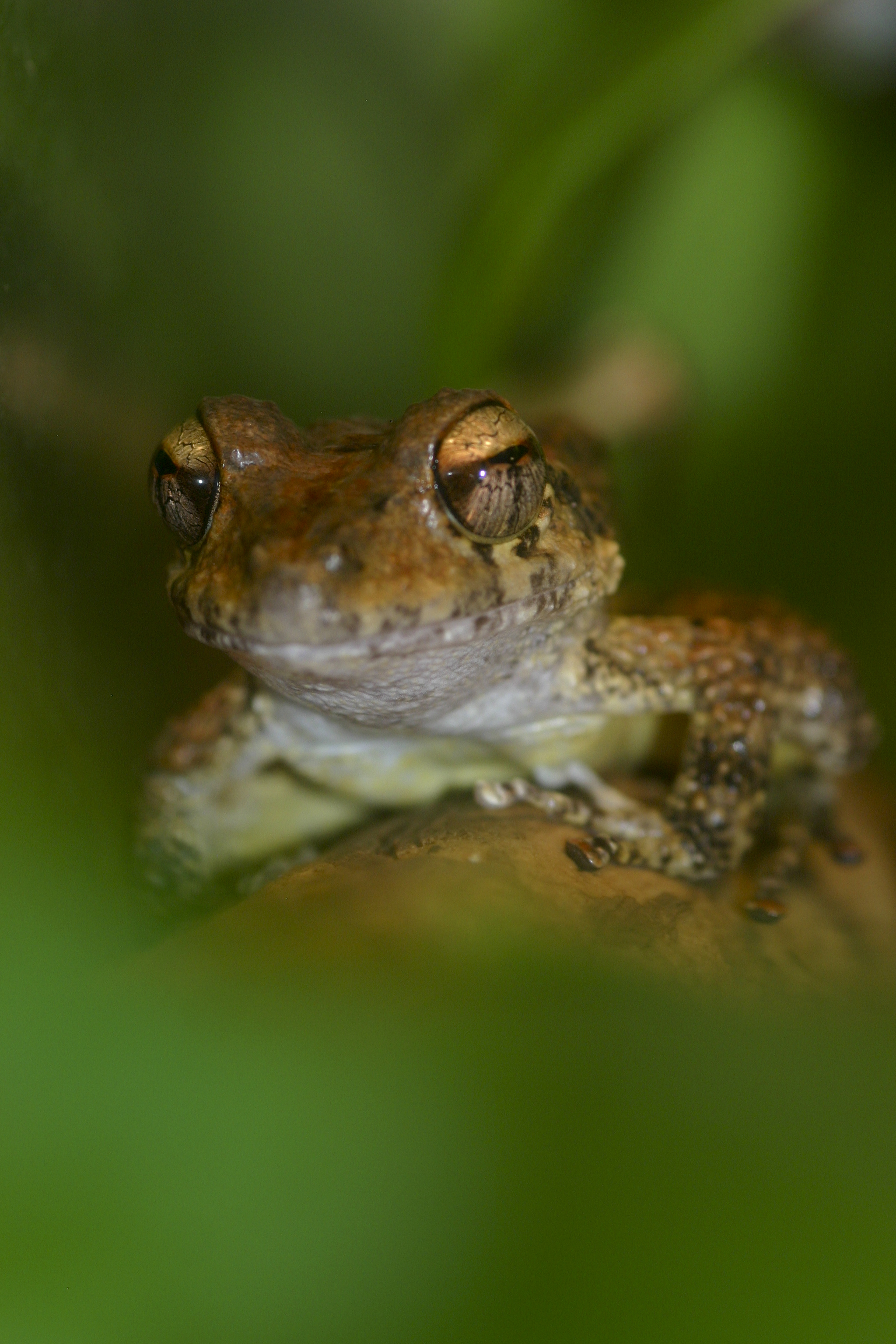
Craugastor punctariolus

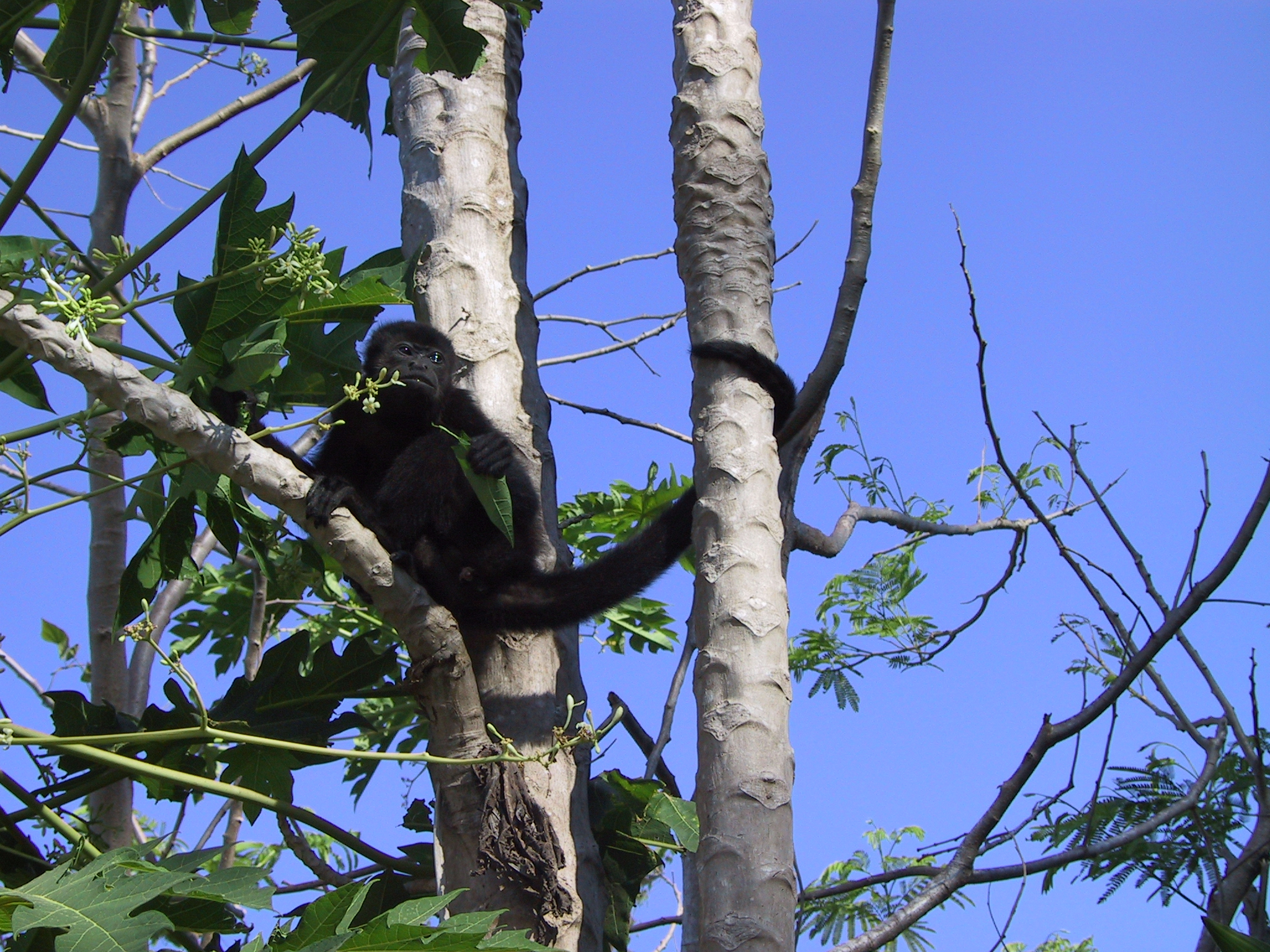
Aluata de Guatemala (Alouatta pigra) fotografiada a Costa Rica.

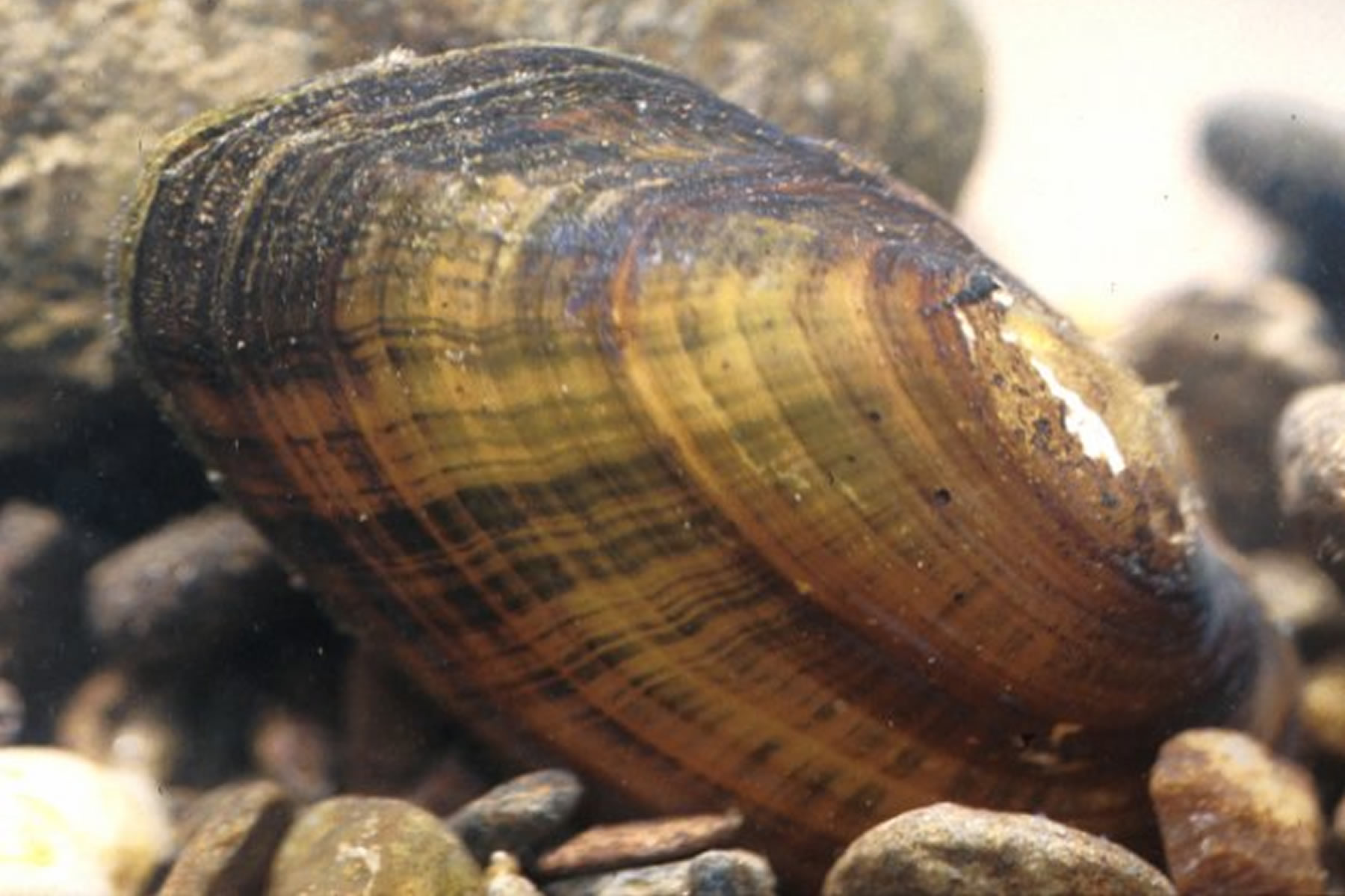
Alasmidonta raveneliana

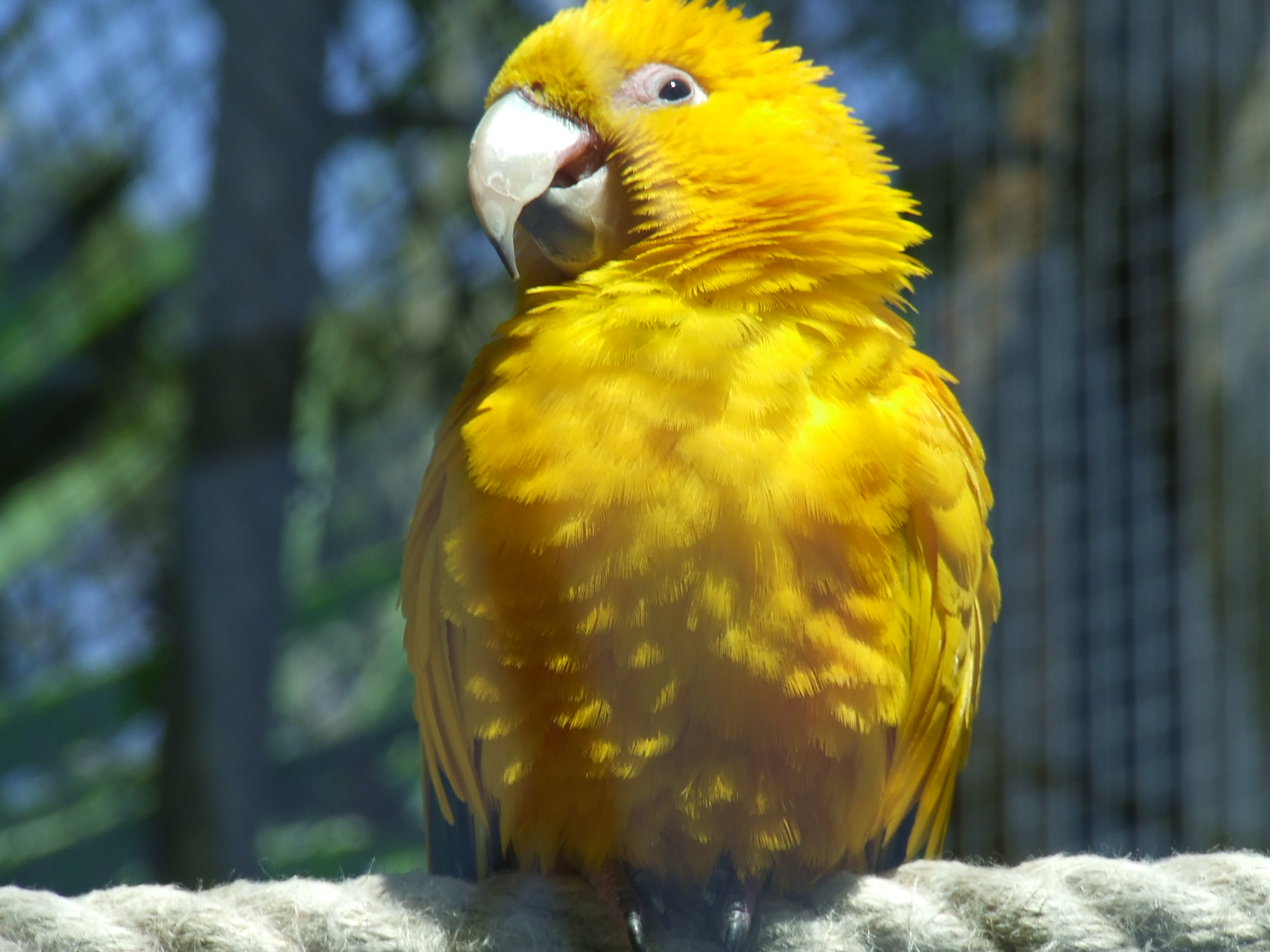
Guaruba guarouba fotografiat al Zoo de Barcelona (Països Catalans).

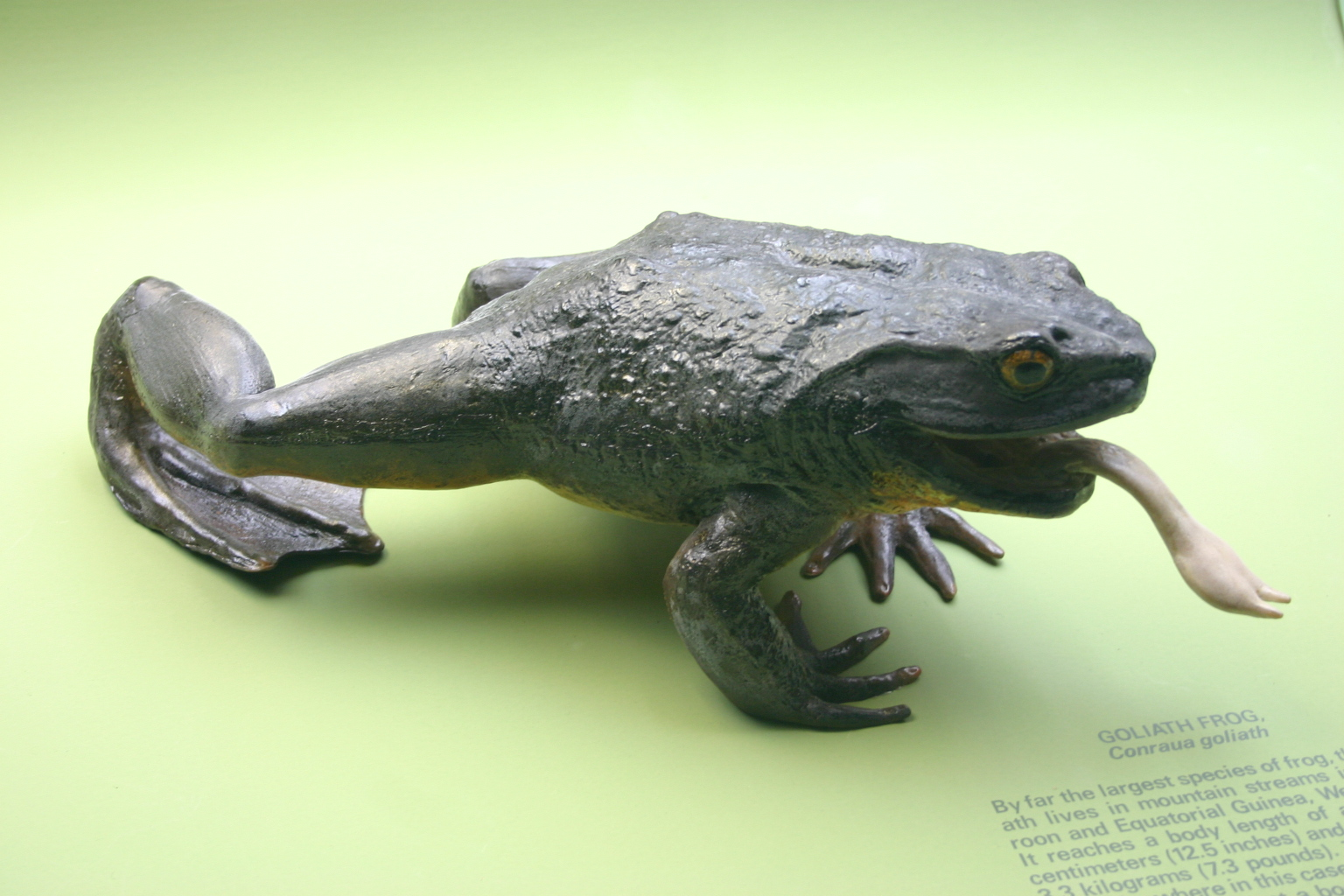
Granota goliat (Conraua goliath)

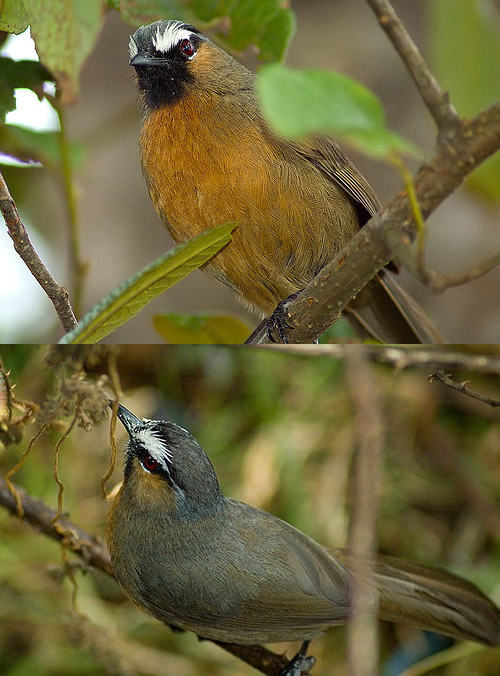
Garrulax cachinnans fotografiats a Tamil Nadu (Índia).

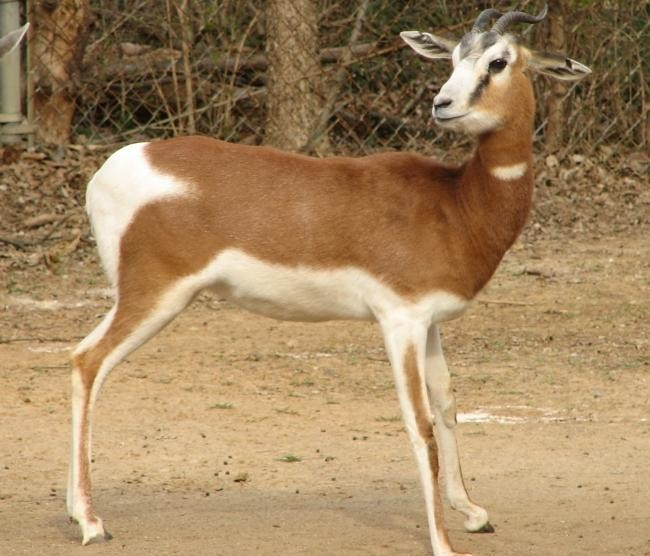
Gasela dama (Gazella dama)

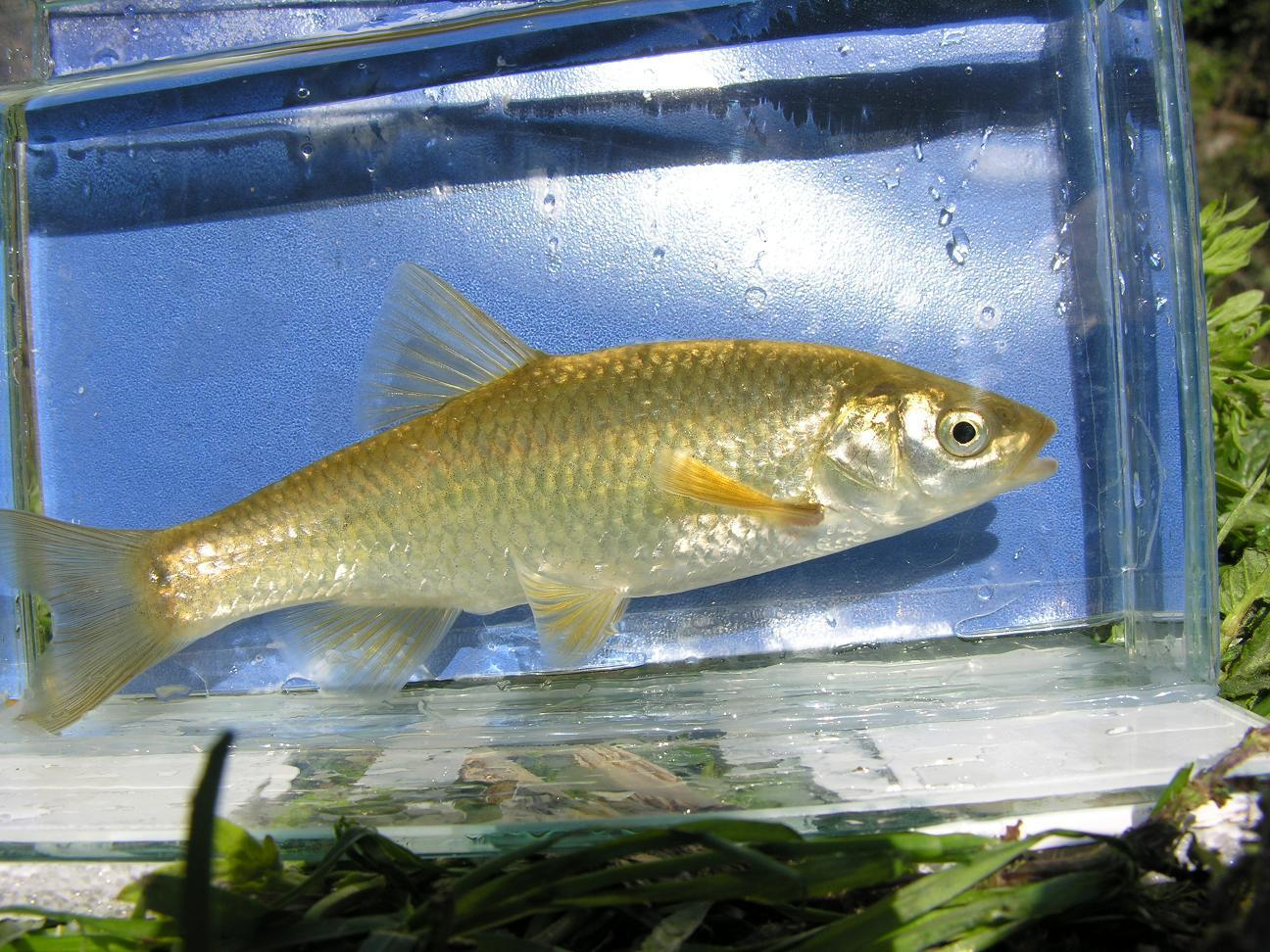
Squalius lucumonis

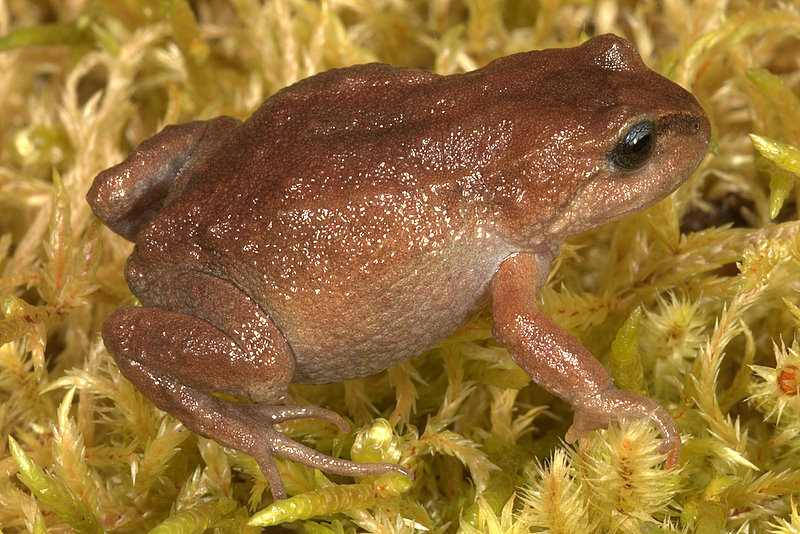
Phrynopus cophites

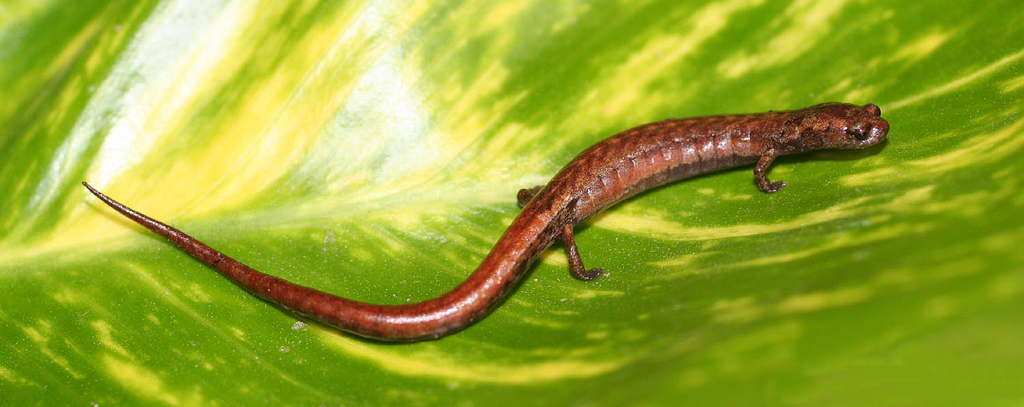
Nototriton lignicola

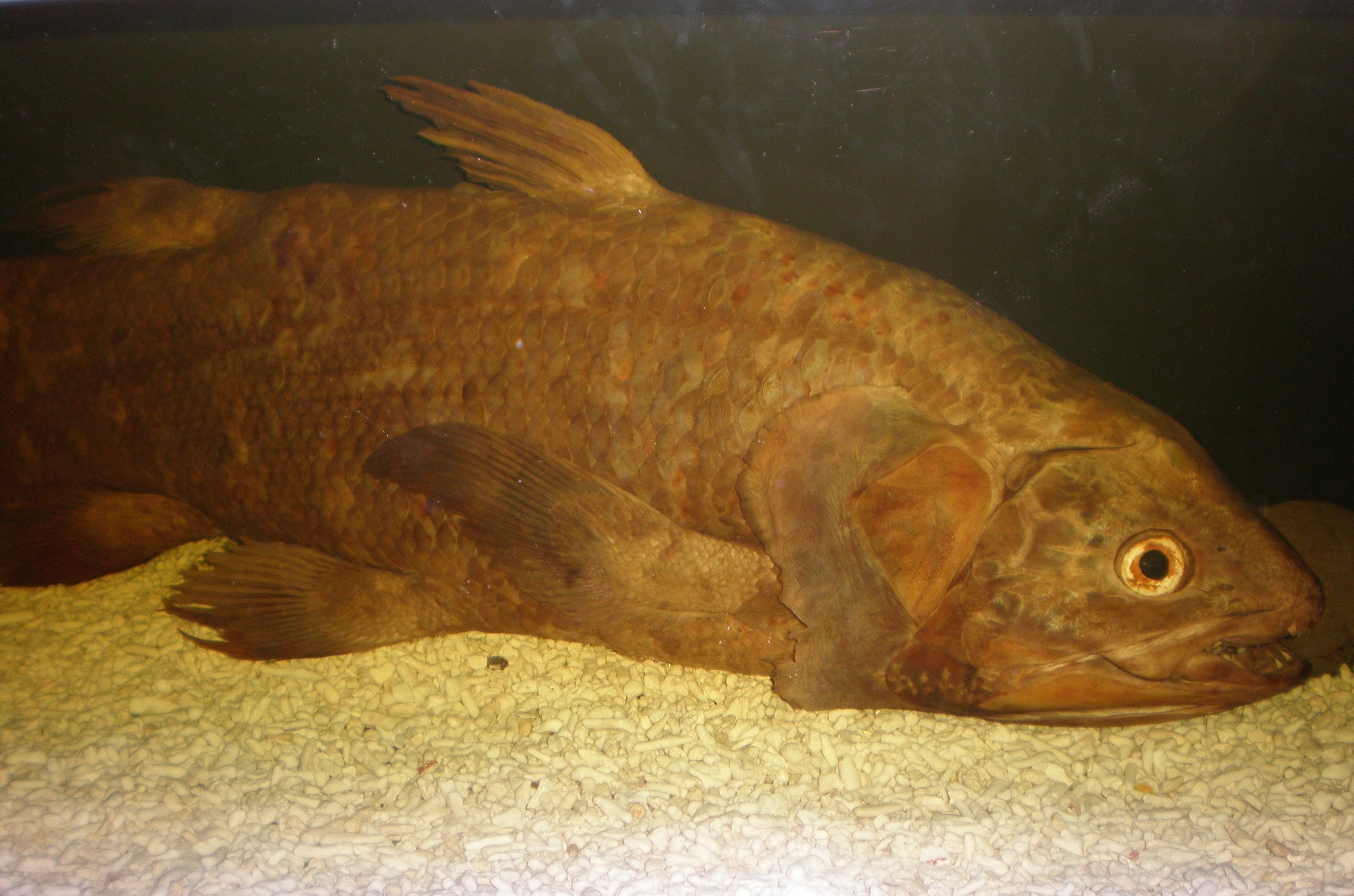
Celacant (Latimeria chalumnae)

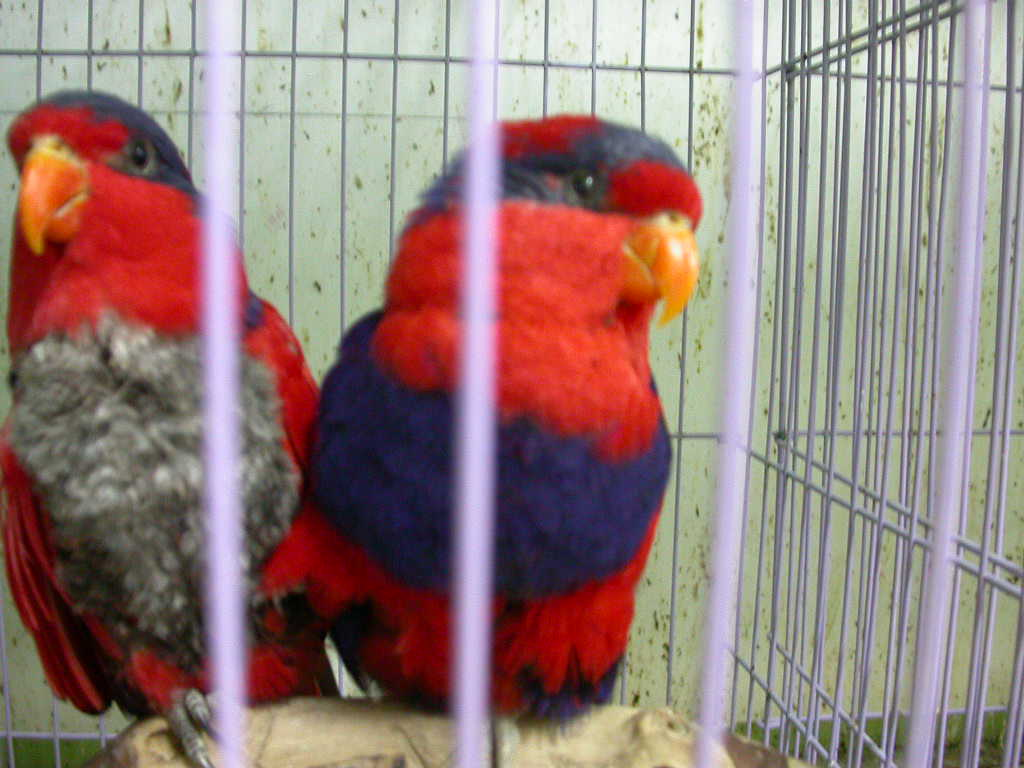
Eos histrio

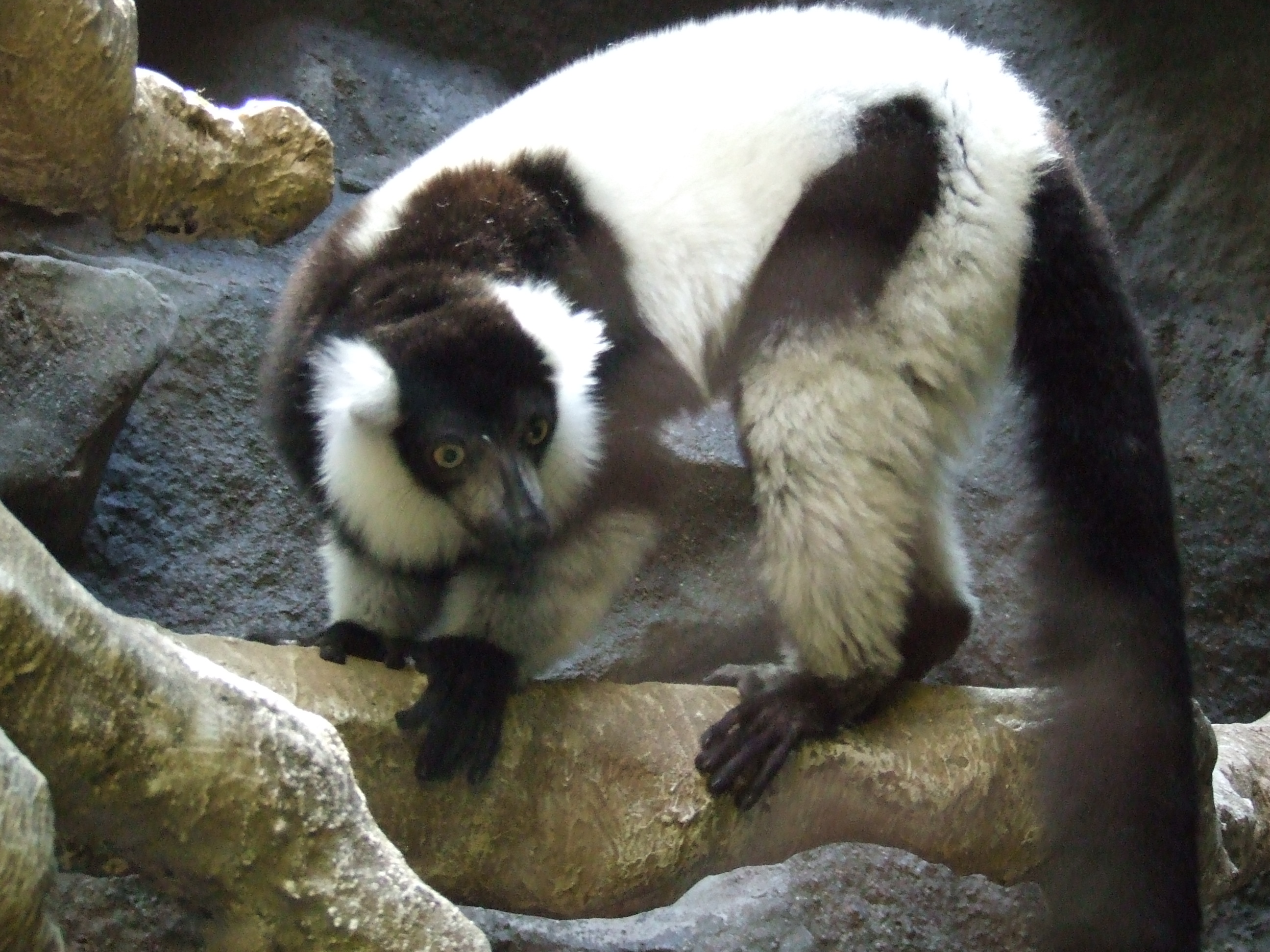
Lèmur de collar (Varecia variegata) fotografiat al Zoo de Barcelona.

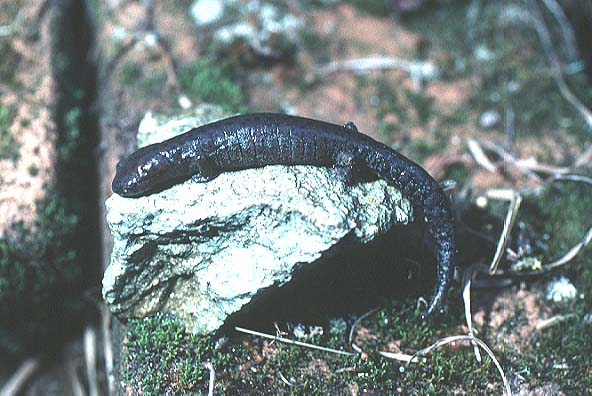
Bolitoglossa heiroreias

Laniarius liberatus

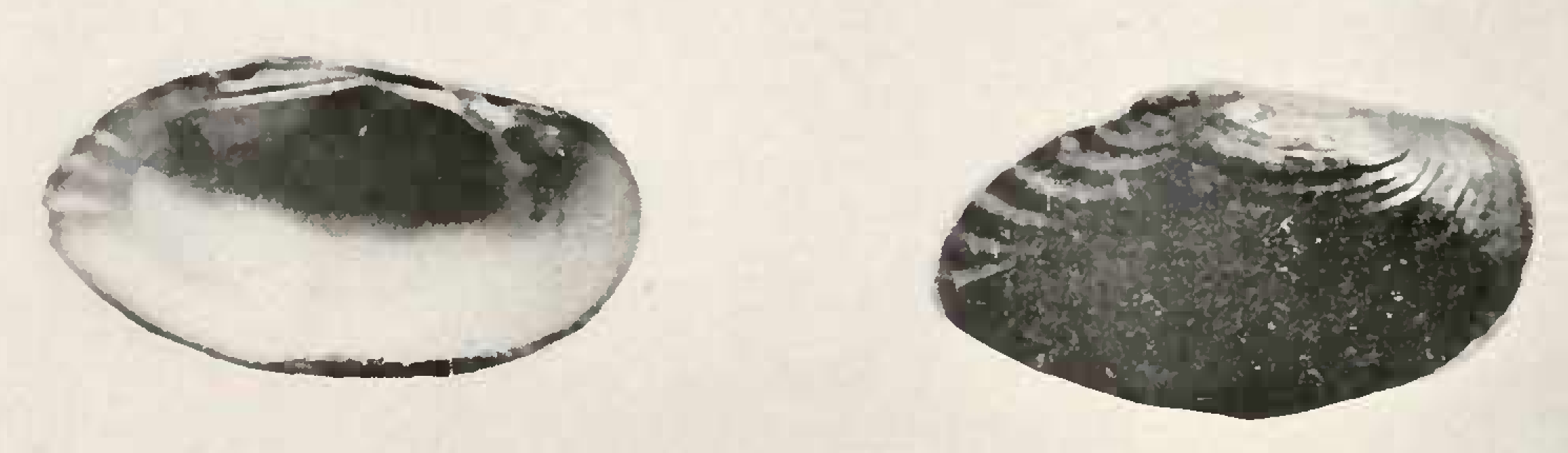
Medionidus simpsonianus

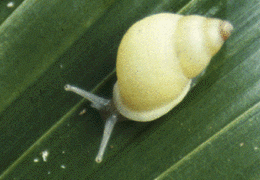
Partula langfordi fotografiat a les Illes Mariannes.

- Aayushdeora maadus
- Acheilognathus elongatus
- Acipenser sinensis
- Acrocephalus brevipennis
- Acrocephalus familiaris
- Acrocephalus griseldis
- Acrocephalus luscinius
- Acrocephalus rodericanus
- Acrodipsas illidgei
- Addax (Addax nasomaculatus)
- Adelocosa anops
- Adelophryne maranguapensis
- Adelopoma stolli
- Adelphicos daryi
- Adenomus dasi
- Adenomus kelaartii
- Adetomyrma venatrix
- Adrianichthys kruyti
- Advena charon
- Aegotheles savesi
- Aethopyga duyvenbodei
- Aetobatus flagellum
- Aetomylaeus maculatus
- Aetomylaeus vespertilio
- Afrana inyangae
- Afrana johnstoni
- Africallagma cuneistigma
- Afrithelphusa afzelii
- Afrithelphusa gerhildae
- Afrithelphusa leonensis
- Afrithelphusa monodosus
- Afrixalus knysnae
- Afrixalus lacteus
- Afrixalus sylvaticus
- Afrogyrus rodriguezensis
- Afrogyrus starmuehlneri
- Agabus clypealis
- Agabus discicollis
- Agabus hozgargantae
- Agalychnis annae
- Agalychnis moreletii
- Agelaius tricolor
- Agelaius xanthomus
- Aglaeactis aliciae
- Aglaothorax longipennis
- Aglyptodactylus laticeps
- Agriades zullichi

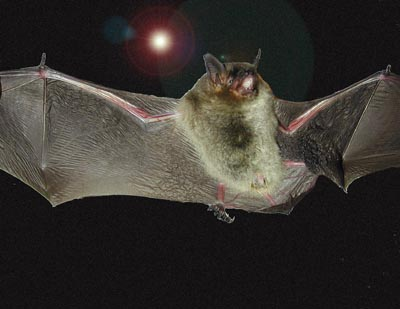
Ratpenat gris (Myotis grisescens)

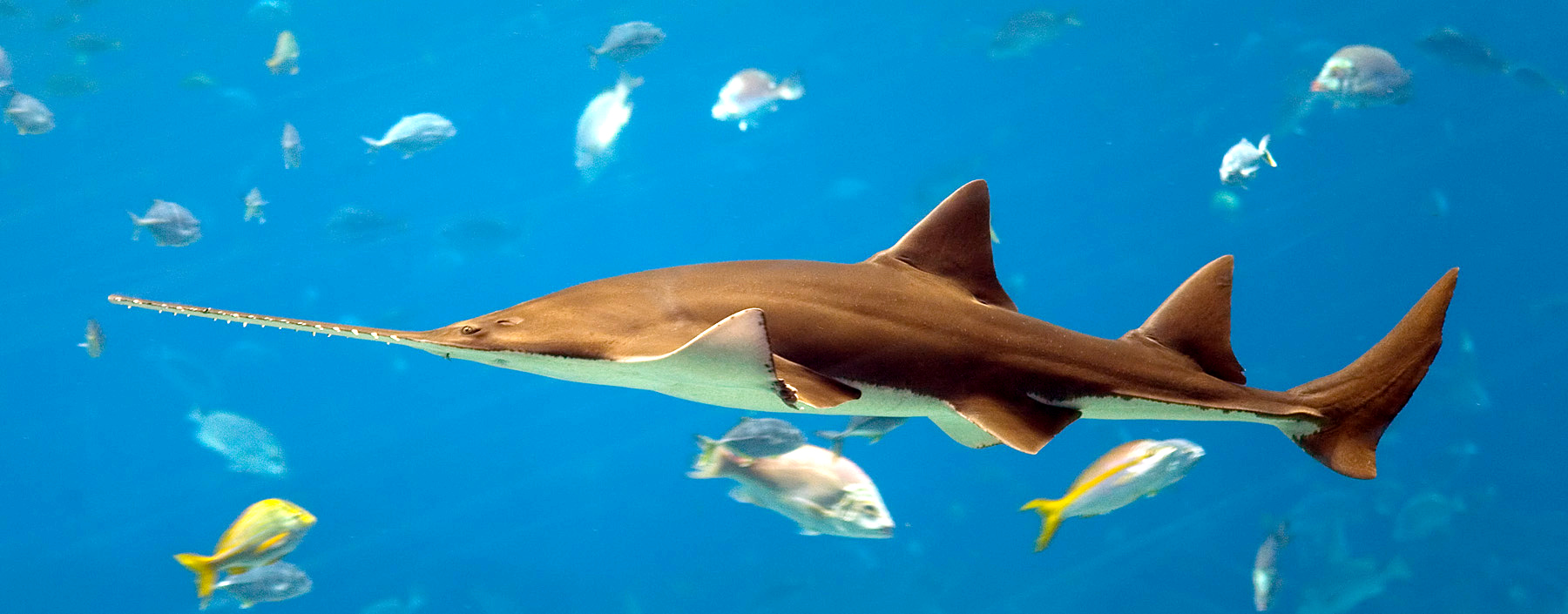
Pristis pectinata

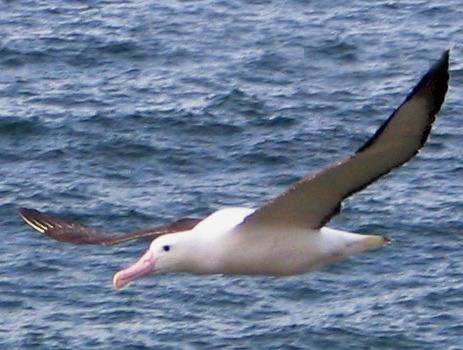
Diomedea sanfordi

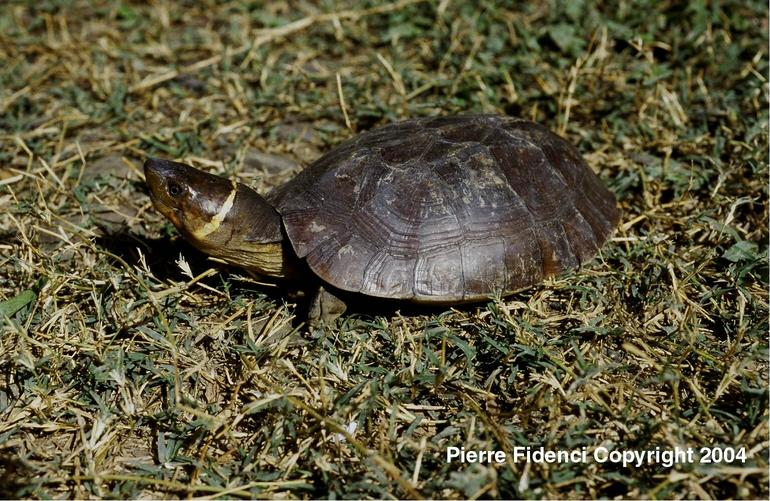
Heosemys leytensis

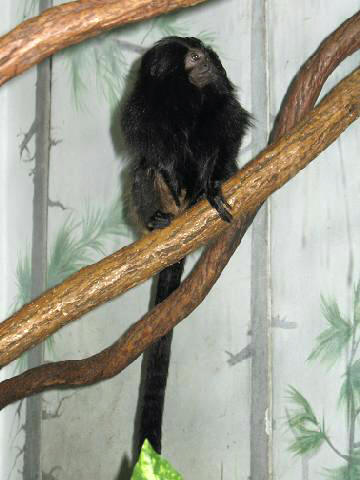
Tití lleó de gropa daurada (Leontopithecus chrysopygus

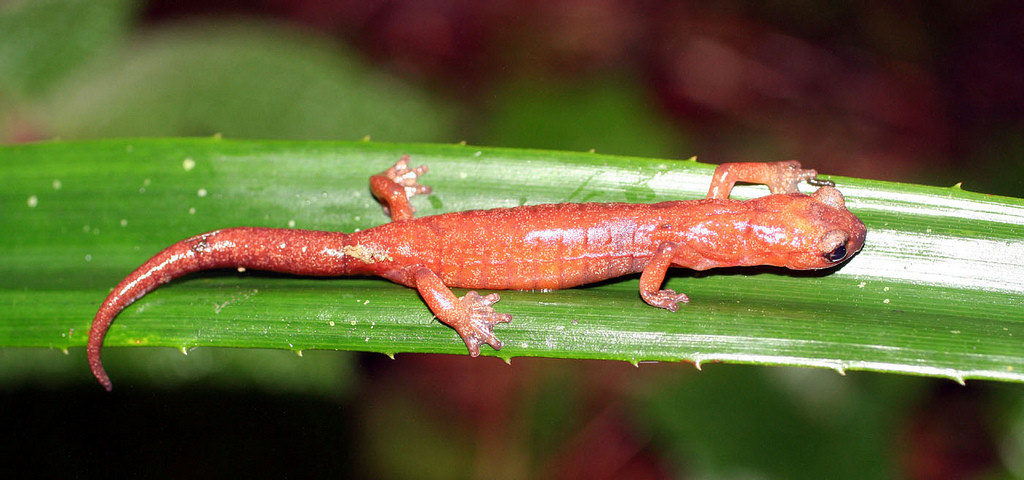
Bolitoglossa celaque

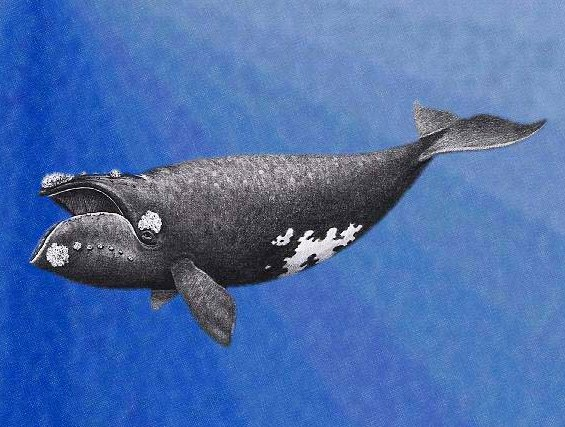
Eubalaena japonica

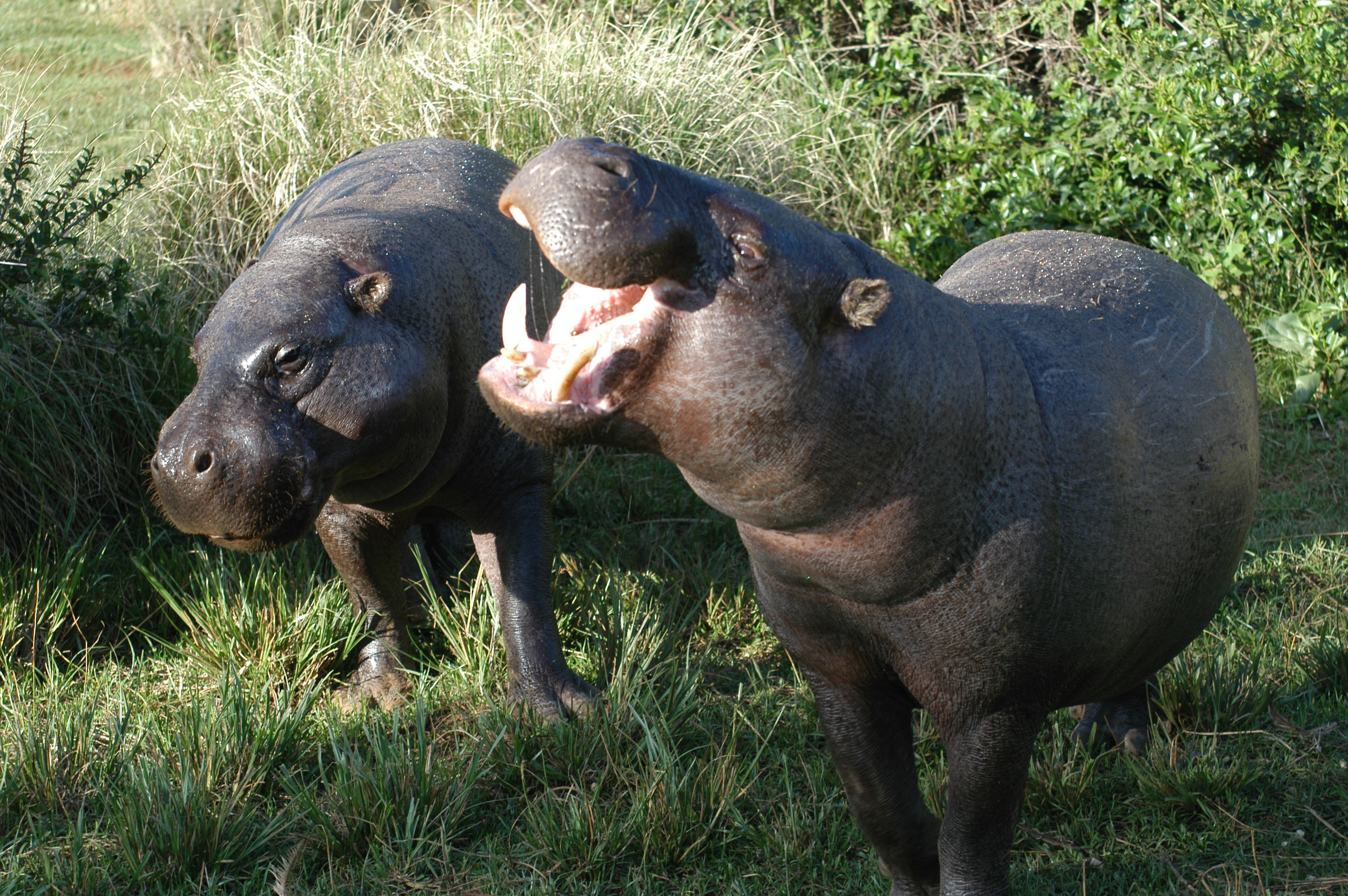
Hexaprotodon liberiensis

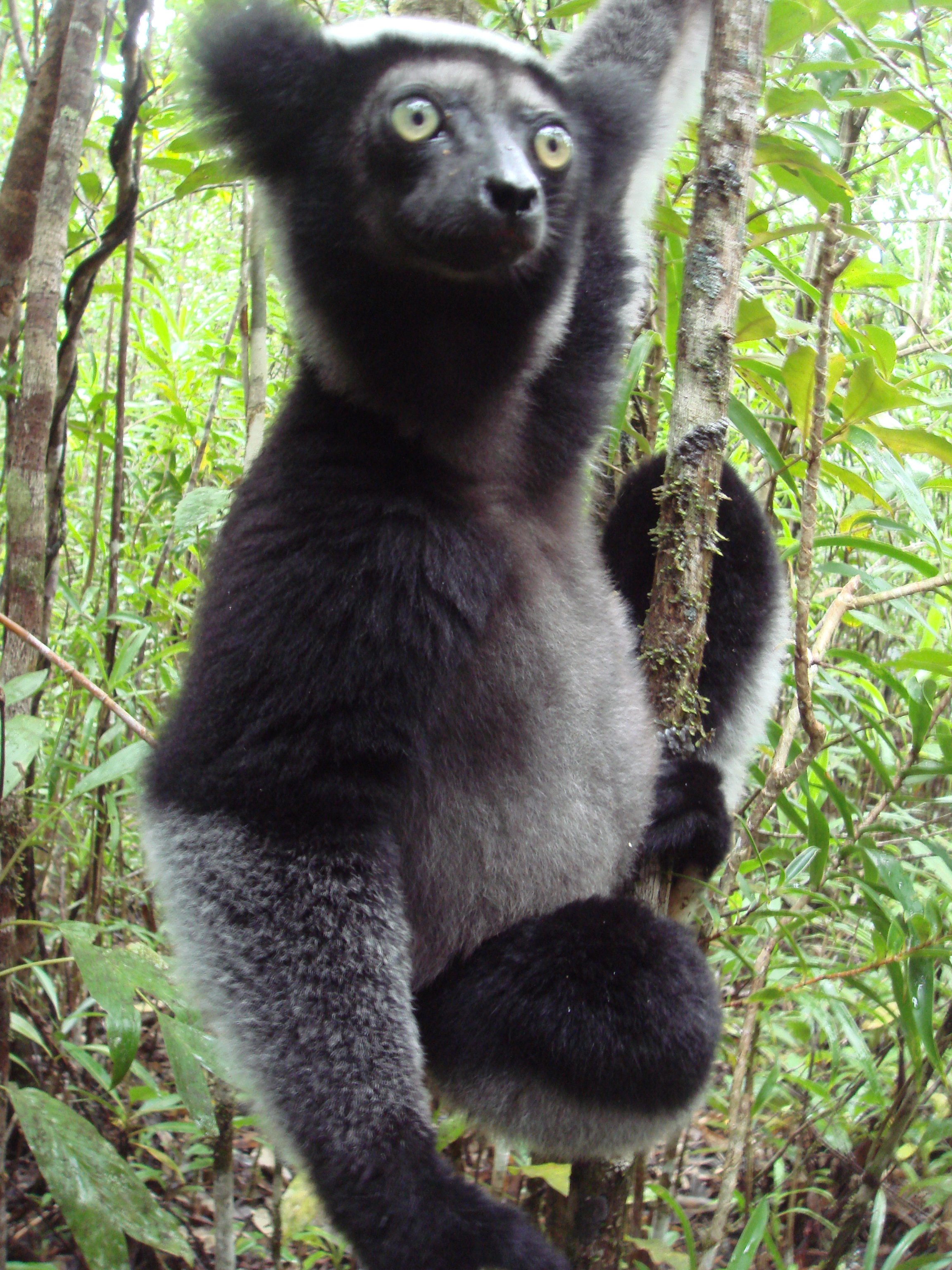
Indri (Indri indri)

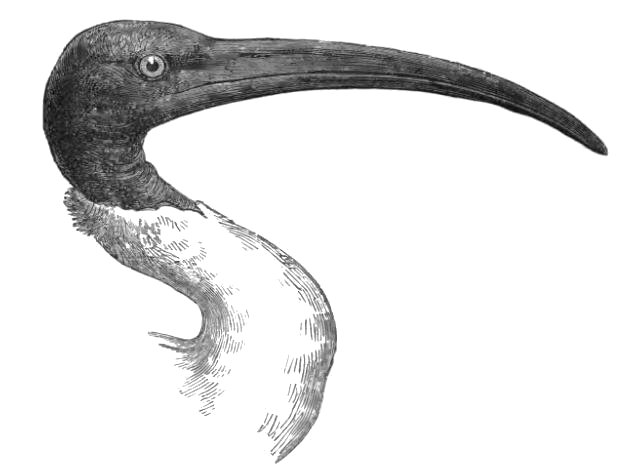
Threskiornis bernieri

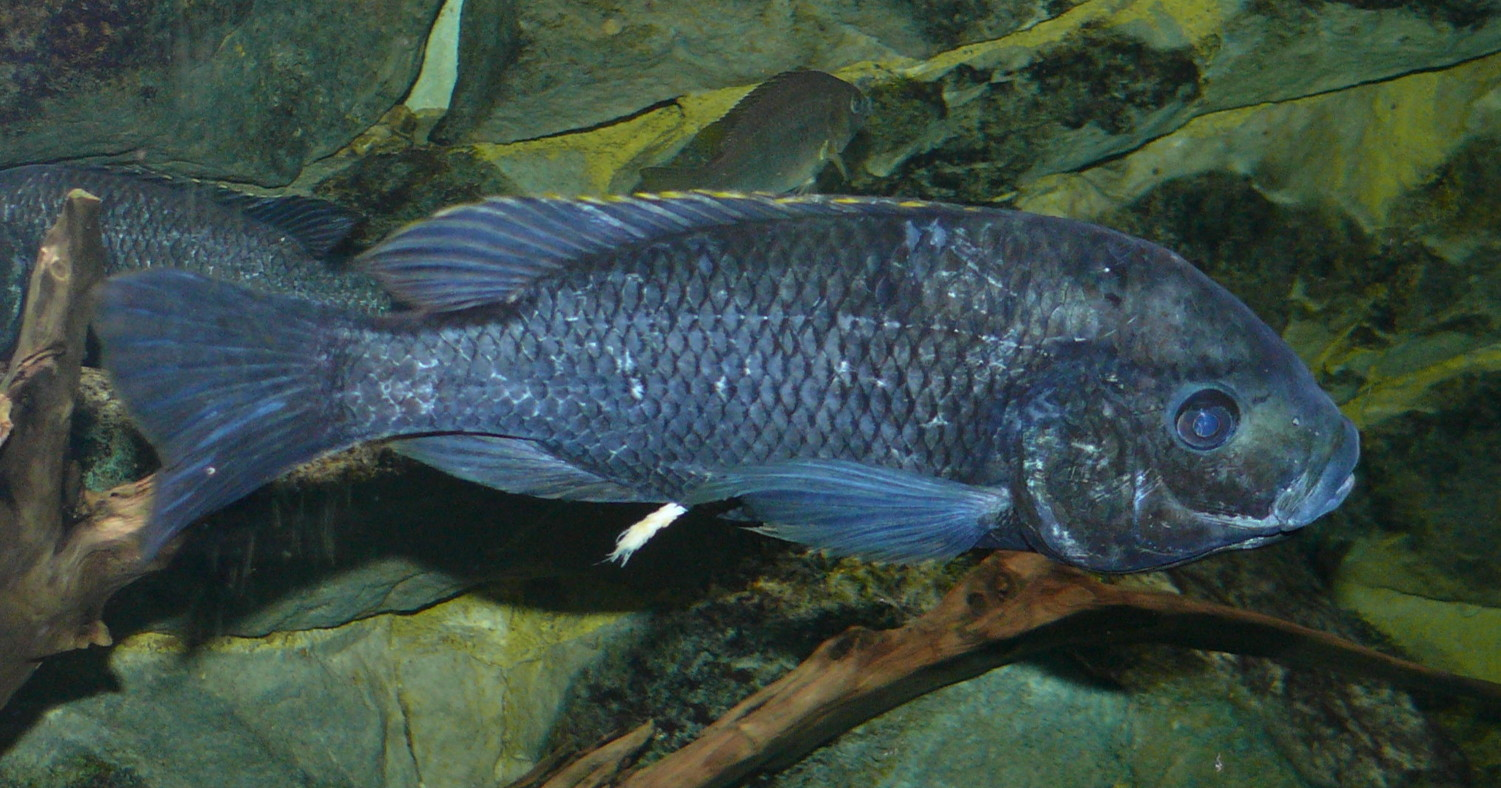
Oreochromis squamipinnis

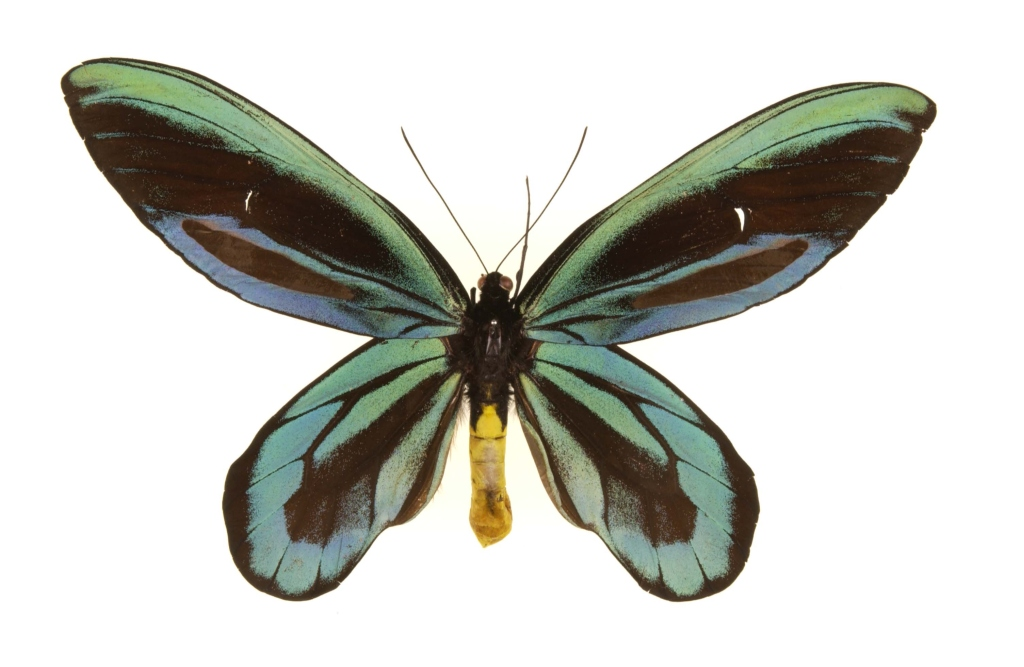
Ornitòptera reina Alexandra (Ornithoptera alexandrae)

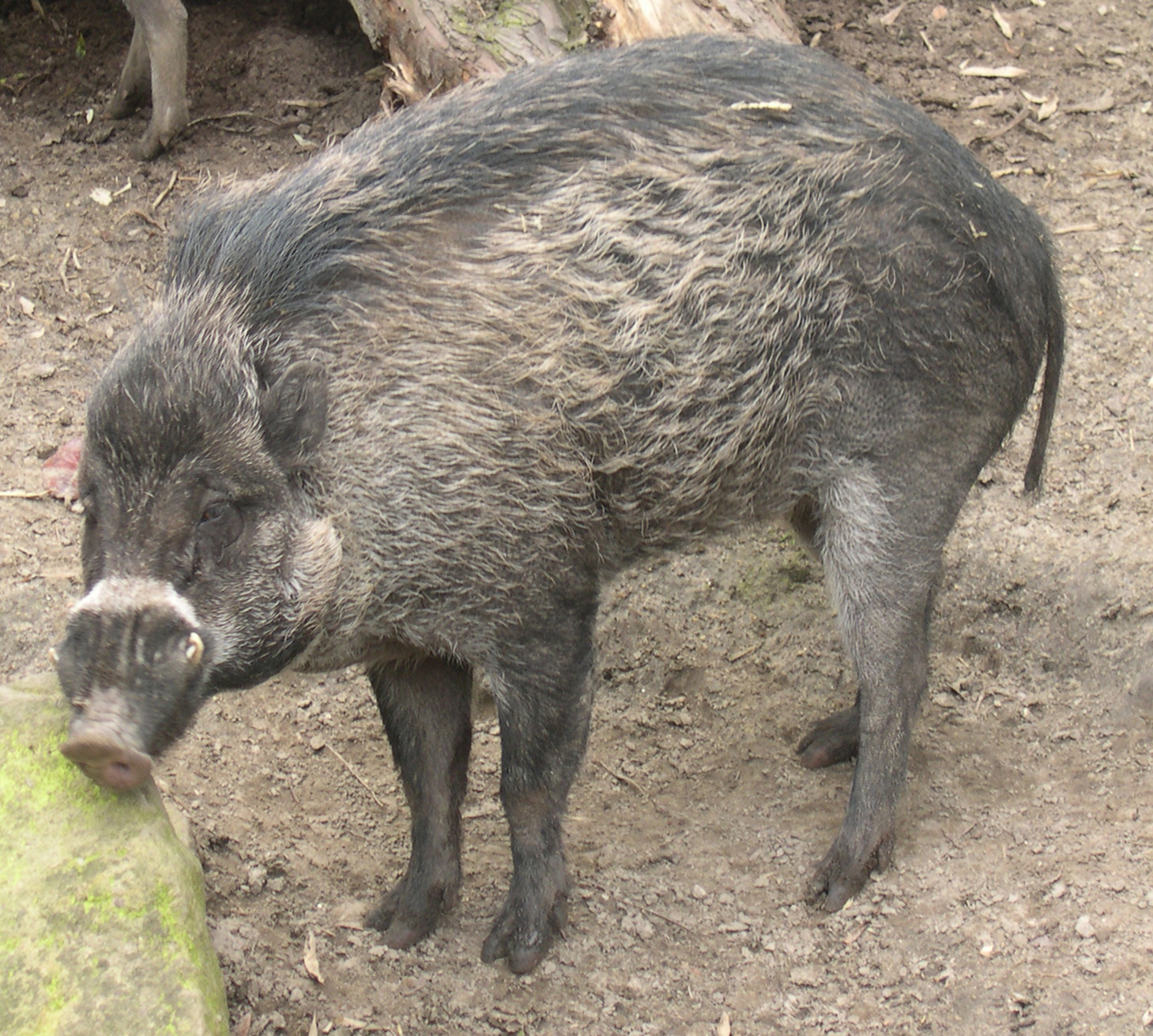
Sus cebifrons

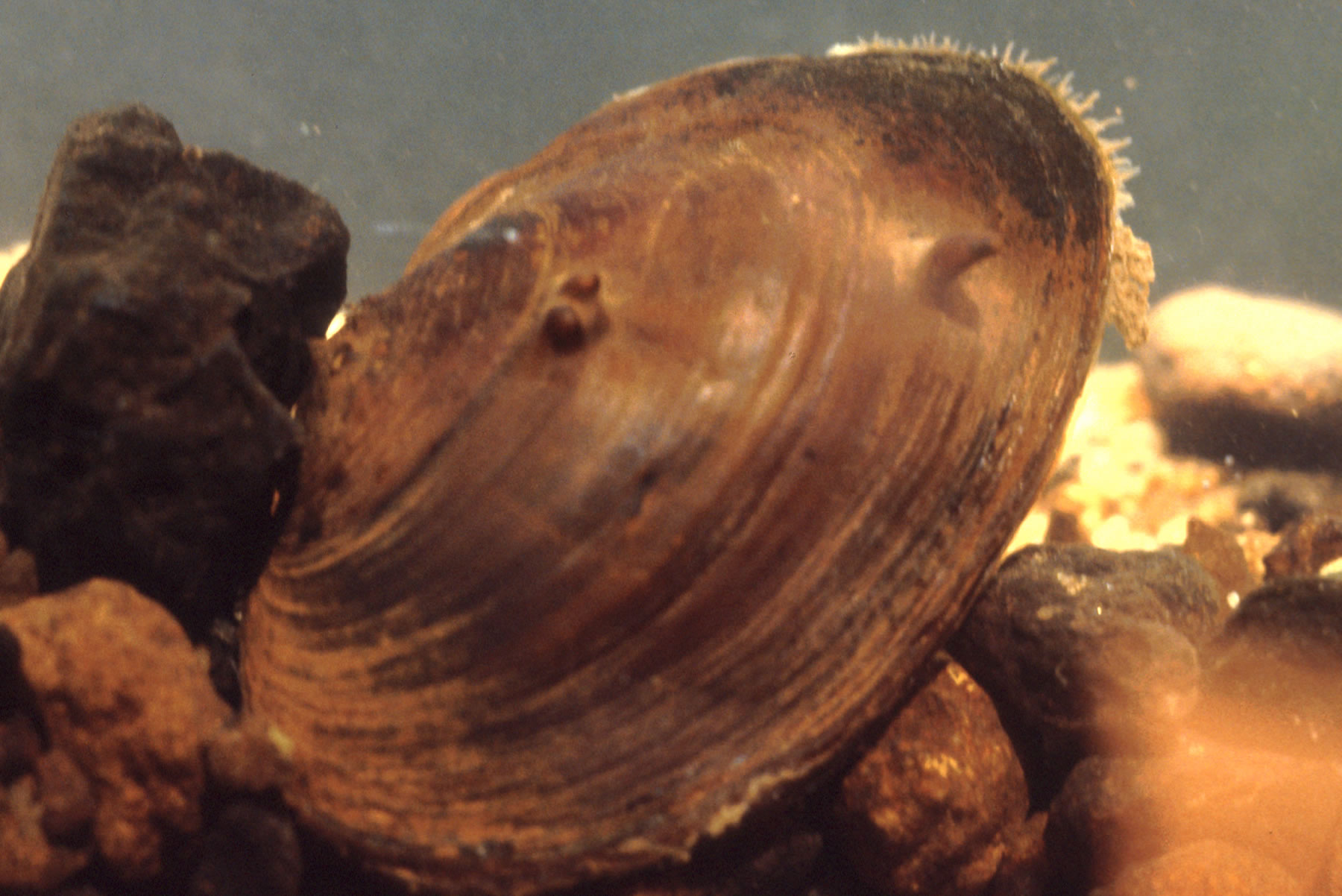
Elliptio steinstansana

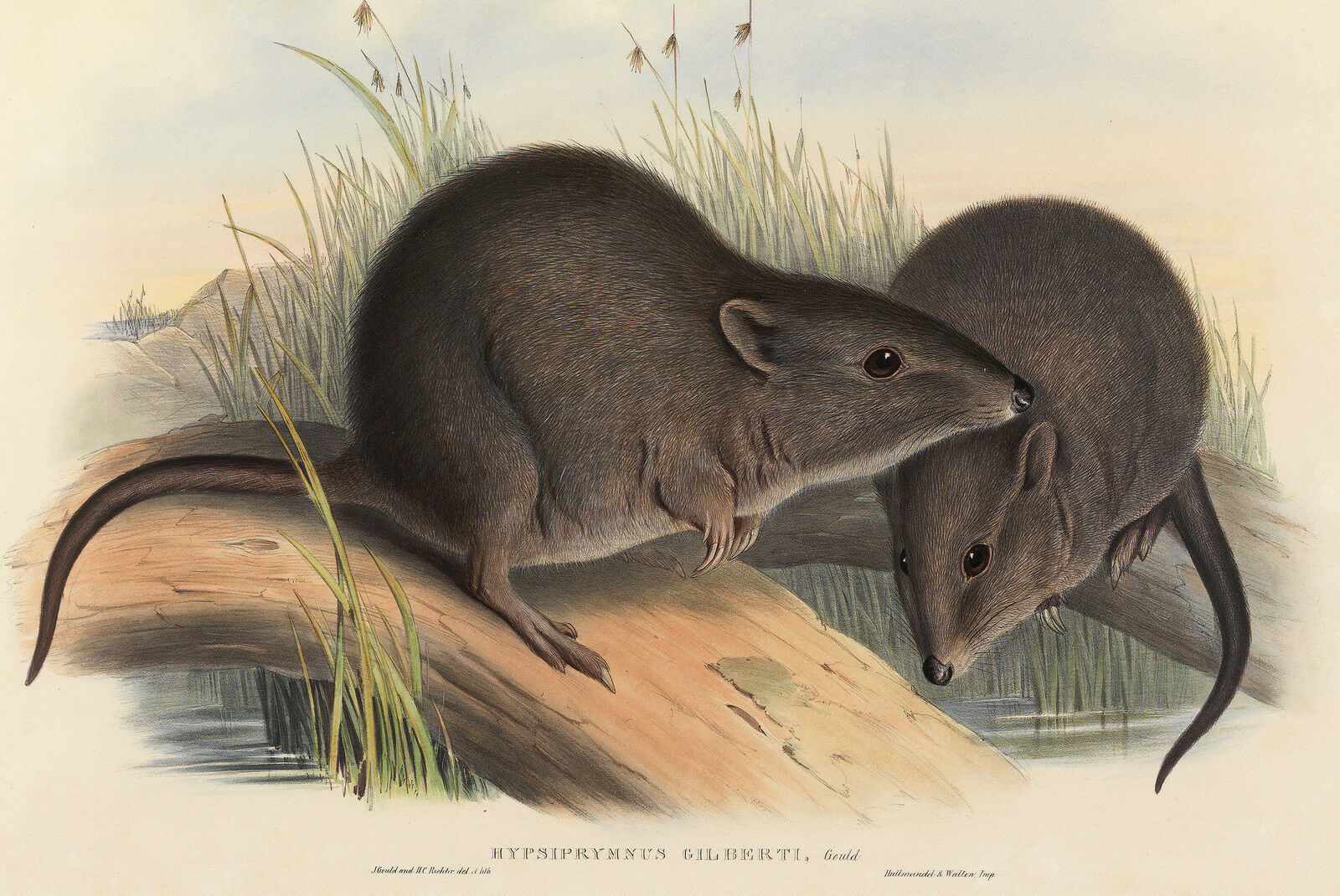
Potorous gilbertii

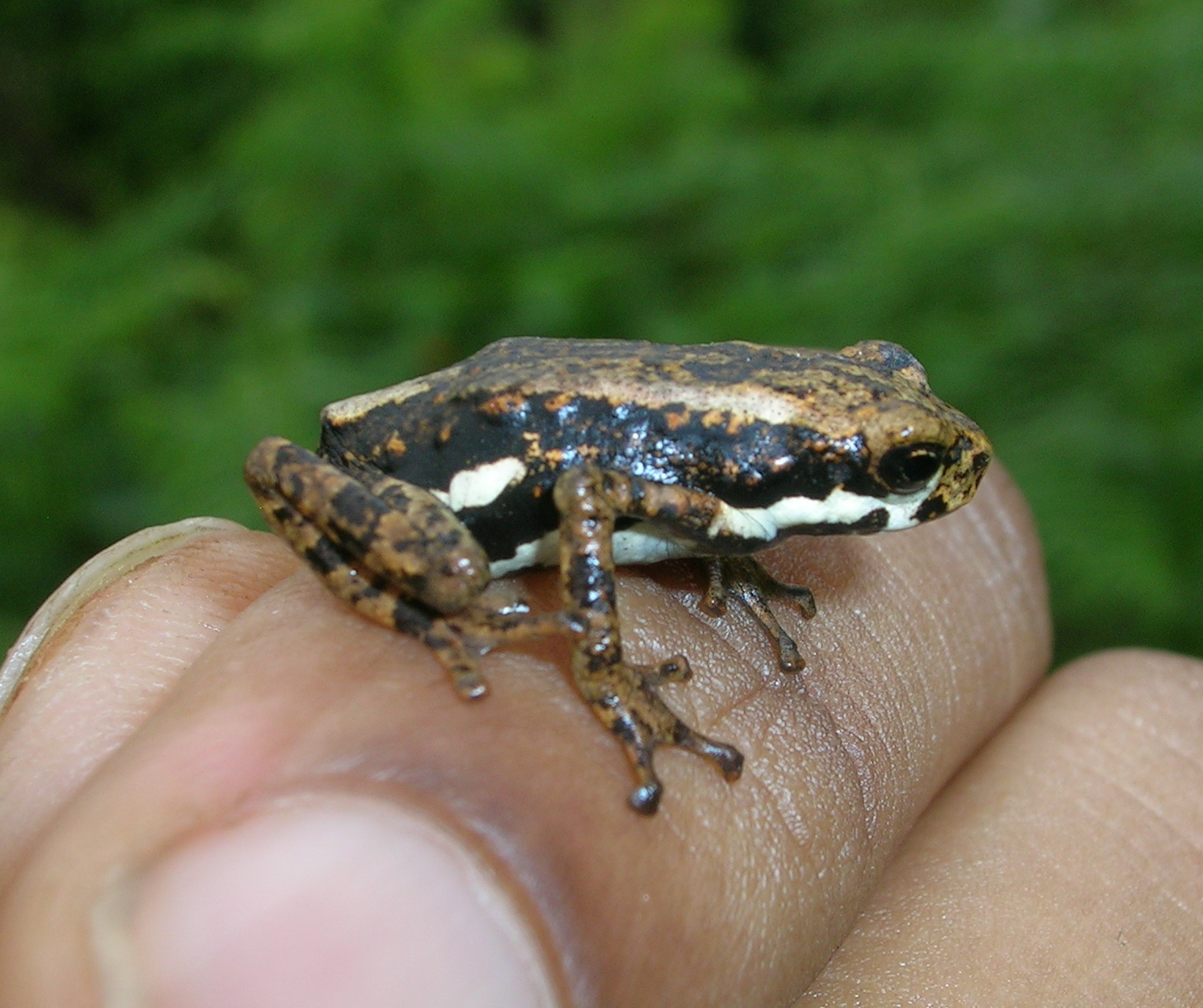
Pedostibes tuberculosus

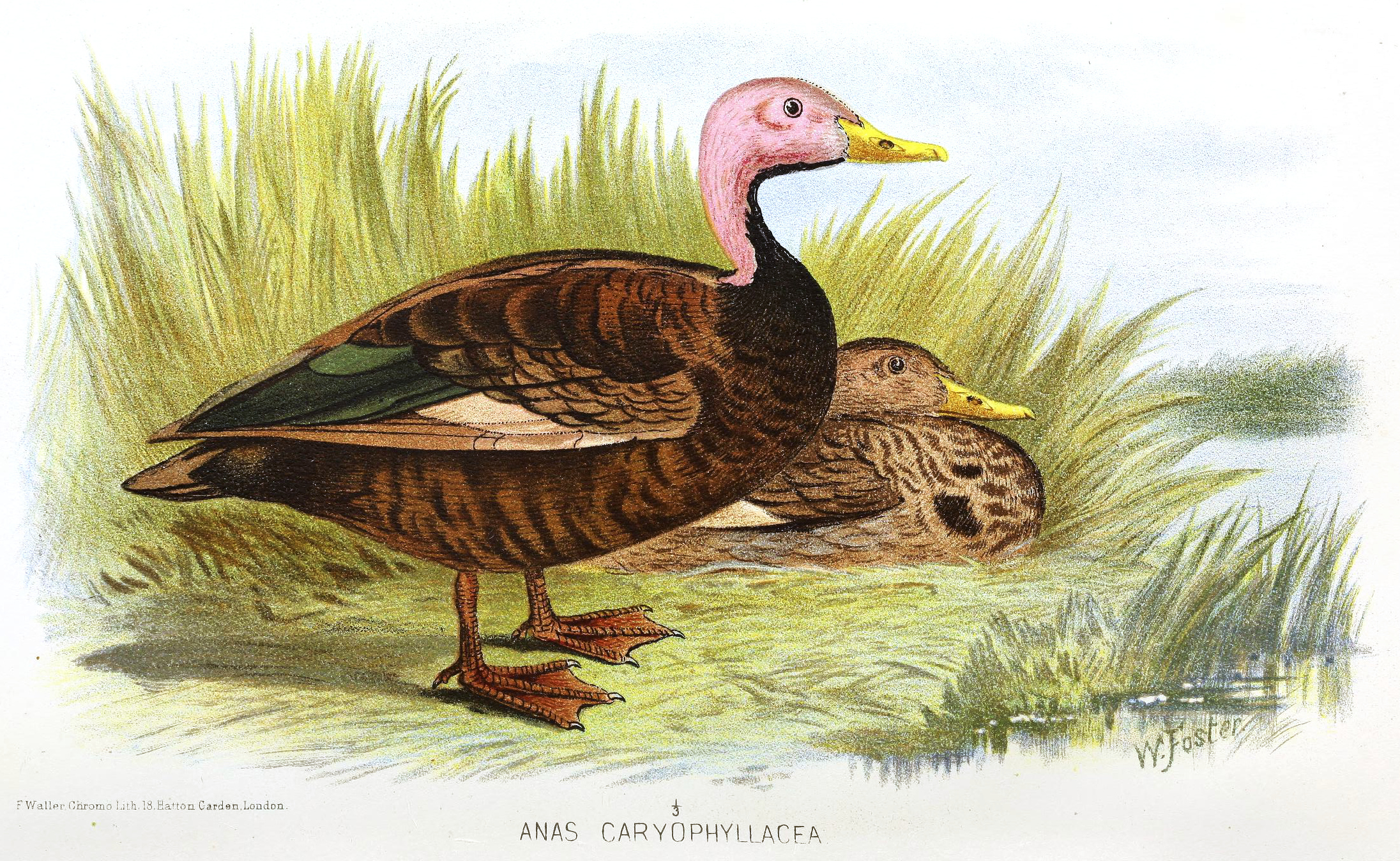
Rhodonessa caryophyllacea

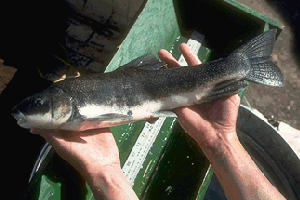
Chasmistes brevirostris

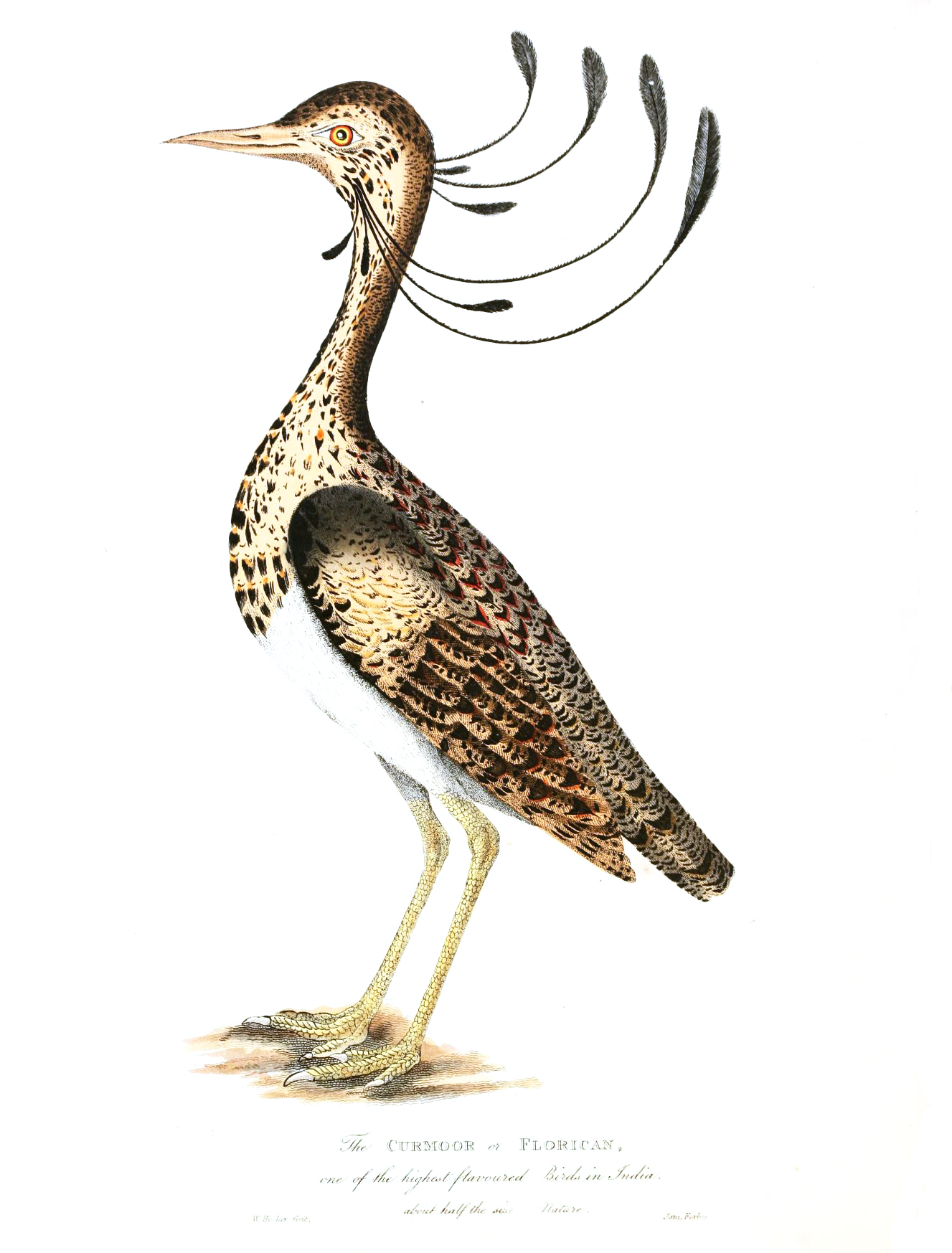
Sypheotides indicus

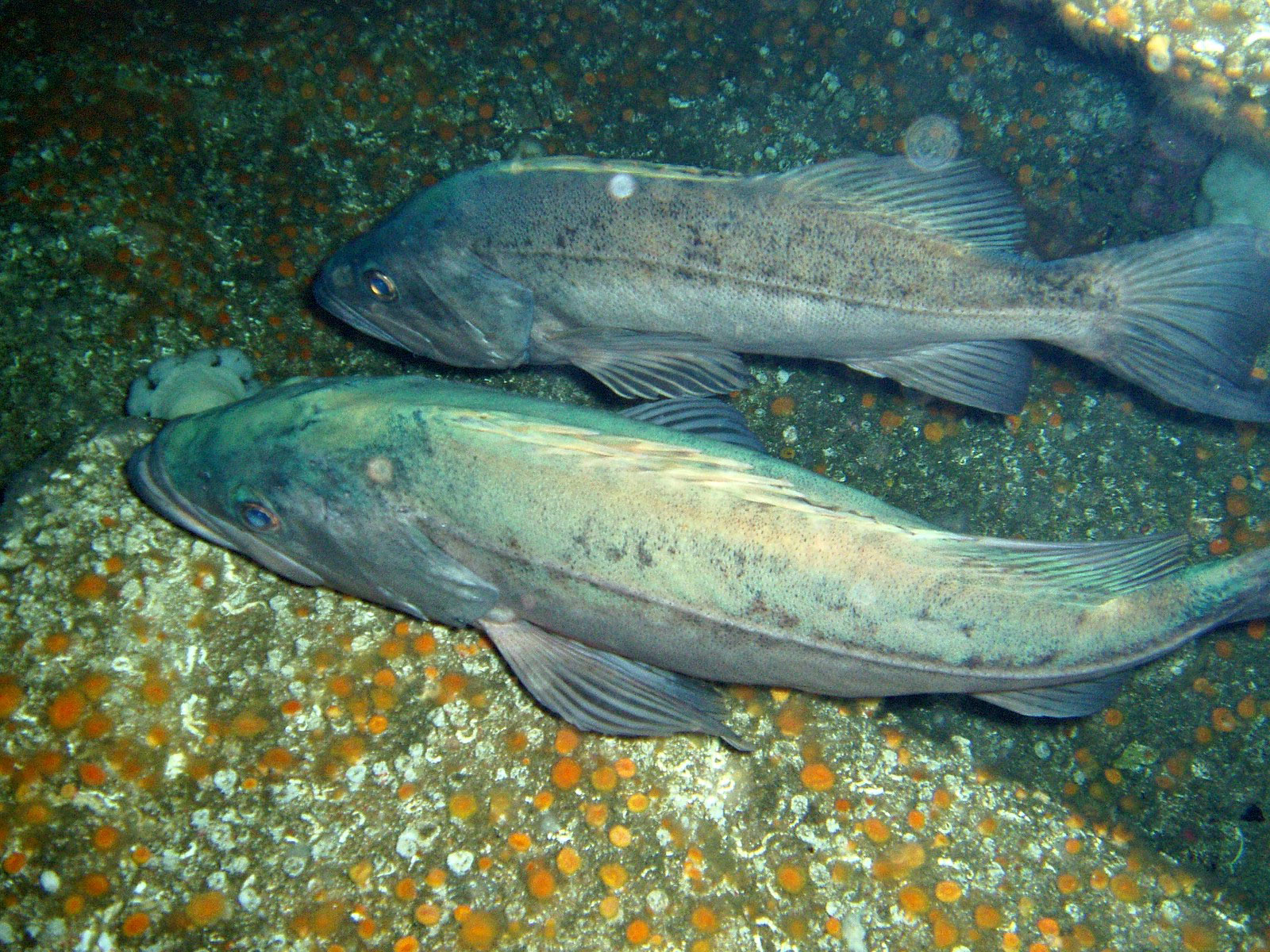
Sebastes paucispinis

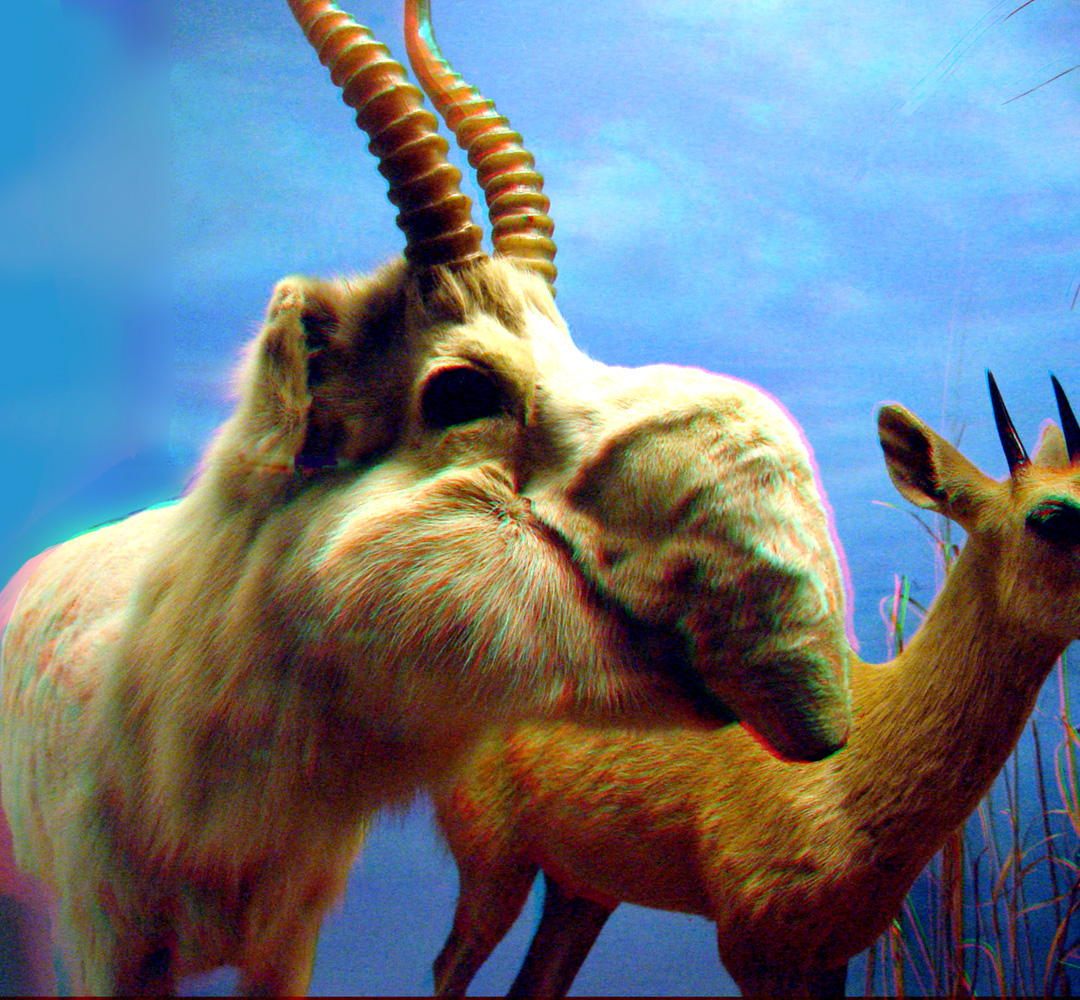
Saiga (Saiga tatarica)

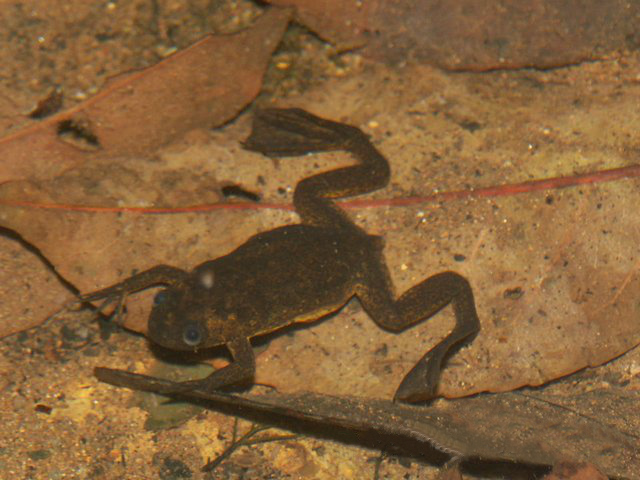
Xenopus longipes

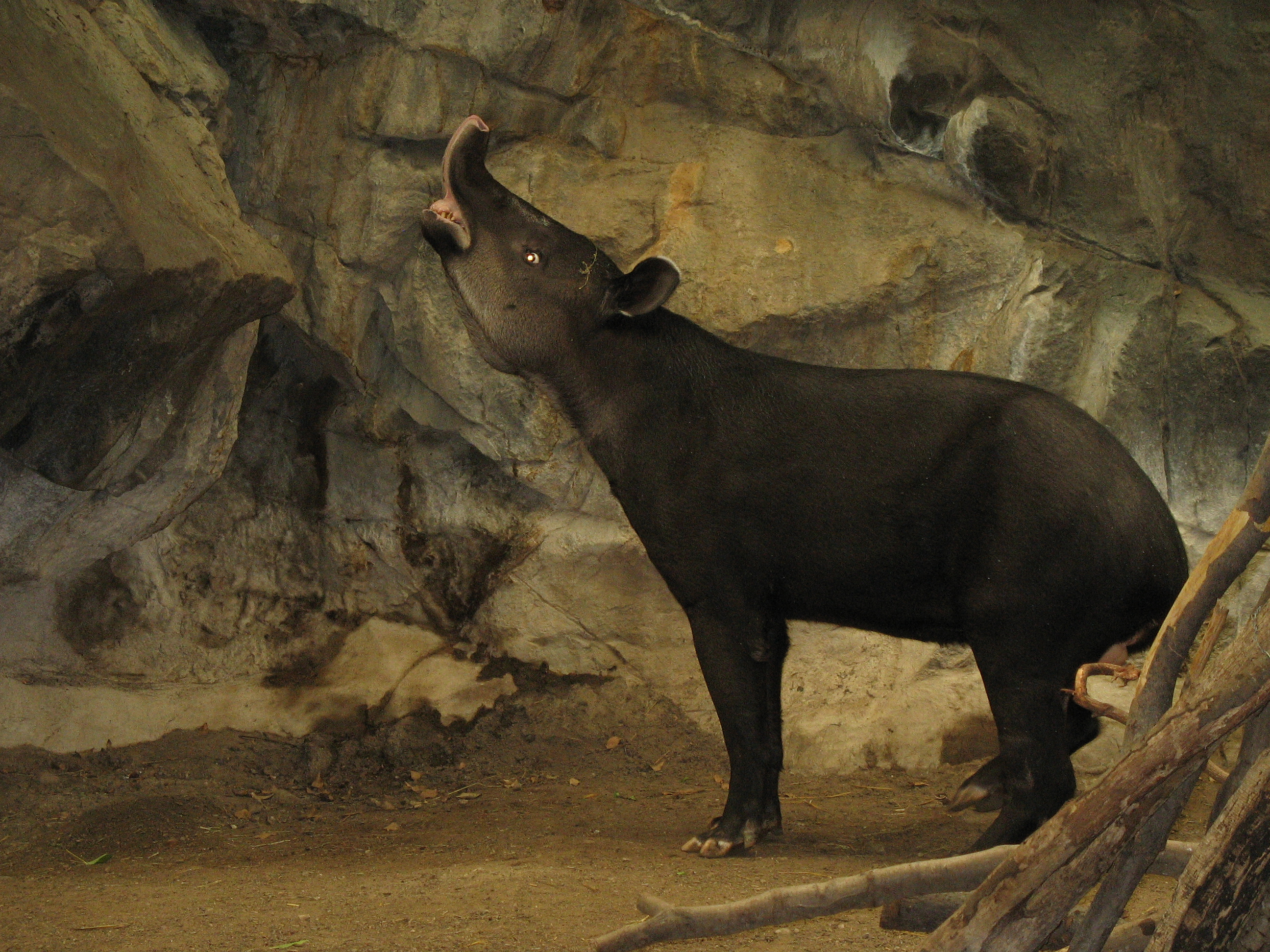
Tapirus bairdii

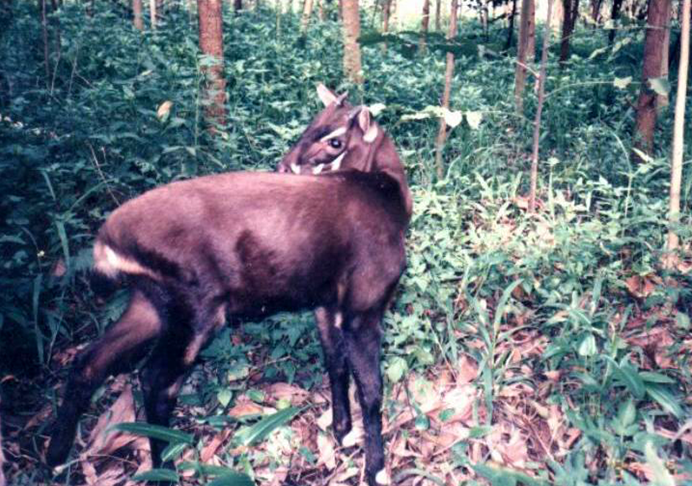
Pseudoryx nghetinhensis

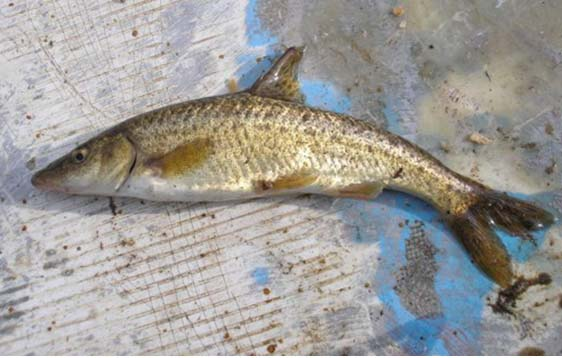
Aulopyge huegelii

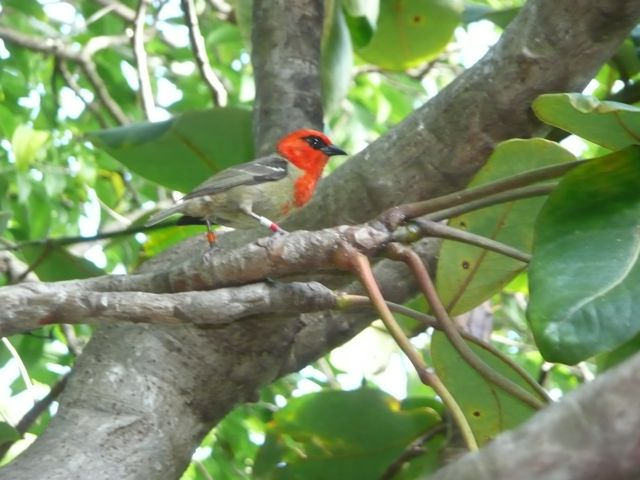
Foudia rubra

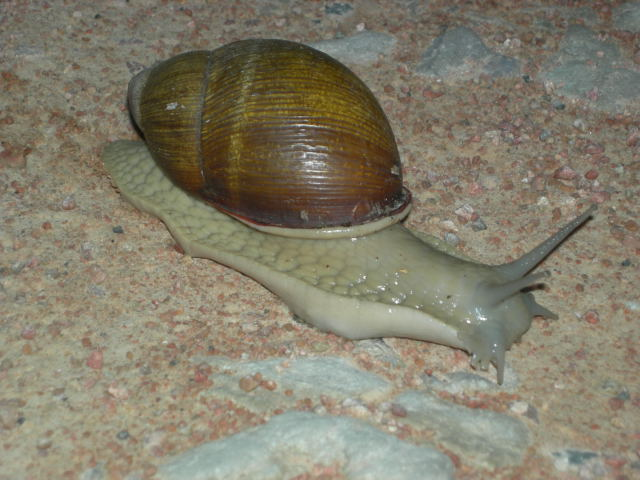
Megalobulimus parafragilior

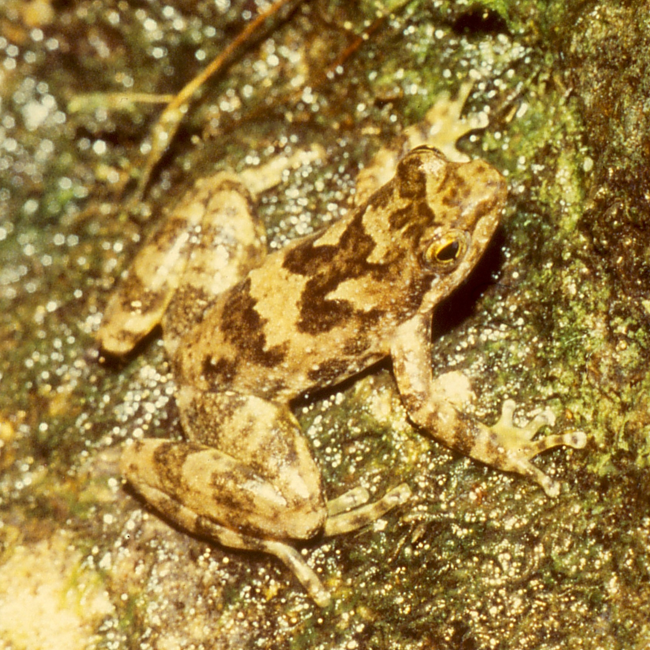
Granota de la gorja Eungella (Taudactylus eungellensis)

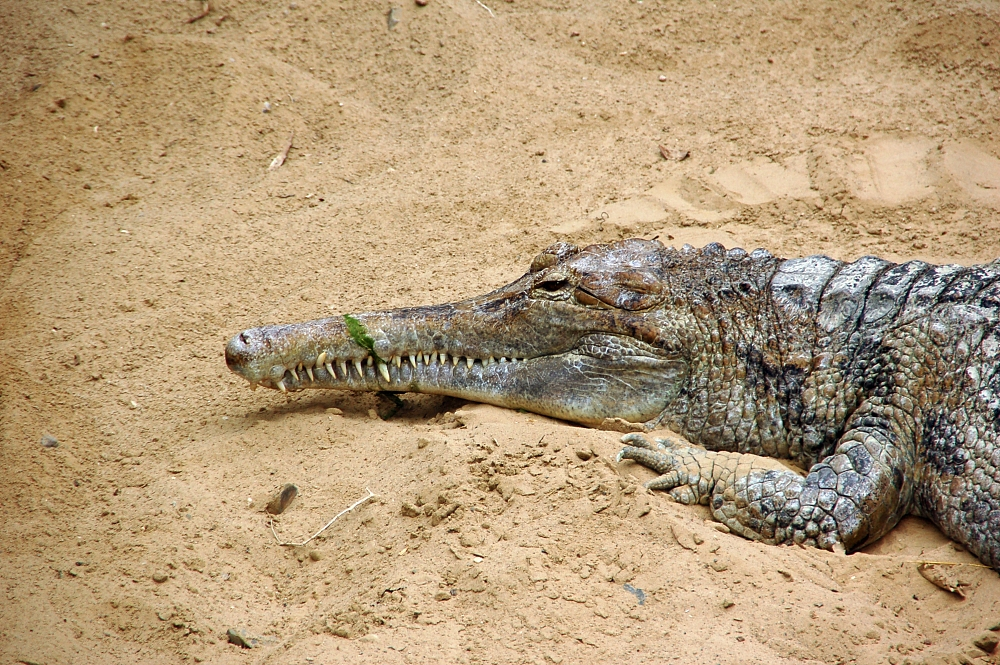
Fals gavial (Tomistoma schlegelii)

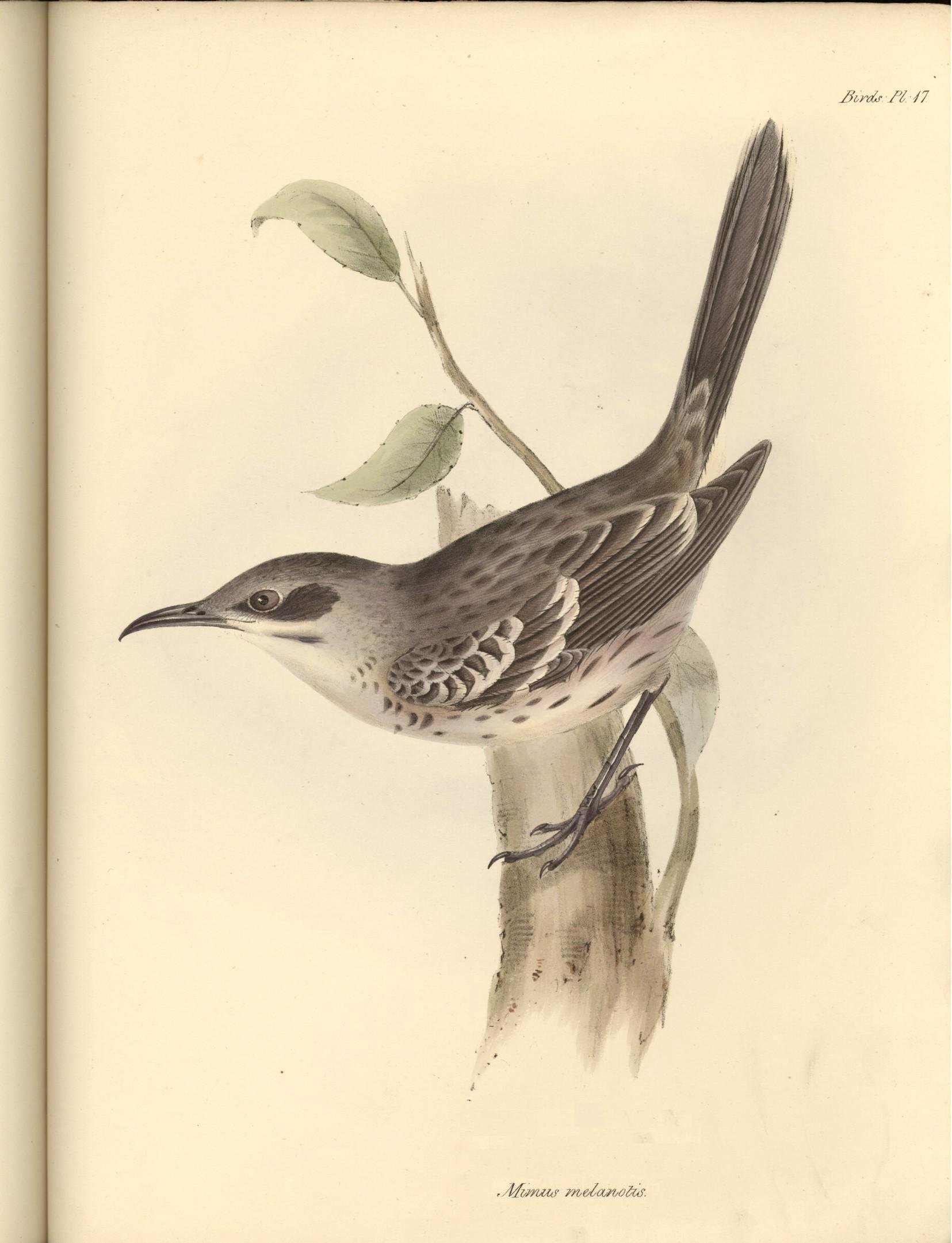
Nesomimus melanotis

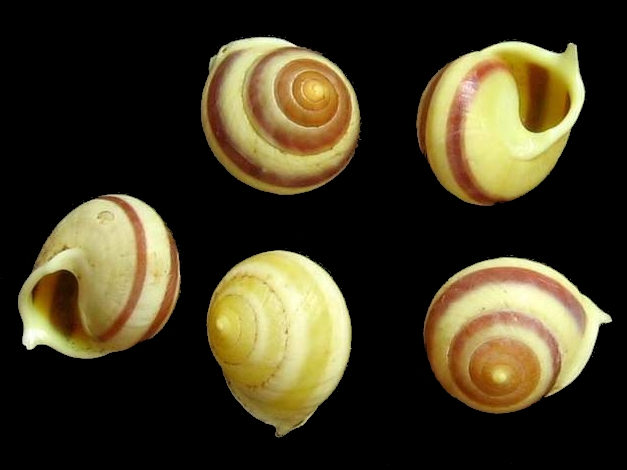
Helicina rostrata

- Panda gegant (Ailuropoda melanoleuca)
- Panda petit (Ailurus fulgens)
- Alasmidonta arcula
- Alasmidonta atropurpurea
- Alasmidonta heterodon
- Alasmidonta raveneliana
- Alauda razae
- Albericus siegfriedi
- Alburnus orontis
- Alcolapia alcalicus
- Alethe choloensis
- Alexteroon jynx
- Algyroides marchi
- Allactaga firouzi
- Al·ligàtor xinès (Alligator sinensis)
- Allocebus trichotis
- Allochromis welcommei
- Allotoca maculata
- Alosa alabamae
- Alosa vistonica
- Alouatta pigra
- Alsodes montanus
- Alsodes tumultuosus
- Alsodes vanzolinii
- Alsophis antiguae
- Alsophis ater
- Alsophis rijersmai
- Alsophis rufiventris
- Altiphrynoides malcolmi
- Amanipodagrion gilliesi
- Amastra cylindrica
- Amastra micans
- Amastra rubens
- Amastra spirizona
- Amauris comorana
- Amaurornis olivieri
- Amazilia boucardi
- Amazilia castaneiventris
- Amazilia luciae
- Amazona imperialis
- Amazona oratrix
- Amazona rhodocorytha
- Amazona viridigenalis
- Amazona vittata
- Amblema neislerii
- Amblysomus marleyi
- Ambystoma altamirani
- Ambystoma amblycephalum
- Ambystoma andersoni
- Ambystoma bombypellum
- Ambystoma dumerilii
- Ambystoma granulosum
- Ambystoma leorae
- Ambystoma lermaense
- Salamandra mexicana (Ambystoma mexicanum)
- Ambystoma ordinarium
- Ambystoma taylori
- Ameiva polops
- Ammospermophilus nelsoni
- Amnirana asperrima
- Amnirana occidentalis
- Amolops hainanensis
- Ampelita fulgurata
- Ampelita julii
- Amplirhagada astuta
- Amplirhagada questroana
- Anabarilius polylepis
- Anaecypris hispanica
- Anairetes alpinus
- Anas bernieri
- Anas chlorotis
- Ànec de Laysan (Anas laysanensis)
- Anas melleri
- Anas nesiotis
- Ànec de Hawaii (Anas wyvilliana)
- Anceya terebriformis
- Ancylastrum cumingianus
- Ancylus ashangiensis
- Andinophryne colomai
- Andrias davidianus
- Aneuretus simoni
- Angrobia grampianensis
- Anhydrophryne rattrayi
- Anisogomphus solitaris
- Anisotremus moricandi
- Anodonthyla rouxae
- Anodorhynchus glaucus
- Anodorhynchus hyacinthinus
- Anodorhynchus leari
- Anolis roosevelti
- Anotomys leander
- Anoxypristis cuspidata
- Anser cygnoides
- Ansonia anotis
- Ansonia guibei
- Ansonia latidisca
- Ansonia ornata
- Ansonia platysoma
- Anthicus sacramento
- Anthracoceros montani
- Anthreptes pallidigaster
- Anthus sokokensis
- Antilophia bokermanni
- Antrisocopia prehensilis
- Antrobia culveri
- Apalharpactes reinwardtii

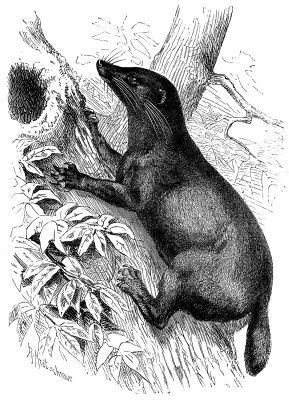
Civeta llúdria (Cynogale bennettii)

- Apalis argentea
- Apalis flavigularis
- Apalis fuscigularis
- Apalis moreaui
- Apalone ater
- Aphanius baeticus
- Aphanius burduricus
- Fartet (Aphanius iberus)
- Aphanius richardsoni
- Aphanius sirhani
- Aphanius splendens
- Aphanius transgrediens
- Aphrastura masafuerae
- Aplocheilichthys sp. nov. 'Baringo'
- Aplonis brunneicapillus
- Aplonis pelzelni
- Apodemus hermonensis
- Aproteles bulmerae
- Apteryx mantelli
- Aquadulcaris pheronyx
- Ara ambiguus
- Ara glaucogularis
- Ara rubrogenys
- Aratinga brevipes
- Arawacus aethesa
- Arborophila davidi
- Arborophila rufipectus
- Archboldomys luzonensis
- Ardea humbloti
- Ardea insignis
- Ardeola idae
- Ardeotis nigriceps
- Argenteohyla siemersi
- Arinia biplicata
- Arinia boreoborneensis
- Arinia dentifera
- Arinia oviformis
- Arinia simplex
- Arinia streptaxiformis
- Arius bonillai
- Arius festinus
- Arius uncinatus
- Arkansia wheeleri
- Arlequinus krebsi
- Armsia petasus
- Aromobates nocturnus
- Arthroleptella ngongoniensis
- Arthroleptides dutoiti
- Arthroleptides martiensseni
- Arthroleptides yakusini
- Arthroleptis crusculum
- Arthroleptis francei
- Arthroleptis nikeae
- Arthroleptis troglodytes
- Asiagomphus yayeyamensis
- Aspidites ramsayi
- Assiminea pecos
- Astacoides crosnieri
- Astacoides petiti
- Astacopsis gouldi
- Astatotilapia sp. nov. 'dwarf bigeye scraper'
- Astatotilapia sp. nov. 'shovelmouth'
- Astroblepus ubidiai
- Astylosternus fallax
- Astylosternus laurenti
- Astylosternus nganhanus
- Astylosternus perreti
- Astylosternus ranoides
- Astylosternus schioetzi
- Ataeniobius toweri
- Ateles hybridus
- Ateles marginatus
- Atelognathus patagonicus
- Atelognathus praebasalticus
- Atelognathus reverberii
- Atelophryniscus chrysophorus
- Atelopus andinus
- Atelopus angelito
- Atelopus arsyecue
- Atelopus arthuri
- Atelopus balios
- Atelopus bomolochos
- Atelopus boulengeri
- Atelopus carauta
- Atelopus carbonerensis
- Atelopus carrikeri
- Atelopus certus
- Atelopus chiriquiensis
- Atelopus chocoensis
- Atelopus chrysocorallus
- Atelopus coynei
- Atelopus cruciger
- Atelopus dimorphus
- Atelopus ebenoides
- Atelopus elegans
- Atelopus erythropus
- Atelopus eusebianus
- Atelopus exiguus
- Atelopus famelicus
- Atelopus farci
- Atelopus galactogaster
- Atelopus glyphus
- Atelopus guanujo
- Atelopus guitarraensis
- Atelopus halihelos
- Atelopus laetissimus
- Atelopus limosus
- Atelopus longibrachius
- Atelopus lozanoi
- Atelopus lynchi
- Atelopus mandingues
- Atelopus mindoensis
- Atelopus minutulus
- Atelopus monohernandezi
- Atelopus mucubajiensis
- Atelopus muisca
- Atelopus nahumae
- Atelopus nanay
- Atelopus nepiozomus
- Atelopus nicefori
- Atelopus oxyrhynchus
- Atelopus pachydermus
- Atelopus pedimarmoratus
- Atelopus peruensis
- Atelopus petriruizi
- Atelopus pictiventris
- Atelopus pinangoi
- Atelopus planispina
- Atelopus pulcher
- Atelopus quimbaya
- Atelopus reticulatus
- Atelopus seminiferus
- Atelopus senex
- Atelopus sernai
- Atelopus simulatus
- Atelopus sonsonensis
- Atelopus sorianoi
- Atelopus subornatus
- Atelopus tamaense
- Atelopus varius
- Atelopus walkeri
- Atelopus zeteki
- Atlantasellus cavernicolus
- Atlantoraja castelnaui
- Atlapetes flaviceps
- Atlapetes melanopsis
- Atlapetes pallidiceps
- Atopophrynus syntomopus
- Atrophaneura jophon
- Aulacorhynchus huallagae
- Aulopyge huegeli
- Austrocordulia leonardi
- Austroglanis barnardi
- Axis calamianensis
- Axis kuhlii
- Aythya innotata

## B
- Bahaba taipingensis
- Balaenoptera borealis

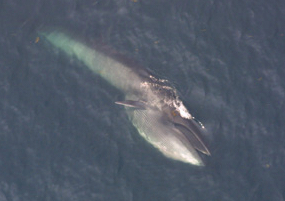
Rorqual boreal (Balaenoptera borealis)

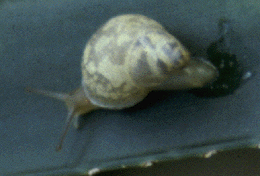
Samoana fragilis

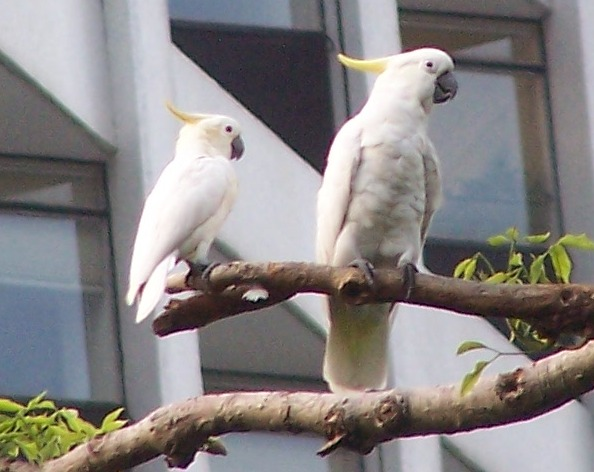
Cacatua sulphurea

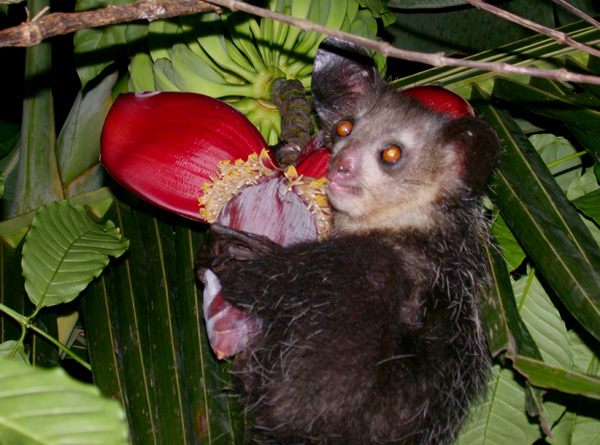
Ai-ai (Daubentonia madagascariensis)

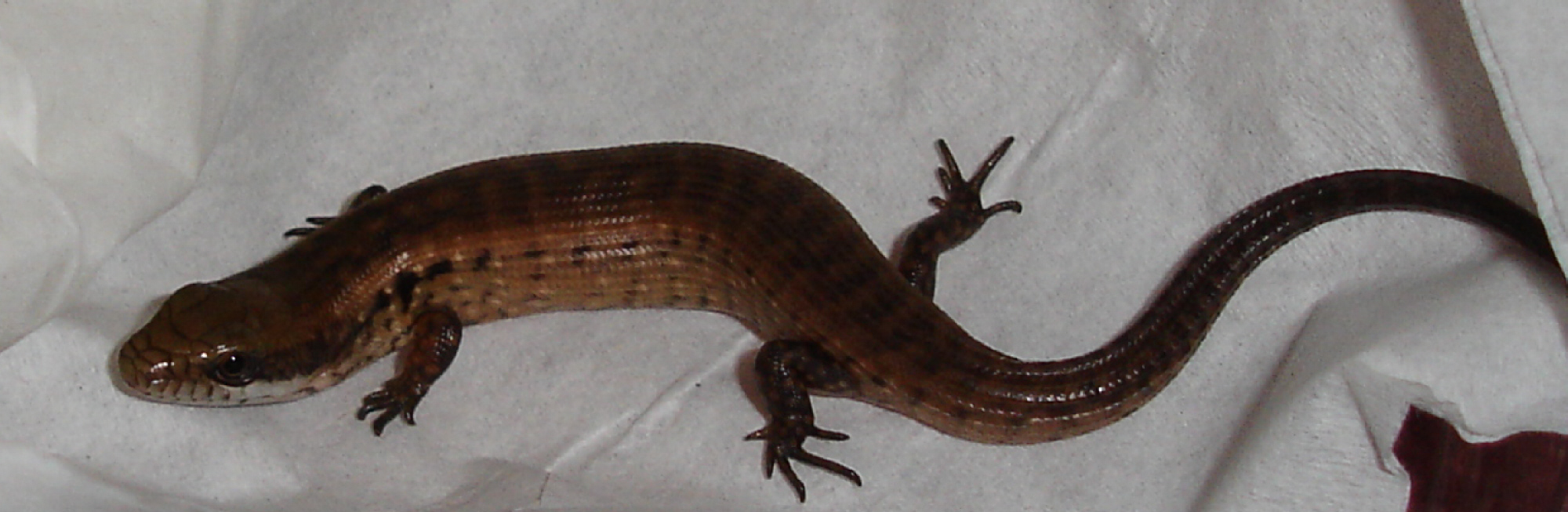
Celestus warreni

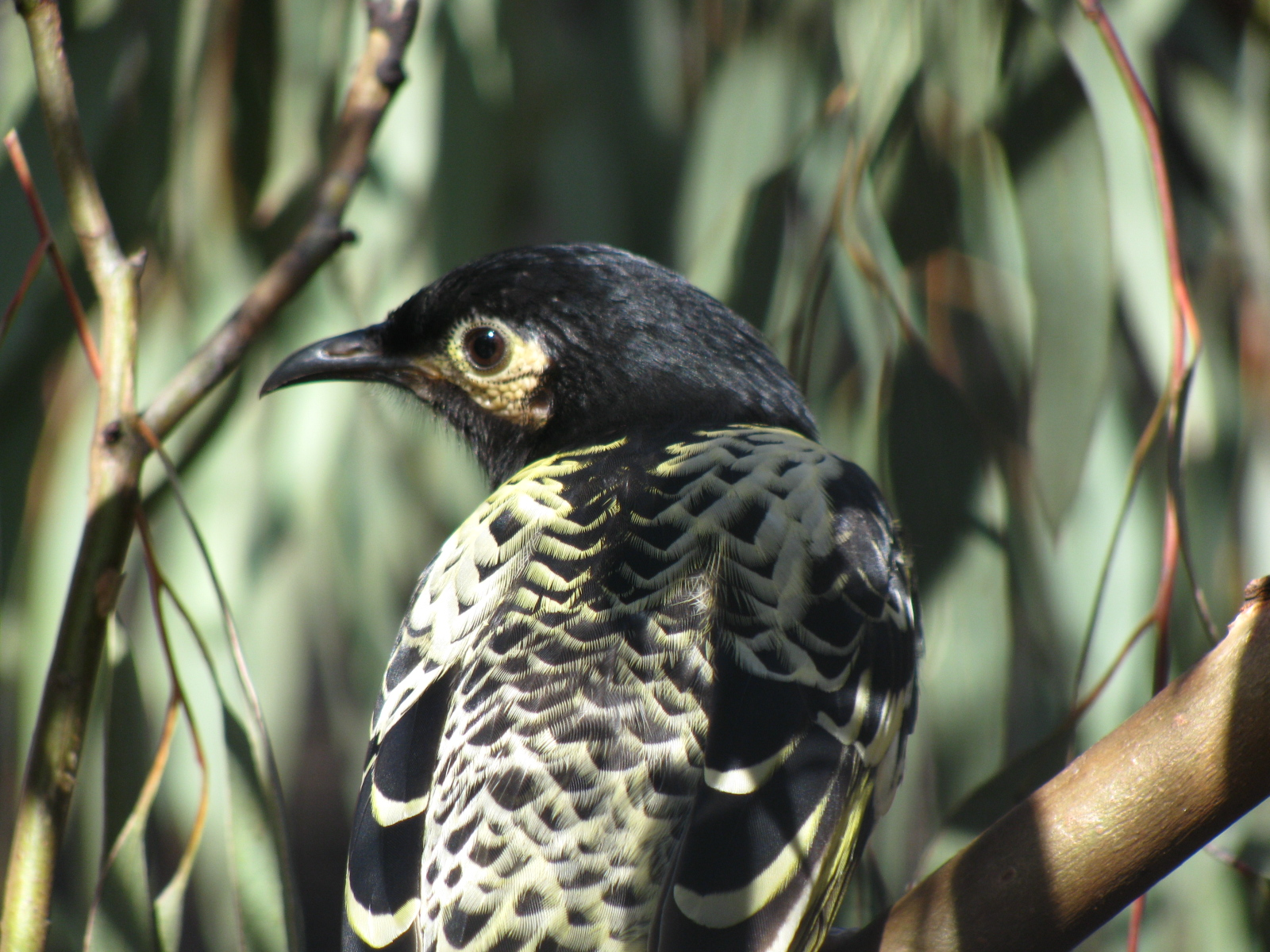
Xanthomyza phrygia

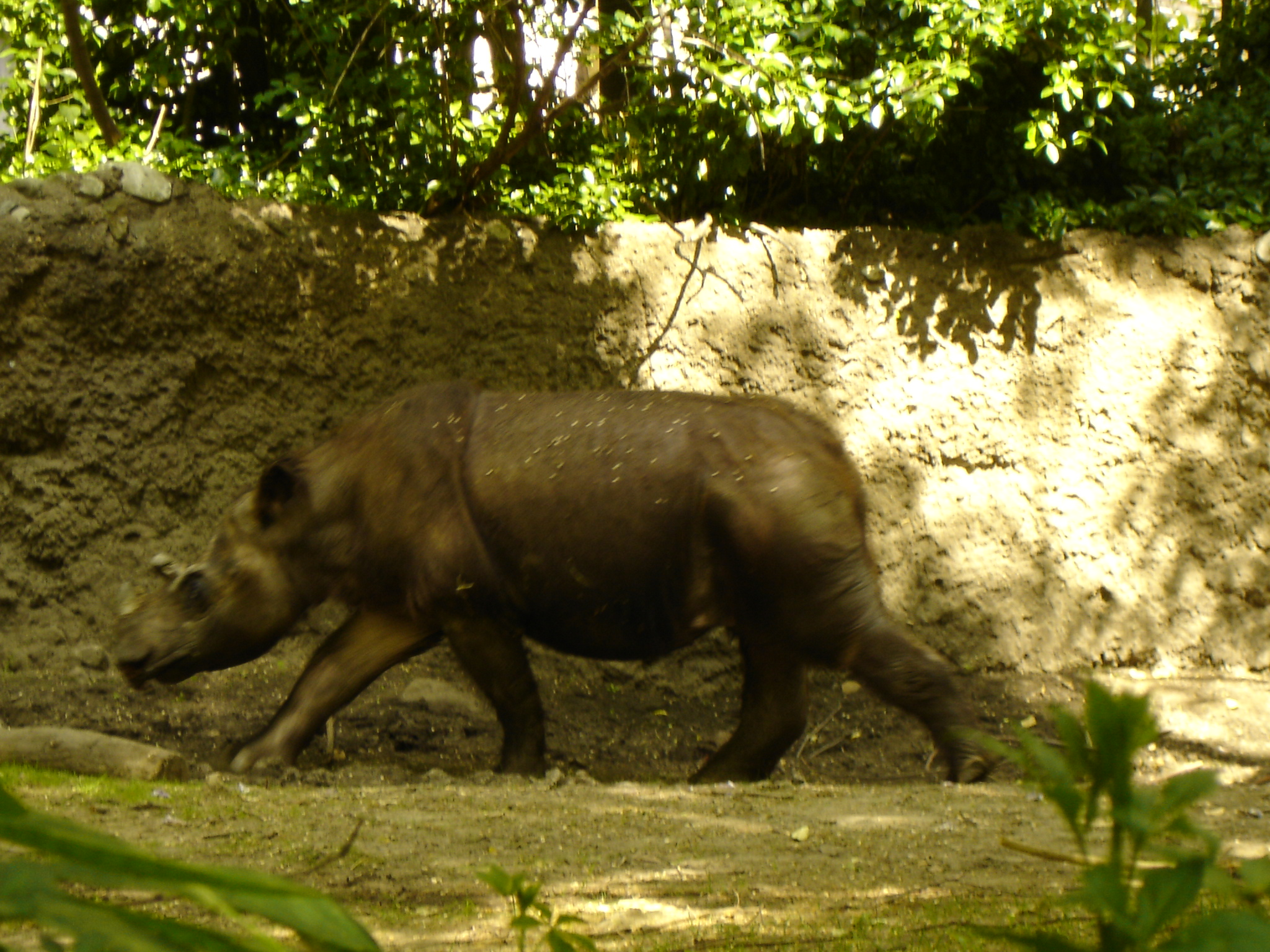
Rinoceront de Sumatra (Dicerorhinus sumatrensis)

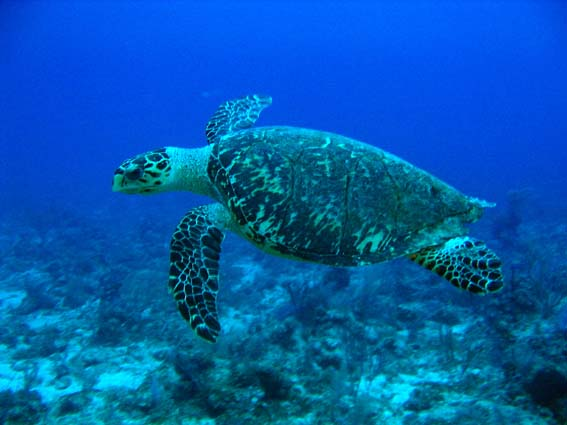
Tortuga carei (Eretmochelys imbricata)

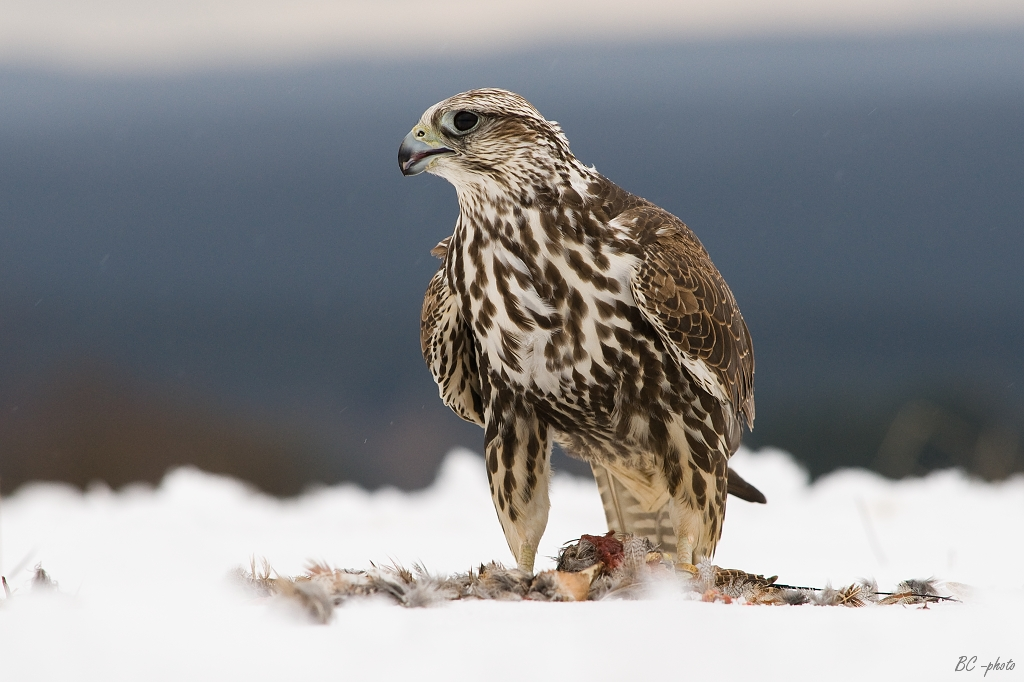
Falcó sagrat (Falco cherrug)

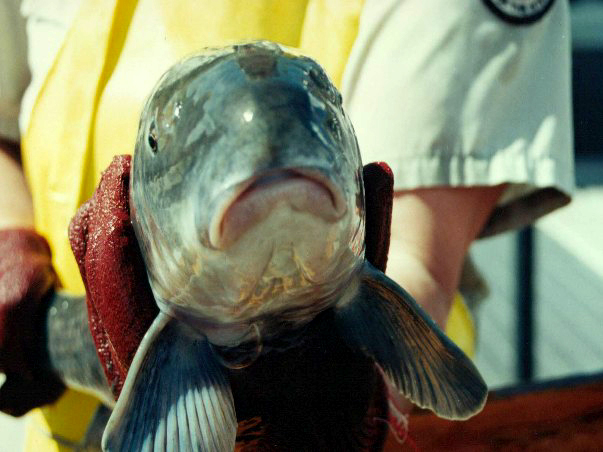
Chasmistes cujus

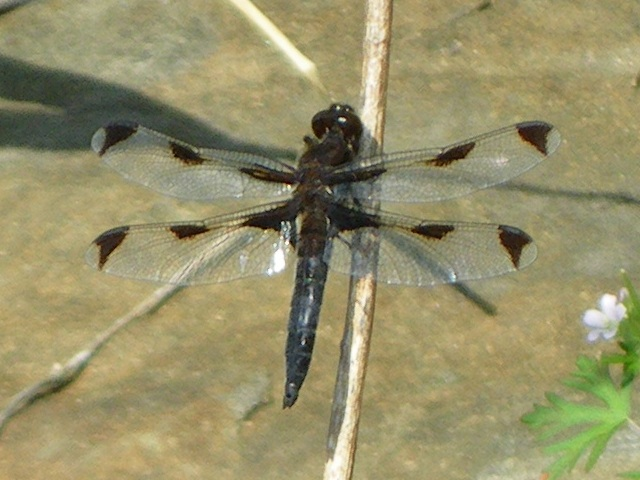
Mascle de Libellula angelina

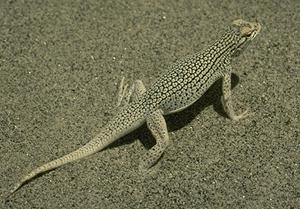
Uma inornata

- Rorqual blau (Balaenoptera musculus)
- Rorqual comú (Balaenoptera physalus)

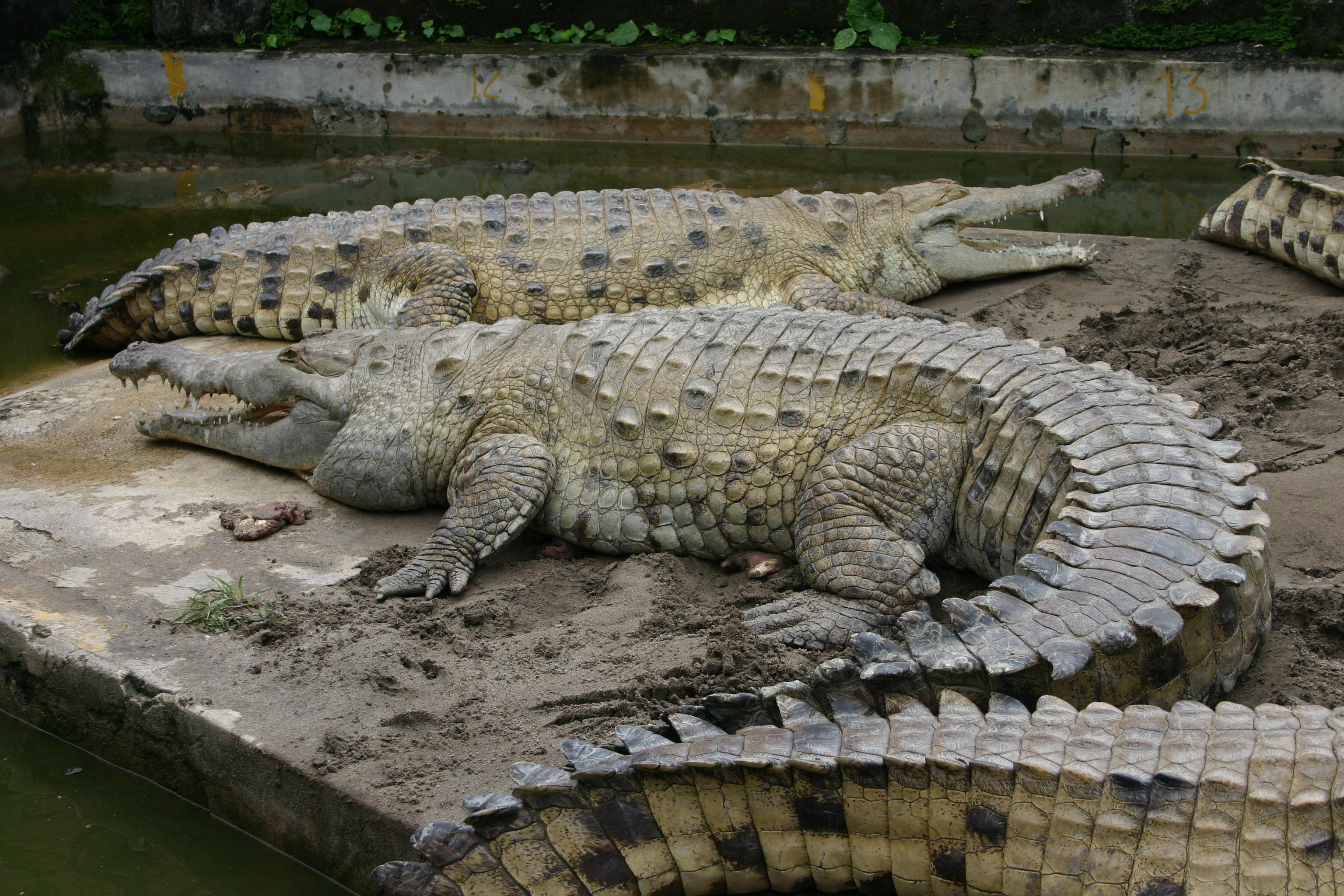
Cocodril de l'Orinoco (Crocodylus intermedius)

- Balantiocheilos melanopterus
- Balantiopteryx infusca
- Balebreviceps hillmani
- Bangsia aureocincta
- Barbatula eregliensis
- Barbatula samantica
- Barbatula seyhanensis
- Barbatula simavica
- Barbatula tschaiyssuensis
- Barbouria cubensis
- Barbourula kalimantanensis
- Barbus acuticeps
- Barbus calidus
- Barbus caninus
- Barbus chantrei
- Barbus claudinae
- Barbus erubescens
- Barbus euboicus
- Barbus graecus
- Barbus quadralineatus
- Barbus ruasae
- Barbus serra
- Barbus trevelyani
- Basileuterus griseiceps
- Bassaricyon lasius
- Bassaricyon pauli
- Batagur baska
- Bathanalia howesi
- Batrachophrynus brachydactylus
- Batrachophrynus macrostomus
- Batrachoseps campi
- Batrachuperus cochranae
- Batrachuperus gorganensis
- Batrachuperus londongensis
- Batrachuperus mustersi
- Damalisc de Hunter (Beatragus hunteri)
- Beddomeia capensis
- Beddomeia fallax
- Beddomeia minima
- Bedotia sp. nov. 'Manombo'
- Bedotia sp. nov. 'Sambava'
- Bedotia sp. nov. 'Vevembe'
- Bedotia tricolor
- Belgrandiella austriana
- Belgrandiella ganslmayri
- Belgrandiella mimula
- Belgrandiella parreyssi
- Belgrandiella pelerei
- Belgrandiella styriaca
- Belgrandiella wawrai
- Bellamya constricta
- Bellamya contracta
- Bellamya crawshayi
- Bellamya leopoldvillensis
- Bellamya liberiana
- Bellamya monardi
- Bellamya mweruensis
- Bellamya pagodiformis
- Bellamya phthinotropis
- Bellamya robertsoni
- Bellamya rubicunda
- Bellamya trochearis
- Bermudalana aruboides
- Bermudamysis speluncola
- Betta livida
- Betta miniopinna
- Betta persephone
- Betta spilotogena
- Bettongia tropica
- Biomphalaria barthi
- Bisó europeu (Bison bonasus)
- Biswamoyopterus biswasi
- Bogidiella bermudensis
- Bokermannohyla izecksohni
- Bolitoglossa alvaradoi
- Bolitoglossa capitana
- Bolitoglossa carri
- Bolitoglossa celaque
- Bolitoglossa compacta
- Bolitoglossa conanti
- Bolitoglossa decora
- Bolitoglossa diaphora
- Bolitoglossa dunni
- Bolitoglossa engelhardti
- Bolitoglossa flavimembris
- Bolitoglossa franklini
- Bolitoglossa heiroreias
- Bolitoglossa jacksoni
- Bolitoglossa longissima
- Bolitoglossa magnifica
- Bolitoglossa marmorea
- Bolitoglossa meliana
- Bolitoglossa minutula
- Bolitoglossa odonnelli
- Bolitoglossa oresbia
- Bolitoglossa pandi
- Bolitoglossa pesrubra
- Bolitoglossa porrasorum
- Bolitoglossa riletti
- Bolitoglossa salvinii
- Bolitoglossa sooyorum
- Bolitoglossa spongai
- Bolitoglossa stuarti
- Bolitoglossa subpalmata
- Bolitoglossa synoria
- Boninagrion ezoin
- Boninena callistoderma
- Boninena hiraseana
- Boninena ogasawarae
- Boninthemis insularis
- Boophis williamsi
- Banteng salvatge (Bos javanicus)
- Couprei (Bos sauveli)
- Bostrychia bocagei
- Botaurus poiciloptilus
- Bothriembryon perobesus
- Bothriembryon praecelcus
- Bothrops alcatraz
- Bothrops insularis
- Botia sidthimunki
- Boucardicus carylae
- Boucardicus culminans
- Boucardicus curvifolius
- Boucardicus delicatus
- Boucardicus divei
- Boucardicus esetrae
- Boucardicus fidimananai
- Boucardicus fortistriatus
- Boucardicus magnilobatus
- Boucardicus mahermanae
- Boucardicus randalanai
- Boucardicus simplex
- Boucardicus victorhernandezi
- Boulengerula niedeni
- Brachionichthys hirsutus
- Brachylophus fasciatus
- Brachylophus vitiensis
- Brachyramphus brevirostris
- Brachyramphus marmoratus
- Brachyteles arachnoides
- Brachyteles hypoxanthus
- Bradypodion setaroi
- Bradypodion taeniabronchum
- Bradypterus graueri
- Bradypus pygmaeus
- Peresós de collar (Bradypus torquatus)
- Bradytriton silus
- Branchinecta belki
- Branchinecta conservatio
- Branchinecta longiantenna
- Branchinecta mexicana
- Branchinecta sandiegonensis
- Branchinella alachua
- Branchinella lithaca
- Bromeliohyla bromeliacia
- Bromeliohyla dendroscarta
- Brotogeris pyrrhoptera
- Brycinus jacksonii
- Búfal asiàtic domèstic (Bubalus bubalis)
- Anoa de plana (Bubalus depressicornis)
- Anoa de les Filipines (Bubalus mindorensis)
- Anoa de muntanya (Bubalus quarlesi)
- Bufo amabilis
- Bufo amatolicus
- Bufo beddomii
- Bufo brauni
- Bufo caeruleostictus
- Bufo californicus
- Bufo canorus
- Bufo cataulaciceps
- Bufo cavifrons
- Bufo chavin
- Bufo claviger
- Bufo cristatus
- Bufo djohongensis
- Bufo fastidiosus
- Bufo fluviaticus
- Bufo fractus
- Bufo gallardoi
- Bufo gemmifer
- Bufo holdridgei
- Bufo houstonensis
- Bufo ibarrai
- Bufo inyangae
- Bufo kotagamai
- Bufo koynayensis
- Bufo kumquat
- Bufo lemur
- Bufo leucomyos
- Bufo longinasus
- Bufo nelsoni
- Bufo nesiotes
- Bufo noellerti
- Bufo pantherinus
- Bufo peripatetes
- Bufo perplexus
- Bufo sclerocephalus
- Bufo spiculatus
- Bufo sumatranus
- Bufo tacanensis
- Bufo taiensis
- Bufo tutelarius
- Bufo villiersi
- Bufoides meghalayanus
- Bulimulus achatellinus
- Bulimulus adelphus
- Bulimulus adserseni
- Bulimulus chemitzioides
- Bulimulus cinerarius
- Bulimulus cucullinus
- Bulimulus curtus
- Bulimulus deridderi
- Bulimulus duncanus
- Bulimulus eos
- Bulimulus eschariferus
- Bulimulus galapaganus
- Bulimulus habeli
- Bulimulus hirsutus
- Bulimulus indefatigabilis
- Bulimulus jacobi
- Bulimulus lycodus
- Bulimulus nux
- Bulimulus ochsneri
- Bulimulus olla
- Bulimulus perspectivus
- Bulimulus planospira
- Bulimulus reibischi
- Bulimulus rugulosus
- Bulimulus saeronius
- Bulimulus sculpturatus
- Bulimulus sp. nov. 'josevillani'
- Bulimulus sp. nov. 'krameri'
- Bulimulus sp. nov. 'nilsodhneri'
- Bulimulus sp. nov. 'tuideroyi'
- Bulimulus sp. nov. 'vanmoli'
- Bulimulus tanneri
- Bulimulus wolfi
- Bulinus succinoides
- Bunolagus monticularis
- Bunomys coelestis
- Bunomys prolatus
- Bunopithecus hoolock
- Burmagomphus sivalikensis
- Burramys parvus
- Buteo ridgwayi
- Buthraupis aureodorsalis
- Bythinella bicarinata
- Bythiospeum cisterciensorum
- Bythiospeum geyeri
- Bythiospeum noricum
- Bythiospeum pfeifferi
- Bythiospeum reisalpense
- Bythiospeum tschapecki

## C
- Cacatua haematuropygia
- Cacatua sulphurea
- Caecidotea barri
- Cairina scutulata
- Calamodontophis sp. nov.
- Callaeas cinereus
- Callagur borneoensis
- Callicebus barbarabrownae
- Callicebus coimbrai
- Callionymus sanctaehelenae
- Callithrix aurita
- Callithrix flaviceps
- Callulina kisiwamsitu
- Callulops kopsteini
- Calomyscus hotsoni
- Calopteryx syriaca
- Calotes liocephalus
- Calumma tigris
- Calyptorhynchus baudinii
- Calyptorhynchus latirostris
- Calyptura cristata
- Camarhynchus heliobates
- bennythebullfrogomatic
- Cambarellus blacki
- Cambarus aculabrum
- Cambarus deweesae
- Cambarus harti
- Cambarus pyronotus
- Cambarus strigosus
- Cambarus subterraneus
- Cambarus tartarus
- Cambarus truncatus
- Cambarus williami
- Cambarus zophonastes
- Camell bactrià (Camelus bactrianus)
- Campephilus imperialis
- Campephilus principalis
- Campylopterus phainopeplus
- Llop vermell (Canis rufus)
- Xacal d'Etiòpia (Canis simensis)
- Capito hypoleucus
- Capoeta pestai
- Cabra del Caucas occidental (Capra caucasica)
- Marjor (Capra falconeri)
- Capra nubiana
- Cabra dels Alps (Capra walie)
- Caprimulgus noctitherus
- Caprimulgus prigoginei
- Caprolagus hispidus
- Carcharhinus borneensis
- Carcharhinus hemiodon
- Cardioglossa alsco
- Cardioglossa aureoli
- Cardioglossa melanogaster
- Cardioglossa oreas
- Cardioglossa pulchra
- Cardioglossa schioetzi
- Cardioglossa trifasciata
- Cardioglossa venusta
- Carduelis cucullata
- Carduelis johannis
- Tortuga careta (Caretta caretta)
- Carpococcyx viridis
- Carpodectes antoniae
- Casarea dussumieri
- Caseolus subcalliferus
- Catagonus wagneri
- Catharopeza bishopi
- Catopuma badia
- Catostomus microps
- Cebus xanthosternos
- Cecilioides eulima
- Celestus anelpistus
- Celestus warreni
- Centrocercus minimus
- Centrolene audax
- Centrolene azulae
- Centrolene ballux
- Centrolene fernandoi
- Centrolene gemmatum
- Centrolene heloderma
- Centrolene lynchi
- Centrolene mariae
- Centrolene petrophilum
- Centrolene pipilatum
- Centrophorus harrissoni
- Centropus steerii
- Cephalakompsus pachycheilus
- Duiquer d'Aders (Cephalophus adersi)
- Dofí de Hector (Cephalorhynchus hectori)
- Ceratophallus socotrensis
- Ceratophora tennentii
- Cercopitec diana (Cercopithecus diana)
- Cercopitec de panxa vermella (Cercopithecus erythrogaster)
- Cercopitec de Preuss (Cercopithecus preussi)
- Cercopithecus sclateri
- Cerion nanus
- Cérvol d'Alfred (Cervus alfredi)
- Ceylonthelphusa alpina
- Ceylonthelphusa armata
- Ceylonthelphusa callista
- Ceylonthelphusa diva
- Ceylonthelphusa durrelli
- Ceylonthelphusa kotagama
- Ceylonthelphusa nata
- Ceylonthelphusa orthos
- Ceylonthelphusa sanguinea
- Ceylonthelphusa savitriae
- Chaerephon gallagheri
- Chaerephon tomensis
- Chaetocercus berlepschi
- Chalcides ebneri
- Chalcides mauritanicus
- Chalcides parallelus
- Chalcides simonyi
- Chalinolobus neocaledonicus
- Chaparana unculuanus
- Characodon lateralis
- Charadrahyla altipotens
- Charadrahyla chaneque
- Charadrahyla trux
- Charadrius obscurus
- Charmosyna amabilis
- Charmosyna diadema
- Charmosyna toxopei
- Chasiempis sandwichensis
- Chasmistes brevirostris
- Chasmistes cujus
- Cheilinus undulatus
- Chela caeruleostigmata
- Chelodina mccordi
- Chelodina pritchardi
- Tortuga verda (Chelonia mydas)
- Chiasmocleis carvalhoi
- Chilatherina sentaniensis
- Chiloglanis asymetricaudalis
- Chiloglanis bifurcus
- Chiloglanis lufirae
- Chiloglanis ruziziensis
- Chimarrogale hantu
- Chimarrogale phaeura
- Chimarrogale sumatrana
- Chinchilla chinchilla
- Chinemys megalocephala
- Chinemys nigricans
- Chinemys reevesii
- Chirixalus romeri
- Chiroderma improvisum
- Chironius vincenti
- Chiropodomys karlkoopmani
- Chiropotes satanas
- Chiropterotriton chondrostega
- Chiropterotriton cracens
- Chiropterotriton dimidiatus
- Chiropterotriton lavae
- Chiropterotriton magnipes
- Chiropterotriton mosaueri
- Chiropterotriton multidentatus
- Chitra chitra
- Chitra indica
- Chlamydephorus purcelli
- Chlamydogobius micropterus
- Chlamydogobius squamigenus
- Chlorocichla prigoginei
- Chlorocnemis montana
- Chlorocypha molindica
- Chlorocypha schmidti
- Chlorogomphus iriomotensis
- Chlorolestes apricans
- Chondrohierax wilsonii
- Chondrostoma arrigonis
- Chondrostoma beysehirense
- Chondrostoma kinzelbachi
- Chondrostoma lusitanicus
- Chondrostoma oretanum
- Chondrostoma phoxinus
- Chondrostoma soetta
- Chondrostoma turiense
- Chrotomys gonzalesi
- Chrysoritis cotrelli
- Chrysospalax trevelyani
- Churamiti maridadi
- Cichlasoma labridens
- Cicindela puritana
- Ciconia boyciana
- Ciconia stormi
- Cinclodes aricomae
- Cinclodes palliatus
- Arpella de Madagascar (Circus maillardi)
- Cisticola aberdare
- Cistothorus apolinari
- Claravis godefrida
- Clariallabes mutsindoziensis
- Clarias cavernicola
- Clarias maclareni
- Clemmys muhlenbergii
- Cleptornis marchei
- Clinothelphusa kakoota
- Clinus spatulatus
- Clytoctantes alixii
- Clytoctantes atrogularis
- Coahuilix hubbsi
- Cobitis arachthosensis
- Cobitis bilseli
- Cobitis calderoni
- Cobitis hellenica
- Cobitis puncticulata
- Cobitis stephanidisi
- Cobitis trichonica
- Cobitis turcica
- Cobitis vettonica
- Coccymys albidens
- Cochranella anomala
- Cochranella luminosa
- Cochranella mache
- Cochranella megacheira
- Cochranella puyoensis
- Cochranella saxiscandens
- Cocoharpinia iliffei
- Coeligena prunellei
- Coenagriocnemis insularis
- Coleura seychellensis
- Collocalia bartschi
- Colluricincla sanghirensis
- Colophon barnardi
- Colophon berrisfordi
- Colophon cassoni
- Colophon eastmani
- Colophon haughtoni
- Colophon montisatris
- Colophon primosi
- Colophon thunbergi
- Colophon whitei
- Colostethus anthracinus
- Colostethus cevallosi
- Colostethus delatorreae
- Colostethus dunni
- Colostethus edwardsi
- Colostethus elachyhistus
- Colostethus jacobuspetersi
- Colostethus juanii
- Colostethus kingsburyi
- Colostethus leopardalis
- Colostethus mandelorum
- Colostethus mertensi
- Colostethus ranoides
- Colostethus ruizi
- Colostethus ruthveni
- Colostethus saltuensis
- Colostethus toachi
- Colostethus vertebralis
- Columba argentina
- Xixella canària (Columba junoniae)
- Columba pallidiceps
- Columbina cyanopis
- Concholepas concholepas
- Conothraupis mesoleuca
- Conraua derooi
- Granota goliat (Conraua goliath)
- Cookeconcha contorta
- Cophixalus concinnus
- Cophixalus mcdonaldi
- Cophixalus monticola
- Cophixalus neglectus
- Copsychus cebuensis
- Copsychus sechellarum
- Coracina newtoni
- Coregonus reighardi
- Corvus florensis
- Corvus kubaryi
- Corvus minutus
- Corvus unicolor
- Cotinga maculata
- Cottus pygmaeus
- Crangonyx dearolfi
- Cranioleuca henricae
- Craseonycteris thonglongyai
- Craterocephalus fluviatilis
- Crateromys australis
- Crateromys heaneyi
- Crateromys paulus
- Craugastor anciano
- Craugastor andi
- Craugastor angelicus
- Craugastor aurilegulus
- Craugastor azueroensis
- Craugastor catalinae
- Craugastor charadra
- Craugastor coffeus
- Craugastor cruzi
- Craugastor daryi
- Craugastor emcelae
- Craugastor epochthidius
- Craugastor escoces
- Craugastor fecundus
- Craugastor fleischmanni
- Craugastor glaucus
- Craugastor greggi
- Craugastor guerreroensis
- Craugastor gulosus
- Craugastor hobartsmithi
- Craugastor inachus
- Craugastor lauraster
- Craugastor lineatus
- Craugastor megalotympanum
- Craugastor merendonensis
- Craugastor obesus
- Craugastor omiltemanus
- Craugastor omoaensis
- Craugastor polymniae
- Craugastor pozo
- Craugastor punctariolus
- Craugastor ranoides
- Craugastor rhyacobatrachus
- Craugastor sabrinus
- Craugastor saltuarius
- Craugastor sartori
- Craugastor silvicola
- Craugastor spatulatus
- Craugastor stadelmani
- Craugastor stuarti
- Craugastor tabasarae
- Craugastor trachydermus
- Craugastor uno
- Crax alberti
- Crax blumenbachii
- Cristilabrum bubulum
- Cristilabrum buryillum
- Cristilabrum grossum
- Cristilabrum solitudum
- Crocias langbianis
- Musaranya de Zàmbia septentrional (Crocidura ansellorum)
- Crocidura beccarii
- Crocidura bottegoides
- Crocidura desperata
- Crocidura dhofarensis
- Musaranya grossa de Mindanao (Crocidura grandis)
- Crocidura harenna
- Musaranya híspida d'Andaman (Crocidura hispida)
- Musaranya fuliginosa (Crocidura malayana)
- Musaranya de Mindoro (Crocidura mindorus)
- Musaranya cuallarga de Sri Lanka (Crocidura miya)
- Musaranya de l'illa Negros (Crocidura negrina)
- Musaranya de les illes Rin-Kin (Crocidura orii)
- Musaranya de Sumatra (Crocidura paradoxura)
- Musaranya d'Assumbo (Crocidura picea)
- Musaranya de l'Iran (Crocidura susiana)
- Musaranya dels Uluguru (Crocidura telfordi)
- Musaranya de l'illa São Tomé (Crocidura thomensis)
- Musaranya dels Usambara (Crocidura usambarae)
- Musaranya de Wimmer (Crocidura wimmeri)
- Cocodril de l'Orinoco (Crocodylus intermedius)
- Crocodylus mindorensis
- Cocodril de Cuba (Crocodylus rhombifer)
- Cocodril de Siam (Crocodylus siamensis)
- Crotalus unicolor
- Crunomys celebensis
- Crunomys fallax
- Cryptazeca kobelti
- Cryptobatrachus boulengeri
- Cryptobatrachus nicefori
- Cryptochloris wintoni
- Cryptochloris zyli
- Cryptophyllobates azureiventris
- Cryptoprocta ferox
- Cryptotis endersi
- Cryptotriton adelos
- Cryptotriton alvarezdeltoroi
- Cryptotriton monzoni
- Cryptotriton nasalis
- Cryptotriton veraepacis
- Crypturellus columbianus
- Crypturellus saltuarius
- Ctenophila caldwelli
- Ctenophila setiliris
- Ctenosaura bakeri
- Ctenosaura flavidorsalis
- Ctenosaura melanosterna
- Ctenosaura oaxacana
- Ctenosaura oedirhina
- Ctenosaura palearis
- Ctenosaura quinquecariniata
- Cualac tessellatus
- Cuó (Cuon alpinus)
- Cuora aurocapitata
- Cuora flavomarginata
- Cuora galbinifrons
- Cuora mccordi
- Cuora pani
- Cuora trifasciata
- Cuora zhoui
- Cupedora evandaleana
- Curaeus forbesi
- Currassanthura bermudensis
- Cyanolimnas cerverai
- Cyanopsitta spixii
- Cyanoramphus cookii
- Cyanoramphus forbesi
- Cyanoramphus malherbi
- Cyclura carinata
- Cyclura collei
- Cyclura lewisi
- Cyclura pinguis
- Cyclura ricordi
- Cyclura rileyi
- Cynogale bennettii
- Cynomys mexicanus
- Cynops ensicauda
- Cynops orphicus
- Cyornis ruckii
- Cyornis sanfordi
- Cyprinella alvarezdelvillari
- Cyprinella bocagrande
- Cyprinella panarcys
- Cyprinella xanthicara
- Cyprinodon beltrani
- Cyprinodon bovinus
- Cyprinodon elegans
- Cyprinodon fontinalis
- Cyprinodon labiosus
- Cyprinodon macrolepis
- Cyprinodon maya
- Cyprinodon meeki
- Cyprinodon pachycephalus
- Cyprinodon pecosensis
- Cyprinodon radiosus
- Cyprinodon simus
- Cyprinodon verecundus
- Cyprinodon veronicae
- Cyprinus micristius
- Cyprogenia aberti
- Cyprogenia stegaria
- Cyrtopodion amictopholis

## D
- Dactylopsila tatei
- Damochlora millepunctata
- Dancea rodriguezensis
- Danio pathirana
- Dasyatis laosensis
- Dasycercus hillieri
- Dasycrotapha speciosa
- Dasyornis brachypterus
- Agutí de Coiba (Dasyprocta coibae)
- Dasyprocta ruatanica
- Ai-ai (Daubentonia madagascariensis)
- Delanymys brooksi
- Deltistes luxatus
- Dendrobates abditus
- Dendrobates arboreus
- Dendrobates bombetes
- Dendrobates lehmanni
- Dendrobates mysteriosus
- Dendrobates sirensis
- Dendrobates speciosus
- Dendrobates steyermarki
- Dendrobates virolensis
- Dendrocopos noguchii
- Dendroica chrysoparia
- Cangur arborícola de Goodfellow (Dendrolagus goodfellowi)
- Cangur arborícola de Matschie (Dendrolagus matschiei)
- Dendrolagus scottae
- Dendromus kahuziensis
- Dendrophryniscus carvalhoi
- Dendropsophus amicorum
- Dendropsophus gryllatus
- Dendropsophus meridensis
- Dendrotriton bromeliacius
- Dendrotriton cuchumatanus
- Dendrotriton rabbi
- Dendrotriton sanctibarbarus
- Dermatemys mawii
- Dermochelys coriacea
- Deronectes aljibensis
- Desmomys yaldeni
- Dexteria floridana
- Dicaeum quadricolor
- Rinoceront de Sumatra (Dicerorhinus sumatrensis)
- Rinoceront negre (Diceros bicornis)
- Dicrostonyx vinogradovi
- Dicrurus fuscipennis
- Dicrurus waldenii
- Didunculus strigirostris
- Didynamipus sjostedti
- Diglossa gloriosissima
- Diglossa venezuelensis
- Dinomys branickii
- Diomedea amsterdamensis
- Diomedea dabbenena
- Diomedea sanfordi
- Dionda mandibularis
- Diplodon dunkerianus
- Diplodon fontaineanus
- Diploglossus montisserrati
- Diplommatina cacuminulus
- Diplommatina madaiensis
- Diplomystes chilensis
- Diplothrix legata
- Dipodomys gravipes
- Dipodomys ingens
- Dipodomys insularis
- Dipodomys margaritae
- Caputxa (Dipturus batis)
- Dipturus laevis
- Dipturus sp. nov. L
- Disconaias salinasensis
- Discula bulweri
- Discula lyelliana
- Discula tabellata
- Discula testudinalis
- Discula tetrica
- Discus guerinianus
- Disparoneura ramajana
- Dobsonia beauforti
- Dobsonia chapmani
- Dolapex amiculus
- Doratogonus furculifer
- Doratogonus infragilis
- Doratogonus major
- Doratogonus minor
- Doratogonus rubipodus
- Doratogonus septentrionalis
- Doratogonus zuluensis
- Dorcopsis atrata
- Draparnaudia anniae
- Draparnaudia subnecata
- Drepanosticta adami
- Drepanosticta austeni
- Drepanosticta hilaris
- Drepanosticta montana
- Drepanosticta submontana
- Dromus dromas
- Dryococelus australis
- Dryomys sichuanensis
- Ducula aurorae
- Ducula cineracea
- Ducula galeata
- Duellmanohyla chamulae
- Duellmanohyla ignicolor
- Duellmanohyla lythrodes
- Duellmanohyla salvavida
- Duellmanohyla soralia
- Duellmanohyla uranochroa
- Dupontia perlucida

## E
- Echinotriton andersoni
- Echinotriton chinhaiensis
- Ecnomiohyla echinata
- Ecnomiohyla fimbrimembra
- Ecnomiohyla minera
- Ecnomiohyla phantasmagoria
- Ecnomiohyla salvaje
- Ecnomiohyla valancifer
- Economidichthys trichonis
- Edwardsina gigantea
- Edwardsina tasmaniensis
- Elaphrus viridis
- Elaphurus davidianus
- Elattoneura caesia
- Elattoneura leucostigma
- Eleothreptus candicans
- Elefant asiàtic (Elephas maximus)
- Eleutherodactylus acerus
- Eleutherodactylus acmonis
- Eleutherodactylus actinolaimus
- Eleutherodactylus acutirostris
- Eleutherodactylus adelus
- Eleutherodactylus albericoi
- Eleutherodactylus albipes
- Eleutherodactylus alcoae
- Eleutherodactylus alticola
- Eleutherodactylus amadeus
- Eleutherodactylus amplinympha
- Eleutherodactylus andrewsi
- Eleutherodactylus angustilineata
- Eleutherodactylus apostates
- Eleutherodactylus armstrongi
- Eleutherodactylus atratus
- Eleutherodactylus auriculatoides
- Eleutherodactylus bacchus
- Eleutherodactylus bakeri
- Eleutherodactylus balionotus
- Eleutherodactylus barlagnei
- Eleutherodactylus bartonsmithi
- Eleutherodactylus baryecuus
- Eleutherodactylus bellona
- Eleutherodactylus bernali
- Eleutherodactylus bisignatus
- Eleutherodactylus blairhedgesi
- Eleutherodactylus boconoensis
- Eleutherodactylus bresslerae
- Eleutherodactylus brevirostris
- Eleutherodactylus cabrerai
- Eleutherodactylus cacao
- Eleutherodactylus calcaratus
- Eleutherodactylus capitonis
- Eleutherodactylus caribe
- Eleutherodactylus casparii
- Eleutherodactylus cavernicola
- Eleutherodactylus chlorophenax
- Eleutherodactylus chrysops
- Eleutherodactylus colomai
- Eleutherodactylus cooki
- Eleutherodactylus corona
- Eleutherodactylus cosnipatae
- Eleutherodactylus counouspeus
- Eleutherodactylus cremnobates
- Eleutherodactylus crenunguis
- Eleutherodactylus cryophilius
- Eleutherodactylus cryptomelas
- Eleutherodactylus cubanus
- Eleutherodactylus darlingtoni
- Eleutherodactylus degener
- Eleutherodactylus deinops
- Eleutherodactylus dennisi
- Eleutherodactylus devillei
- Eleutherodactylus dilatus
- Eleutherodactylus dissimulatus
- Eleutherodactylus dixoni
- Eleutherodactylus dolomedes
- Eleutherodactylus dorsopictus
- Eleutherodactylus elassodiscus
- Eleutherodactylus emiliae
- Eleutherodactylus emleni
- Eleutherodactylus eneidae
- Eleutherodactylus etheridgei
- Eleutherodactylus eugeniae
- Eleutherodactylus eunaster
- Eleutherodactylus euphronides
- Eleutherodactylus fallax
- Eleutherodactylus fetosus
- Eleutherodactylus fowleri
- Eleutherodactylus furcyensis
- Eleutherodactylus fuscus
- Eleutherodactylus gentryi
- Eleutherodactylus ginesi
- Eleutherodactylus gladiator
- Eleutherodactylus glamyrus
- Eleutherodactylus glandulifer
- Eleutherodactylus glanduliferoides
- Eleutherodactylus glandulosus
- Eleutherodactylus glaphycompus
- Eleutherodactylus grabhami
- Eleutherodactylus grahami
- Eleutherodactylus grandis
- Eleutherodactylus greyi
- Eleutherodactylus griphus
- Eleutherodactylus gryllus
- Eleutherodactylus guanahacabibes
- Eleutherodactylus gundlachi
- Eleutherodactylus haitianus
- Eleutherodactylus hamiotae
- Eleutherodactylus hedricki
- Eleutherodactylus helonotus
- Eleutherodactylus helvolus
- Eleutherodactylus heminota
- Eleutherodactylus hernandezi
- Eleutherodactylus hypostenor
- Eleutherodactylus iberia
- Eleutherodactylus ignicolor
- Eleutherodactylus incanus
- Eleutherodactylus insignitus
- Eleutherodactylus intermedius
- Eleutherodactylus ionthus
- Eleutherodactylus jamaicensis
- Eleutherodactylus jasperi
- Eleutherodactylus jaumei
- Eleutherodactylus johannesdei
- Eleutherodactylus jorgevelosai
- Eleutherodactylus jugans
- Eleutherodactylus junori
- Eleutherodactylus karlschmidti
- Eleutherodactylus katoptroides
- Eleutherodactylus klinikowskii
- Eleutherodactylus laevissimus
- Eleutherodactylus lamprotes
- Eleutherodactylus lancinii
- Eleutherodactylus latens
- Eleutherodactylus leberi
- Eleutherodactylus lemur
- Eleutherodactylus lentus
- Eleutherodactylus leoncei
- Eleutherodactylus lichenoides
- Eleutherodactylus lividus
- Eleutherodactylus locustus
- Eleutherodactylus loustes
- Eleutherodactylus lucioi
- Eleutherodactylus luteolus
- Eleutherodactylus maculosus
- Eleutherodactylus mariposa
- Eleutherodactylus mars
- Eleutherodactylus melacara
- Eleutherodactylus merostictus
- Eleutherodactylus minutus
- Eleutherodactylus mnionaetes
- Eleutherodactylus modipeplus
- Eleutherodactylus montanus
- Eleutherodactylus museosus
- Eleutherodactylus nortoni
- Eleutherodactylus nubicola
- Eleutherodactylus ocreatus
- Eleutherodactylus olanchano
- Eleutherodactylus orcutti
- Eleutherodactylus orestes
- Eleutherodactylus orientalis
- Eleutherodactylus oxyrhyncus
- Eleutherodactylus parabates
- Eleutherodactylus paramerus
- Eleutherodactylus parapelates
- Eleutherodactylus parectatus
- Eleutherodactylus pastazensis
- Eleutherodactylus patriciae
- Eleutherodactylus paulsoni
- Eleutherodactylus pechorum
- Eleutherodactylus percultus
- Eleutherodactylus pezopetrus
- Eleutherodactylus phragmipleuron
- Eleutherodactylus pinarensis
- Eleutherodactylus pinchoni
- Eleutherodactylus pituinus
- Eleutherodactylus polychrus
- Eleutherodactylus poolei
- Eleutherodactylus portoricensis
- Eleutherodactylus principalis
- Eleutherodactylus probolaeus
- Eleutherodactylus prolatus
- Eleutherodactylus proserpens
- Eleutherodactylus pteridophilus
- Eleutherodactylus pycnodermis
- Eleutherodactylus pyrrhomerus
- Eleutherodactylus renjiforum
- Eleutherodactylus rhodesi
- Eleutherodactylus rhodoplichus
- Eleutherodactylus richmondi
- Eleutherodactylus rivularis
- Eleutherodactylus rubicundus
- Eleutherodactylus rufescens
- Eleutherodactylus rufifemoralis
- Eleutherodactylus ruizi
- Eleutherodactylus ruthae
- Eleutherodactylus ruthveni
- Eleutherodactylus sandersoni
- Eleutherodactylus saxatilis
- Eleutherodactylus schmidti
- Eleutherodactylus schwartzi
- Eleutherodactylus sciagraphus
- Eleutherodactylus scoloblepharus
- Eleutherodactylus scolodiscus
- Eleutherodactylus semipalmatus
- Eleutherodactylus shrevei
- Eleutherodactylus simonbolivari
- Eleutherodactylus simoteriscus
- Eleutherodactylus simulans
- Eleutherodactylus siopelus
- Eleutherodactylus sisyphodemus
- Eleutherodactylus sobetes
- Eleutherodactylus spilogaster
- Eleutherodactylus suetus
- Eleutherodactylus sulculus
- Eleutherodactylus surdus
- Eleutherodactylus symingtoni
- Eleutherodactylus syristes
- Eleutherodactylus tenebrionis
- Eleutherodactylus tetajulia
- Eleutherodactylus thomasi
- Eleutherodactylus thorectes
- Eleutherodactylus thymalopsoides
- Eleutherodactylus toa
- Eleutherodactylus tonyi
- Eleutherodactylus torrenticola
- Eleutherodactylus trepidotus
- Eleutherodactylus tribulosus
- Eleutherodactylus truebae
- Eleutherodactylus turquinensis
- Eleutherodactylus turumiquirensis
- Eleutherodactylus unicolor
- Eleutherodactylus urichi
- Eleutherodactylus veletis
- Eleutherodactylus ventrilineatus
- Eleutherodactylus vidua
- Eleutherodactylus viridicans
- Eleutherodactylus vulcani
- Eleutherodactylus warreni
- Eleutherodactylus wightmanae
- Eleutherodactylus zeus
- Eleutherodactylus zongoensis
- Eleutherodactylus zophus
- Eleutherodactylus zugi
- Elimia ampla
- Elimia annettae
- Eliurus majori
- Eliurus penicillatus
- Elliptio chipolaensis
- Elliptio spinosa
- Elliptio steinstansana
- Elliptoideus sloatianus
- Ellobius alaicus
- Elseya bellii
- Elusor macrurus
- Embal·lonura del Pacífic (Emballonura semicaudata)

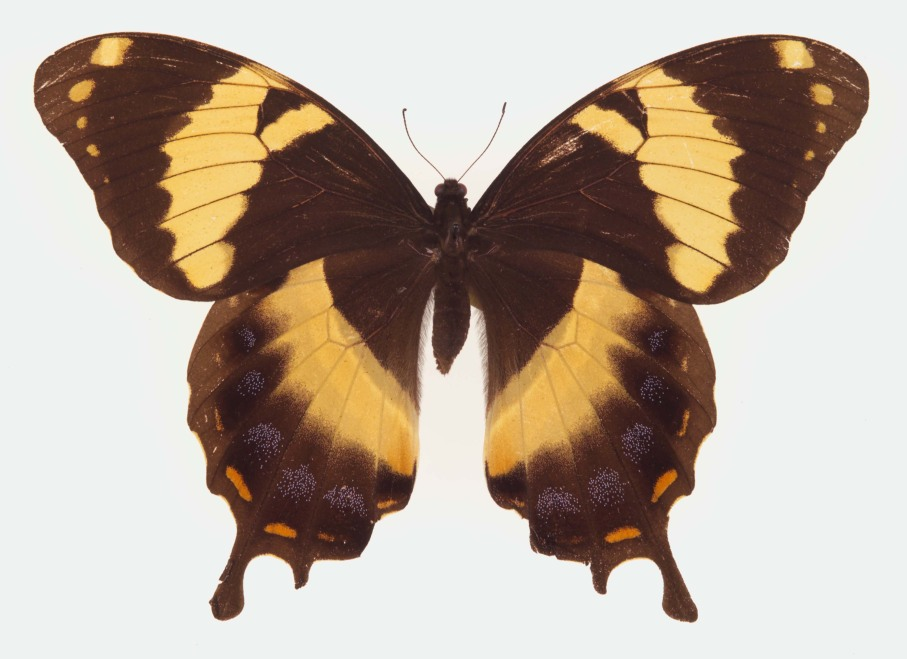
Papilio homerus

- Encheloclarias curtisoma
- Encheloclarias kelioides
- Endodonta apiculata
- Engaeus australis
- Engaeus curvisuturus
- Engaeus disjuncticus
- Engaeus granulatus
- Engaeus mallacoota
- Engaeus martigener
- Engaeus nulloporius
- Engaeus orramakunna
- Engaeus rostrogaleatus
- Engaeus spinicaudatus
- Engaeus sternalis
- Engaeus urostrictus
- Engaewa similis
- Enhydra lutris
- Enterochromis paropius
- Eos histrio
- Epigomphus camelus
- Epigomphus clavatus
- Epigomphus corniculatus
- Epigomphus donnellyi
- Epigomphus echeverrii
- Epigomphus flinti
- Epigomphus houghtoni
- Epigomphus maya
- Epigomphus paulsoni
- Epigomphus subsimilis
- Epigomphus sulcatistyla
- Epigomphus verticicornis
- Epigomphus westfalli
- Anfós de taques roges (Epinephelus akaara)
- Epinephelus drummondhayi
- Epinephelus itajara
- Epinephelus marginatus
- Epinephelus nigritus
- Mero de Nassau (Epinephelus striatus)
- Epioblasma brevidens
- Epioblasma capsaeformis
- Epioblasma metastriata
- Epioblasma othcaloogensis
- Epioblasma penita
- Epipedobates ingeri
- Epipedobates planipaleae
- Epipedobates tricolor
- Eptesicus guadeloupensis
- Ase salvatge africà (Equus africanus)

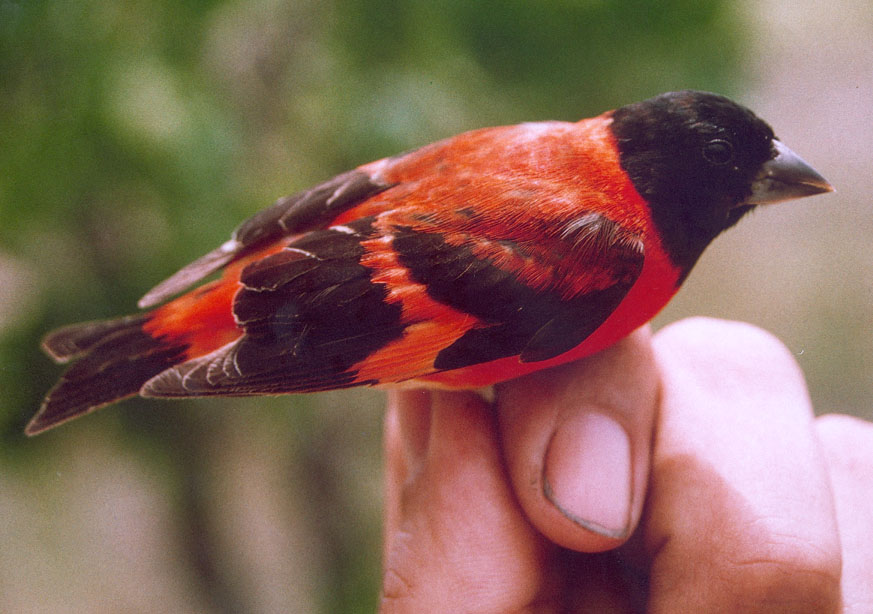
Carduelis cucullata

- Zebra de Grevy (Equus grevyi)
- Zebra de muntanya (Equus zebra)
- Erebonectes nesioticus
- Eremomela turneri
- Erepta odontina
- Erepta stylodon
- Eretmochelys imbricata
- Ericabatrachus baleensis
- Eriocnemis godini
- Eriocnemis mirabilis
- Eriocnemis nigrivestis
- Eropeplus canus
- Erymnochelys madagascariensis
- Erythrura gouldiae
- Etheostoma boschungi
- Etheostoma nuchale
- Etheostoma okaloosae
- Eua zebrina
- Euastacus bindal
- Euastacus crassus
- Euastacus diversus
- Euastacus jagara
- Euastacus maidae
- Euastacus monteithorum
- Euastacus robertsi
- Euastacus urospinosus
- Euastacus yigara
- Balena franca comuna (Eubalaena glacialis)
- Eubalaena japonica
- Euchondrus ramonensis
- Euchoreutes naso
- Eudontomyzon hellenicus
- Eudyptes sclateri
- Eulamprus leuraensis
- Eulidia yarrellii
- Eumeces longirostris
- Eumetopias jubatus
- Eunymphicus cornutus
- Eunymphicus uvaeensis
- Euonyma curtissima
- Eupetaurus cinereus
- Eupherusa cyanophrys
- Eupleres goudotii
- Euploea albicosta
- Euploea caespes
- Euploea mitra
- Euploea tripunctata
- Euproctus platycephalus
- Euproserpinus wiesti
- Eupsophus contulmoensis
- Eupsophus insularis
- Eupsophus migueli
- Eupsophus nahuelbutensis
- Eurochelidon sirintarae
- Euroscaptor parvidens
- Eurycea naufragia
- Eurycea tonkawae
- Eurynorhynchus pygmeus
- Eutrichomyias rowleyi
- Eutriorchis astur
- Exerodonta catracha
- Exerodonta chimalapa
- Exerodonta perkinsi

## F
- Falcó sagrat (Falco cherrug)
- Falkneri camerani
- Fallicambarus harpi
- Fallicambarus hortoni
- Fallicambarus petilicarpus
- Fejervarya greenii
- Fejervarya murthii
- Fejervarya nilagirica
- Fenouilia kreitneri
- Ferminia cerverai
- Feroculus feroculus
- Ficedula bonthaina
- Flectonotus fitzgeraldi
- Fonscochlea billakalina
- Formicivora erythronotos
- Formicivora littoralis
- Foudia rubra
- Francolinus camerunensis
- Francolinus nahani
- Francolinus ochropectus
- Fregata de l'illa Christmas (Fregata andrewsi)
- Fusconaia cor
- Fusconaia cuneolus
- Fusconaia escambia
- Fusconaia masoni

## G
- Galago rondoensis
- Galaxias fontanus
- Galaxias fuscus
- Galaxias johnstoni
- Galaxias pedderensis
- Galidictis grandidieri
- Gallicolumba crinigera
- Gallicolumba erythroptera
- Gallicolumba hoedtii
- Gallicolumba keayi
- Gallicolumba menagei
- Gallicolumba platenae
- Gallicolumba rubescens
- Gallicolumba sanctaecrucis
- Gallinula pacifica
- Gallinula silvestris
- Gallirallus lafresnayanus

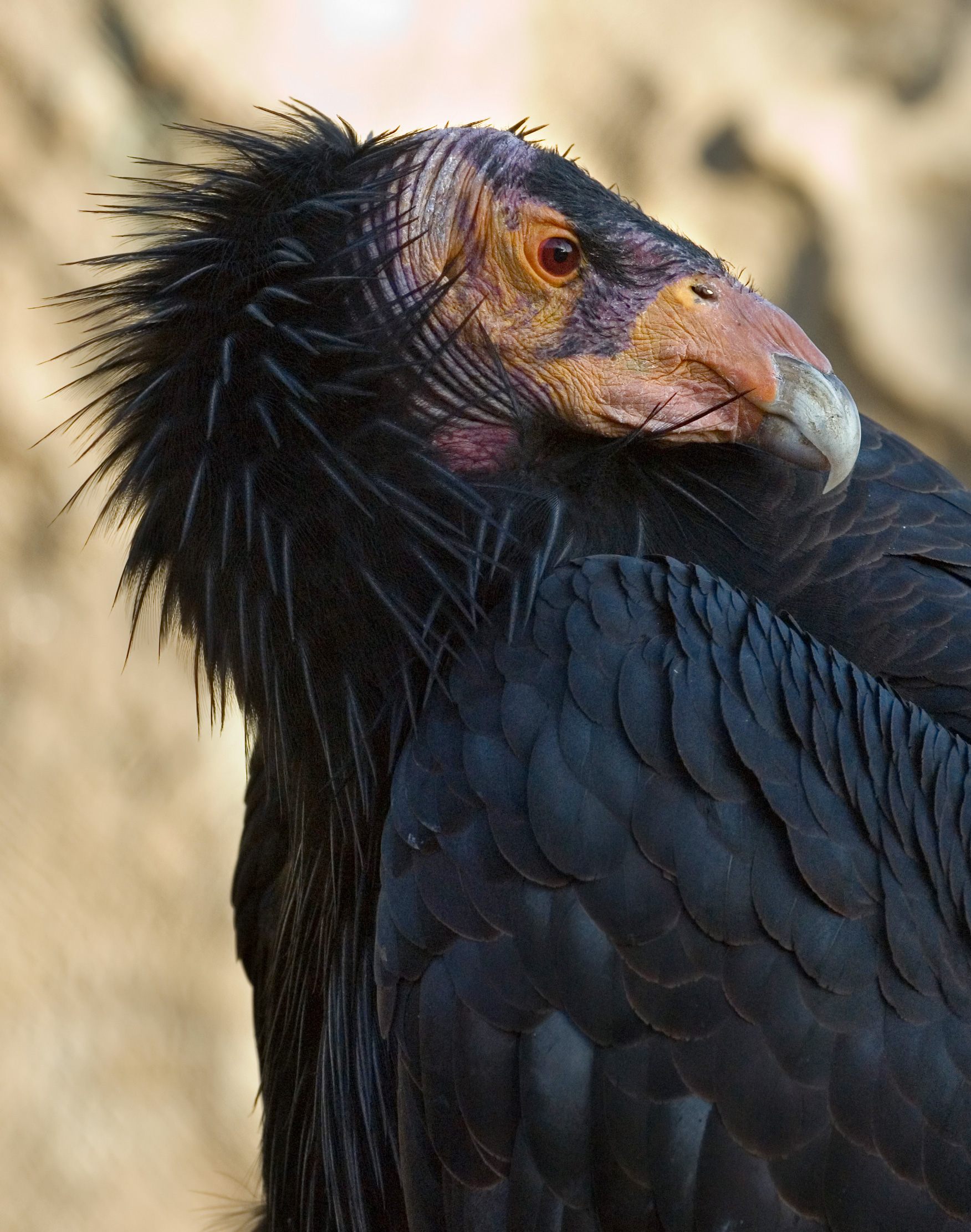
Còndor de Califòrnia (Gymnogyps californianus)

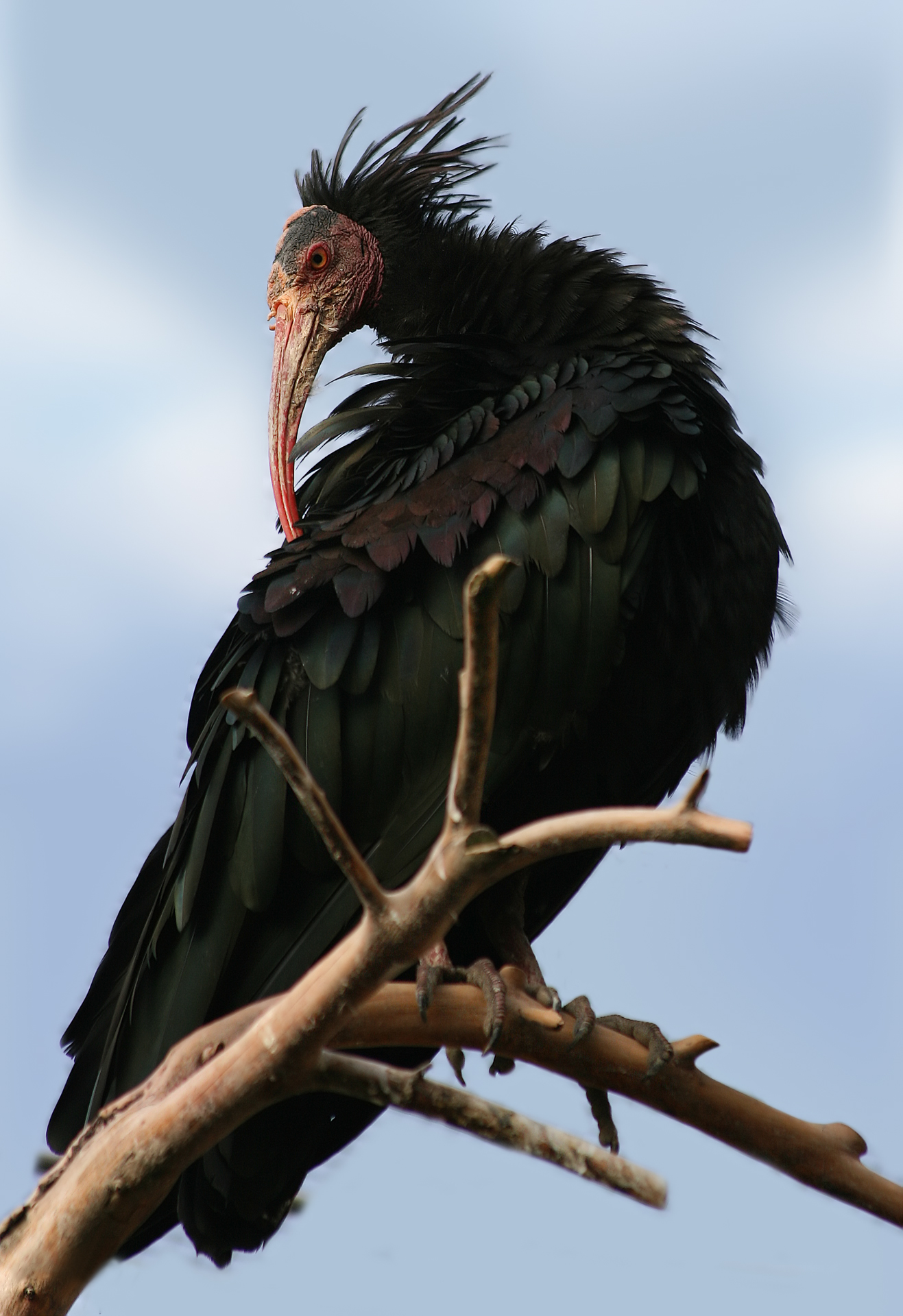
Ibis ermità (Geronticus eremita)

- Rascló d'Okinawa (Gallirallus okinawae)
- Gallirallus sylvestris
- Gallotia bravoana
- Gallotia intermedia
- Gallotia simonyi
- Gambelia sila
- Gambusia eurystoma
- Gammarus acherondytes
- Gammarus desperatus
- Garra ghorensis
- Garrulax cachinnans
- Garrulax yersini
- Gastrotheca bufona
- Gastrotheca christiani
- Gastrotheca espeletia
- Gastrotheca lauzuricae
- Gastrotheca litonedis
- Gastrotheca orophylax
- Gastrotheca ovifera
- Gastrotheca pseustes
- Gastrotheca psychrophila
- Gastrotheca riobambae
- Gastrotheca ruizi
- Gastrotheca splendens
- Gastrotheca stictopleura
- Gastrotheca trachyceps
- Gastrotheca zeugocystis
- Gavialis gangeticus
- Gasela de l'Atles (Gazella cuvieri)
- Gasela dama (Gazella dama)
- Gasela de Loder (Gazella leptoceros)
- Geneta crestada (Genetta cristata)
- Geobatrachus walkeri
- Geochelone platynota
- Geochelone yniphora
- Geocrinia alba
- Geoemyda japonica
- Geoemyda silvatica
- Geoemyda spengleri
- Geomitra coronata
- Geomitra delphinuloides
- Geomitra moniziana
- Geomitra tiarella
- Geothlypis beldingi
- Geothlypis speciosa
- Geotrygon carrikeri
- Geronticus eremita
- Gerygone hypoxantha
- Gila elegans
- Gila modesta
- Gila nigrescens
- Girardinichthys viviparus
- Glaucis dohrnii
- Glirulus japonicus
- Glischropus javanus
- Globonautes macropus
- Glossolepis wanamensis
- Glyphis gangeticus
- Glyphis glyphis
- Glyphis sp. nov. A
- Glyphis sp. nov. C
- Glyptophysa petiti
- Glyptorhagada silveri
- Gobio benacensis
- Gomphidia pearsoni
- Gomphus lynnae
- Gomphus sandrius
- Gonepteryx maderensis
- Gonospira deshayesi
- Gonospira duponti
- Gonospira uvula
- Gonyostomus gonyostomus
- Goril·la de muntanya (Gorilla beringei)
- Goril·la (Gorilla gorilla)
- Gorsachius goisagi
- Gorsachius magnificus
- Gracilinanus aceramarcae
- Grallaria chthonia
- Grallaria milleri
- Grallaria ridgelyi
- Grallaricula ochraceifrons
- Grammomys gigas
- Grandisonia brevis
- Graphium levassori
- Graphium sandawanum
- Graptemys flavimaculata
- Graptemys oculifera
- Graptodytes delectus
- Graziana klazenfurtensis
- Grua cridanera americana (Grus americana)

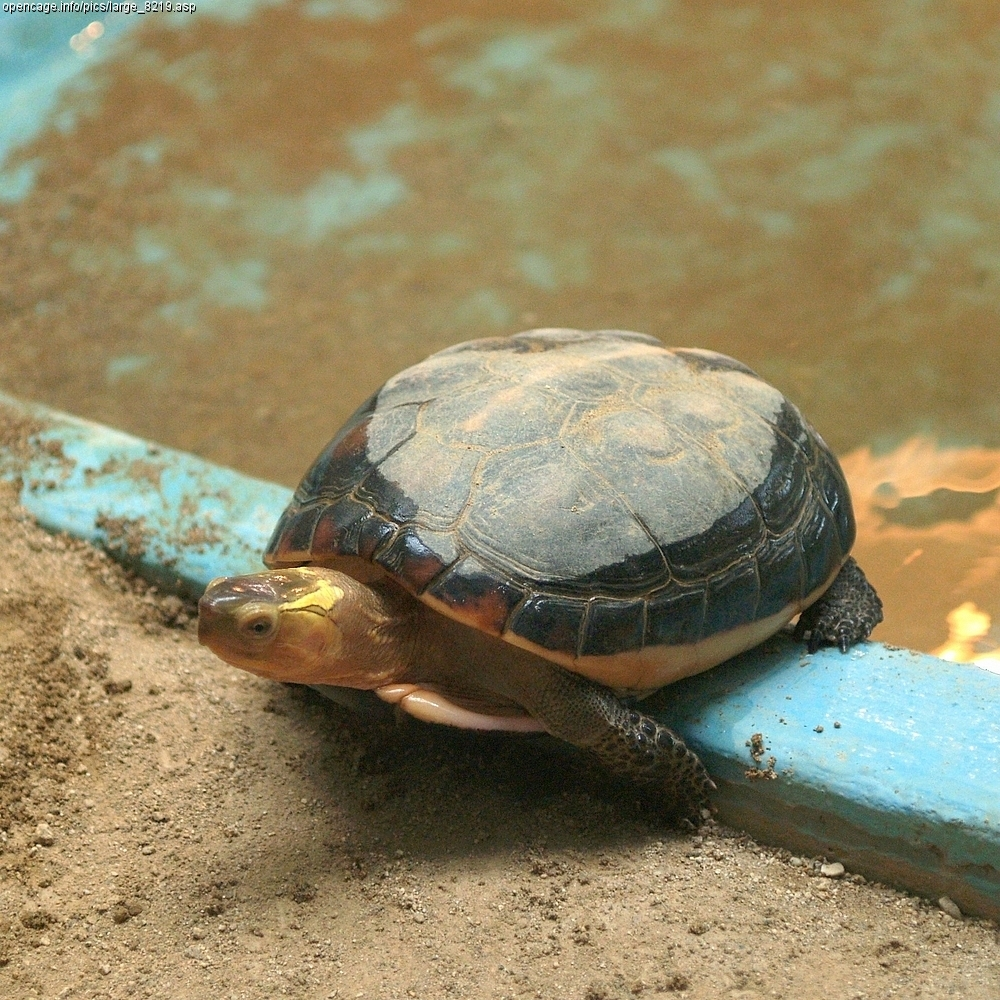
Tortuga caixa de vores grogues (Cuora flavomarginata)

- Grua japonesa (Grus japonensis)
- Grus leucogeranus
- Guaruba guarouba
- Gubernatrix cristata
- Gulella antelmeana
- Gulella aprosdoketa
- Gulella claustralis
- Gulella puzeyi
- Gulella salpinx
- Gulella taitensis
- Gulella thomasseti
- Gulickia alexandri
- Gymnobelideus leadbeateri
- Gymnocharacinus bergii
- Gymnocrex talaudensis
- Gymnogyps californianus
- Gymnomyza aubryana
- Gymnomyza samoensis
- Voltor d'esquena blanca bengalí (Gyps bengalensis)
- Voltor becllarg (Gyps indicus)
- Gyps tenuirostris
- Gyraulus cockburni
- Gyrinophilus gulolineatus
- Gyrinophilus subterraneus

## H
- Habia atrimaxillaris
- Habromys simulatus
- Hacrochlamys lineolatus
- Haematopinus oliveri
- Haematopus chathamensis
- Haliaeetus vociferoides
- Haliotis cracherodii
- Haliotis kamtschatkana
- Hampala lopezi
- Hapalemur aureus
- Hapalemur simus
- Hapalopsittaca fuertesi
- Haplochromis annectidens
- Haplochromis argenteus
- Haplochromis barbarae
- Haplochromis bayoni
- Haplochromis brownae
- Haplochromis cavifrons
- Haplochromis chromogynos
- Haplochromis cryptodon
- Haplochromis cyaneus
- Haplochromis desfontainii
- Haplochromis erythromaculatus
- Haplochromis flaviijosephi
- Haplochromis flavus
- Haplochromis guiarti
- Haplochromis heusinkveldi
- Haplochromis howesi
- Haplochromis latifasciata
- Haplochromis maculipinna
- Haplochromis megalops
- Haplochromis melanopterus
- Haplochromis mento
- Haplochromis microdon
- Haplochromis phytophagus
- Haplochromis piceatus
- Haplochromis plagiodon
- Haplochromis plagiostoma
- Haplochromis simpsoni
- Haplochromis sp. nov. 'Amboseli'
- Haplochromis sp. nov. 'ruby'
- Haplochromis spekii
- Haplochromis venator
- Haplochromis victorianus
- Haplochromis worthingtoni
- Harmogenanina implicata
- Harpyhaliaetus coronatus
- Hauffenia kerschneri
- Hauffenia wienerwaldensis
- Heleophryne hewitti
- Heleophryne rosei
- Heliangelus regalis
- Helicina rostrata
- Heliconius nattereri
- Helicostyla smargadina
- Heliogomphus ceylonicus
- Heliogomphus lyratus
- Heliogomphus nietneri
- Helix ceratina
- Helix texta
- Helminthoglypta callistoderma
- Helminthoglypta walkeriana
- Hemicordulia ogasawarensis
- Hemicycla saulcyi
- Hemignathus lucidus
- Hemignathus munroi
- Hemigrammocapoeta kemali
- Hemiphractus johnsoni
- Hemisaga elongata
- Hemistena lata
- Hemistoma beaumonti
- Hemistoma pusillior
- Hemistoma whiteleggei
- Hemitragus hylocrius
- Hemitragus jayakari
- Hemitriakis leucoperiptera
- Hemitriccus kaempferi
- Heosemys depressa
- Heosemys leytensis
- Heosemys spinosa
- Herpestes palustris
- Herpsilochmus parkeri
- Hesperoptenus doriae
- Heterocyclus perroquini
- Heterocyclus petiti
- Heteroglaux blewitti
- Heteromirafra archeri
- Heteromys nelsoni
- Hexaprotodon liberiensis
- Hieremys annandalii
- Hierophis cypriensis
- Himantopus novaezelandiae
- Himantura fluviatilis
- Himantura oxyrhyncha
- Himantura signifer
- Hippocamelus bisulcus
- Hippocampus capensis
- Hippoglossus hippoglossus
- Hipposideros durgadasi
- Hipposideros hypophyllus
- Hipposideros lamottei
- Hipposideros marisae
- Hipposideros nequam
- Hipposideros turpis
- Hirasea acutissima
- Hirasea chichijimana
- Hirasea diplomphalus
- Hirasea insignis
- Hirasea operculina
- Hirinaba curytibana
- Hirthia littorina
- Holoaden bradei
- Hoplophryne rogersi
- Houbaropsis bengalensis
- Hubbsina turneri
- Salmó del Danubi (Hucho hucho)
- Hucho perryi
- Humblotia flavirostris
- Huso dauricus
- Esturió beluga (Huso huso)
- Hyalinobatrachium cardiacalyptum
- Hyalinobatrachium crybetes
- Hyalinobatrachium esmeralda
- Hyalinobatrachium guairarepanensis
- Hyalinobatrachium pallidum
- Hyalinobatrachium pellucidum
- Hybognathus amarus
- Hybomys basilii
- Hydrotarsus compunctus
- Hydrotarsus pilosus
- Hyetornis rufigularis
- Hyla bocourti
- Hyla chlorostea
- Hylaeothemis fruhstorferi
- Hyliota usambara
- Hylobates moloch
- Hylomantis lemur
- Hylomys hainanensis
- Hylomys parvus
- Hylomyscus baeri
- Hylomyscus grandis
- Hylopetes alboniger
- Hylopetes sipora
- Hylopetes winstoni
- Hyloscirtus charazani
- Hyloscirtus colymba
- Hyloscirtus denticulentus
- Hyloscirtus lynchi
- Hyloscirtus pantostictus
- Hyloscirtus piceigularis
- Hyloscirtus psarolaimus
- Hyloscirtus ptychodactylus
- Hyloscirtus simmonsi
- Hyloscirtus staufferorum
- Hymenolaimus malacorhynchos
- Hynobius abei
- Hynobius amjiensis
- Hynobius chinensis
- Hynobius dunni
- Hynobius formosanus
- Hynobius hidamontanus
- Hynobius okiensis
- Hynobius sonani
- Hynobius takedai
- Hynobius yunanicus
- Hyperolius bobirensis
- Hyperolius dintelmanni
- Hyperolius kihangensis
- Hyperolius leleupi
- Hyperolius leucotaenius
- Hyperolius nienokouensis
- Hyperolius nimbae
- Hyperolius pickersgilli
- Hyperolius rubrovermiculatus
- Hyperolius tannerorum
- Hyperolius thomensis
- Hyperolius torrentis
- Hypogeomys antimena
- Hypolestes clara
- Hypomesus transpacificus
- Hypopyrrhus pyrohypogaster
- Hypsiboas cymbalum
- Hypsugo anthonyi
- Hypsugo joffrei

## I
- Sargantana aranesa (Iberolacerta aranica)
- Iberolacerta aurelioi
- Iberolacerta cyreni
- Sargantana de la Peña de Francia (Iberolacerta martinezricai)
- Icterus oberi
- Ideopsis hewitsonii
- Idiostatus middlekaufi
- Idunella sketi
- Iglica kleinzellensis
- Ilyodon whitei
- Indirana brachytarsus
- Indirana diplosticta
- Indirana gundia
- Indirana leptodactyla
- Indirana phrynoderma
- Indolestes boninensis
- Indotestudo elongata
- Indotestudo forstenii
- Indri (Indri indri)
- Inflectarius magazinensis
- Ingolfiella longipes
- Insuetophrynus acarpicus
- Insulivitrina reticulata
- Io fluvialis
- Ischnura gemina
- Isogomphodon oxyrhynchus
- Isolobodon portoricensis
- Isthmohyla angustilineata
- Isthmohyla calypsa
- Isthmohyla debilis
- Isthmohyla graceae
- Isthmohyla insolita
- Isthmohyla picadoi
- Isthmohyla rivularis
- Isthmohyla tica
- Ixalodectes flectocercus
- Ixalotriton niger
- Ixalotriton parva
- Ixos siquijorensis

## J
- Janetaescincus braueri
- Janetaescincus veseyfitzgeraldi
- Jardinella acuminata
- Jardinella colmani
- Jardinella jesswiseae
- Jardinella pallida
- Joiceya praeclarus
- Junco insularis

## K
- Kachuga dhongoka
- Kachuga kachuga
- Kachuga sylhetensis
- Kachuga trivittata
- Kalophrynus palmatissimus
- Kapcypriodopsis barnardi
- Kawanphila pachomai
- Kerivoula africana
- Ketupa blakistoni
- Kimboraga exanimus
- Kiunga ballochi
- Knipowitschia ephesi
- Knipowitschia mermere
- Knipowitschia milleri
- Knipowitschia thessala
- Kondoconcha othnius
- Konia dikume
- Konia eisentrauti
- Kupeornis gilberti

## L
- Labeo fisheri
- Labeo lankae
- Labeo mesops
- Labeo seeberi
- Labidura herculeana
- Lacerta clarkorum
- Lacerta fraasii
- Lacerta kulzeri
- Laevicaulis haroldi
- Laminella sanguinea
- Lamottemys okuensis
- Lampedusa melitensis
- Lamprocystis hahajimana
- Lamprologus kungweensis
- Lamprophis geometricus
- Lampsilis abrupta
- Lampsilis altilis
- Lampsilis cariosa
- Lampsilis higginsii
- Lampsilis powellii
- Lampsilis rafinesqueana
- Lampsilis streckeri
- Lampsilis virescens
- Laniarius amboimensis
- Laniarius brauni
- Laniarius liberatus
- Lanistes alexandri
- Lanistes farleri
- Lanistes nasutus
- Lanistes neritoides
- Lanistes nyssanus
- Lanistes solidus
- Lanistes stuhlmanni
- Lanius newtoni
- Lantzia carinata
- Larus bulleri
- Lasiorhinus krefftii
- Lasmigona decorata
- Laterallus levraudi
- Laterallus tuerosi
- Lates angustifrons
- Lates macrophthalmus
- Lates microlepis
- Lathamus discolor
- Latidens salimalii
- Celacant (Latimeria chalumnae)
- Leiopelma archeyi
- Leiopelma hamiltoni
- Leiostyla abbreviata
- Leiostyla cassida
- Leiostyla gibba
- Leiostyla heterodon
- Leiostyla simulator
- Lemiox rimosus
- Leontopithecus caissara
- Tití lleó de cap daurat (Leontopithecus chrysomelas)
- Tití lleó de gropa daurada (Leontopithecus chrysopygus)
- Tití lleó daurat (Leontopithecus rosalia)
- Leopoldamys neilli
- Lepidoblepharis montecanoensis
- Lepidocephalichthys jonklaasi
- Tortuga bastarda (Lepidochelys kempii)
- Tortuga olivàcia (Lepidochelys olivacea)
- Lepidochrysops lotana
- Lepidomeda albivallis
- Lepidopyga lilliae
- Lepidurus packardi
- Leporillus conditor
- Leptachatina lepida
- Leptasthenura xenothorax
- Leptaxis caldeirarum
- Leptaxis vetusa
- Leptaxis wollastoni
- Leptobrachella palmata
- Leptodactylodon axillaris
- Leptodactylodon erythrogaster
- Leptodactylodon mertensi
- Leptodactylodon ornatus
- Leptodactylodon perreti
- Leptodactylodon stevarti
- Leptodactylodon wildi
- Leptodactylus dominicensis
- Leptodactylus fallax
- Leptodactylus magistris
- Leptodactylus silvanimbus
- Leptodon forbesi
- Leptogomphus yayeyamensis
- Leptolalax alpinus
- Leptomys elegans
- Leptomys signatus
- Leptonycteris nivalis
- Leptopelis karissimbensis
- Leptopelis susanae
- Leptopelis xenodactylus
- Leptophryne cruentata
- Leptoptilos dubius
- Leptotila conoveri
- Leptotila wellsi
- Leptoxis melanoidus
- Llebre de Tehuantepec (Lepus flavigularis)
- Lerista allanae
- Lerista vittata
- Lethenteron zanandreai
- Lethrinops macracanthus
- Lethrinops micrentodon
- Lethrinops microdon
- Lethrinops stridae
- Leuchocharis pancheri
- Leucocephalon yuwonoi
- Leucopeza semperi
- Leucopsar rothschildi
- Leucopternis occidentalis
- Leucoraja melitensis
- Lexingtonia subplana
- Libellula angelina
- Liberiictis kuhni
- Limnonectes arathooni
- Limnonectes microtympanum
- Limnonectes namiyei
- Limnonectes nitidus
- Lineatriton lineolus
- Lineatriton orchileucos
- Lineatriton orchimelas
- Liobagrus nigricauda
- Liophis cursor
- Liophis ornatus
- Liophis perfuscus
- Lipaugus weberi
- Lipochromis maxillaris
- Lipochromis sp. nov. 'backflash cryptodon'
- Lipochromis sp. nov. 'small obesoid'
- Lipochromis sp. nov. 'black cryptodon'
- Lipochromis sp. nov. 'parvidens-like'
- Dofí del Iang-tsé (Lipotes vexillifer)
- Lirceus usdagalun
- Lithochromis rubripinnis
- Lithochromis rufus
- Lithochromis xanthopteryx
- Litoria booroolongensis
- Litoria brevipalmata
- Litoria castanea
- Litoria cooloolensis
- Litoria lorica
- Litoria nannotis
- Litoria nyakalensis
- Litoria piperata
- Reineta de cuixes blaves (Litoria raniformis)
- Litoria rheocola
- Reineta de Spencer (Litoria spenceri)
- Liza luciae
- Lobaunia danubialis
- Loddigesia mirabilis
- Lokia coryndoni
- Lontra felina
- Lontra provocax
- Lophornis brachylophus
- Lophura edwardsi
- Lophura hatinhensis
- Loriculus catamene
- Loriculus flosculus
- Loris tardigradus
- Lorius garrulus
- Louisea edeaensis
- Loxia megaplaga
- Loxioides bailleui
- Loxops caeruleirostris
- Loxops coccineus
- Lucania interioris
- Lutilodix imitratrix
- Gos salvatge africà (Lycaon pictus)
- Lyciasalamandra antalyana
- Lyciasalamandra atifi
- Lyciasalamandra billae
- Lyciasalamandra fazilae
- Lyciasalamandra flavimembris
- Lyciasalamandra luschani
- Lycognathophis seychellensis
- Lynx pardinus

## M
- Macaco moro de Sulawesi (Macaca maurus)
- Macaco negre de Sulawesi (Macaca nigra)
- Macaca pagensis
- Macaco silè (Macaca silenus)
- Maccullochella ikei
- Maccullochella macquariensis
- Maccullochella peelii
- Macroagelaius subalaris
- Macrocephalon maleo
- Macromia flinti
- Macromia kubokaiya
- Macromidia ishidai
- Macronyx sharpei
- Macroperipatus insularis
- Macropleurodus bicolor
- Macrosphenus pulitzeri
- Macrotarsomys ingens
- Macrovipera schweizeri
- Macruromys elegans
- Macruromys major
- Madanga ruficollis
- Madecassophryne truebae
- Mahatha helaya
- Mahatha iora
- Mahatha lacuna
- Mahatha regina
- Makalata occasius
- Malaconotus alius
- Malaconotus kupeensis
- Malimbus ballmanni
- Malimbus ibadanensis
- Mallomys gunung
- Mandibularca resinus
- Mandrillus leucophaeus
- Mannophryne caquetio
- Mannophryne collaris
- Mannophryne lamarcai
- Mannophryne neblina
- Mannophryne olmonae
- Mannophryne riveroi
- Mannophryne yustizi
- Manorina melanotis
- Manouria emys
- Mantella aurantiaca
- Mantella bernhardi
- Mantella cowanii
- Mantella crocea
- Mantella expectata
- Mantella milotympanum
- Mantella viridis
- Mantidactylus brunae
- Mantidactylus corvus
- Mantidactylus guibei
- Mantidactylus horridus
- Mantidactylus madecassus
- Mantidactylus microtis
- Mantidactylus microtympanum
- Mantidactylus pauliani
- Mantidactylus silvanus
- Mantidactylus webbi
- Marcusenius victoriae
- Margaritifera auricularia
- Margaritifera hembeli
- Margaritifera margaritifera
- Margaritifera marrianae
- Marmosa d'Anderson (Marmosa andersoni)
- Marmosa taronja (Marmosa xerophila)
- Marmosops cracens
- Marmosops handleyi
- Marmota vancouverensis
- Martelia tanganyicensis
- Mathewsoconcha belli
- Mauremys annamensis
- Mauremys mutica
- Mautodontha boraborensis
- Mautodontha ceuthma
- Maxomys alticola
- Maxomys baeodon
- Maxomys wattsi
- Mbipia lutea
- Mecistogaster pronoti
- Medionidus acutissimus
- Medionidus parvulus
- Medionidus penicillatus
- Medionidus simpsonianus
- Medionidus walkeri
- Megadyptes antipodes
- Megalagrion leptodemas
- Megalagrion molokaiense
- Megalagrion nesiotes
- Megalobulimus fragilion
- Megalobulimus grandis
- Megalobulimus lopesi
- Megalobulimus parafragilior
- Megalobulimus proclivis
- Megapodius laperouse
- Megapodius pritchardii
- Megastomatohyla mixe
- Megastomatohyla mixomaculata
- Megastomatohyla nubicola
- Megastomatohyla pellita
- Megophrys ligayae
- Meladema imbricata
- Melamprosops phaeosoma
- Melanobatrachus indicus
- Melanophryniscus devincenzii
- Melanospiza richardsoni
- Melanotaenia boesemani
- Melasmothrix naso
- Melomys rubicola
- Mergus octosetaceus
- Mergus squamatus
- Meridolum corneovirens
- Meriones arimalius
- Meriones chengi
- Meriones dahli
- Meriones sacramenti
- Meriones zarudnyi
- Merulaxis stresemanni
- Mesocapromys angelcabrerai
- Mesocapromys auritus
- Mesocapromys nanus
- Mesocapromys sanfelipensis
- Mesocricetus auratus
- Mesodon clenchi
- Mesonerilla prospera
- Metabolus rugensis
- Metacnemis valida
- Metallura baroni
- Metallura iracunda
- Mexistenasellus coahuila
- Micrarionta feralis
- Micrixalus gadgili
- Micrixalus kottigeharensis
- Microbatrachella capensis
- Microcebus myoxinus
- Microcebus ravelobensis
- Microgale jenkinsae
- Microgale nasoloi
- Microgomphus wijaya
- Microhyla karunaratnei
- Microhyla sholigari
- Microhyla zeylanica
- Micromacromia miraculosa
- Microneura caligata
- Micropotamogale lamottei
- Microstrophia modesta
- Microtus evoronensis
- Microtus kermanensis
- Microtus mujanensis
- Micryletta steinegeri
- Mictocaris halope
- Millardia kondana
- Mimus graysoni
- Minervarya sahyadris
- Miniopterus robustior
- Mirafra ashi
- Mixophyes fleayi
- Mixophyes iteratus
- Moapa coriacea
- Manta (Mobula mobular)
- Mogera etigo
- Mogera tokudae
- Mohoua ochrocephala
- Vell marí (Monachus monachus)
- Foca monjo de Hawaii (Monachus schauinslandi)
- Monarcha boanensis
- Monarcha brehmii
- Monarcha everetti
- Monarcha sacerdotum
- Monodelphis kunsi
- Monolistra bolei
- Monolistra spinosissima
- Monticola erythronotus
- Montivipera bornmuelleri
- Mormopterus phrudus
- Mouldingia orientalis
- Mungotictis decemlineata
- Muriculus imberbis
- Ratpenat nassut de Peters (Murina grisea)
- Ratpenat nassut de l'illa Tsushima (Murina tenebrosa)
- Ratpenat nassut de l'Ussuri (Murina ussuriensis)
- Mus famulus
- Mostela de Colòmbia (Neogale felipei)
- Visó europeu (Mustela lutreola)
- Mostela de Java (Mustela lutreolina)
- Mussola ratllada argentina (Mustelus fasciatus)
- Mustelus schmitti
- Myadestes lanaiensis
- Myadestes palmeri
- Myaka myaka
- Myioborus pariae
- Myiotheretes pernix
- Myliobatis hamlyni
- Myomimus setzeri
- Myonycteris brachycephala
- Myophonus blighi
- Musaranya ratolí d'Eisentraut (Myosorex eisentrauti)
- Myosorex kihaulei
- Myosorex okuensis
- Myosorex rumpii
- Ratpenat de Guatemala (Myotis cobanensis)
- Ratpenat de Findley (Myotis findleyi)
- Ratpenat gris (Myotis grisescens)
- Ratpenat de Miller (Myotis milleri)
- Myotis ozensis
- Ratpenat de cap pla (Myotis planiceps)
- Ratpenat del Japó (Myotis pruinosus)
- Ratpenat de Schaub (Myotis schaubi)
- Ratpenat d'Indiana (Myotis sodalis)
- Ratpenat de les illes Kei (Myotis stalkeri)
- Myrmeciza ruficauda
- Myrmotherula fluminensis
- Myrmotherula snowi
- Mysateles garridoi
- Mystromys albicaudatus

## N
- Nannoperca oxleyana
- Nannophrys marmorata
- Nanocopia minuta
- Nanodectes bulbicercus
- Napaeus isletae
- Nassut (Nasalis larvatus)
- Nasikabatrachus sahyadrensis
- Coatí de l'illa Cozumel (Nasua nelsoni)
- Natalina beyrichi
- Natalobatrachus bonebergi
- Neamblysomus gunningi
- Neamblysomus julianae
- Nectarinia loveridgei
- Nectomys parvipes
- Nectophrynoides asperginis
- Nectophrynoides cryptus
- Nectophrynoides minutus
- Nectophrynoides poyntoni
- Nectophrynoides pseudotornieri
- Nectophrynoides vestergaardi
- Nectophrynoides wendyae
- Necturus alabamensis
- Nemacheilus dori
- Nemacheilus jordanicus
- Nemacheilus pantheroides
- Nemacheilus sp. nov.
- Nemapalpus nearcticus
- Nemosia rourei
- Neochromis simotes
- Neophema chrysogaster
- Neoplanorbis tantillus
- Neospiza concolor
- Neotoma anthonyi
- Neotoma bryanti
- Neotoma bunkeri
- Neotoma martinensis
- Neotoma nelsoni
- Neotoma varia
- Nephelobates alboguttatus
- Nephelobates duranti
- Nephelobates haydeeae
- Nephelobates mayorgai
- Nephelobates meridensis
- Nephelobates molinarii
- Nephelobates orostoma
- Nephelobates serranus
- Nephrurus deleani
- Neritina tiassalensis
- Nesoenas mayeri
- Conill de Sumatra (Nesolagus netscheri)
- Nesomimus melanotis
- Nesomimus trifasciatus
- Nesopsar nigerrimus
- Nesoscaptor uchidai
- Nestor meridionalis
- Neurergus kaiseri
- Neurergus microspilotus
- Neusticomys mussoi
- Neusticomys oyapocki
- Neusticomys peruviensis
- Neusticomys venezuelae
- Newcombia canaliculata
- Newcombia cumingi
- Newcombia lirata
- Newcombia perkinsi
- Newcombia pfeifferi
- Newcombia sulcata
- Nicrophorus americanus
- Nilopegamys plumbeus
- Nilssonia formosa
- Nimbaphrynoides liberiensis
- Nimbaphrynoides occidentalis
- Ibis nipó (Nipponia nippon)
- Nirodia belphegor
- Nomascus concolor
- Nomascus nasutus
- Nothobranchius sp. nov.
- Nothomyrmecia macrops
- Nothophryne broadleyi
- Notogomphus cottarellii
- Notogomphus maathaiae
- Notogomphus ruppeli
- Notopala sublineata
- Notophthalmus meridionalis
- Notoryctes caurinus
- Notoryctes typhlops
- Nototriton barbouri
- Nototriton lignicola
- Nototriton limnospectator
- Notropis cahabae
- Notropis mekistocholas
- Notropis moralesi
- Notropis simus
- Noturus baileyi
- Noturus trautmani
- Polit esquimal (Numenius borealis)
- Polit becfí (Numenius tenuirostris)
- Nyctanolis pernix
- Nyctibatrachus aliciae
- Nyctibatrachus beddomii
- Nyctibatrachus hussaini
- Nyctibatrachus minor
- Nyctibatrachus sanctipalustris
- Nyctibatrachus vasanthi
- Ratpenat de nas tubular de l'illa Negros (Nyctimene rabori)
- Nyctimystes dayi
- Nyctophilus heran

## O
- Obovaria retusa
- Obovaria rotulata
- Ocadia sinensis
- Occirhenea georgiana
- Oceanites maorianus
- Oceanodroma homochroa
- Oceanodroma macrodactyla
- Ochotona argentata
- Ochotona koslowi
- Odontophorus strophium
- Odontophrynus moratoi
- Oecanthus laricis
- Oecomys cleberi
- Oedipina altura
- Oedipina gephyra
- Oedipina gracilis
- Oedipina grandis
- Oedipina maritima
- Oedipina paucidentata
- Oedipina poelzi
- Oedipina pseudouniformis
- Oedipina stenopodia
- Ogasawarana chichijimana
- Ogasawarana habei
- Ogasawarana metamorpha
- Ogasawarana rex
- Ogasawarana yoshiwarana
- Ognorhynchus icterotis
- Oligoaeschna kunigamiensis
- Oligoryzomys victus
- Omphalotropis hieroglyphica
- Oncorhynchus apache
- Oncorhynchus formosanus
- Oncorhynchus gilae
- Oncorhynchus ishikawai
- Onychogalea fraenata
- Onychostoma alticorpus
- Opanara altiapica
- Opanara areaensis
- Opanara bitridentata
- Opanara caliculata
- Opanara depasoapicata
- Opanara duplicidentata
- Opanara fosbergi
- Opanara megomphala
- Opanara perahuensis
- Ophiogomphus edmundo
- Ophisternon infernale
- Ophrysia superciliosa
- Opisthopatus roseus
- Opisthostoma decrespignyi
- Opisthostoma dormani
- Opisthostoma fraternum
- Opisthostoma inornatum
- Opisthostoma jucundum
- Opisthostoma mirabile
- Opisthostoma otostoma
- Opisthostoma perspectivum
- Opisthostoma simplex
- Opisthotropis kikuzatoi
- Opsaridium microlepis
- Orachrysops niobe
- Orangia cookei
- Orangia maituatensis
- Orangia sporadica
- Orconectes saxatilis
- Orconectes shoupi
- Oreailurus jacobita
- Oreochromis alcalicus
- Oreochromis amphimelas
- Oreochromis chungruruensis
- Oreochromis esculentus
- Oreochromis hunteri
- Oreochromis jipe
- Oreochromis karomo
- Oreochromis karongae
- Oreochromis lidole
- Oreochromis pangani
- Oreochromis squamipinnis
- Oreochromis variabilis
- Oreocnemis phoenix
- Oreolalax chuanbeiensis
- Oreolalax liangbeiensis
- Oreolalax omeimontis
- Oreolalax pingii
- Oreolalax puxiongensis
- Oreomystis bairdi
- Oreomystis mana
- Oreonax flavicauda
- Oreophasis derbianus
- Oreophryne monticola
- Oriolus isabellae
- Orlitia borneensis
- Ornithoptera alexandrae
- Ornithoptera croesus
- Ornithoptera meridionalis
- Orthochromis kasuluensis
- Orthochromis mazimeroensis
- Orthochromis mosoensis
- Orthochromis rubrolabialis
- Orthochromis uvinzae
- Orthogeomys cuniculus
- Òrix d'Aràbia (Oryx leucoryx)
- Oryzias orthognathus
- Oryzomys gorgasi
- Osornophryne antisana
- Osornophryne guacamayo
- Osornophryne percrassa
- Osornophryne talipes
- Ospatulus palaemophagus
- Ospatulus truncatus
- Osteopilus crucialis
- Osteopilus marianae
- Osteopilus pulchrilineatus
- Osteopilus vastus
- Osteopilus wilderi
- Otomops wroughtoni
- Otomys barbouri
- Otomys jacksoni
- Otomys uzungwensis
- Otus alfredi
- Otus beccarii
- Otus capnodes
- Otus insularis
- Otus ireneae
- Otus moheliensis
- Otus pauliani
- Otus siaoensis
- Otus thilohoffmanni
- Ovis canadensis sierrae
- Oxychaeta dicksoni
- Oxylapia polli
- Oxyloma kanabense
- Oxyura leucocephala
- Oziothelphusa dakuna
- Oziothelphusa gallicola
- Oziothelphusa intuta
- Oziothelphusa kodagoda
- Oziothelphusa populosa

## P
- Paa boulengeri
- Paa maculosa
- Paa robertingeri
- Paa yunnanensis
- Pachypanchax sakaramyi
- Pachypanchax sp. nov. 'Anjingo'
- Pachypanchax sp. nov. 'Varatraza'
- Pachyramphus spodiurus
- Pachysaga strobila
- Pacifastacus fortis
- Pacifastacus nigrescens
- Pagrus pagrus
- Palaemnema baltodanoi
- Palaemnema chiriquita
- Palaemnema gigantula
- Palaemnema melanota
- Palaemnema reventazoni
- Palaemonetes antrorum
- Palaemonias alabamae
- Palaemonias ganteri
- Palawanomys furvus
- Palea steindachneri
- Palmeria dolei
- Paludomus ajanensis
- Bonobo (Pan paniscus)
- Ximpanzé (Pan troglodytes)
- Pandaka pygmaea
- Peix gat gegant del Mekong (Pangasianodon gigas)

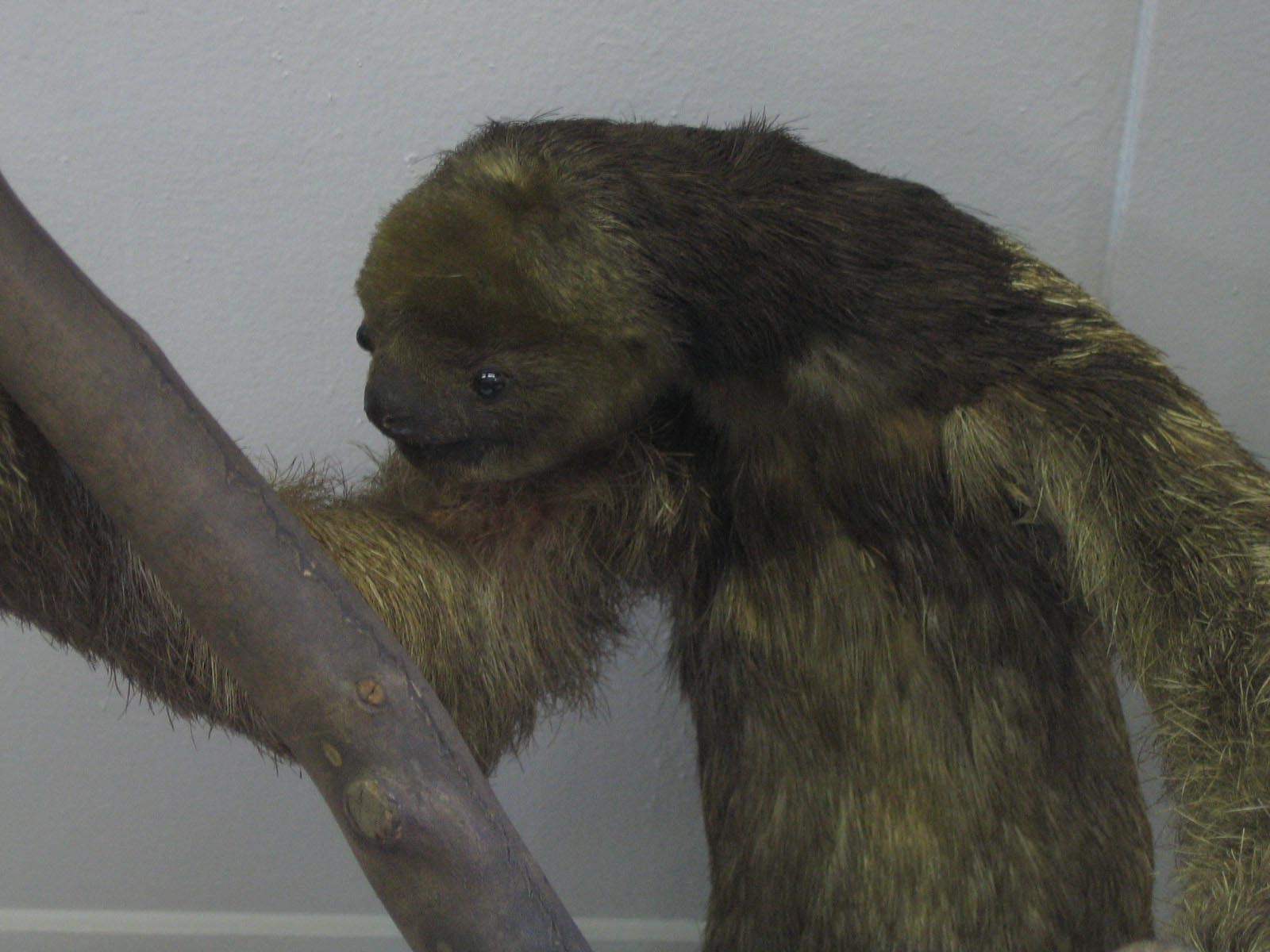
Peresós de collar (Bradypus torquatus)

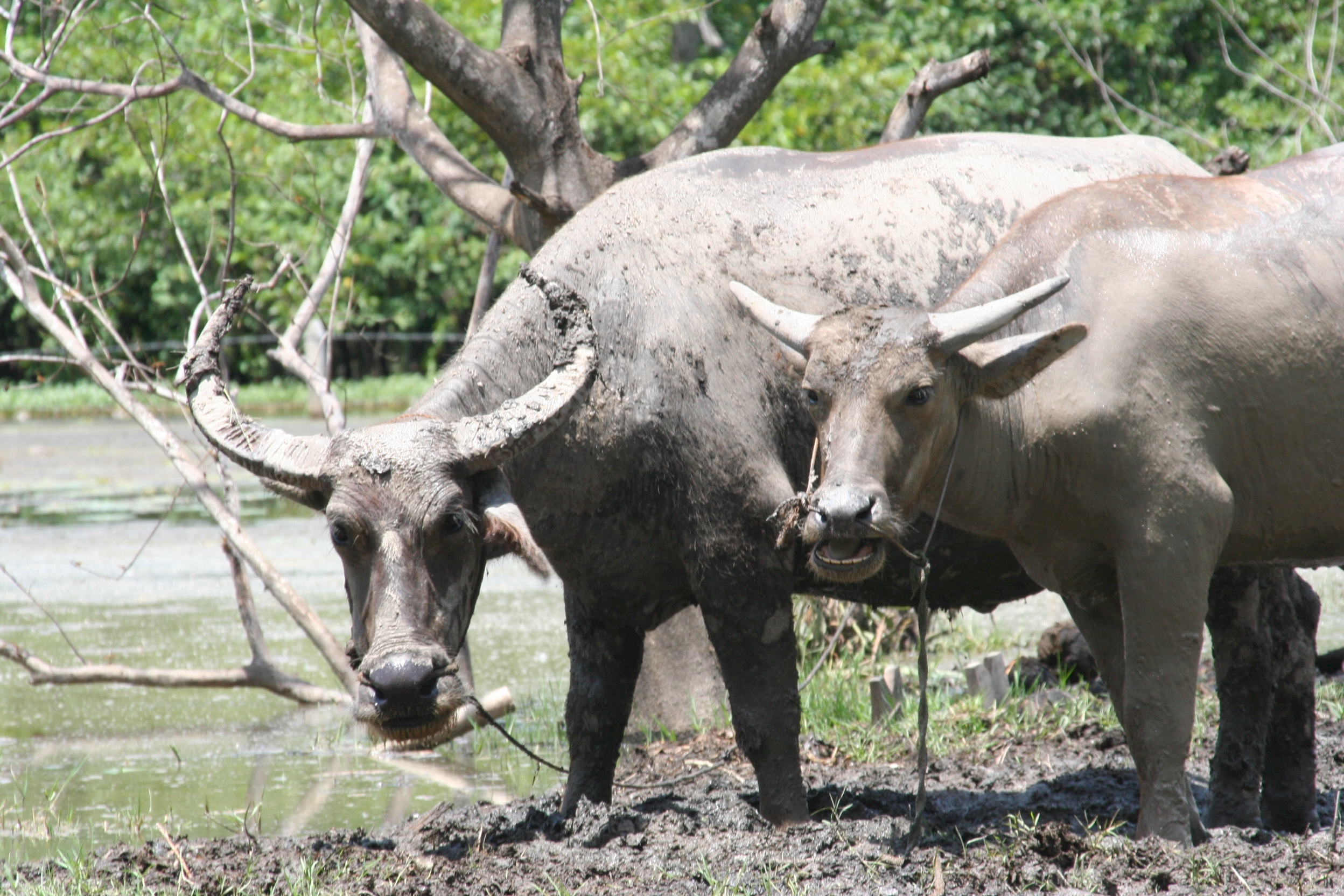
Búfal asiàtic domèstic o carabao (Bubalus bubalis)

- Pantanodon sp. nov. 'Manombo'
- Tigre (Panthera tigris)
- Jaguar (Panthera onca)
- Pantholops hodgsonii
- Papasula abbotti
- Papilio aristophontes
- Papilio chikae
- Papilio homerus
- Papilio hospiton
- Papilio moerneri
- Pappogeomys neglectus
- Paracyclopia naessi
- Paralabidochromis beadlei
- Paralabidochromis victoriae
- Paralucia spinifera
- Paramelita barnardi
- Paramesotriton guanxiensis
- Parantechinus apicalis
- Parantica davidi
- Parantica kuekenthali
- Parantica marcia
- Parantica milagros
- Parantica schoenigi
- Parantica sulewattan
- Parantica timorica
- Parapinnixa affinis
- Paratilapia sp. nov. 'Vevembe'
- Paraxerus vincenti
- Pardalotus quadragintus
- Paretroplus dambabe
- Paretroplus maculatus
- Paretroplus maromandia
- Paretroplus sp. nov. 'Sofia'
- Parhoplophryne usambarica
- Parmacella tenerifensis
- Paroreomyza maculata
- Paroreomyza montana
- Parosphromenus harveyi
- Partula calypso
- Partula clara
- Partula emersoni
- Partula filosa
- Partula gibba
- Partula guamensis
- Partula hyalina
- Partula langfordi
- Partula leucothoe
- Partula martensiana
- Partula otaheitana
- Partula radiolata
- Partula rosea
- Partula thetis
- Partula varia
- Partulina confusa
- Partulina dubia
- Partulina mighelsiana
- Partulina perdix
- Partulina physa
- Partulina proxima
- Partulina redfieldi
- Partulina semicarinata
- Partulina splendida
- Partulina tappaniana
- Partulina tessellata
- Partulina variabilis
- Parvimolge townsendi
- Pastilla ruhuna
- Pauxi unicornis
- Pedionomus torquatus
- Pedostibes tuberculosus
- Pegias fabula
- Pelecanoides garnotii
- Pelobates varaldii
- Pelochelys cantorii
- Pelomys isseli
- Pelophryne albotaeniata
- Pelophryne api
- Pelophryne scalptus
- Pene galilaea
- Penelope albipennis
- Penelope ortoni
- Penelope perspicax
- Penelopides mindorensis
- Penelopides panini
- Pentalagus furnessi
- Perameles bougainville
- Perbrinckia cracens
- Perbrinckia enodis
- Perbrinckia fido
- Perbrinckia morayensis
- Perbrinckia punctata
- Perbrinckia quadratus
- Perbrinckia rosae
- Percina cymatotaenia
- Perdicella helena
- Peripatopsis leonina
- Peromyscus bullatus
- Peromyscus dickeyi
- Peromyscus interparietalis
- Peromyscus mayensis
- Peromyscus polionotus phasma
- Peromyscus pseudocrinitus
- Peromyscus slevini
- Peromyscus stephani
- Petalura pulcherrima
- Petaurus gracilis
- Petrogale persephone
- Petroica traversi
- Petropedetes palmipes
- Petropedetes perreti
- Pezoporus occidentalis
- Phaenomys ferrugineus
- Phaeognathus hubrichti
- Phalacrocorax featherstoni
- Corb marí de les Galápagos (Phalacrocorax harrisi)
- Phalacrocorax neglectus
- Corb marí de les Chatham (Phalacrocorax onslowi)
- Cuscús de Telefomin (Phalanger matanim)
- Phallodrilus macmasterae
- Phapitreron cinereiceps
- Pharotis imogene
- Phascogale calura
- Phelsuma guentheri
- Philautus alto
- Philautus asankai
- Philautus aurantium
- Philautus auratus
- Philautus caeruleus
- Philautus cavirostris
- Philautus chalazodes
- Philautus charius
- Philautus cuspis
- Philautus decoris
- Philautus disgregus
- Philautus femoralis
- Philautus folicola
- Philautus frankenbergi
- Philautus fulvus
- Philautus griet
- Philautus hoffmanni
- Philautus jacobsoni
- Philautus kerangae
- Philautus limbus
- Philautus lunatus
- Philautus macropus
- Philautus microtympanum
- Philautus mittermeieri
- Philautus mooreorum
- Philautus nemus
- Philautus nerostagona
- Philautus ocellatus
- Philautus ocularis
- Philautus papillosus
- Philautus pleurotaenia
- Philautus ponmudi
- Philautus poppiae
- Philautus procax
- Philautus reticulatus
- Philautus sanctisilvaticus
- Philautus sarasinorum
- Philautus schmackeri
- Philautus schmarda
- Philautus shillongensis
- Philautus signatus
- Philautus silus
- Philautus silvaticus
- Philautus simba
- Philautus similis
- Philautus sp. nov. 'Amboli Forest'
- Philautus sp. nov. 'Athirimala'
- Philautus sp. nov. 'Munnar 2'
- Philautus sp. nov. 'Munnar'
- Philautus steineri
- Philautus stuarti
- Philautus surrufus
- Philautus tinniens
- Philautus viridis
- Philautus wynaadensis
- Philautus zorro
- Philochortus zolii
- Philoria frosti
- Philoria kundagungan
- Philoria loveridgei
- Philoria pughi
- Philoria richmondensis
- Philoria sphagnicolus
- Philydor novaesi
- Phocoena sinus
- Phodilus prigoginei
- Phoebastria nigripes
- Phoebetria fusca
- Phoxinellus alepidotus
- Phoxinellus anatolicus
- Phoxinellus croaticus
- Phoxinellus dalmaticus
- Phoxinellus fontinalis
- Phoxinellus jadovensis
- Phoxinellus krbavensis
- Phrynobatrachus annulatus
- Phrynobatrachus ghanensis
- Phrynobatrachus irangi
- Phrynobatrachus krefftii
- Phrynobatrachus pakenhami
- Phrynops dahli
- Phrynops hogei
- Phrynopus adenobrachius
- Phrynopus bracki
- Phrynopus brunneus
- Phrynopus carpish
- Phrynopus cophites
- Phrynopus dagmarae
- Phrynopus flavomaculatus
- Phrynopus heimorum
- Phrynopus horstpauli
- Phrynopus juninensis
- Phrynopus kauneorum
- Phrynopus kempffi
- Phrynopus lucida
- Phrynopus montium
- Phrynopus parkeri
- Phrynopus pereger
- Phrynopus peruvianus
- Phrynopus simonsii
- Phrynopus spectabilis
- Phyllastrephus leucolepis
- Phyllobates terribilis
- Phyllobates vittatus
- Phyllodytes auratus
- Phyllomedusa ayeaye
- Phyllomedusa baltea
- Phyllomedusa ecuatoriana
- Phyllomyias urichi
- Phyllonycteris aphylla
- Phyllopetalia altarensis
- Phylloscartes beckeri
- Phylloscartes ceciliae
- Phylloscartes lanyoni
- Phylloscartes roquettei
- Phylolestes ethelae
- Physalaemus soaresi
- Physiculus helenaensis
- Phytotoma raimondii
- Pieris wollastoni
- Pipa myersi
- Pipile jacutinga
- Pipile pipile
- Pipistrellus endoi
- Pithecophaga jefferyi
- Pitta gurneyi
- Placostylus bivaricosus
- Platalea minor
- Platanista gangetica
- Platycypha amboniensis
- Platycypha pinheyi
- Platymantis cagayanensis
- Platymantis hazelae
- Platymantis insulata
- Platymantis lawtoni
- Platymantis levigata
- Platymantis negrosensis
- Platymantis panayensis
- Platymantis polillensis
- Platymantis spelaea
- Platymantis subterrestris
- Platymantis taylori
- Platymantis vitiana
- Platyops sterreri
- Platypelis alticola
- Platypelis mavomavo
- Platypelis milloti
- Platypelis tetra
- Platysteira laticincta
- Platysternon megacephalum
- Plectrohyla acanthodes
- Plectrohyla arborescandens
- Plectrohyla avia
- Plectrohyla calthula
- Plectrohyla calvicollina
- Plectrohyla celata
- Plectrohyla cembra
- Plectrohyla charadricola
- Plectrohyla chryses
- Plectrohyla chrysopleura
- Plectrohyla crassa
- Plectrohyla cyanomma
- Plectrohyla cyclada
- Plectrohyla dasypus
- Plectrohyla ephemera
- Plectrohyla exquisita
- Plectrohyla glandulosa
- Plectrohyla guatemalensis
- Plectrohyla hartwegi
- Plectrohyla hazelae
- Plectrohyla ixil
- Plectrohyla lacertosa
- Plectrohyla mykter
- Plectrohyla pachyderma
- Plectrohyla pentheter
- Plectrohyla pokomchi
- Plectrohyla psarosema
- Plectrohyla psiloderma
- Plectrohyla pycnochila
- Plectrohyla quecchi
- Plectrohyla robertsorum
- Plectrohyla sabrina
- Plectrohyla sagorum
- Plectrohyla siopela
- Plectrohyla tecunumani
- Plectrohyla teuchestes
- Plectrohyla thorectes
- Plethobasus cicatricosus
- Plethobasus cooperianus
- Plethodon stormi
- Plethodon welleri
- Plethodontohyla brevipes
- Plethodontohyla guentherpetersi
- Pleurobema chattanoogaense
- Pleurobema clava
- Pleurobema collina
- Pleurobema curtum
- Pleurobema decisum
- Pleurobema furvum
- Pleurobema georgianum
- Pleurobema gibberum
- Pleurobema marshalli
- Pleurobema perovatum
- Pleurobema plenum
- Pleurobema pyriforme
- Pleurodeles poireti
- Ploceus aureonucha
- Ploceus batesi
- Ploceus golandi
- Ploceus nicolli
- Poblana alchichica
- Poblana letholepis
- Poblana squamata
- Podarcis carbonelli
- Sargantana balear (Podarcis lilfordi)

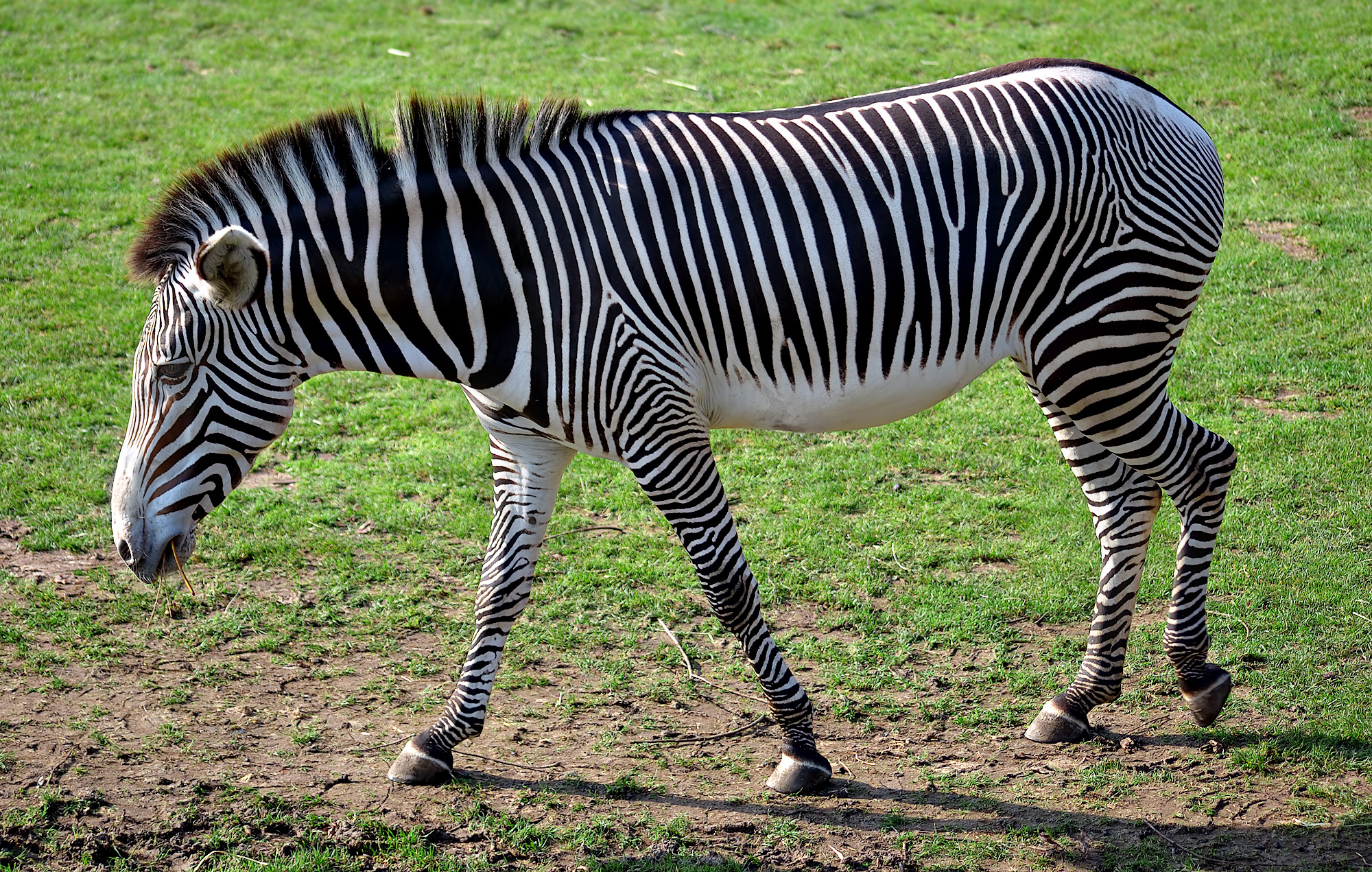
Zebra de Grevy (Equus grevyi)

- Podarcis raffonei
- Podiceps taczanowskii
- Podocnemis lewyana
- Podogymnura aureospinula
- Podogymnura truei
- Poecilia latipunctata
- Poecilia sulphuraria
- Poecilmitis rileyi
- Poecilmitis swanepoeli
- Pogonichthys macrolepidotus
- Pogonomelomys bruijni
- Polposipus herculeanus
- Polyommatus dama
- Polyommatus galloi
- Polyommatus golgus
- Polyommatus humedasae
- Polypedates eques
- Polypedates fastigo
- Polypedates insularis
- Polypedates longinasus
- Polypedates yaoshanensis
- Polyplectron schleiermacheri
- Pomarea dimidiata
- Pomarea mendozae
- Pomarea nigra
- Pomarea whitneyi
- Pongo abelii
- Orangutan (Pongo pygmaeus)
- Poospiza alticola
- Poospiza garleppi
- Poospiza rubecula
- Popenaias popeii
- Porphyrio hochstetteri
- Potamilus amphichaenus
- Potamilus capax
- Potamilus inflatus
- Potamonautes gonocristatus
- Potamonautes idjiwiensis
- Potamonautes mutandensis
- Potamonautes platycentron
- Potamonautes rukwanzi
- Potamonautes unisulcatus
- Potorous gilbertii
- Potorous longipes
- Praomys hartwigi
- Praomys obscurus
- Presbytis comata
- Prietella phreatophila
- Primolius couloni
- Prionailurus iriomotensis
- Prioniturus verticalis
- Prionops gabela
- Pristis clavata
- Pristis microdon
- Pristis pectinata
- Pristis perotteti
- Pristis pristis
- Pristis zijsron
- Probarbus jullieni
- Probreviceps rhodesianus
- Procambarus acherontis
- Procambarus angustatus
- Procambarus attiguus
- Procambarus delicatus
- Procambarus econfinae
- Procambarus erythrops
- Procambarus ferrugineus
- Procambarus franzi
- Procambarus horsti
- Procambarus milleri
- Procambarus morrisi
- Procambarus nueces
- Procambarus steigmani
- Procambarus texanus
- Procapra przewalskii
- Procaris chacei
- Procellaria conspicillata
- Procolobus badius
- Procolobus kirkii
- Procolobus pennantii
- Procolobus rufomitratus
- Procyon insularis
- Procyon maynardi
- Procyon minor
- Procyon pygmaeus
- Prodontria lewisi
- Prognathochromis sp. nov. 'long snout'
- Prognathochromis worthingtoni
- Progomphus risi
- Progomphus tennesseni
- Progomphus zephyrus
- Proischnura polychromaticum
- Propithecus diadema
- Propithecus tattersalli
- Prosobonia cancellata
- Protoneura dunklei
- Protoneura sanguinipes
- Psacadonotus insulanus
- Psammobates geometricus
- Psammodromus microdactylus
- Psarocolius cassini
- Psephotus chrysopterygius
- Psephurus gladius
- Pseudagrion vumbaense
- Pseudalopex fulvipes
- Pseudemydura umbrina
- Pseudemys alabamensis
- Pseudibis davisoni
- Pseudoamolops sauteri
- Pseudobagrus medianalis
- Pseudobarbus burchelli
- Pseudobarbus burgi
- Pseudobarbus phlegethon
- Pseudobarbus quathlambae
- Pseudobarbus tenuis
- Pseudobulweria aterrima
- Pseudobulweria becki
- Pseudobulweria macgillivrayi
- Pseudoeurycea altamontana
- Pseudoeurycea aquatica
- Pseudoeurycea brunnata
- Pseudoeurycea cochranae
- Pseudoeurycea exspectata
- Pseudoeurycea firscheini
- Pseudoeurycea gadovii
- Pseudoeurycea gigantea
- Pseudoeurycea goebeli
- Pseudoeurycea juarezi
- Pseudoeurycea longicauda
- Pseudoeurycea lynchi
- Pseudoeurycea melanomolga
- Pseudoeurycea mystax
- Pseudoeurycea naucampatepetl
- Pseudoeurycea nigromaculata
- Pseudoeurycea praecellens
- Pseudoeurycea saltator
- Pseudoeurycea smithi
- Pseudoeurycea unguidentis
- Pseudoeurycea werleri
- Pseudohydromys murinus
- Pseudois schaeferi
- Pseudomugil mellis
- Pseudomulleria dalyi
- Pseudomys fieldi
- Pseudomys glaucus
- Pseudomys occidentalis
- Pseudomys oralis
- Pseudonestor xanthophrys
- Pseudoniphargus grandimanus
- Pseudonovibos spiralis
- Pseudophoxinus anatolicus
- Pseudophoxinus battalgili
- Pseudophoxinus crassus
- Pseudophoxinus drusensis
- Pseudophoxinus egridiri
- Pseudophoxinus epiroticus
- Pseudophoxinus fahirae
- Pseudophoxinus handlirschi
- Pseudophoxinus kervillei
- Pseudophoxinus laconicus
- Pseudophoxinus prespensis
- Pseudophoxinus syriacus
- Pseudophoxinus zeregi
- Pseudophryne corroboree
- Pseudophryne covacevichae
- Pseudophryne pengilleyi
- Pseudoryx nghetinhensis
- Pseudoscaphirhynchus fedtschenkoi
- Pseudoscaphirhynchus hermanni
- Pseudoscaphirhynchus kaufmanni
- Psittacula eques
- Psittirostra psittacea
- Pteralopex acrodonta
- Pteralopex anceps
- Pteralopex atrata
- Pteralopex pulchra
- Pterodroma alba
- Pterodroma atrata
- Pterodroma axillaris
- Pterodroma baraui
- Pterodroma cahow
- Pterodroma caribbaea
- Pterodroma cookii
- Pterodroma hasitata
- Pterodroma madeira
- Pterodroma magentae
- Pterodroma phaeopygia
- Llúdria gegant (Pteronura brasiliensis)
- Pteropus aldabrensis
- Guineu voladora de les illes Ryukyu (Pteropus dasymallus)
- Guineu voladora de les illes Nicobar (Pteropus faunulus)
- Guineu voladora de l'illa Truk (Pteropus insularis)
- Guineu voladora de Luzon (Pteropus leucopterus)
- Guineu voladora de Livingstone (Pteropus livingstonii)
- Guineu voladora de les illes Mariannes (Pteropus mariannus)
- Guineu voladora de les illes Carolines (Pteropus molossinus)
- Guineu voladora de les illes Mortlock (Pteropus phaeocephalus)
- Guineu voladora de les illes Bonin (Pteropus pselaphon)
- Guineu voladora de l'illa Rodrigues (Pteropus rodricensis)
- Ptilinopus arcanus
- Ptilinopus roseicapilla
- Ptychadena broadleyi
- Ptychadena newtoni
- Ptychobranchus greenii
- Ptychobranchus jonesi
- Ptychochromis inornatus
- Ptychochromis sp. nov. 'Green Garaka'
- Ptychochromis sp. nov. 'Joba mena'
- Ptychochromoides betsileanus
- Ptychochromoides vondrozo
- Ptychodon schuppi
- Ptychohyla dendrophasma
- Ptychohyla erythromma
- Ptychohyla hypomykter
- Ptychohyla legleri
- Ptychohyla leonhardschultzei
- Ptychohyla macrotympanum
- Ptychohyla panchoi
- Ptychohyla salvadorensis
- Ptychohyla sanctaecrucis
- Ptychohyla spinipollex
- Ptyochromis annectens
- Ptyochromis granti
- Ptyochromis sp. nov. 'Rusinga oral sheller'
- Ptyochromis sp. nov. 'rainbow sheller'
- Puffinus auricularis
- Puffinus huttoni
- Baldriga balear (Puffinus mauretanicus)
- Puffinus newelli
- Pundamilia igneopinis
- Pundamilia macrocephala
- Pungitius hellenicus
- Pungu maclareni
- Puntius amarus
- Puntius asoka
- Puntius bandula
- Puntius baoulan
- Puntius clemensi
- Puntius disa
- Puntius flavifuscus
- Puntius herrei
- Puntius katolo
- Puntius lanaoensis
- Puntius manalak
- Puntius martenstyni
- Puntius tras
- Pygathrix nemaeus
- Pygathrix nigripes
- Pyrgulopsis agarhecta
- Pyrgulopsis aloba
- Pyrgulopsis avernalis
- Pyrgulopsis bruneauensis
- Pyrgulopsis cruciglans
- Pyriglena atra
- Pyrrhula murina
- Pyrrhura orcesi
- Pyrrhura viridicata
- Pyxidea mouhotii
- Pyxis planicauda

## Q
- Quadrula couchiana
- Quadrula fragosa
- Quadrula intermedia
- Quadrula sparsa
- Quadrula stapes
- Quadrula tuberosa
- Quincuncina mitchelli
- Quinnus neilius

## R
- Radiocentrum avalonense
- Radioconus goeldi
- Radioconus riochcoensis
- Radiodiscus amdenus
- Rafetus euphraticus
- Rafetus swinhoei
- Rallus semiplumbeus
- Rallus wetmorei
- Ramanella mormorata
- Ramanella palmata
- Ramphocinclus brachyurus
- Rana amamiensis
- Rana cerigensis
- Rana charlesdarwini
- Rana chevronta
- Rana chichicuahutla
- Rana cretensis
- Rana dunni
- Rana holsti
- Granota d'Ishikawa (Rana ishikawae)
- Rana johni
- Rana kuangwuensis
- Rana mangyanum
- Rana minima
- Rana muscosa
- Rana narina
- Rana okinavana
- Rana omiltemana
- Rana onca
- Rana psaltes
- Rana pueblae
- Rana pyrenaica
- Rana sevosa
- Rana shqiperica
- Rana subaquavocalis
- Rana subaspera
- Rana supranarina
- Rana tenggerensis
- Rana tlaloci
- Rana utsunomiyaorum
- Rana vibicaria
- Rana wuchuanensis
- Ranodon sibiricus
- Rasbora wilpita
- Rattus baluensis
- Rattus enganus
- Rattus montanus
- Reithrodontomys spectabilis
- Relictus solitarius
- Rhabdalestes leleupi
- Rhacophorus angulirostris
- Rhacophorus arvalis
- Rhacophorus aurantiventris
- Rhacophorus calcadensis
- Rhacophorus lateralis
- Rhacophorus pseudomalabaricus
- Rhagomys rufescens
- Rhamphophryne macrorhina
- Rhamphophryne nicefori
- Rhamphophryne rostrata
- Rhantus alutaceus
- Rheocles wrightae
- Rhinobatos horkelii
- Rhinoceros sondaicus
- Rhinoceros unicornis
- Rhinocypha hageni
- Rhinocypha ogasawarensis
- Rhinocypha uenoi
- Rhinoderma rufum
- Rhinolophus convexus
- Rhinolophus hilli
- Rhinolophus imaizumii
- Rhinolophus keyensis
- Rhinolophus maclaudi
- Rhinolophus ziama
- Rhinomyias albigularis
- Rhinopithecus avunculus
- Rhinopithecus bieti
- Rhinopithecus brelichi
- Rhinoptera brasiliensis
- Rhinoptilus bitorquatus
- Rhipidolestes okinawanus
- Rhithrodytes agnus
- Rhodonessa caryophyllacea
- Rhogeessa alleni
- Rhogeessa mira
- Rhopornis ardesiacus
- Rhynchobatus luebberti
- Rhynchocyon chrysopygus
- Rhynchopsitta pachyrhyncha
- Rhynochetos jubatus
- Rhysoconcha variumbilicata
- Rhytida clarki
- Rhytida oconnori
- Risiocnemis seidenschwarzi
- Rollandia microptera
- Romanichthys valsanicola
- Romerolagus diazi
- Rajada blanca (Rostroraja alba)
- Ruatara koarana
- Rukia ruki
- Rutilus meidingerii

## S
- Sacalia bealei
- Sacalia quadriocellata
- Saguinus bicolor
- Saguinus oedipus
- Saiga (Saiga tatarica)
- Saimiri oerstedii
- Salaria economidisi
- Salmo carpio
- Salmo peristericus
- Salmo platycephalus
- Salmothymus obtusirostris
- Salvelinus japonicus
- Samoana abbreviata
- Samoana annectens
- Samoana attenuata
- Samoana conica
- Samoana diaphana
- Samoana fragilis
- Samoana solitaria
- Samoana thurstoni
- Sandelia bainsii
- Sarcophilus harrisii
- Sarotherodon caroli
- Sarotherodon linnellii
- Sarotherodon lohbergeri
- Sarotherodon steinbachi
- Sarothrura ayresi
- Sarothrura watersi
- Saxicola dacotiae
- Scaphiophryne boribory
- Scaphiophryne gottlebei
- Scaphirhynchus albus
- Scaphirhynchus suttkusi
- Scardinius graecus
- Scardinius scardafa
- Scaturiginichthys vermeilipinnis
- Schayera baiulus
- Schizoeaca perijana
- Schizothorax lepidothorax
- Scinax alcatraz
- Scleropages formosus
- Scolomys melanops
- Scolomys ucayalensis
- Scolopax rochussenii
- Scomberomorus concolor
- Scotonycteris ophiodon
- Scotopelia ussheri
- Scotophilus borbonicus
- Scutiger chintingensis
- Scutiger maculatus
- Scutiger muliensis
- Scutiger ningshanensis
- Scutiger pingwuensis
- Scytalopus iraiensis
- Scytalopus psychopompus
- Sean Howell
- Sebastes fasciatus
- Sebastes paucispinus
- Sebastolobus alascanus
- Selevinia betpakdalaensis
- Sephanoides fernandensis
- Serinus flavigula
- Sheppardia gabela
- Sheppardia montana
- Sicista armenica
- Sicista caudata
- Sigmodontomys aphrastus
- Silurus mento
- Simias concolor
- Sinhalestes orientalis
- Siphonaria compressa
- Siphonorhis americana
- Sitta ledanti
- Sitta victoriae
- Smilisca dentata
- Sminthopsis aitkeni
- Sminthopsis douglasi
- Sminthopsis psammophila
- Solenodon cubanus
- Solenodon paradoxus
- Solisorex pearsoni
- Solomys ponceleti
- Somatochlora hineana
- Somatogyrus biangulatus
- Somatogyrus coosaensis
- Somatogyrus crassus
- Somatogyrus currierianus
- Somatogyrus decipiens
- Somatogyrus excavatus
- Somatogyrus hendersoni
- Somatogyrus humerosus
- Somatogyrus nanus
- Somatogyrus obtusus
- Somatogyrus pygmaeus
- Somatogyrus quadratus
- Somatogyrus strengi
- Somatogyrus tennesseensis
- Somatogyrus virginicus
- Somersiella sterreri
- Somuncuria somuncurensis
- Musaranya de Gansu (Sorex cansulus)
- Musaranya d'espatlla ratllada (Sorex cylindricauda)
- Musaranya de les illes Pribilof (Sorex hydrodromus)
- Musaranya de l'illa Saint Lawrence (Sorex jacksoni)
- Musaranya del Tibet (Sorex kozlovi)
- Musaranya de Sclater (Sorex sclateri)
- Musaranya de San Cristóbal (Sorex stizodon)
- Soriculus salenskii
- Spelaeoecia bermudensis
- Spelaeorchestia koloana
- Speleoithona bermudensis
- Speleomantes supramontis
- Speleoperipatus spelaeus
- Speleophria bivexilla
- Speleophria scottodicarloi
- Speocirolana thermydromis
- Speoplatyrhinus poulsoni
- Spermophilus brunneus
- Sphaerodactylus micropithecus
- Sphaerolana affinis
- Sphaerolana interstitialis
- Spheniscus mendiculus
- Spilocuscus rufoniger
- Spiralothelphusa fernandoi
- Spiralothelphusa parvula
- Spizaetus bartelsi
- Spizaetus floris
- Spizella wortheni
- Spizocorys fringillaris
- Sporophila melanops
- Sporophila palustris
- Sporophila zelichi
- Spratellicypris palata
- Squalius anatolicus
- Squalius keadicus
- Squalius lucumonis
- Squalius microlepis
- Squalius palaciosi
- Squalius torgalensis
- Squatina aculeata
- Squatina argentina
- Squatina occulta
- Squatina oculata
- Squatina squatina
- Stachyris nigrorum
- Stagnicola utahensis
- Stanleya neritinoides
- Starnoenas cyanocephala
- Stenomys vandeuseni
- Stephopaedes anotis
- Stephopaedes howelli
- Stephopaedes usambarae
- Stereolepis gigas
- Sterna albostriata
- Sterna bernsteini
- Sterna lorata
- Stomatepia mariae
- Stomatepia mongo
- Stomatepia pindu
- Streptocephalus dendrophorus
- Streptocephalus dendyi
- Streptocephalus gracilis
- Streptocephalus guzmani
- Streptocephalus moorei
- Streptocephalus woottoni
- Streptocephalus zuluensis
- Strigops habroptila
- Stumpffia helenae
- Sturnira thomasi
- Sturnus melanopterus
- Stygobromus hayi
- Stygobromus pecki
- Stymphalornis acutirostris
- Subuliniscus arambourgi
- Succinea piratarum
- Succinea quadrasi
- Musaranya negra (Suncus ater)
- Suncus fellowesgordoni
- Musaranya de Flores (Suncus mertensi)
- Musaranya de Sri Lanka (Suncus zeylanicus)
- Sundamys maxi
- Sundasciurus juvencus
- Sus cebifrons
- Sus salvanius
- Porc senglar de Java (Sus verrucosus)
- Sylvilagus dicei
- Conill de Grayson (Sylvilagus graysoni)
- Conill d'Omilteme (Sylvilagus insonus)
- Sylvisorex camerunensis
- Sylvisorex isabellae
- Sympetrum nigrifemur
- Synallaxis infuscata
- Synallaxis tithys
- Synallaxis zimmeri
- Syncaris pacifica
- Syngnathus watermeyeri
- Sypheotides indicus

## T
- Tacheocampylaea tacheoides
- Tachybaptus rufolavatus
- Tadorna cristata
- Tangara cabanisi
- Taphozous troughtoni
- Taphrolesbia griseiventris
- Tapirus bairdii

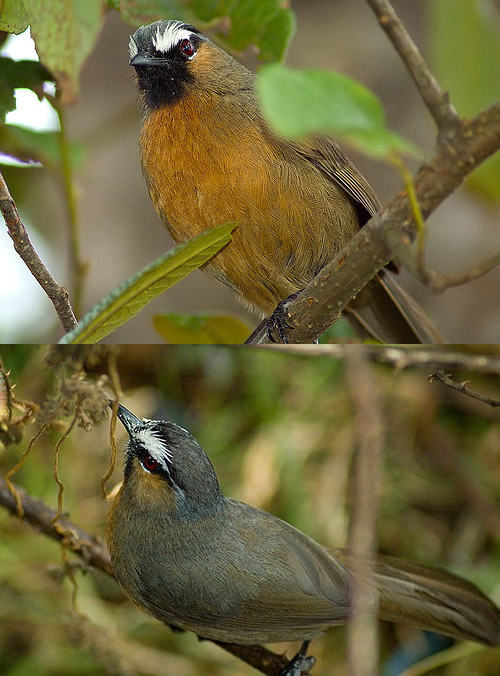
Trochalopteron cachinnans

- Tapir de muntanya (Tapirus pinchaque)
- Tasmanipatus anophthalmus
- Taudactylus acutirostris
- Granota de la gorja Eungella (Taudactylus eungellensis)
- Taudactylus pleione
- Taudactylus rheophilus
- Tauraco bannermani
- Telescopus hoogstraali
- Telespiza ultima
- Telestes beoticus
- Telestes polylepis
- Telestes turskyi
- Telmatobius atacamensis
- Telmatobius brevipes
- Telmatobius brevirostris
- Telmatobius ceiorum
- Telmatobius cirrhacelis
- Telmatobius colanensis
- Telmatobius culeus
- Telmatobius degener
- Telmatobius edaphonastes
- Telmatobius gigas
- Telmatobius hypselocephalus
- Telmatobius ignavus
- Telmatobius laticeps
- Telmatobius latirostris
- Telmatobius mayoloi
- Telmatobius necopinus
- Telmatobius niger
- Telmatobius pefauri
- Telmatobius pisanoi
- Telmatobius platycephalus
- Telmatobius schreiteri
- Telmatobius scrocchii
- Telmatobius sibiricus
- Telmatobius stephani
- Telmatobius thompsoni
- Telmatobius truebae
- Telmatobius vellardi
- Telmatobius zapahuirensis
- Telmatobufo bullocki
- Telmatobufo venustus
- Tenualosa thibaudeaui
- Teramulus waterloti
- Terenura sharpei
- Terenura sicki
- Terpsiphone corvina
- Terrapene coahuila
- Testudo kleinmanni
- Testudo werneri
- Tetrathemis denticauda
- Tetrathemis ruwensoriensis
- Tetrathemis yerburii
- Tettigidea empedonepia
- Thalassarche carteri
- Thalassarche chlororhynchos
- Thalassarche eremita
- Thalassarche melanophrys
- Thalassothemis marchali
- Thapsia buraensis
- Thapsia snelli
- Thaumatibis gigantea
- Thaumatodon hystricelloides
- Theloderma bicolor
- Thermosphaeroma cavicauda
- Thermosphaeroma dugesi
- Thermosphaeroma macrura
- Thermosphaeroma milleri
- Thermosphaeroma smithi
- Thersites mitchellae
- Thinornis novaeseelandiae
- Thorius arboreus
- Thorius aureus
- Thorius boreas
- Thorius dubitus
- Thorius grandis
- Thorius infernalis
- Thorius lunaris
- Thorius macdougalli
- Thorius magnipes
- Thorius minutissimus
- Thorius minydemus
- Thorius munificus
- Thorius narismagnus
- Thorius narisovalis
- Thorius omiltemi
- Thorius papaloae
- Thorius pennatulus
- Thorius pulmonaris
- Thorius schmidti
- Thorius spilogaster
- Thorius troglodytes
- Thoropa lutzi
- Threskiornis bernieri
- Throscodectes xederoides
- Throscodectes xiphos
- Thryothorus nicefori
- Thunnus maccoyii
- Thylogale calabyi
- Tilapia guinasana
- Tiliqua adelaidensis
- Tinostoma smaragditis
- Tiradelphe schneideri
- Todiramphus gambieri
- Todiramphus godeffroyi
- Tokudaia muenninki
- Tokudaia osimensis
- Tomicha cawstoni
- Tomicha natalensis
- Tomicha rogersi
- Fals gavial (Tomistoma schlegelii)
- Tor yunnanensis
- Torreornis inexpectata
- Totoaba macdonaldi
- Touit melanonotus
- Toxolasma cylindrellus
- Toxostoma guttatum
- Trachemys adiutrix
- Trachycystis clifdeni
- Trachycystis haygarthi
- Trachycystis placenta
- Trachypithecus auratus
- Langur de François (Trachypithecus delacouri)
- Trachypithecus geei
- Trachypithecus pileatus
- Langur de cap daurat (Trachypithecus poliocephalus)
- Trachypithecus vetulus
- Tragelaphus buxtoni
- Treron psittaceus
- Trichocichla rufa
- Tricula montana
- Trimenia wallengrenii
- Trimerotropis infantilis
- Trimerotropis occidentaloides
- Trimerotropis occulens
- Tringa guttifer
- Tristramella sacra
- Trithemis nigra
- Trochidrobia inflata
- Trochochlamys ogasawarana
- Trochoidea pseudojacosta
- Trochomorpha apia
- Trogopterus xanthipes
- Tropidophora articulata
- Tropidophora deburghiae
- Tropidoptera heliciformis
- Truncatellina arcyensis
- Tulotoma magnifica
- Tupaia longipes
- Tupaia nicobarica
- Turdus helleri
- Turdus ludoviciae
- Turdus swalesi
- Guatlla de Robinson (Turnix olivii)
- Tylomys bullaris
- Tylomys tumbalensis
- Tylototriton hainanensis
- Typhlatya iliffei
- Typhleotris madgascarensis
- Typhleotris pauliani
- Typhlops monensis
- Tyrannus cubensis
- Tyto nigrobrunnea
- Tyto soumagnei

## U
- Uma inornata
- Pantera de les neus (Uncia uncia)
- Guineu grisa de les illes Santa Bàrbara (Urocyon littoralis)
- Urogymnus ukpam
- Urolophus javanicus
- Urolophus orarius
- Uromys rex
- Uropsilus investigator
- Talp musaranya xinès (Uropsilus soricipes)
- Urothemis thomasi

## V
- Samaruc (Valencia hispanica)
- Valencia letourneuxi
- Vanellus gregarius
- Vanellus macropterus
- Varecia variegata
- Varicorhinus platystoma
- Varicorhinus ruandae
- Variola vera
- Vermivora bachmanii
- Vibrissaphora boringii
- Vibrissaphora echinata
- Vibrissaphora leishanensis
- Victaphanta compacta
- Villosa perpurpurea
- Villosa trabalis
- Vini kuhlii
- Vini peruviana
- Vini ultramarina
- Vipera albizona
- Vipera bulgardaghica
- Vipera darevskii
- Vipera kaznakovi
- Vipera pontica
- Escurçó d'Orsini (Vipera ursinii)
- Vipera wagneri
- Vireo masteri
- Viverra civettina

## W
- Weberogobius amadi
- Werneria bambutensis
- Werneria iboundji
- Werneria mertensiana
- Werneria preussi
- Werneria submontana
- Werneria tandyi
- Wolterstorffina chirioi
- Wolterstorffina mirei'

## X
- Xanthomyza phrygia
- Xenoclarias eupogon
- Xenoglaux loweryi
- Xenoophorus captivus
- Xenoperdix udzungwensis
- Xenophrys brachykolos
- Xenopirostris damii
- Xenopoecilus oophorus
- Xenopoecilus poptae
- Xenopoecilus sarasinorum
- Xenopus gilli
- Xenopus longipes
- Xenospiza baileyi
- Xerosecta giustii
- Xipholena atropurpurea
- Xiphophorus couchianus
- Xiphophorus gordoni
- Xiphophorus meyeri
- Xylotoles costatus
- Xyrauchen texanus
- Xystichromis nuchisquamulatus
- Xystichromis phytophagus
- Xystichromis sp. nov. 'Kyoga flameback'

## Y
- Yunnanilus nigromaculatus

## Z
- Zaglossus bruijni
- Zavattariornis stresemanni
- Zilchogyra paulistana
- Zingel asper
- Zingis radiolata
- Zonitoides jaccetanicus
- Zoothera guttata
- Zosterops albogularis
- Zosterops chloronothus
- Zostèrops de brides (Zosterops conspicillatus)
- Zosterops luteirostris
- Zosterops modestus
- Zosterops nehrkorni
- Zosterops rotensis
- Zosterops tenuirostris
- Zygogeomys trichopus
- Zyzomys palatilis
- Zyzomys pedunculatus[1]